# Униформа органов государственной безопасности, Внутренних и Пограничных войск СССР
Униформа органов государственной безопасности, Внутренних и Пограничных войск СССР — предметы форменной одежды сотрудников органов государственной безопасности РСФСР и СССР (ЧК-ВЧК, ГПУ НКВД РСФСР, ОГПУ СССР, НКВД СССР, НКГБ СССР, МГБ СССР, КГБ СССР), внутренней службы (НКВД РСФСР, НКВД СССР, МВД СССР), военнослужащих Внутренних войск НКВД СССР (МГБ СССР, МВД СССР), Пограничных войск НКВД СССР (МГБ СССР, МВД СССР, КГБ СССР), а также Правила ношения указанных предметов в период с 1918 по 1991 г., установленные высшими правительственными органами для личного состава органов госбезопасности, Внутренних и Пограничных войск СССР.
В данной статье объединены описания и характеристики, относящиеся к нескольким структурам государственной власти СССР — это обусловлено спецификой темы.
В данной статье не рассматриваются униформы морских частей ПО (ПВ) НКВД (НКГБ, МГБ, МВД, КГБ) СССР.

## 1918—1920 гг.

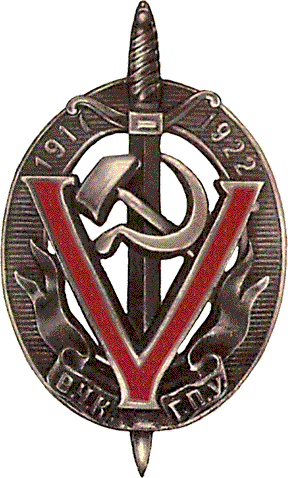
Юбилейный знак ВЧК-ОГПУ

### ВЧК
Всероссийская чрезвычайная комиссия (ВЧК) по борьбе с контрреволюцией и саботажем (позже — ВЧК по борьбе с контрреволюцией, спекуляцией и преступлениями по должности), предтеча всех органов государственной безопасности советской политической системы, была создана как относительно самостоятельная служба при Совнаркоме (7) 20 декабря 1917 года. На ВЧК и её структуры легла основная тяжесть борьбы с контрреволюционным подпольем в годы Гражданской войны. Помимо этого ВЧК занималась проведением следственных действий по делам, связанным с саботажем, спекуляцией и дезорганизацией тыла, осуществляла мероприятия т. н. «Красного террора», а также вела агентурную работу в частях РККА, на предприятиях, в учебных заведениях и т.д.
Сотрудники ВЧК в годы Гражданской войны не имели какой-либо специальной формы одежды, что во многом объяснялось спецификой стоящих перед ними задач. По этой же причине части внутренней охраны или РККА, поступая в распоряжение органов ВЧК сохраняли свою форму одежды и знаки различия (часто неуставные и неофициальные). Форма войск ВЧК во время Гражданской войны также не отличалась от общеармейской РККА. Этим объясняется столь широкое распространение ведомственных почётных знаков ВЧК среди красных командиров разных рангов.

### Части внутренней охраны и корпус ВЧК

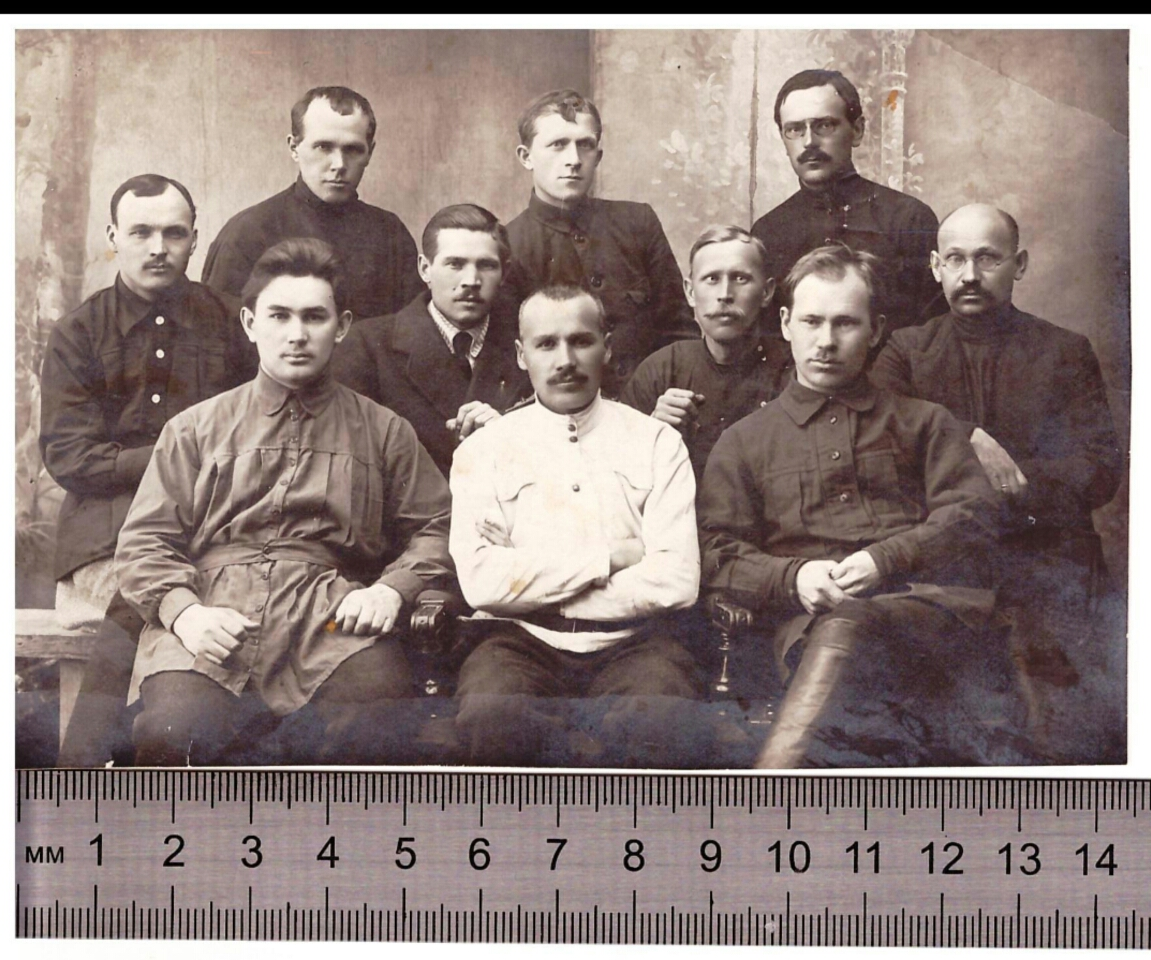
Ранние чекисты. Оперативный состав ВЧК до 1922 г.

Изначально подразделения Внутренней и Пограничной охраны Республики подчинялись собственным ведомствам в составе правительства (СНК РСФСР) — Народному комиссариату внутренних дел и Народному комиссариату финансов (позже — торговли и промышленности) соответственно; впоследствии они отошли в подчинение РВСР. Конвойная стража Республики (КСР) формально также подчинялась не ВЧК, а наркомату юстиции.
Однако нередки были случаи придания органам ВЧК частей и подразделений РККА, КСР или ВОХР в оперативное подчинения для решения тех или иных конкретных задач, в том числе, по охране государственной границы, а также оперативно-чекистского характера.
Летом 1918 года был создан Корпус войск ВЧК, на который возлагалось решение разнообразных задач — от осуществления арестов и этапирования до организации вооружённых засад и охраны правительственных учреждений. 25 мая 1919 г. Корпус вместе с другими войсками вспомогательного назначения вошёл в состав Войск внутренней охраны Республики (ВОХР); 1 сентября 1920 г. ВОХР преобразовали в Войска внутренней службы, из которых 19 января 1921 г. вновь были выделены самостоятельные Войска ВЧК, реорганизованные 6 февраля 1922 г. во Внутренние войска ГПУ (ОГПУ).

### Пограничная охрана республики
Первая униформа для пограничников была установлена в 1919 году, когда они находились в подчинении РВС РСФСР. При общей красноармейской форме для частей ПО вводился зелёный приборный цвет. 17 июля 1920 года (после введения в частях РККА нарукавных знаков по родам войск) погранохране установлены нарукавные знаки существующих в РККА образцов, но на зелёной суконной подложке.

## 1920-е гг.
В 1922 году ВЧК официально ликвидируется. Вместо неё создаётся Государственное политическое управление (ГПУ) при НКВД РСФСР (формально — под надзором Наркомюстиции) — со схожими задачами и функциями, но значительно урезанными по сравнению с ВЧК полномочиями.
После образования СССР возникает Объединённое государственное политическое управление (ОГПУ) при СНК СССР, объединившее ГПУ союзных республик. ОГПУ подчинялось не НКВД, а напрямую СНК СССР. В новую структуру вошли органы ГПУ — ОПГУ, части внутренней охраны, а также пограничная охрана СССР, вошедшая в состав Особых отделов ВЧК ещё в 1920 г.
Эта схема в своей основе просуществовала до самого конца советской эпохи.

### Органы ГПУ

#### 1922—1924 гг.[2]
Органы ГПУ — ОГПУ на транспорте
Впервые форма для «особых органов ГПУ» была введена для Транспортных отделов этого ведомства. Это логично объяснялось тем, что именно сотрудники Транспортных отделов наиболее тесно контактируют с населением, а железные дороги, в свою очередь, являлись не только стратегическим объектом, но и площадкой для различного рода злоупотреблений и преступлений — от мелких краж до крупных хищений и разбоя. Ощущалась и необходимость повышения дисциплины и ответственности самих сотрудников ГПУ.
21 марта 1922 г. Приказом ГПУ за № 12 устанавливалась следующая форма одежды:
- шинель серая, комсоставская, кавалерийского образца с синими петлицами с малиновым кантом, с окантовкой по воротнику и обшлагам;
- гимнастёрка защитного или чёрного цвета существующего образца, с воротником-стойкой, с малиновой окантовкой по разрезу и обшлагам;
- шаровары чёрного цвета с малиновым кантом;
- фуражка с малиновым околышем, синей тульёй и малиновыми кантами, на околыше, т. н. «железнодорожная красноармейская эмблема» — звезда красной эмали, наложенная на перекрещенные топор и якорь;
- сапоги, для комсостава — со шпорами;
- вооружение — пехотного образца.

На левый рукав устанавливался нарукавный знак:

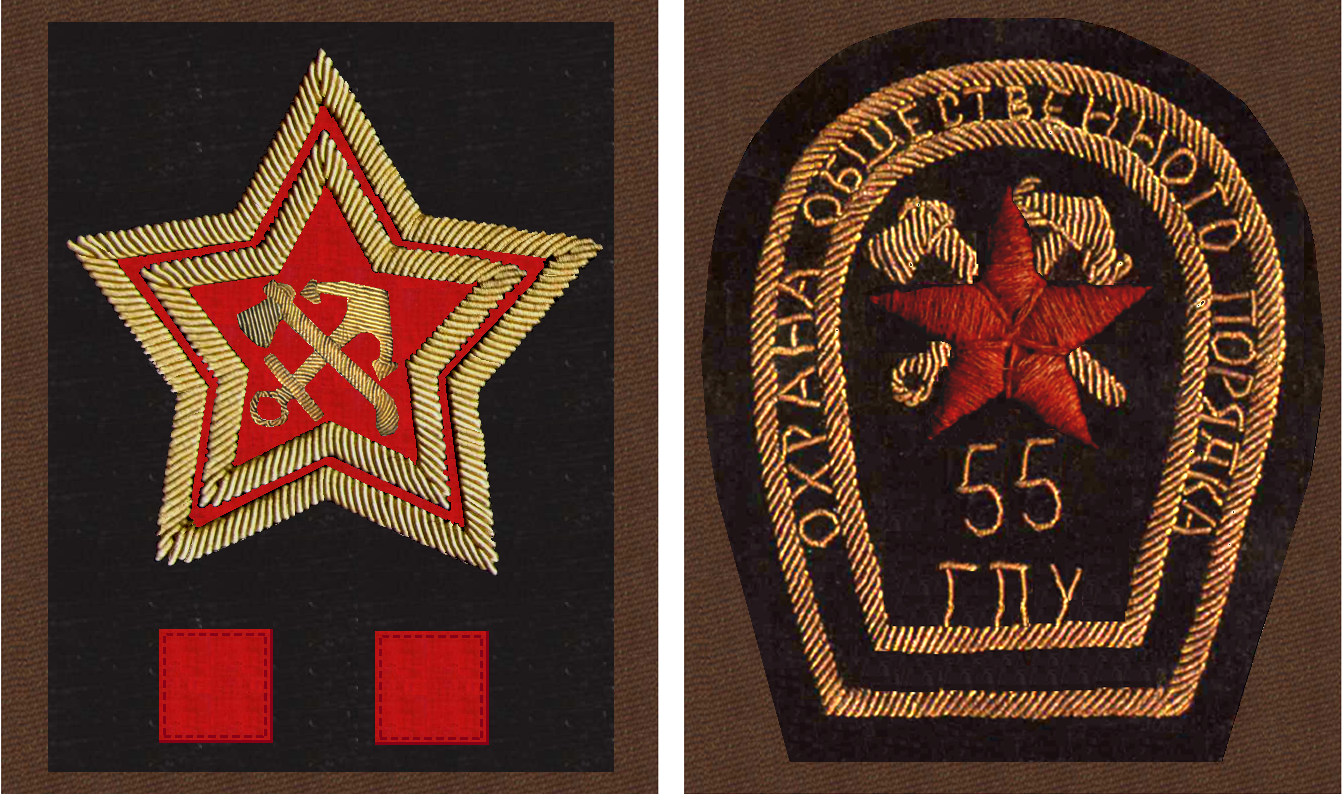
Нарукавные знак ТОГПУ: слева — комначсостава (март-май 1922 г.); справа агентов по охране общественного порядка (1922—1923 гг.)

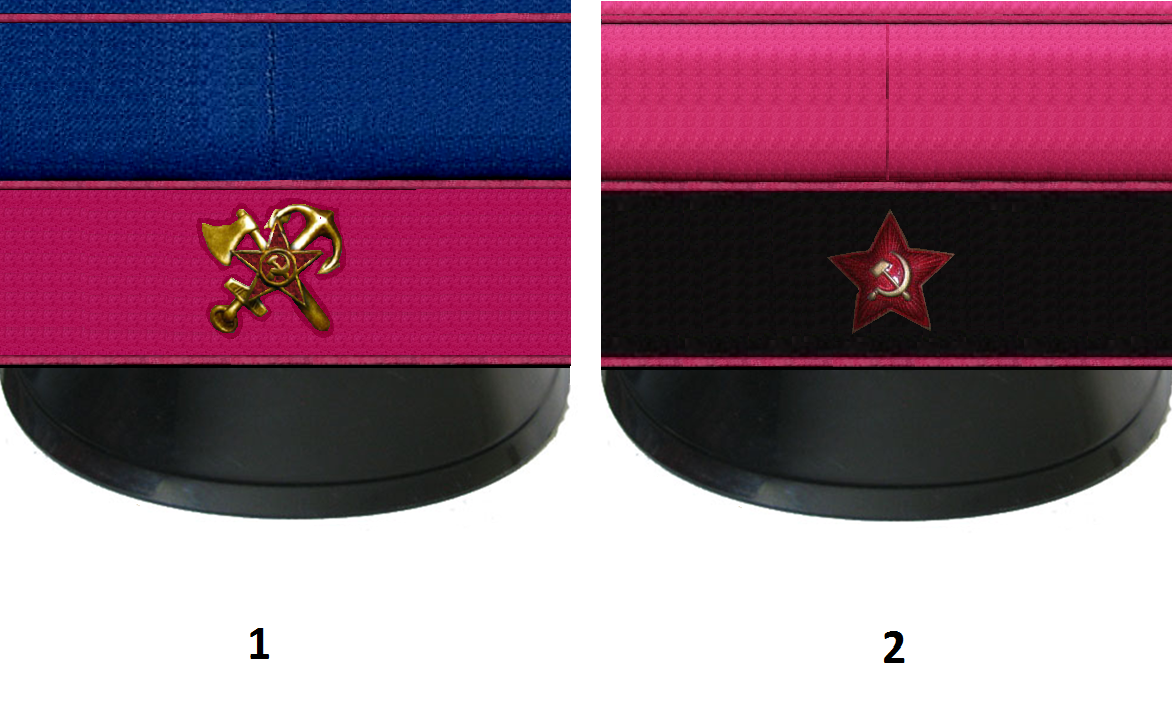
Фуражки ТОГПУ: 1 — март 1922 г. 2 — февраль 1923 г.

а) для комсостава — звезда красного сукна с двойным золотым шитым кантом и шитой железнодорожной эмблемой по центру; по звездой на чёрной подложке нашивались ромбы, квадраты и треугольники красного сукна, указывающие на должностное положение;
б) для агентов по охране общественного порядка — подковообразный знак чёрного сукна с золотым шитьём: «Охрана общественного порядка», по центру — шитая железнодорожная красноармейская эмблема, под ней — личный номер агента и надпись: «ГПУ».
Форма устанавливалась для всех сотрудников и была обязательной для ношения (кроме секретной части). Во время исполнения служебных обязанностей допускалось ношение штатской одежды, однако смешение штатских вещей с форменными не допускалось. Из-за дороговизны и отсутствия средств форму предписывалось приобретать за свой счёт.
17 мая 1922 года в только что установленную форму были внесены изменения, связанные с переходом на новую форму одежды частей РККА. Изменения эти коснулись, в первую очередь, знаков различия, однако впоследствии они были дополнены (Приказ ОГПУ № 86 от 28 февраля 1923 г.).
Изменения 1922—1923 гг. сводились к следующему:
- шинель кавалерийского образца, воротник и обшлага более тёмного сукна, с малиновым кантом; петлицы шинельного типа, чёрного сукна (комначсостав — чёрный бархат), с малиновой выпушкой; на грудь нашиваются три клапана чёрного сукна (комначсостав — чёрный бархат) с малиновой выпушкой;
- гимнастёрка чёрного сукна, с отложным воротником с петлицами чёрного сукна (комначсостав — чёрный бархат) с малиновыми кантами; окантовка малиновым кантом по воротнику и обшлагам; на грудь нашиваются три клапана чёрного сукна (комначсостав — чёрный бархат) с малиновой выпушкой;
- шлем («будённовка») зимний, установленный в РККА, чёрного сукна, с малиновой суконной звездой; кокарда в виде красной эмалевой металлической пятиконечной звезды;
- летняя фуражка — с чёрным суконным (комначсостав — чёрный бархат) околышем, малиновой тульёй и малиновыми кантами по околышу и тулье; кокарда — как на зимний шлем;
- комначсоставу установлены новые знаки различия в виде чёрного клапана с малиновой окантовкой, размещаемого вертикально внизу левого рукава (прежние знаки различия отменяются и их ношение не допускается); вверху клапана — суконная малиновая пятиконечная звезда, относительно центра клапана нашиваются суконные малиновые ромбы, квадраты и треугольники по должности.

На петлицах центральных учреждений помещалась шифровка из букв «ТОГПУ». Отделениям и округам присваивались начальная буква отделения или округа, традиционная железнодорожная эмблема (топор и якорь) и шифровка «ГПУ».
Приказом 17 мая 1922 г. для комначсостава установлен нарукавный знак по роду войск (левый рукав, сгиб рукава) — чёрный суконный ромб с малиновой выпушкой, в центре ромба золочёный шитый железнодорожный знак (топор и якорь, перевитые канатом); рядовым агентам оставлено ношение знака, установленного мартовским Приказом, но с новыми знаками различия (как у комначсостава, но без знаков должностной категории), однако с 28 февраля 1923 г. Приказом № 86 ношение нарукавных знаков по роду войск комсоставом и агентами ООП отменялось.
| Знаки различия ТОГПУ | Приказ № 37 от 3 апреля 1922 г. | Приказ № 78 от 17 мая 1922 г. |
| -------------------- | --- | --- |
|                      | Начальник ТОГПУ | Начальник ТОГПУ |
|                      | Заместитель Начальника ТОГПУ, Начальник частей охраны общественного порядка (ЧООП) | Заместитель Начальника ТОГПУ, Начальник ЧООП, Начальники ОКТО и Областных ТО (ОБТО)                                                                                    |
|                      | Помощник начальника ЧООП, Военрук, начальник Организационно-инспекторской части (ОИЧ) и его заместители, начальники Окружных транспортных отделов (ОКТО) и их заместители                                          | Помощник начальника ЧООП, начальники ЧООП ОКТО и ОБТО и их заместители, начальники самостоятельных ДТО и Морских ТО (МОРТО)                                            |
|                      | Инспекторы ЧООП и ОИЧ, сотрудники особых поручений, Начальники Дорожно-транспортных отделов (ДТО) и их заместители, Особоуполномоченные по дорогам, Начальники Линейно-транспортных отделов (ЛТО) и их заместители | Военруки и инспекторы ЧООП, помощники начальников ЧООП ОКТО и ОБТО, начальники ДТО, ЛТО и МОРТО, заместители начальников самостоятельных ДТО и МОРТО                   |
|                      | Сотрудники особых поручений при заместителе начальника ТОГПУ, помощники начальников ЧООП, ДТО, ЛТО; военруки ОКТО, ДТО и ЛТО                                                                                       | Военруки и военные инспекторы ЧООП ОКТО и ОБТО, заместители начальников ДТО и начальники ЧООП ДТО, ЛТО и МОРТО; начальники ОДТО, Водных ТО (ВОДТО) и Районных ТО (РТО) |
|                      | Сотрудники для особых поручений, инспекторы и военные инструкторы ОКТО, начальники отделений ДТО, начальники районных отделений водно-транспортного отдела (РОВТО) и их заместители                                | Помощники начальников ЧООП ДТО, ЛТО и МОРТО; заместители начальников ОДТО и РОВТО и начальники ЧООП ОДТО, ВОДТО, РТО                                                   |
|                      | Сотрудники для особых поручений, инспекторы и военные инструкторы ДТО, начальники отделений ЧООП и их помощники; военруки РОВТО и ОДТВО                                                                            | Военруки и военные инспекторы ЧООП ДТО, ЛТО и МОРТО; помощники начальников ЧООП ОДТО, ВОДТО, РТО; начальники оперпунктов                                               |
|                      | Сотрудники для особых поручений и военные инструкторы РОВТО, инспекторы ООП РОВТО | Военруки и военные инспекторы ЧООП ОДТО, ВОДТО, РТО |
|                      | Агент ООП 1-го разряда | - |
|                      | Агент ООП 2-го разряда | Агент ЧООП 1-го разряда |

Органы ГПУ-ОГПУ

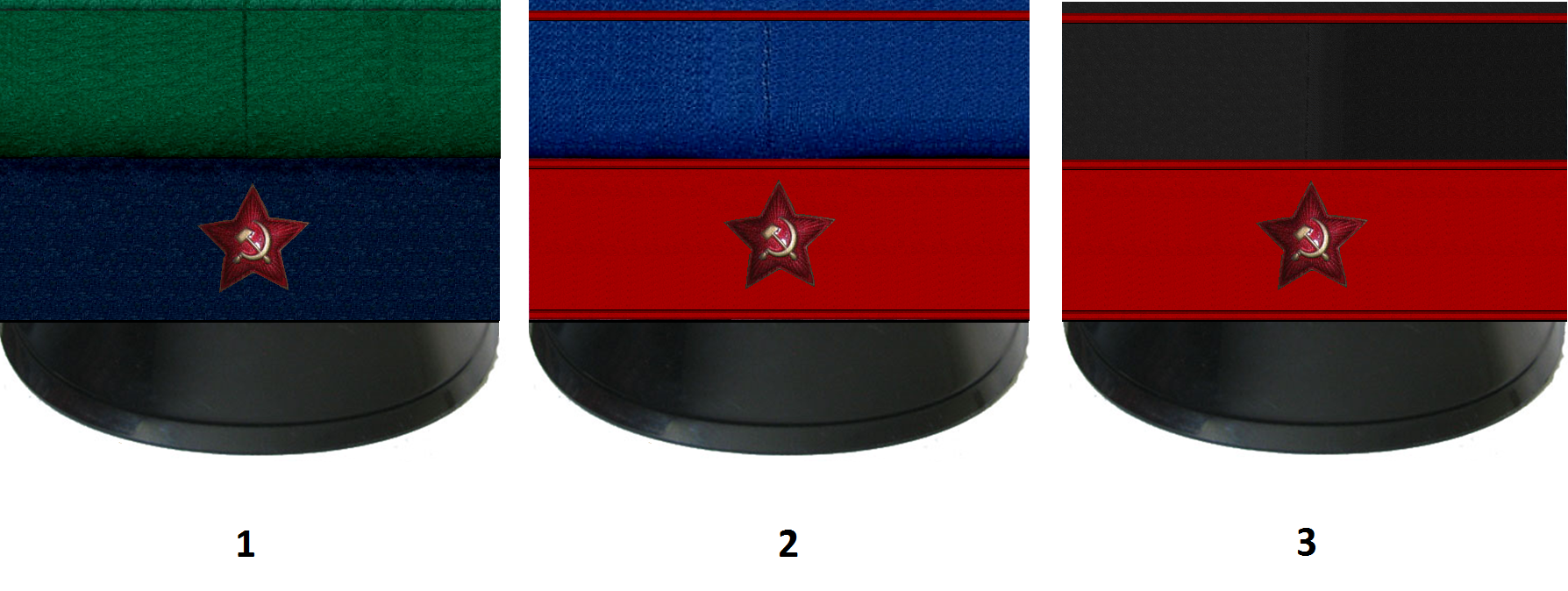
Фуражки ГПУ: 1 — сотрудников органов ГПУ-ОГПУ (1922—1924 гг.); 2 — сотрудников Комендатуры ГПУ, мест заключения и тюрем, Северных лагерей; 3 — рабочая сотрудников тюремного управления (1922—1923 гг.)

27 июня 1922 г. (Приказ ГПУ № 119), который основывался на Приказе РВСР за № 322 от 31 января 1922 г., который, в свою очередь, устанавливал новое обмундирование для РККА. Действие Приказа ГПУ распространялось не только на органы, как можно было бы подумать, но и на внутренние войска. Фактически для ГПУ вводилась форма РККА образца 1922 г. кавалерийского образца. Предметы одежды и снаряжения, принятые в органах и войсках ГПУ, отличались от красноармейских только расцветкой и некоторыми деталями.
Новая форма включала в себя следующие предметы и элементы:
- зимний суконный шлем тёмно-синего цвета с тёмно-зелёной нашивной звездой, поверх которой крепилась красная металлическая звезда с серпом и молотом (последняя как и в РККА носилась довольно редко), пуговицы для пристёгивания отгибающегося клапана обтянуты тёмно-зелёным сукном, петли на клапане из чёрной кожи (судя по фотографиям, вплоть до 1924 г. в ГПУ носился шлем образца 1919 г., который имел иную, более втянутую форму по сравнению с установленным в январе 1922 г.[3]);
- фуражка «прежнего военного образца» с тёмно-синим околышем и зелёной тульёй, на околыше — красная звезда (на самом деле форма такой фуражки заметно отличалась от «прежней» — тулья была меньшего размера и не имела жёсткой основы[3]); фуражка полагалась только к летней форме контрразведывательным отделениям, ОО Губерских отделений ГПУ и погранохране.
- рубаха (гимнастёрка) защитного цвета, суконная или хлопчатобумажная, с тёмно-зелёными прямоугольными петлицами, тремя парами нагрудных клапанов и вертикальным клапаном на левом рукаве; по бокам в подоле рубахи прорезалось два вертикальных кармана;
- шаровары-бриджи суконные тёмно-синего цвета с тёмно-зелёными кантами; помимо этого, как и в РККА, при летней форме носились шаровары защитного цвета из лёгкой х/б ткани, без кантов;
- шинель светло-серого сукна с тёмно-зелёными петлицами, тремя нагрудными клапанами, на левом рукаве — вертикальный клапан; воротник и обшлага из тёмно-серого сукна с тёмно-зелёной выпушкой; по обеим сторонам груди прорезались вертикальные карманы; сзади чуть ниже талии — разрез на малых пуговицах;
- сапоги из чёрной кожи кавалерийского образца;
- револьвер в кобуре «бывшего офицерского образца» на плечевом ремне, со шнуром тёмно-синего цвета (последний фактически не носился); шашка на поясной (или плечевой) портупее с распущенным кожаным темляком;

Приказом определялись знаки различия должностного положения в виде геометрических фигур (треугольники, квадраты, ромбы) из зелёного сукна (для административно-хозяйственного состава — из синего, для Центрального управления ГПУ — белого металла или шитья), помещавшиеся на нарукавном клапане. Нарукавные и нагрудные клапаны и петлицы — тёмно-зелёного цвета без окантовок.
Знаки различия по должностям 1922 г.
| Знаки различия       | Органы ГПУ и Комендатура ГПУ                                                                                                 |
| -------------------- | --- |
| нарукавный знак 1922 | Агент 3-го разряда |
| нарукавный знак 1922 | Агент 2-го разряда |
| нарукавный знак 1922 | Агент 1-го разряда |
| нарукавный знак 1922 | Сотрудник особых поручений (здесь — Комендатура ГПУ)                                                                         |
| нарукавный знак 1922 | Начальник оперативного пункта (здесь — ТОГПУ)                                                                                |
| нарукавный знак 1922 | Начальник отдела инспекции; Помощник начачальника административно-следственной части (здесь — Комендатура ГПУ)               |
| нарукавный знак 1922 | Помощник начальника отделения, Уполномоченный отдела предварительного дознания; Начальник административно-следственной части |
| нарукавный знак 1922 | Военрук инспекции |
| нарукавный знак 1922 | Начальник отделения ГПУ (здесь — ТОГПУ)                                                                                      |
| нарукавный знак 1922 | Заместитель начальника отдела ГПУ                                                                                            |
| нарукавный знак 1922 | Начальник отдела ГПУ |

Как и в частях РККА, в органах ОГПУ также предусматривалось ношение различных буквенных и номерных шифровок на петлицах рубах и шинелей. Эти обозначения должны были изготовляться их жёлтого металла (из белого для Центрального управления ГПУ — ОГПУ). Цифры и буквы расшифровывали принадлежность к тому или иному управлению, отделу или комендатуре ГПУ.
Приказ ГПУ от 24 июля 1922 г. окончательно закреплял нововведённую форму одежды учреждений и частей ГПУ и устанавливал соответствие знаков различия по должностям.
В ноябре (Приказ ГПУ за № 280 от 3 ноября 1922 г.) установленя форма обычного оперативного состава ГПУ. Форма была довольно скромной:
- защитная гимнастёрка без петлиц и окантовки;
- шинель пехотная, без петлиц и окантовки;
- фуражка защитного цвета, без окантовки;
- шаровары тёмно-синего сукна, без окантовки;
- высокие кожаные сапоги или ботинки с обмотками.

Комендатура и тюремный отдел ОГПУ
Осенью 1922 г. (Приказ № 192) были установлены форменные отличия для Комендатуры и тюремного отдела ГПУ. Эти отличия сводились к следующему:
а) фуражка с красным околышем и синей тульёй, с красными кантами;
б) шаровары из тёмно-синего сукна с красным кантом; сапоги армейские;
в) шинель тёмно-синего сукна с красными клапанами, кантами и петлицами;
г) гимнастёрка синяя с красными петлицами, нагрудными клапанами и красными кантами.
На нарукавных знаках различия — клапан красный, звезда вверху клапана — красная, геометрические фигуры по должностям — синие.
Шифровка нам петлицах Комендатуры — «КГПУ».
Тюремное управление получило в дополнение вышеописанной (выходной) ещё и повседневное (рабочее) обмундирование:
- чёрная фуражка с красными кантами и околышем,
- чёрная рубаха с отложным воротником без петлиц и клапанов, с окантовками красного цвета по воротнику, обшлагам и разрезной планке.

21 декабря 1922 года (Приказ № 336) для Комендатуры ОГПУ установлен зимний шлем тёмно-синего цвета с красной суконной звездой.
30 мая 1923 г. (Приказ № 226) Комендатуре установлено обмундирование Внутренних войск с сохранением шифровок на петлицах; обмундирование по Приказу № 192 отменяется. 26 июля (Приказ № 313) такое же обмундирование установлено и для тюремного управления.
Для Северных лагерей ОГПУ в 1923 г. (Приказ № 207) установлено обмундирование, сходное с обмундированием тюремного управления:
- шинель серого сукна; обшлага и воротник — синего сукна с красными петлицами и окантовкой;
- гимнастёрка тёмно-синего цвета, воротник отложной, с красными петлицами; по воротнику и обшлагам красная окантовка;
- фуражка с красным околышем и синей тульёй, с красными кантами;

Особые отделы ОГПУ
26 июня 1923 г. Приказом РВСР за № 1388 было объявлено о введении формы одежды для особых органов ГПУ, занимавшихся контрразведкой при штабах соединений РККА — «особых отделов» (ОО).
При общей форме ГПУ с зелёным приборным цветом устанавливалась следующие отличительные элементы:
- гимнастёрка и шаровары тёмно-синего цвета;
- оранжевая окантовка петлиц и клапанов;
- оранжевые канты на шароварах,
- оранжевая окантовка зелёной суконной звезды на зимнем шлеме,
- тёмно-синие воротник и обшлага шинели (в тон цвета зимнего шлема).

Нарукавные знаки различия — клапан установленного образца зелёного цвета с окантовкой оранжевого цвета; геометрические фигуры, обозначающие должностные категории — красного цвета.
Однако уже 15 января 1924 г. (Приказ РВС СССР за № 18) это обмундирование было отменено, а сотрудникам особых органов предписывалось для маскировки носить форму штабов тех частей и соединений, при которых они состояли.
Знаки различия по должностям (Особые органы ГПУ-ОГПУ) по Приказу № 181 18 августа 1922 г.
| Знаки различия | Особый отдел ГПУ                | Особый отдел Округа        | Уполномоченный при штабе корпуса | Особое отделение дивизии | Особое отделение отдельной бригады | Особое отделение губернского отдела ГПУ |
| -------------- | ------------------------------- | -------------------------- | -------------------------------- | ------------------------ | ---------------------------------- | --------------------------------------- |
|                | -                               | -                          | -                                | Комендант                | -                                  | Помощник уполномоченного                |
|                | -                               | -                          | -                                | Уполномоченный           | -                                  | Уполномоченный                          |
|                | -                               | -                          | -                                | Секретарь                | Секретарь и уполномоченный         | Уполномоченный по военным делам         |
|                | Уполномоченный                  | Уполномоченный             | Секретарь                        | Начальник отделения      | -                                  | -                                       |
|                | Помощник начальника отделения   | Секретарь                  | Помощник уполномоченного         | Начальник отделения      | Начальник отделения                | Начальник отделения                     |
|                | Секретарь и начальник отделения | Помощник начальника отдела | Уполномоченный                   | -                        | -                                  | -                                       |
|                | Помощник начальника отдела      | Начальник отдела           | -                                | -                        | -                                  | -                                       |
|                | Начальник отдела                | -                          | -                                | -                        | -                                  | -                                       |

#### 1924—1935 гг.
Новые существенные изменения в обмундировании органов ОГПУ произошли в августе 1924 г. (Пр. ОГПУ № 9 315 от 14 августа 1924 г.) вслед за аналогичными изменениями в обмундировании РККА тем же летом. Главной новинкой стало введение металлических знаков различия (треугольники, квадраты, прямоугольники, ромбы) по должностным категориям на петлицы. В конце 1924 г. была проведена унификация расцветки петлиц — во всех органах и войсках ОГПУ они стали краповыми с малиновой окантовкой. В связи с введением новых знаков различия шифровка сохранялась только у рядовых сотрудников органов.

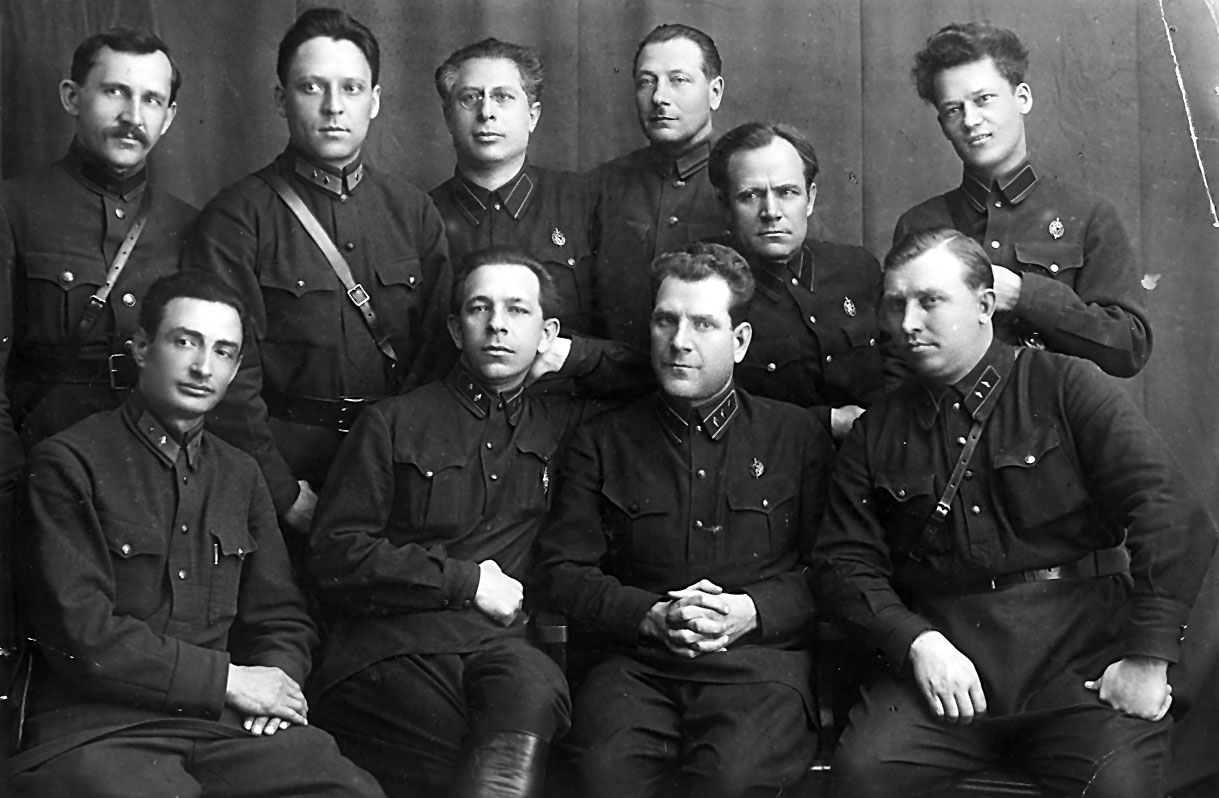
Сотрудники полномочного представительства ОГПУ по Уралу в новых гимнастёрках со знаками различия 1924—1925 гг. Снимок сделан, вероятно, по поводу вручения знаков «Почётный чекист» к 15-й годовщине ВЧК-ОГПУ. Зима 1932—1933 гг.

Знаки различия по должностям (Органы ОГПУ) 1924 г.
| Знаки различия | Знаки различия                     | Должности                                        |
| -------------- | ---------------------------------- | ------------------------------------------------ |
| 1924 г.        | 1925 г.                            | Должности                                        |
|                |                                    | Агент III разряда                                |
|                |                                    | Агент II разряда                                 |
|                |                                    | Агент I разряда                                  |
|                |                                    | Сотрудник особых поручений                       |
|                | Старший сотрудник особых поручений |                                                  |
|                |                                    | Нач. оперативного пункта                         |
|                | Нач. городского отдела ГПУ         |                                                  |
|                |                                    | Нач. следственной части                          |
|                | Нач. уездного отдела ГПУ           |                                                  |
|                |                                    | Зам. нач. губернского отдела ГПУ                 |
|                |                                    | Нач. отделения ОГПУ; Нач. губернского отдела ГПУ |
|                |                                    | Зам. нач. отдела ОГПУ                            |
|                |                                    | Зам. Пред седателя ОГПУ; Нач. отдела ОГПУ        |

Транспортные отделы ОГПУ

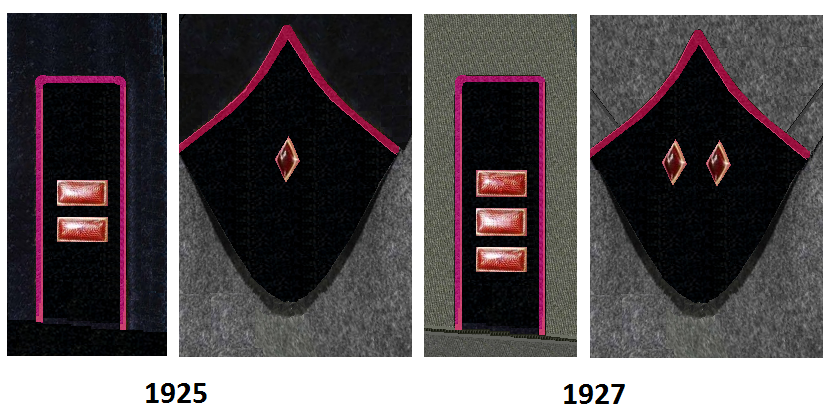
Петлицы ТОГПУ на гимнастёрку, френч и шинель: слева — 1925—1927 гг.; справа — после 1927 г.

16 сентября были подписаны Приказы (№ 346, № 347), в соответствии с которыми в обмундирование ТОГПУ вносились изменения — отменялись цветные клапаны на шинелях и гимнастёрках, а также нарукавные знаки различия образца 1922 г. Старые гимнастёрки и шинели разрешалось донашивать с соответствующими изменениями.
Согласно Приказу № 347 был утверждён табель по должностям и их знакам различия. Знаки различия представляли собой всё те же квадраты, треугольники и ромбы, но теперь — металлические, с серебряным бортиком, покрытые красной эмалью. Приказом № 221 от 11 сентября 1925 г. в систему были включены знаки в виде прямоугольников. 3 февраля 1934 г. были уточнён перечень должностей ЦА ТОГПУ и региональных органов, которым полагались знаки различия на обмундирование; остальным сотрудникам такие знаки не полагались.
15 октября 1924 г. для железнодорожных частей ОГПУ установлен нарукавный знак, аналогичный знаку ТОГПУ, установленному в мае 1922 г., однако железнодорожный знак на нём вышивался на поле не чёрного, а красного сукна. Впрочем, если этот нарукавный знак и носился, то недолго — в начале 1925 года железнодорожные части ОГПУ были расформированы.
18 сентября 1925 г. Приказом № 225 новая форма, обязательная к ношению с 1 января 1926 года, была приведена в единую систему с полным описанием всех элементов. Она включала в себя:
- шинель серого сукна кавалерийского образца с широкими обшлагами и воротником чёрного цвета, с чёрными шинельными петлицами (со знаками различия) с малиновым кантом;
- френч кавалерийский, суконный, чёрного цвета, на отложном воротнике — гимнастерочные петлицы с малиновым кантом (на петлицах запрещено размещать какие-либо шифровки);
- шаровары кавалерийские — без кантов;
- шлем зимний чёрного сукна с малиновой звездой, в центре которой прикрепляется красная металлическая звезда РККА;
- рубаха кавалерийская летняя с чёрными петлицами с малиновым кантом;
- шаровары летние, х.б.;
- фуражка с чёрным околышем и малиновой тульёй, установленная 28 февраля 1923 г. (Пр. № 86);
- сапоги (в холодных районах допускаются валенки, в южных жарких — сапоги из брезента) и снаряжение.

21 сентября 1927 года Приказом № 190 было объявлено о переходе сотрудников ТОГПУ на обмундирование армейского образца (ношение новых шинелей — с апреля 1928 г., френчей и шаровар — с 1 октября 1928 г.). Обмудирование включало:
- шинель серого сукна по образцу РККА, с воротником и обшлагами основного цвета;
- френч существующего образца, но из сукна защитного цвета;
- шаровары существующего образца, тёмно-синего цвета, без кантов;
- фуражка (с подбородным ремешком), зимний шлем, петлицы, обувь — без изменений.

10 июля 1934 г. ОГПУ вошло в состав вновь образованного НКВД СССР, составив основу Главного управления государственной безопасности. ТОГПУ также стало частью ГУГБ. Однако в течение полутора лет форма сотрудников оставалась без изменений.
Органы ОГПУ
Обмундирование сотрудников органов включало в себя следующие предметы:
- зимний шлем тёмно-серого цвета с краповой звездой, имевшей малиновую окантовку (последняя была отменена Пр. ОГПУ № 364 от 3 октября 1924 г.); Транспортные отделы сохранили свой характерный чёрный шлем с малиновой звездой;
- фуражка с тёмно-синим околышем и краповой тульёй, вновь заменившая летний шлем (30 декабря 1924 г. Пр. ОГПУ № 456 изменялась расцветка фуражки — околыш краповый, тулья синяя, канты по верхнему краю околыша и тульи малиновые);
- суконная рубаха-френч тёмно-защитного цвета с двумя нагрудными накладными карманами и двумя прорезными по бокам ниже талии, заменившая прежнюю суконную гимнастёрку;
- летняя рубаха-гимнастёрка из лёгкой ткани с двумя нагрудными накладными карманами;
- суконные тёмно-синие шаровары-бриджи с малиновыми кантами;
- летние шаровары из лёгкой ткани защитного цвета, без кантов;
- шинель серого сукна с тёмно-серыми воротником и обшлагами;
- сапоги.

Дальнейшие изменения формы органов ОГПУ, как правило, следовали за изменениями в форме одежды Красной армии и носили частный характер.
В июле 1934 г. все учреждения ОГПУ были включены в состав общесоюзного Народного комиссариата внутренних дел (НКВД), где было образовано Главное управление государственной безопасности (ГУГБ) НКВД СССР. Однако форма одежды сотрудников оставалась неизменной до весны 1936 года.

### Войска ОГПУ

#### 1922—1924 гг.

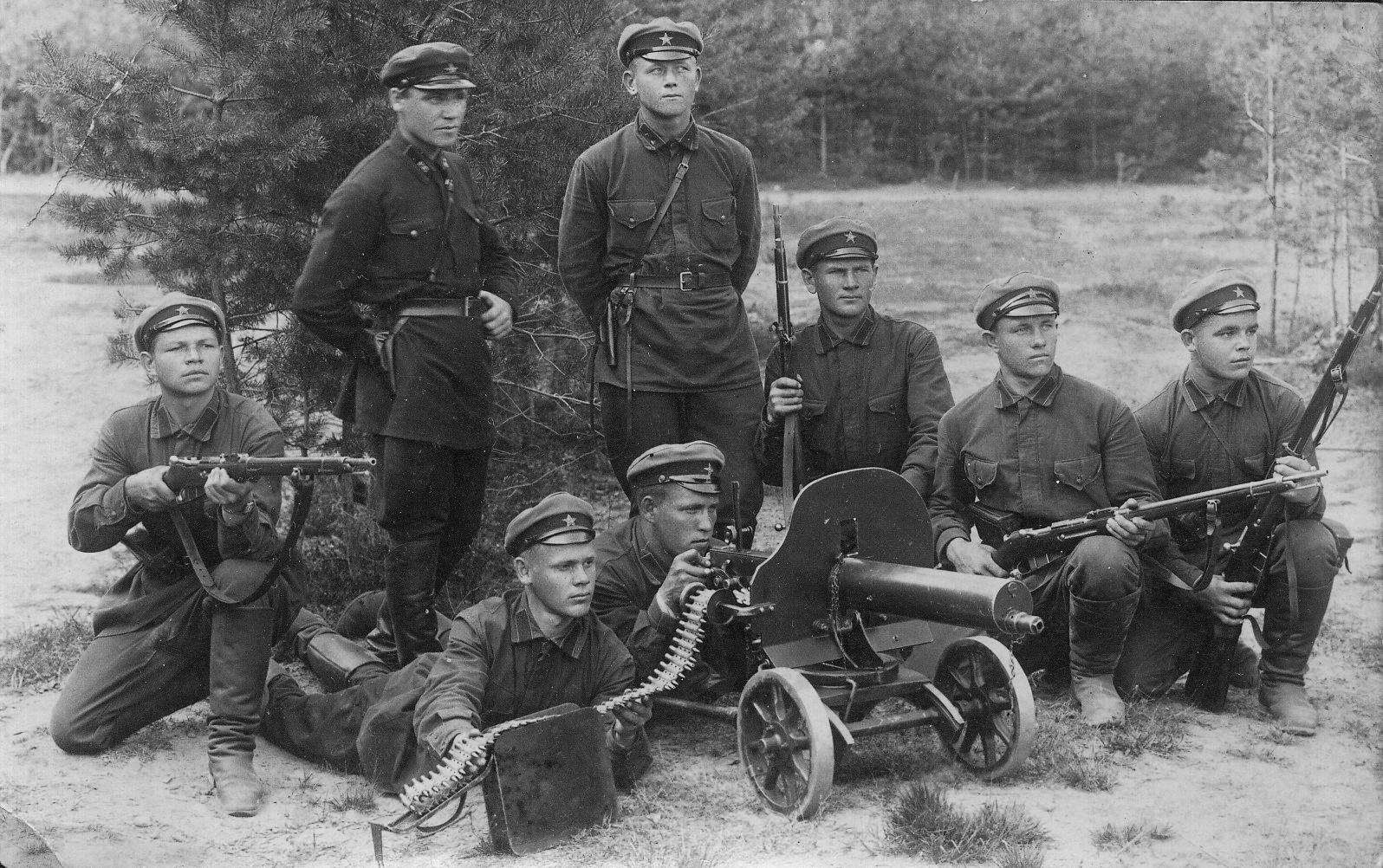
Красноармейцы и командиры, 1-я пол. 1930-х гг.

Военная форма войск ГПУ-ОГПУ повторяла основные черты формы органов ГПУ — ОГПУ. Изменения, касающиеся униформы и отдельных её предметов, распространялись, как правило, одновременно и на органы и на войска. Тем не менее, обратим внимание на некоторые особенности обмундирования войск ГПУ — ОГПУ. Так, в соответствии с Пр. ГПУ № 119:
а) в войсках могли носиться сапоги, а также ботинки с обмотками;
б) в войсках использовалось обычное пехотное или кавалерийское вооружение и снаряжение, аналогичное РККА;
в) командиры и воинские начальники частей ОГПУ могли использовать прежнее офицерское снаряжение образца 1912 г.
На петлицы военнослужащих войск ГПУ — ОГПУ также крепились шифровки — цифры и буквы, обязательно дополняемые эмблемами по роду войск (ПрИКАЗ РВСР № 322). Шифровки указывали на принадлежность к той или иной войсковой части.
Личный и начальствующий состав войск ГПУ на левом рукаве рубах и шинелей на середине расстояния между верхней точкой рукава и локтем носил знаки, установленные Приказом РВСР № 572 от 3 апреля 1920 г. для различных родов войск, но — на чёрной суконной основе.
На нарукавных клапанах размещались знаки различия (по конструкции — как в РККА образца 1922 г., имевшие в войсках ГПУ — ОГПУ следующий вид.

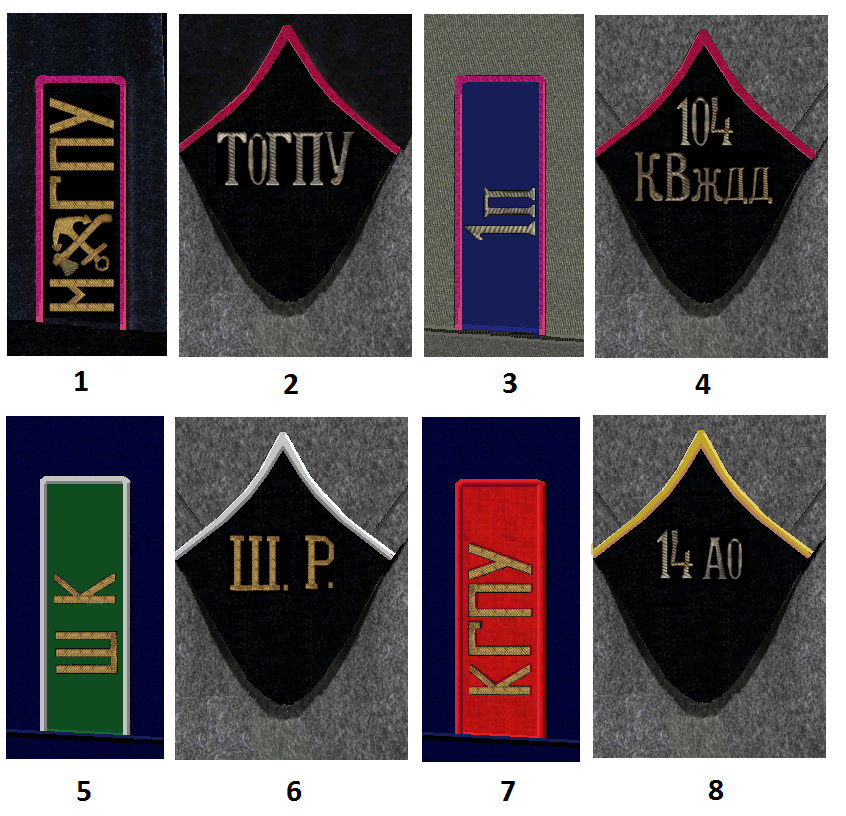
Шифровки органов и войск ГПУ-ОГПУ 1922—1924 гг.: 1 — Московский губотдел ТОГПУ; 2 — Центральный аппарат ТОГПУ; 3 — 1-й конвойный полк ОККС; 4 — 104-й Киевско-Воронежский железнодорожный дивизион; 5 — штаб ОПК ГПУ; 6 — штаб войск ГПУ Республики; 7 — Комендатура ГПУ; 8 — 14-й автобронеотряд

Знаки различия по должностям (Войсковые части и подразделения) 1920 г.
| Знаки различия | Должность                                    |
| -------------- | -------------------------------------------- |
|                | Командир отделения                           |
|                | Помощник командира взвода                    |
|                | Старшина роты, батареи, батальона, дивизиона |
|                | Командир взвода                              |
|                | Командир роты (полуэскадрона)                |
|                | Командир батальона (эскадрона)               |
|                | Командир полка                               |
|                | Командир бригады                             |
|                | Командир и комиссар дивизии                  |
|                | Командир корпуса, Зам. нач. штаба войск ГПУ  |
|                | Зам. Председателя ГПУ — Нач. штаба войск ГПУ |

Части внутренней охраны ГПУ
24 июля 1922 г. Приказом по войскам за № 260 устанавливалась особая форма и знаки различия войск ГПУ, повторявшая в основных чертах форму РККА (что касается покроя обмундирования — то здесь Приказ требовал полного соответствия красноармейским образцам). Основными цветами расцветки стали тёмно-серый (шинели) и синий (головных уборов, гимнастёрок, шаровар). Защитный цвет мог использоваться только в полевых условиях (это было установлено в приказном порядке в январе 1923 г.), а также в случае нехватки цветного обмундирования. Базовым (приборным) цветом войск ГПУ стал чёрный.
Система расцветок устанавливалась следующая:
- Штабы войск и округов — чёрные петлицы и клапаны с белой окантовкой, знаки различия и звезда — красные на белой подложке, звезда на шлеме — красная с белой выпушкой, кант на шароварах — белый.
- Пехота — чёрные петлицы и клапаны с красными кантами, знаки различия красного цвета, звезда на шлеме в тон кантам, кант на шароварах — красный.
- Кавалерия — чёрные петлицы и клапаны (при кавалерийской шинели, снаряжении, сапогах со шпорами) — но с голубыми (светло-синими) кантами и знаками различия (звезда на клапане — красная).
- Железнодорожные части (в том числе — Отдельный железнодорожный корпус ГПУ (1922 г.)) — расцветка как в пехоте, но с малиновыми кантами и знаками различия (звезда на клапане — красная).
- Автобронечасти — чёрные петлицы и клапаны с жёлтыми кантами, верхнее обмундирование, включая фуражку и шлем, — из чёрной кожи, без петлиц и клапанов.

Дополнительно в пехотных частях устанавливались канты по воротнику и обшлагам следующей расцветки: строевой состав — красная, конные разведчики и ординарцы — синяя, пулемётчики — малиновая, связисты — жёлтая, административно-хозяйственный состав — серая.
Шифровки строились по следующему образцу:
- Штаб войск Республики — «Ш. Р.»;
- Штаб округа — «Ш. [первая буква в названии округа]. О»;
- Части, прикреплённые к органам ГПУ, — «[номер]; [первые буквы в названии части]»;
- Железнодорожные части — «[номер]. ж.д. [первые буквы в названии части]».

Для ряда частей шифровки не устанавливались.
Петличные знаки по родам войск или специальностям не устанавливались, однако — по данным кино- фотодокументов — широко использовались, аналогично по видам знакам РККА.
Корпус Конвойной стражи
Осенью 1922 г. в соответствии с поставлением СТО образуется отдельный корпус конвойной стражи (ОККС) и Отдельный пограничный копус (ОПК). Одновременно они передавались в состав ГПУ из подчинения РВС РСФСР.
Обмундирование Конвойной стражи конструктивно также полностью повторяло обмундирование РККА, но гимнастёрка не синего, как в войсках ГПУ, а серого или защитного (летняя) цвета, на что было указано уже в Приказе о формировании Корпуса. Оно было описано непосредственно в Приказе за № 185 от 26 марта 1923 г. и фактически повторяло содержание Приказа РВСР января 1922 г.
Отличительным признаком КС стали петлицы, клапаны и звезда на шлеме из синего сукна, причём петлицы и нарукавный клапан конвойных команд имели красную выпушку, как и канты на суконных шароварах. Для Управления Конвойной стражи выпушки установлены синие, для конвойных полков ОККС — малиновые.
Нарукавный знак КС — пехотного образца, но вышивавшийся или расписывавшийся красками по синему, а не малиновому сукну. Эмблема на петлицах и нарукавном знаке — скрещённые винтовка и шашка в венке.
Шифровка конвойных команд — «КРС», военнослужащих полков ОККС — номер полка; сотрудники Управления КСР шифровок не носили.
Отдельный пограничный корпус
30 ноября 1922 г. (Приказ № 563/2) для ОПК устанавливается форма одежды, установленная для войск ГПУ (Приказ № 260) с заменой чёрного приборного цвета на зелёный и указанием «окантовку не проводить», хотя в приказе пограничникам присваивались канты войск ГПУ. Сохранились и эмблемы родов войск на зелёной суконной основе.
На петлицы пограничных взводов полагалась шифровка — «[номер взвода]. п.о.». Помимо этого установлены следующие шифровки:
Штаб корпуса — «Ш. К.»
;Штабы округов — «[Первая буква в названии округа].п.о.»;
штабы отрядов — «[Первые три буквы в названии].»; отдельные батальоны, эскадроны и роты — «[номер части].б (э., р.)»
В качестве нестроевого элемента пограничникам было разрешено ношение фуражки с зелёным верхом и тёмно-синим околышем вместо летнего шлема.
Нововведения 1923 года
16 апреля 1923 г. вышел Приказ ГПУ за № 222, подробно описывающий изменения в форме одежды воинских частей ОГПУ.
Устанавливалась достаточно сложная система расцветки по родам службы (цветная окантовка воротника и обшлагов шинели при этом, как было изначально установлено в органах, отменялась):
- штабы и отделы снабжения — чёрный бархат с белой окантовкой, канты на шароварах белые;
- внутренние войска — серое сукно с малиновой окантовкой (звезда без окантовки), канты на шароварах малиновые;
- конвойная стража — синее сукно с малиновой окантовкой (звезда без окантовки), канты на шароварах — малиновые (27 сентября 1923 г. КСР вошла в состав внутренних войск в виде конвойных частей (с 14 июля 1924 г. — Конвойные войска), в связи с чем для её военнослужащих была установлена шифровка по номерам частей по войсковому образцу);
- части связи и автомобильные отряды — по форме внутренних войск или конвойных частей, но с жёлтой окантовкой петлиц и клапанов;
- погранохрана — при форме 1922 г. малиновые канты на фуражку, клапаны, петлицы и шаровары-бриджи.

Для жаркого пояса допускалось ношение белой гимнастёрки и летнего шлема.
На летний период для полевой и нестроевой формы установленного образца допускалось ношение защитной фуражки; у пограничников фуражка цветная, с кантами. У кавалерийских частей и подразделений фуражка всегда была с подбородным лакированным ремешком.
Таблица 1. Нарукавные знаки войск ГПУ РСФСР и ОГПУ СССР (1922—1924 гг.)*)
| Войска внутренней охраны (ВВ) ГПУ-ОГПУ | Войска внутренней охраны (ВВ) ГПУ-ОГПУ | Войска внутренней охраны (ВВ) ГПУ-ОГПУ | Войска внутренней охраны (ВВ) ГПУ-ОГПУ | Пограничная охрана (ОПК, ПВ) ГПУ-ОГПУ | Пограничная охрана (ОПК, ПВ) ГПУ-ОГПУ |
| Пехота                                 | Кавалерия                              | Бронечасти                             | Ж/д войска                             | Пехота                                | Кавалерия                             |
| -------------------------------------- | -------------------------------------- | -------------------------------------- | -------------------------------------- | ------------------------------------- | ------------------------------------- |
|                                        |                                        |                                        |                                        |                                       |                                       |

```
Таблица 2.
 Знаки различия войск ГПУ РСФСР и ОГПУ СССР (1922—1924 гг.)* 
```

| Нарукавный знак | Должность                                    | Нарукавный знак | Должность                                    |
| --------------- | -------------------------------------------- | --------------- | -------------------------------------------- |
|                 | Красноармеец (ОПК и ПВ)                      |                 | Командир кавалерийского эскадрона (ОПК и ПВ) |
|                 | Командир бронеавтомобиля                     |                 | Командир отдельного кавалерийского полка     |
|                 | Помощник командира взвода (Конвойная стража) |                 | Начальник отделения штаба ОЖДК               |
|                 | Старшина (ВВ ОГПУ с 1923 г.)                 |                 | Командир отряда ОСНАЗ (ПВ ОГПУ с 1923 г.)    |
|                 | Комвзвода (ОПК и ПВ)                         |                 | Помощник начальника штаба войск (ОПК и ПВ)   |
|                 | Комвзвода автобронедивизиона                 |                 | Главный инспектор войск ОГПУ Республики      |

```
*) 
Показан защитный цвет гимнастёрок и кителей, использовавшийся в полевых условиях и с 1923 г. как летняя форма; для повседневного ношения установлено обмундирование синего цвета.
```

#### 1924—1935

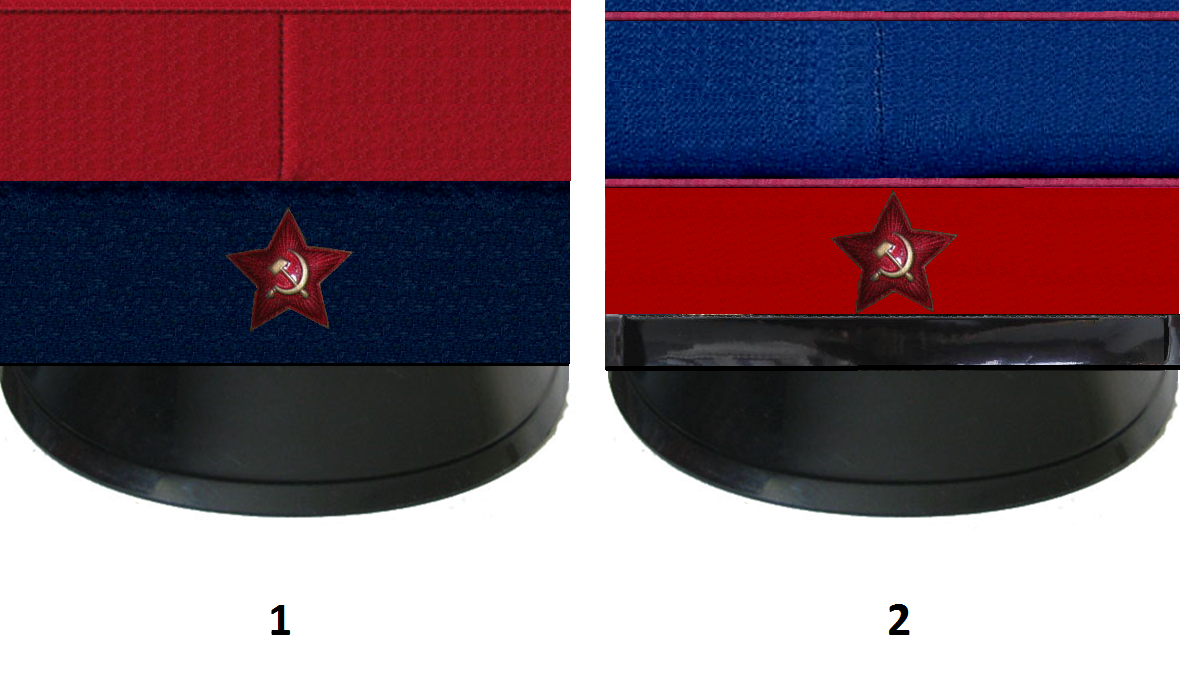
Фуражки войск и органов ГПУ 1924 г.: 1 — Пр.№ 315 от 14 августа 1924 г.; 2 — Пр.№ 419 от 30 декабря 1924 г.

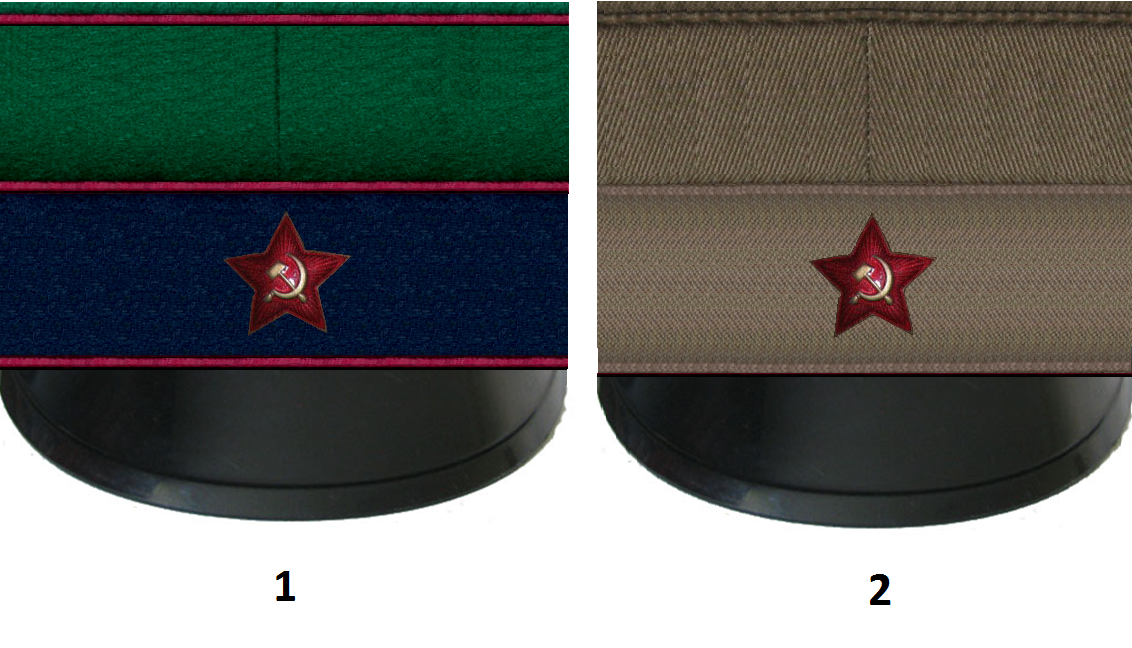
Фуражки пехотные ГПУ 1924 г. (у кавалерийских — лакированный ремешок): 1 — погранохраны; 2 — единая полевая фуражка

Приказ ОГПУ № 9315 от 14 августа 1924 г. установил в войсках ОГПУ петличные металлические знаки различия, определил основные предметы униформы (аналогичные униформе органов ОГПУ) и описал их внешний вид.
Знаки различия по должностям (Войска ОГПУ) с августа 1924 г.
| Знаки различия | Знаки различия                                       | Должности                                    |
| 1924 г.        | 1925 г.                                              | Должности                                    |
| -------------- | ---------------------------------------------------- | -------------------------------------------- |
|                |                                                      | Командир звена                               |
|                |                                                      | Командир отделения, расчёта, бронеавтомобиля |
|                |                                                      | Помощник командира взвода                    |
|                |                                                      | Старшина роты, батареи, батальона, дивизиона |
|                |                                                      | Командир взвода                              |
|                |                                                      | Помощник командира роты.                     |
|                | Командир роты (полуэскадрона), политрук роты         |                                              |
|                |                                                      | Помощник командира батальона (эскадрона)     |
|                | Командир батальона (эскадрона), батальонный комиссар |                                              |
|                |                                                      | Помощник командира полка                     |
|                | Командир полка, комиссар полка                       |                                              |
|                |                                                      | Командир отдельной бригады, комиссар бригады |
|                |                                                      | Командир дивизии, комиссар дивизии           |
|                |                                                      | Командир корпуса, комиссар корпуса           |
|                |                                                      | Главный инспектор войск ОГПУ                 |

С декабря 1924 г. петлицы всех родов войск и служб ОГПУ стали краповыми с малиновой окантовкой — за исключением погранохраны, сохранившей тёмно-зелёные петлицы, а также фуражку с тёмно-зелёной тульёй, малиновыми кантами и тёмно-синим околышем.
Всем военнослужащим вводилась фуражка нового образца и расцветки: с тёмно-синим околышем и краповой тульёй, вновь заменившая летний шлем (30 декабря того же года Приказом ОГПУ за № 456 изменялась расцветка фуражки — околыш краповый, тулья синяя, канты по верхнему краю околыша и тульи малиновые); во внутренних и конвойных войсках летом носилась защитная фуражка по образцу, принятому в РККА.
- 4 февраля 1928 г. (Приказ РВС СССР № 31) вводится наравне с цветной суконная фуражка тёмно-защитного цвета;
- 20 августа 1932 г. (Приказ ОГПУ № 789) рубаха-френч вновь заменяется суконной рубахой с карманами на груди;
- 19 октября 1932 г. (Пр. РВС СССР № 183) вводится «единое походное снаряжение для начсостава»;
- 18 ноября 1932 г. (Пр. РВС СССР № 220) объявляются вторичные «Правила ношения формы одежды военнослужащими РККА», которые также предусматривали выполнение их и сотрудниками и военнослужащими ОГПУ — в них впервые определялся порядок ношения орденов и нагрудных знаков, а также устанавливались белая летняя рубаха и белая фуражка для ношения вне службы в тёплое время года.

Таблица Знаки различия начсостава войск ОГПУ СССР на петлицы (1924 (1925)—1936 гг.).
| Рубаха и френч | Шинель          | Рубаха и френч | Шинель          | Рубаха и френч | Шинель       | Рубаха и френч | Шинель       |
| -------------- | --------------- | -------------- | --------------- | -------------- | ------------ | -------------- | ------------ |
| петлица 1924   | петлица ГБ 1937 | петлица 1924   | петлица 1937    | петлица 1924   | петлица 1937 | петлица 1924   | петлица 1937 |
| петлица 1924   | петлица 1937    | петлица 1924   | петлица ГБ 1937 | петлица 1924   | петлица 1937 | петлица 1924   | петлица 1924 |
| петлица 1924   | петлица 1937    | петлица 1924   | петлица 1937    | петлица 1924   | петлица 1924 | петлица 1924   | петлица 1924 |
| петлица 1924   | петлица 1937    | петлица 1924   | петлица 1924    | петлица 1924   | петлица 1924 | петлица 1924   | петлица 1924 |

### Киновоплощения
- Джульбарс (1935)
- Восточный рубеж (Государственная граница, фильм третий) (1982)
- Красный песок (Государственная граница, фильм четвёртый) (1984)

## 1935—1937 гг.
В 1935 году в РККА были введены персональные воинские звания и новые знаки различия. Примерно тогда же, постановлением Политбюро ЦК ВКП(б) № ПЗЗ/95 от 10.09.1935 года всем организациям, учреждениям и лицам было категорически запрещено ношение формы и знаков различия, в той или иной степени сходных с РККА, за исключением военнослужащих пограничной и внутренней охраны НКВД, комплектуемых по призыву. Это дало повод руководству НКВД СССР, имеющему в своём составе военизированные формирования со сходной с военной внутренней организацией, перейти к собственным поискам и инициативам в создании оригинальной внутриведомственной системы званий и знаков различия.

### Органы государственной безопасности НКВД СССР
25 ноября 1935 г. была установлена новая форма для сотрудников госбезопасности (ГУГБ НКВД СССР), а с 1 марта 1936 года вводились знаки различия нового образца по персональным званиям.
Проекты новой униформы сотрудников НКВД СССР
Руководство НКВД СССР во главе с Г. Ягодой (получившим в 1935 г. спецзвание Генерального Комиссара госбезопасности) решило ещё больше укрепить авторитет Наркомата в глазах сотрудников, руководства партии и правительства, а также простых обывателей. На рассмотрение были представлены самые разные проекты новой формы сотрудников ведомства, объединённые явным эстетическим, парадным или, как тогда говорили, «украшательским» акцентом: серебряная и золотая отделка мундиров, кортики, специальная бальная форма. Майор госбезопасности А. Л. Орлов (Никольский-Фельдбин), известный «невозвращенец» конца 1930-х гг., а тогда — один из сотрудников ИНО ГУГБ НКВД СССР, позже вспоминал об устроенном руководством в 1936 году мероприятии, где форменная одежда не ограничивалась строгими приказами и правилами ношения, а выглядя так, как диктует вкус её хозяина:

Руководство НКВД восприняло указание вождя насчёт «сладкой жизни» с особым энтузиазмом. Роскошное помещение клуба НКВД превратилось в некое подобие офицерского клуба какого-либо из дореволюционных привилегированных гвардейских полков. Начальники управлений НКВД стремились превзойти друг друга в устройстве пышных балов… Мужчины в мундирах и смокингах и дамы в длинных вечерних платьях или опереточных костюмах кружились в танце под звуки джаза. — А. Л. Орлов. Тайная история сталинских преступлений
Не всё, что планировалось, удалось реализовать. На уровне вышестоящих инстанций (Совнаркома СССР и Политбюро ЦК ВКП (б)) не вызвала одобрения идея о различии базовых цветов в обмундировании органов (синий) и войск НКВД (защитный), а также введение дополнительных элементов и видов униформы.
Новая форма сотрудников органов НКВД СССР
Форма была одобрена и получила утверждение Приказами № 396 (по ГУГБ) и № 399 (по ГУПВО) от 27 декабря 1935 года.
Для всех без исключения сотрудников госбезопасности, имеющих специальные звания, устанавливался специальный нарукавный знак на левый рукав всех видов формы одежды — от сержанта ГБ до капитана ГБ включительно: овал и клинок меча цвета серебра c эфесом меча и серпом и молотом цвета золота; от майора ГБ и выше: овал цвета золота, с мечом, серпом и молотом цвета серебра; основа знака — краповое сукно овальной формы; технология — вышивка кручёным шёлком (металлизированной нитью (канителью)).
Обмундирование сотрудников ГУГБ НКВД СССР состояло из следующих предметов и элементов.
а) фуражка шерстяная синего цвета с околышем крапового цвета и кантами малинового цвета, лакированным подбородным ремешком и прямым козырьком с двойным бортиком («ворошиловский»), на околыше — пятиконечная металлическая звезда красного цвета;
- ПРИМЕЧАНИЕ: Сотрудникам транспортных отделов региональных УГБ, на время дежурств на пристанях, перронах вокзалов и станций, была оставлена введённая ранее фуражка малинового цвета с чёрным бархатным околышем.

б) фуражка белого цвета с пятиконечной металлической звездой красного цвета, с тканым козырьком и подбородным ремешком, без кантов — для ношение с белой летней гимнастёркой и белой тужуркой;
в) гимнастёрка защитного цвета (шерстяная для зимней формы, х/б — для летней, хотя это строго не регламентировалось) с отложным воротником (с петлицами крапового цвета) и вертикальной открытой планкой на пуговицах (особого вида — без бортиков, с пятиконечной звездой и серпом и молотом), нагрудными карманами с клапанами на малых латунных пуговицах и обшлагах на двух аналогичных пуговицах; воротник и обшлага с сутажной обшивкой золотого (высший комначсостав) или серебряного (старший и средний комначсостав) цвета, длина гимнастёрки длиннее обшлагов на 1,5-2 см; на рукавах — нарукавные знаки, обозначающие звание; на левом рукаве — нарукавный знак ГУГБ НКВД СССР; гимнастёрка носилась только с поясным ремнём или снаряжением;
г) гимнастёрка летняя белого цвета, того же покроя, что и летняя х/б, с петлицами, без сутажных окантовок, с нарукавным знаком ГУГБ НКВД СССР на левом рукаве и знаками различия на обоих рукавах;
д) китель открытый (тужурка) — однобортный, синего цвета на трёх больших пуговицах, справа — скрытый нагрудный карман; по отложному воротнику и на уровне обшлагов — кант золотого (высший начсостав) или серебряного (средний начсостав) сутажа, на воротнике — петлицы крапового цвета, на рукавах — знаки по званию и общий знак ГБ на левом рукаве; летом разрешалось носить белый китель аналогичного покроя, со знаками различия, но без сутажных окантовок; китель носился с брюками навыпуск, белой рубашкой и неярким галстуком произвольного образца, снаряжение к кителю не полагалось; китель не являлся ни парадной, ни выходной формой — он лишь предназначался для ношения вне службы;
е) синие бриджи с малиновым кантом (в сапоги) или прямые синие брюки навыпуск с тем же кантом, сапоги яловой кожи с хромовыми головками, ботинки чёрной кожи; разрешено ношение ботинок с чёрными крагами; с летней гимнастёркой разрешено ношение защитного цвета бриджей х/б с малиновым кантом, с гимнастёркой и кителем белого цвета — белых брюк и брюк-бриджей без окантовок;
ж) плащ-пальто типа «реглан» (вместо шинели) — для зимней формы одежды, однако мог носиться и в другие времена года — свободного покроя, тёмно-серого цвета, с отложным воротником, с открытыми лацканами или застёгивающейся доверху, двубортное, на каждом борту по четыре петли и большие форменные пуговицы, с регулируемым поясом; на левом конце нижнего подворотника располагается треугольный клапан-вертушка со слегка вогнутыми сторонами и с вершиной, обращённой вниз; на воротнике — петлицы, на рукавах — нарукавные знаки по званию и эмблема ГБ на левом рукаве. В холодное время мог пристёгиваться меховой воротник, а также тёплая подкладка;
з) шапка-финка с мехом светло-коричневого цвета — для ношения с плащом-пальто с пристёгнутым воротником.
Знаки различия в виде звёздочек и треугольников на рукавах, а не на петлицах смотрелись не очень парадно и нарядно, более того, они затрудняли различение сотрудников по спецзваниям. 30 апреля 1936 г. приказом НКВД № 152 вводятся знаки на петлицах — звёзды цвета золота и серебра, и усечённые треугольники красной эмали, аналогичные по форме размещавшимся на рукавах.
Для начальников подразделений госбезопасности УНКВД на железнодорожном транспорте только во время дежурства при исполнении служебных обязанностей устанавливалась фуражка малинового цвета с малиновыми кантами и чёрным бархатным околышем — по конструкции аналогичная общеустановленной в РККА и НКВД.
Слушателям школ ГУГБ НКВД (кроме ЦШ) и работникам фельдъегерской связи (фельдъегерский корпус) устанавливается форма рядового состава внутренней охраны НКВД с синей продольной полоской по середине петлицы; младший начальствующий состав из слушателей школ ГУГБ носит знаки различия младшего начальствующего состава внутренней охраны НКВД.
Униформа для лиц начальствующего состава-женщин
а) Головной убор — берет тёмно-синего цвета. В летнее время, при белом костюме — берет белого цвета. На головном уборе — красноармейская звезда.
б) Одежда: Однобортный (английского покроя) открытый костюм шерстяной ткани, тёмно-синего цвета, с петлицами, знаками различия, нарукавным знаком, окантовкой и пуговицами установленного образца. Юбка — гладкая. В летнее время разрешается носить такого же покроя костюм белого цвета, без окантовки.
При костюме — английская блузка с длинными рукавами, светло-синего или белого цвета со стояче-отложным воротником и манжетами и галстуком тёмно-синего цвета для светло-синей блузки и галстуком чёрного цвета для белой блузки.
Комбинированное пальто-плащ «реглан» установленного образца.
в) Обувь. Ботинки или полуботинки чёрного или коричневого цвета на низком или английском каблуке. Французский каблук запрещается. В летнее время при белом костюме разрешается носить белые полуботинки.
Лицам начальствующего состава-женщинам ношение формы необязательно.
Особые органы (Особые отделы [ОО]) НКВД СССР
В Положении об Особых органах (Особых отделах [ОО]) ГУГБ НКВД СССР (Пр. НКО/НКВД СССР № 91/183 23 мая 1936 г.) оговаривалось, что в случае совместного разрешения начальников ОО ГУГБ НКВД СССР и Управления по начсоставу РККА, сотрудникам особых органов, имевшим военное или специальное военно-техническое образование либо армейский командный стаж, предоставлено право ношения форменной одежды и знаков различия командного или военно-технического состава обслуживаемых ими частей.
Этим же Положением сотрудникам ОО, прикреплённым к частям, подразделениям и учреждениям РККА и РККФ (ВМФ СССР), устанавливалась форма одежды и знаки различия военно-политического состава РККА соответствующих родов войск согласно присвоенным им специальным званиям органов госбезопасности:
- младший лейтенант ГБ — политрук
- лейтенант ГБ — старший политрук
- старший лейтенант ГБ — батальонный комиссар
- капитан ГБ — полковой комиссар
- майор ГБ — бригадный комиссар
- старший майор ГБ — дивизионный комиссар

и т. д. С 1937 г. было установлено взаимосоответствие званий для сотрудников ОО сержант ГБ — младший политрук.
При этом, обращаться к сотрудникам ОО следовало в соответствии с носимыми знаками различия — то есть, например, не «товарищ лейтенант Госбезопасности», а «товарищ старший политрук». Эта практика сохранилась вплоть до отмены званий политсостава в 1942 г.
Личному составу центрального аппарата ОО ГУГБ НКВД СССР и аппаратов особых отделов УГБ территориальных органов внутренних дел, а также лицам, работающим вне РККА и ВМС и подчинённых им учреждений, установлена форма начсостава ГУГБ НКВД.
|                 | Генеральный комиссар Госбезопасности | Комиссар ГБ 1 ранга | Комиссар ГБ 2 ранга | Комиссар ГБ 3 ранга | Старший майор ГБ | Майор ГБ        | Капитан ГБ      | Старший лейтенант ГБ | Лейтенант ГБ    | Младший лейтенант ГБ | Сержант ГБ      | Кандидат на звание |
| петлица         | петлица ГБ 1936                      | петлица ГБ 1936     | петлица ГБ 1936     | петлица ГБ 1936     | петлица ГБ 1936  | петлица ГБ 1936 | петлица ГБ 1936 | петлица ГБ 1936      | петлица ГБ 1936 | петлица ГБ 1936      | петлица ГБ 1936 | петлица ГБ 1936    |
|                 |                                      |                     |                     |                     |                  |                 |                 |                      |                 |                      |                 |                    |
| нарукавный знак | н/з гб 1936                          | н/з гб 1936         | н/з гб 1936         | н/з гб 1936         | н/з гб 1936      | н/з гб 1936     | н/з гб 1936     | н/з гб 1936          | н/з гб 1936     | н/з гб 1936          | н/з гб 1936     | нет                |

```
 *) 
Звёздочки и знаки на петлицах — с 30 апреля 1936 г. (Приказ НКВД № 152). Эмблема ГБ — только на левый рукав.
```

ГАЛЕРЕЯ: Форма одежды сотрудников государственной безопасности НКВД СССР 1935—1937 гг. (Реконструкция)

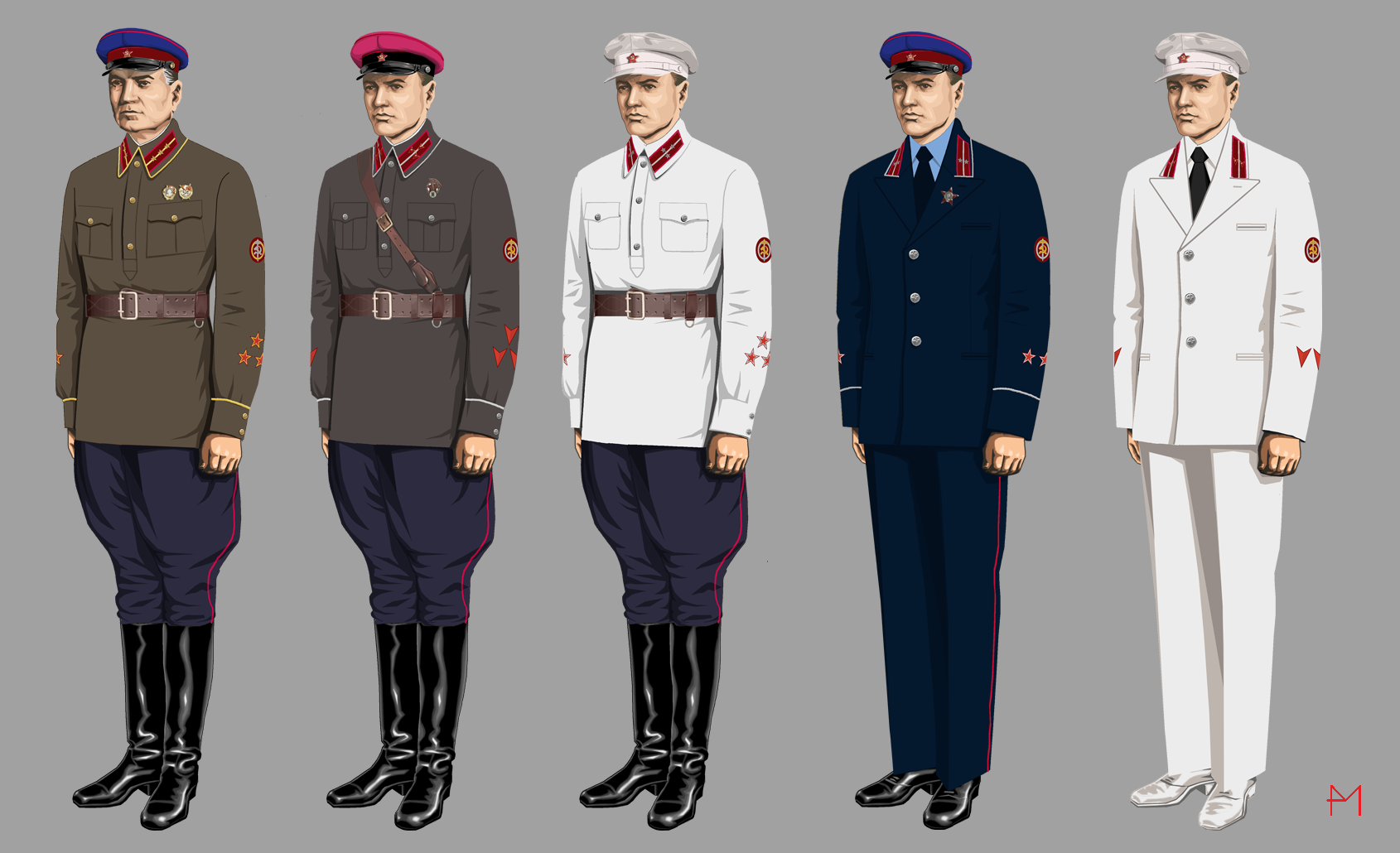
Комиссар ГБ 3 ранга, младший лейтенант ГБ (транспортные отделы УГБ (при несении дежурства)) в «улучшенной» гимнастёрке, капитан ГБ в летней гимнастёрке, старший лейтенант ГБ в тужурке, сержант ГБ в летней тужурке
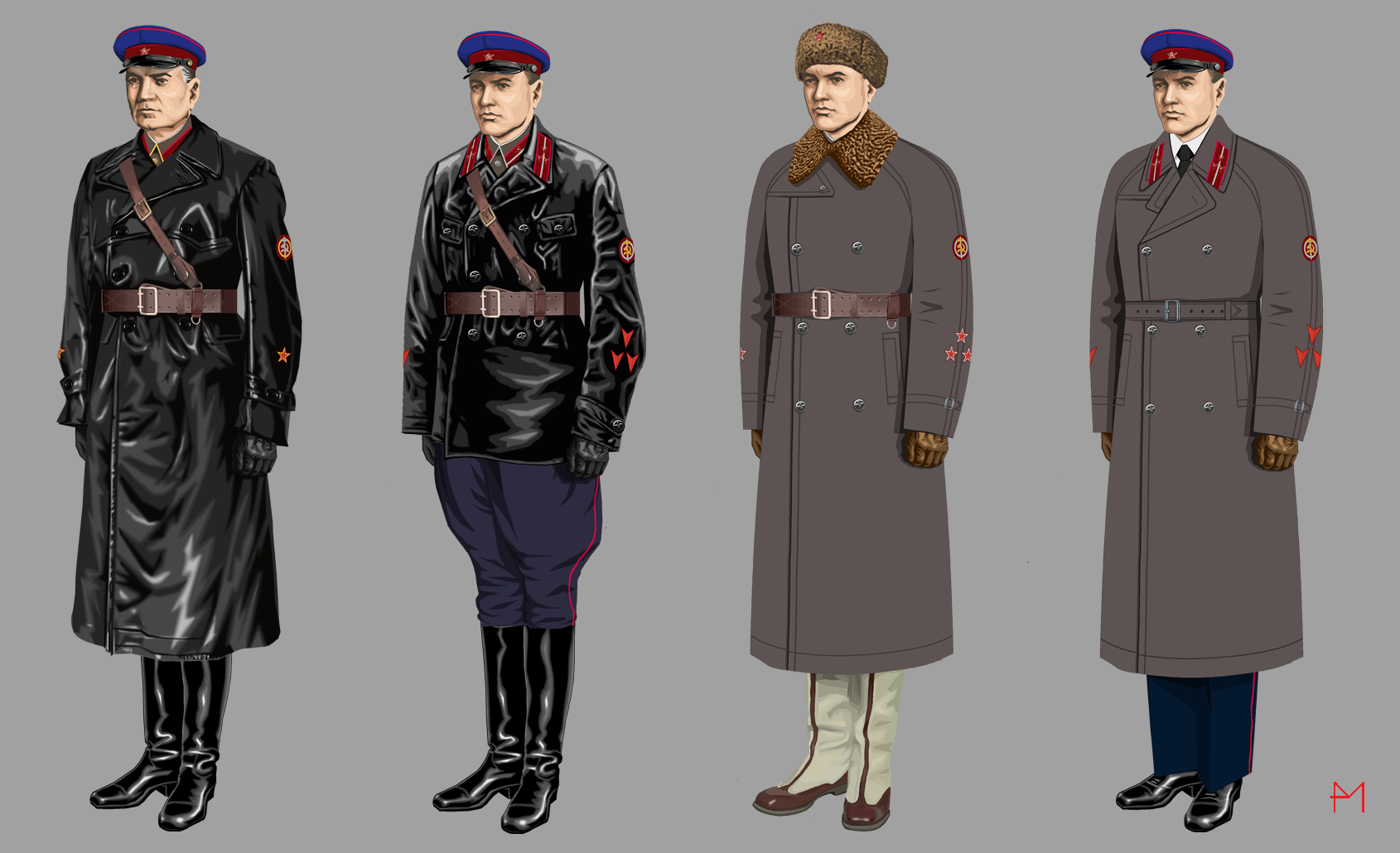
Майор ГБ (до конца апреля 1936 г.) в кожаном нетабельном плаще, младший лейтенант ГБ в кожаной куртке АБТВ РККА, капитан ГБ в едином плаще-пальто (зимняя форма), младший лейтенант ГБ в едином плаще-пальто

### Войска НКВД СССР
Знаки различия и войсковые расцветки
В ноябре-декабре 1935 г. введены персональные воинские звания и во всех войсковых контингентах НКВД. Чуть позже появляются и новые знаки различия.
Особенностью новых знаков различия всех структур НКВД СССР стал полный отказ от армейских знаков различия в виде металлических геометрических фигур и переход на петлицы нового образца: с продольными полосками (просветами) по центру и единой формы и размера для гимнастёрок, френчей и шинелей.
Для Внутренней охраны ГУ ВО НКВД СССР был установлен краповый цвет петлиц с малиновой окантовкой и синим (для рядовых и младшего комначсостава) просветом, для Пограничной охраны ГУ ПВО НКВД СССР — светло-зелёный с малиновой окантовкой и красным (для рядовых и младшего комначсостава) просветом. Другой особенностью униформы образца декабря 1935 г. было различие приборного металла (сутажная окантовка воротников и обшлагов гимнастёрок, цвет звёздочек-знаков различия, просветов на петлицах, пуговиц) для среднего (серебряный) и старшего (золотой) комначсостава.
Если в РККА принадлежность к командному составу определялась золотой окантовкой петлиц и нарукавными знаками («угольниками»), а принадлежность к военно-политическому составу пятиконечными красными звёздами на рукавах, то в частях НКВД СССР эту роль изначально играли только петлицы, не нёсшие никакой иной функциональной нагрузки. Звания определялись только по специальным нарукавным знакам (за исключением младшего комначсостава, которому нарукавные знаки не полагались). Командный состав носил внизу петлиц треугольник золотого металла (галуна), военно-административный — синего сукна или шёлка. Медицинский и ветеринарный составы, а также технический состав не имели особых знаков отличия и носили на петлицах соответствующие знаки, как в РККА.
Изменения в знаках различия 1936 г.
Как и сотрудники органов НКВД, военнослужащие войск НКВД — особенно комначсостав — быстро поняли недостатки новой системы знаков различия, плохо заметных на рукаве и отсутствующих на привычных местах на петлицах. С весны 1936 года этот недостаток был устранён — знаки различия комначсостава, как и в ГУГБ НКВД СССР, стали размещаться как на рукавах, так и на петлицах на всех видах обмундирования.
Знаки различия младших командиров и красноармейцев остались без изменений.
Комначсостав
Обмундирование командного и начальствующего состава ВВ НКВД, установленное в 1935 г. (Пр. № 396 (по ГУГБ) и № 399 (по ГУПВО) от 27 декабря 1935 г.), состояло из следующих обязательных элементов:
- для внутренних войск: фуражка шерстяная синего цвета с околышем крапового цвета и кантами малинового цвета, лакированным подбородным ремешком и прямым козырьком с двойным бортиком («ворошиловский»), на околыше — пятиконечная металлическая звезда красного цвета;
- для пограничных войск: фуражка шерстяная светло-зелёного цвета с околышем тёмно-синего цвета и кантами малинового цвета, лакированным подбородным ремешком и прямым козырьком с двойным бортиком («ворошиловский»), на околыше — пятиконечная металлическая звезда красного цвета;
- пилотка защитного цвета с кантами малинового цвета, спереди — аппликация в виде пятиконечной звезды крапового цвета с закреплённой сверху металлической кокардой в виде пятиконечной звезды;
- гимнастёрка (в приказе — рубаха) защитного цвета (шерстяная для зимней формы, х/б для летней, хотя это строго не регламентировалось) с отложным воротником (с петлицами крапового (у програнвойск — светло-зелёного) цвета) и вертикальной планкой на пуговицах, нагрудными карманами с клапанами на малых латунных пуговицах особого образца (хотя могли использоваться и армейские) и обшлагах на двух аналогичных пуговицах, воротник и обшлага с сутажной обшивкой золотого (высший комначсостав) или серебряного (средний комначсостав) цвета, длина гимнастёрки длиннее обшлагов на 1,5-2 см; На рукавах — нарукавные знаки, если таковые положены. Гимнастёрка носилась только по строевой форме с поясным ремнём или снаряжением;
- китель открытый (тужурка) — однобортный, синего цвета на трёх больших пуговицах, справа — скрытый нагрудный карман; по отложному воротнику и на уровне обшлагов — малиновый кант, на воротнике — петлицы, на рукавах — знаки по званию; летом разрешалось носить белый китель аналогичного покроя с белыми брюками и белой фуражкой, со знаками различия, но без окантовок; китель носился с брюками навыпуск, белой рубашкой и галстуком, снаряжение к кителю не полагалось; китель не являлся ни парадной, ни выходной формой — он лишь предназначался для ношения вне службы;
- синие бриджи с малиновым кантом (в сапоги) или прямые синие брюки навыпуск с тем же кантом, сапоги яловой кожи с хромовыми головками (при походной форме в кавалерии и артиллерийских подразделениях на конной тяге — со шпорами), ботинки чёрной кожи;

- шапка-финка серого или коричневого меха, однако мог использоваться и зимний шлем-будёновка, серого шинельного сукна, с широким простроченным козырьком, с аппликацией спереди в виде большой суконной краповой (у пограничников — светло-зелёной) пятиконечной звезды с закреплённой сверху металлической эмблемой в виде красной металлический пятиконечной звезды. На верху шишака крепилась пуговица, обтянутая серым сукном, такие же пуговицы удерживали отвороты и назатыльник в свёрнутом виде (в холодное время отвороты и назатыльник отгибались, защищая лицо и затылок от ветра, снега и мороза), опущенный назатыльник застёгивался спереди на две малые золотистые пуговицы;
- пальто-реглан серого цвета — для зимней формы одежды, однако могло носиться и в другие времена года — свободного покроя, тёмно-серого цвета, с отложным воротником, с открытыми лацканами или застёгивающейся доверху, двубортное, на каждом борту по четыре петли и большие форменные пуговицы, с регулируемым поясом; на левом конце нижнего подворотника располагается треугольный клапан-вертушка со слегка вогнутыми сторонами и с вершиной, обращённой вниз; на воротнике — петлицы, на рукавах — нарукавные знаки по званию; В холодное время мог пристёгиваться меховой воротник, а также тёплая подкладка;
- облегчённое снаряжение — одинаковое для всего комначсостава: коричневой кожи из двух ремней (плечевой и поясной, последний — с двойной фигурной прострочкой), золочёной фурнитурой и прямоугольной рамочной пряжкой [М32]); полное, походное (М32), также коричневой кожи включающее два чересплечных ремня (на одном мог крепиться сигнальный свисток), пересекающиеся на спине внахлёст друг на друга, поясной ремень с двойной фигурной прострочкой, простой прямоугольной хромированной двузубой пряжкой и фурнитурой, с пристёгнутой кобурой и полевой сумкой; в кавалерии и артиллерийских подразделениях на конной тяге к походному снаряжению полагалась шашка, а на сапоги — шпоры.

Кроме обязательных элементов формы, командиры могли приобретать за свой счёт и носить неуставные, но формально разрешённые вещи, к которым относилась, например, зимняя бекеша, кожаная куртка-реглан, зимний полушубок, летнее пальто, бурки, унты и валенки и др. Как правило, подобным разнообразием гардероба щеголяли старшие начальники от комбрига и равных ему и выше. Однако все подобные элементы обмундирования могли использоваться только вне строя и, как правило, без знаков различия (исключение — металлическая пятиконечная звезда на головных уборах как главный знак принадлежности к категории военнослужащих [комбатантов]).
Авиачасти войск НКВД
Как и в ВВС РККА, в авиачастястях войск НКВД были приняты дополнительные особые элементы обмундирования:
- пилотка синего цвета с малиновыми кантами, спереди — аппликация крапового (в ПО — зелёного) сукна в виде пятиконечной звезды, поверх которой крепилась металлическая кокарда-звезда; судя по фото, могла использоваться и пилотка защитного цвета.
- гимнастёрка (рубаха) защитного или синего цвета (шерстяная для зимней формы, х/б для летней) с отложным воротником (с петлицами) и вертикальной закрытой планкой, нагрудными карманами с клапанами на малых латунных пуговицах и обшлага на двух аналогичных пуговицах, воротник и обшлага с сутажной обшивкой золотого (высший комначсостав) или серебряного (средний комначсостав) цвета, длина гимнастёрки длиннее обшлагов на 1,5-2 см; На рукавах — нарукавные знаки по званию. Гимнастёрка носилась только при строевой форме с поясным ремнём или снаряжением;
- кожаное или простое полётное обмундирование со шлемофоном.

Для технического и лётного составов были установлены (сохранены) соответствующие нарукавные знаки аналогичные ВВС РККА на левом рукаве уровне локтя для всех видов обмундирования.
Младшие командиры и рядовые
Обмундирование младших командиров и рядовых срочной службы войск НКВД отличалось от комначсоставского качеством материала, исполнения элементов и некоторыми деталями. Оно включало в себя:
- гимнастёрку (рубаху) защитного цвета по конструкции аналогичной комначсоставской, но более светлого оттенка (зимняя — суконная, летняя — х/б), с чернёными пуговицами и без кантов, с петлицами на отложном воротнике, рукава на локтевых сгибах дополнительно усилены суконными накладками. Гимнастёрка носилась исключительно с ремнём с однозубой оцинкованой рамочной пряжкой и бриджами в сапоги. На суконных или х/б бриджах коленные сгибы усиливались дополнительно настроченными прокладками из ткани;
- шаровары (бриджи) — летние (х/б) защитного цвета и зимние (сукно) тёмно-синего цвета;
- летнюю фуражку и зимний шлем аналогичные по конструкции и расцветкам комсоставским образцам, но из более грубой и дешёвой ткани;
- пилотку (в том числе, для ношения со стальным шлемом) х/б защитного цвета, без кантов; в районах с жарким климатом вместо пилотки Приказом НКВД от 27 декабря 1935 г. для всего личного состава была установлена х/б панама (субтропический шлем) защитного цвета, спереди — суконная звезда крапового или зелёного цвета;
- шинель однобортную, грубого сукна, без пуговиц по борту. В холодное время при заступлении в караул разрешалось надевать поверх шинели тулуп, вместо шинели — полушубок или бекешу. Петлицы на шинели — аналогичные гимнастерочным.

Снаряжение и сапоги — аналогичные принятым в РККА. Военнослужащим сверхсрочной службы разрешалось носить (помимо обычного обмундирования младших командиров и рядовых красноармейцев) вне боевой обстановки, вне полигонов, аэродромов и танкодромов и не на казарменном положении):
а) цветные фуражки и пилотки, зимние шлемы и шинели (с облегчённым снаряжением М32), а также сапоги и бриджи без окантовки комначсоставского образца;
б) шерстяные защитные гимнастёрки комсоставского образца без окантовок с облегчённым полевым снаряжением М32.
Курсанты школ и училищ войск НКВД
Обмундирование курсантов училищ и школ войск НКВД представляло собой изначально нечто среднее между комначсоставским и обмундированием солдат-срочников, приближаясь скорее некоторыми элементами к униформе военнослужащих сверхсрочной службы.
Таблица: Знаки различия войск Внутренней и Пограничной охраны НКВД СССР образца 1936 г.
| Таблица 1: Командный состав, младшие командиры и красноармейцы | Таблица 1: Командный состав, младшие командиры и красноармейцы | Таблица 1: Командный состав, младшие командиры и красноармейцы | Таблица 1: Командный состав, младшие командиры и красноармейцы | Таблица 1: Командный состав, младшие командиры и красноармейцы | Таблица 1: Командный состав, младшие командиры и красноармейцы | Таблица 1: Командный состав, младшие командиры и красноармейцы | Таблица 1: Командный состав, младшие командиры и красноармейцы | Таблица 1: Командный состав, младшие командиры и красноармейцы | Таблица 1: Командный состав, младшие командиры и красноармейцы | Таблица 1: Командный состав, младшие командиры и красноармейцы |                      |                    |
| Комкор                                                         | Комдив                                                         | Комбриг*)                                                      | Полковник                                                      | Майор*)                                                        | Капитан                                                        | Старший лейтенант                                              | Лейтенант*)                                                    | Кандидат на звание****)                                        | Старшина*)                                                     | Помощник командира взвода**)                                   | Командир отделения*) | Красно- армеец***) |
| -------------------------------------------------------------- | -------------------------------------------------------------- | -------------------------------------------------------------- | -------------------------------------------------------------- | -------------------------------------------------------------- | -------------------------------------------------------------- | -------------------------------------------------------------- | -------------------------------------------------------------- | -------------------------------------------------------------- | -------------------------------------------------------------- | -------------------------------------------------------------- | -------------------- | ------------------ |
| петлица 1936                                                   | петлица 1936                                                   | петлица 1936                                                   | петлица 1936                                                   | петлица 1936                                                   | петлица 1936                                                   | петлица 1936                                                   | петлица 1936                                                   | петлица ГБ 1936                                                | петлица 1936                                                   | петлица 1936                                                   | петлица 1936         | петлица 1936       |
|                                                                |                                                                |                                                                |                                                                |                                                                |                                                                |                                                                |                                                                |                                                                |                                                                |                                                                |                      |                    |
| н\з 1937                                                       | н\з 1937                                                       | н\з 1937                                                       | н\з 1937                                                       | н\з 1937                                                       | н\з 1937                                                       | н\з 1937                                                       | н\з 1937                                                       | нет                                                            | нет                                                            | нет                                                            | нет                  | нет                |

| Таблица 2: Военно-политический состав | Таблица 2: Военно-политический состав | Таблица 2: Военно-политический состав | Таблица 2: Военно-политический состав | Таблица 2: Военно-политический состав | Таблица 2: Военно-политический состав | Таблица 2: Военно-политический состав | Таблица 2: Военно-политический состав | Таблица 2: Военно-политический состав | Таблица 2: Военно-политический состав | Таблица 2: Военно-политический состав |                  |                 |          |
| Корпусной комиссар                    | Корпусной комиссар                    | Дивизионный комиссар                  | Дивизионный комиссар                  | Бригадный комиссар*)                  | Бригадный комиссар*)                  | Полковой комиссар                     | Полковой комиссар                     | Батальонный комиссар*)                | Батальонный комиссар*)                | Старший политрук                      | Старший политрук | Политрук        | Политрук |
| ------------------------------------- | ------------------------------------- | ------------------------------------- | ------------------------------------- | ------------------------------------- | ------------------------------------- | ------------------------------------- | ------------------------------------- | ------------------------------------- | ------------------------------------- | ------------------------------------- | ---------------- | --------------- | -------- |
| петлица ГБ 1936                       | н\з 1937                              | петлица ГБ 1936                       | н\з 1937                              | птлица 1936                           | н\з 1937                              | петлица ГБ 1936                       | н\з 1937                              | птлица 1936                           | н\з 1937                              | петлица ГБ 1936                       | н\з 1937         | петлица ГБ 1936 | н\з 1937 |

| Таблица 3: Военно-хозяйственный (технический, медицинский, ветеринарный, юридический) и административный состав | Таблица 3: Военно-хозяйственный (технический, медицинский, ветеринарный, юридический) и административный состав | Таблица 3: Военно-хозяйственный (технический, медицинский, ветеринарный, юридический) и административный состав | Таблица 3: Военно-хозяйственный (технический, медицинский, ветеринарный, юридический) и административный состав | Таблица 3: Военно-хозяйственный (технический, медицинский, ветеринарный, юридический) и административный состав | Таблица 3: Военно-хозяйственный (технический, медицинский, ветеринарный, юридический) и административный состав | Таблица 3: Военно-хозяйственный (технический, медицинский, ветеринарный, юридический) и административный состав | Таблица 3: Военно-хозяйственный (технический, медицинский, ветеринарный, юридический) и административный состав | Таблица 3: Военно-хозяйственный (технический, медицинский, ветеринарный, юридический) и административный состав | Таблица 3: Военно-хозяйственный (технический, медицинский, ветеринарный, юридический) и административный состав | Таблица 3: Военно-хозяйственный (технический, медицинский, ветеринарный, юридический) и административный состав |                           |                     |                     |
| Дивврач | Дивврач | Бригинтендант*)                                                                                                 | Бригинтендант*)                                                                                                 | Военюрист 1 ранга                                                                                               | Военюрист 1 ранга                                                                                               | Военврач 2 ранга*)                                                                                              | Военврач 2 ранга*)                                                                                              | Военинженер 3 ранга                                                                                             | Военинженер 3 ранга                                                                                             | Техник- интендант 1 ранга                                                                                       | Техник- интендант 1 ранга | Военвет- фельдшер*) | Военвет- фельдшер*) |
| --- | --- | --- | --- | --- | --- | --- | --- | --- | --- | --- | ------------------------- | ------------------- | ------------------- |
| петлица 1937 | н\з 1937 | петлица 1937 | н\з 1937 | петлица 1937 | н\з 1937 | петлица 1937 | н\з 1937 | петлица 1937 | н\з 1937 | петлица 1937 | н\з 1937                  | петлица 1937        | н\з 1937            |

```
Примечание:
 Звёздочки на петлицах - с 30 апреля 1936 г. (Приказ НКВД № 152). "Майор" и "Старший лейтенант" - приведены примеры галунных знаков комсостава.

*) 
Погранохрана НКВД СССР

**) 
Автобронетанковые части.

***) 
Кавалерия (знаки не были установлены официально, но продолжали использоваться обр. 1922-1935).

****) 
Упразднено Приказом НКВД СССР № 169 от 21.04.1937 г.
```

Галерея: Форма одежды внутренней и пограничной охраны НКВД СССР 1936—1937 гг. (Реконструкция)

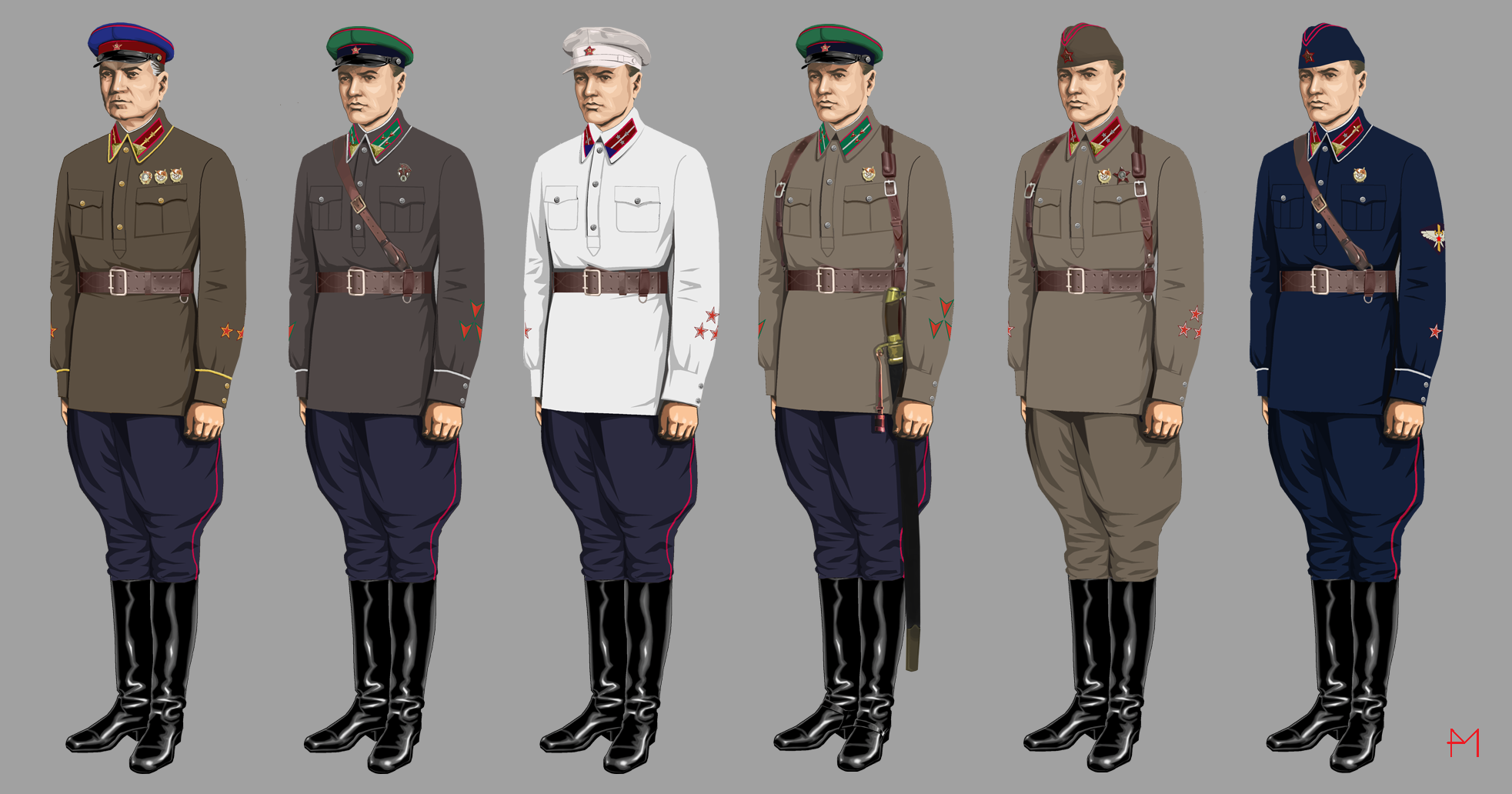
1
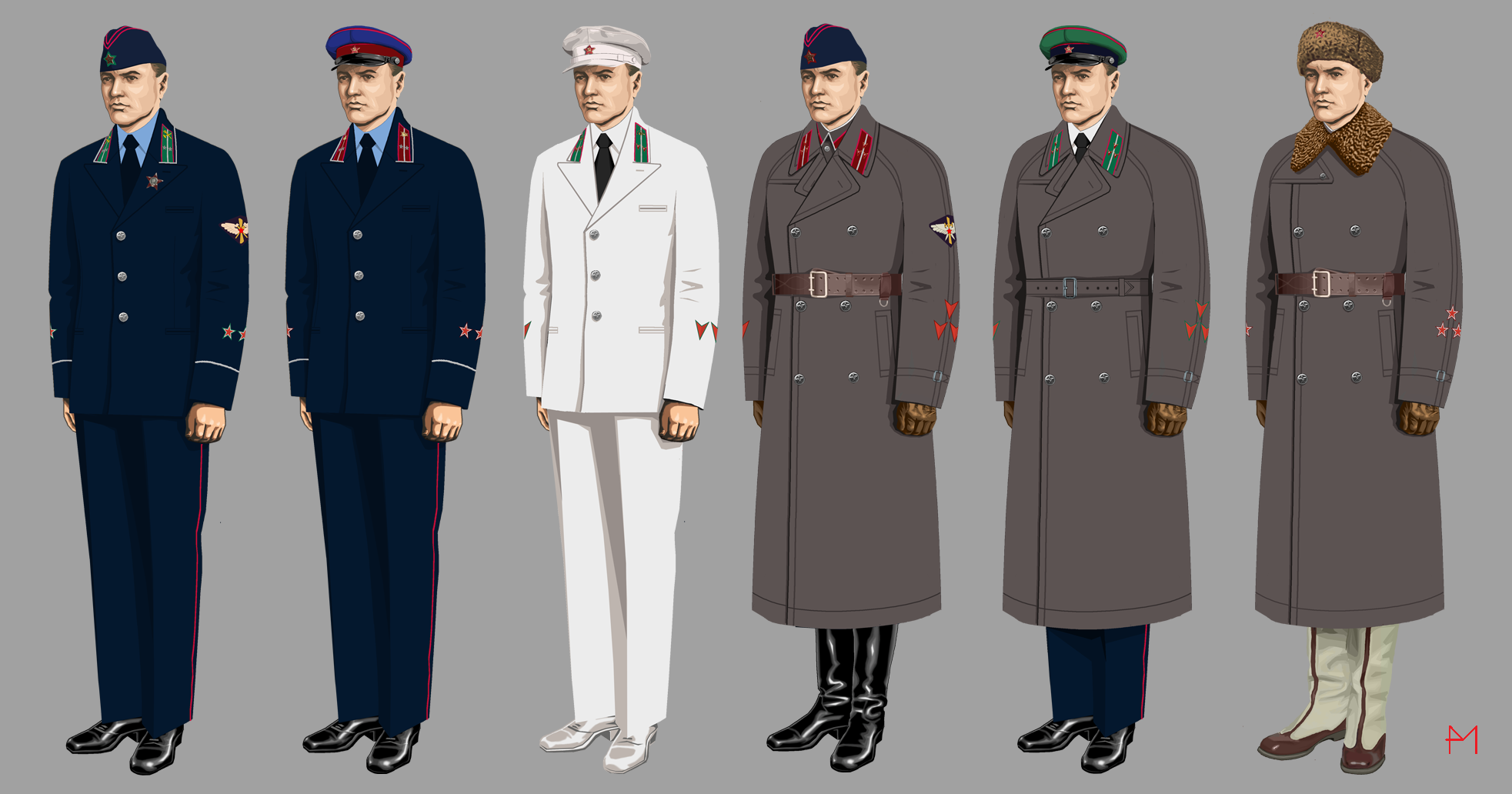
2
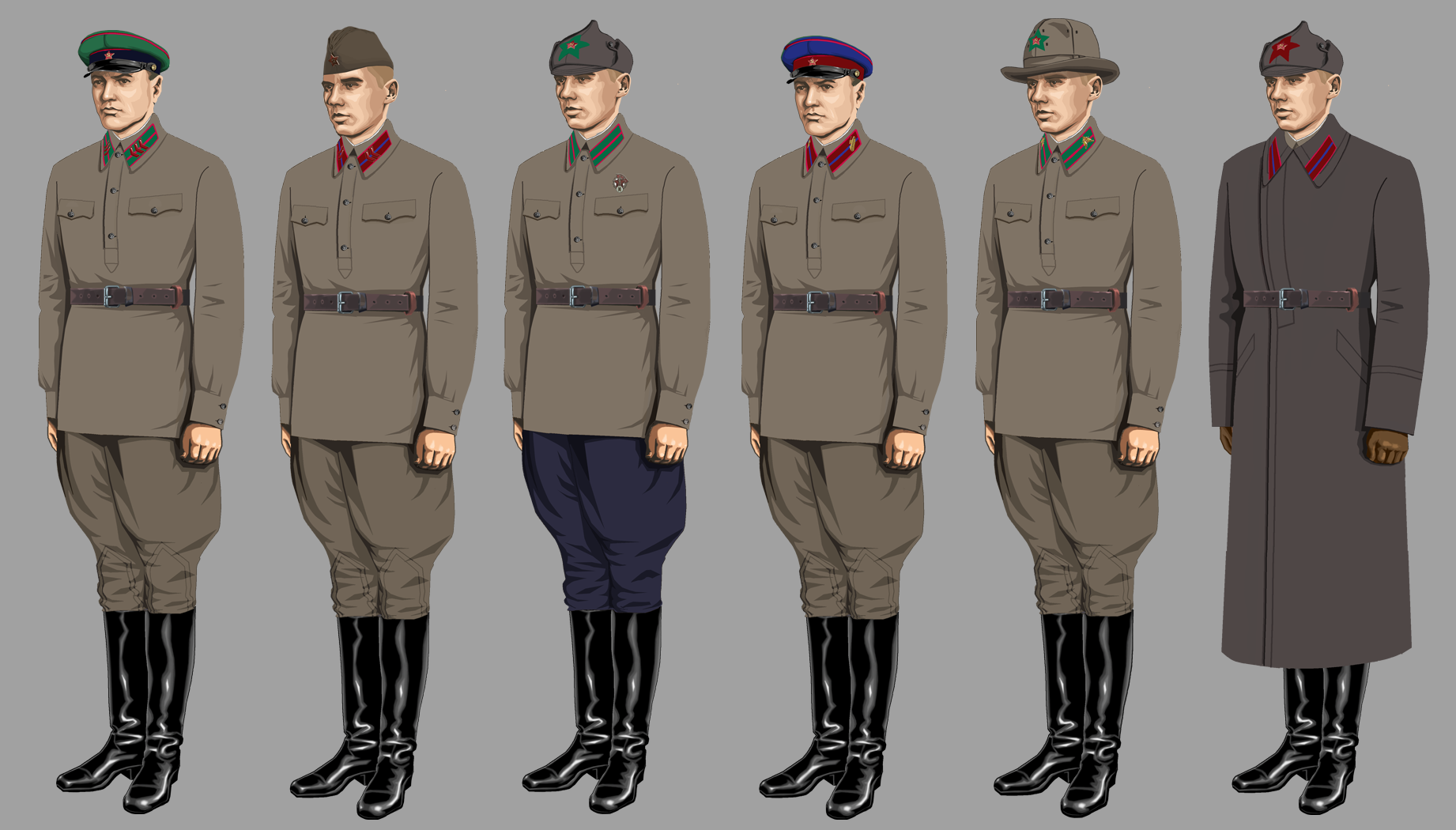
3

1 — Комдив Внутренней охраны, старший лейтенант Пограничной охраны в «улучшенной гимнастёрке», интендант 1 ранга Внутренней охраны в белой летней гимнастёрке, политрук Пограничной охраны (кавалерийские части) и полковник Внутренней охраны (пехота) в летней походной форме, капитан в суконной гимнастёрке (авиачасти Внутренней охраны).
2 — Военинженер 2 ранга (авиачасти Погранохраны) и военюрист 2 ранга (Внутренняя охрана) в синей тужурке; военфельдшер (Погранохрана) в летней тужурке; политрук (авиачасти Внутренней охраны, для строя), политрук Пограничной охраны (вне строя) и полковник Внутренней охраны (для строя) в плаще-реглане.
3 — Помкомвзвода (Погранохрана) в летней повседневной форме, отделенный командир Внутренней охраны в летней походной форме (без снаряжения), красноармеец Пограничной охраны в зимней форме, красноармеец Внутренней охраны (бронечасти) в летней форме, красноармеец Пограничной охраны (разведчик-наблюдатель 1 класса) в походной форме в панаме, красноармеец Внутренней охраны в зимней форме в шинели.

### ГУЛаг НКВД СССР

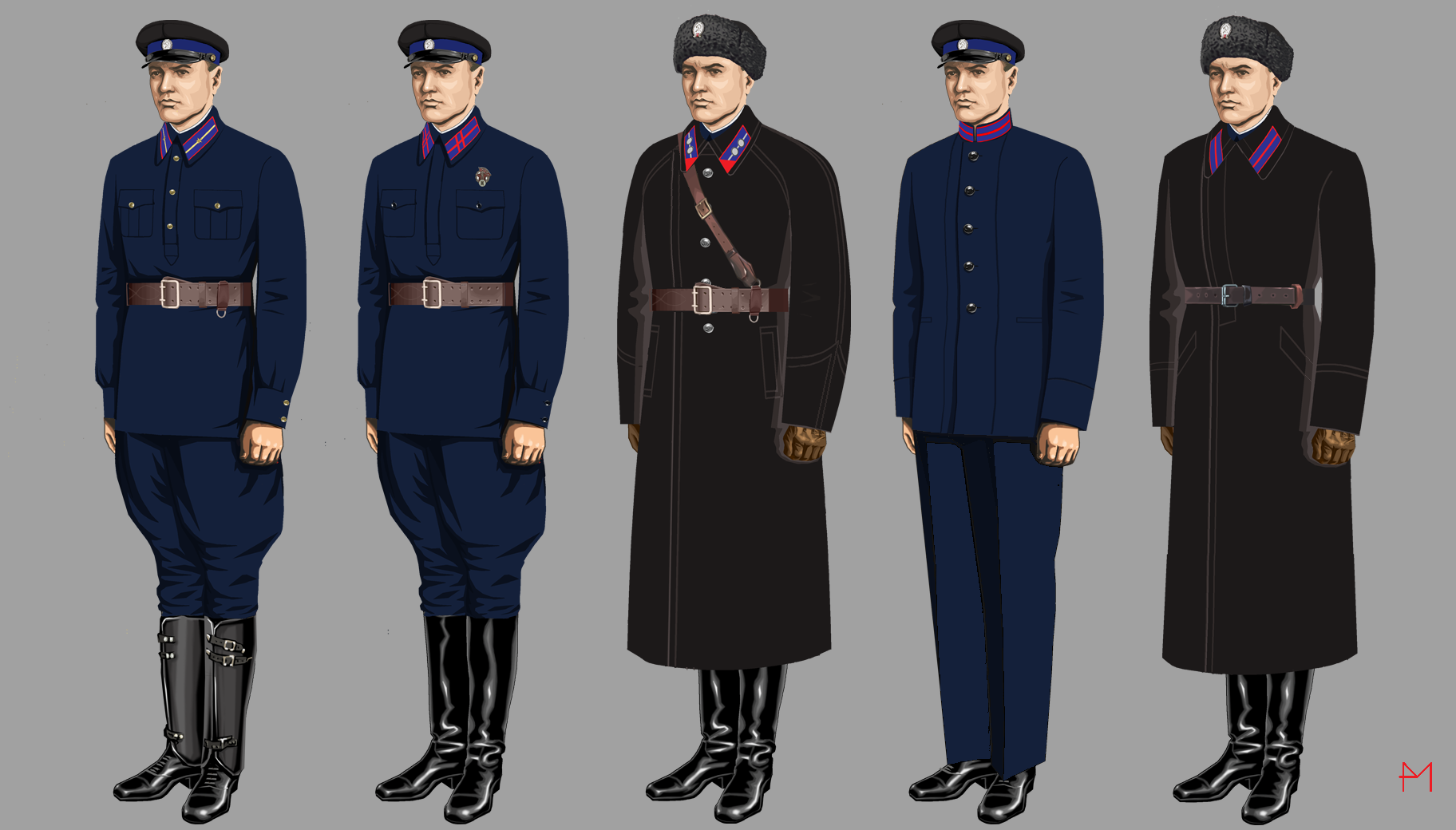
Форма работников ГУЛаг НКВД СССР 1936—1943 гг.: операдмсостав (колонии и лагеря) старшей категории, младший оперсостав, операдмсостав ВОХР ИТЛ (политсостав и АХС), надзорсостав тюрем (внутренние посты), рядовой стрелок ВОХР

В первой половине 1936 г. руководство НКВД СССР обратилось в ЦК ВКП(б) с ходатайством о введении нового обмундирования для Главного управление лагерей и мест заключения (ГУЛаг и МЗ, ГУЛАГ) НКВД, подчинённых ему структур и воинских формирований.

#### Знаки различия
В отличие от органов госбезопасности, милиции и войск НКВД, вопрос о введении персональных специальных или воинских званий для личного состава ГУЛАГ не ставился — для них была сохранена система знаков различия по должностным категориям (с 12-й (младшая) по 3-ю (старшая): 1-я и 2-я категории соответствовали должностям Начальника ГУЛАГ и его Заместителя), просуществовавшая до введения погон и новой единой формы одежды в 1943 г.
25.06.1936 г. приказом Наркома внутренних дел СССР № 233 были объявлены новые форма одежды и должностные знаки различия личного состава ГУЛАГ и Отдела трудовых колоний (ОТК) НКВД СССР и их местных аппаратов. Знаки различия размещались на единых для всех видов одежды петлицах василькового цвета стандартного размера (как в органах и войсках) с просветом и красным кантом. У высшего начсостава просвет из золотистого, у старшего и среднего — из серебряного галуна, у младшего и рядового составов — красного сукна или тесьмы. Непосредственно знаками различия служили золотые (3-4 категория) или серебряные (5-7 категория) звёздочки, металлические круги белой эмали (8-10 категории) или узкие полоски красного сукна. У специалистов (техников, медиков) в верхней части петлицы крепилась латунная эмблема, у комсостава ВОХР внизу петлицы крепился треугольник серебряного галуна, у полит- и адмсостава — треугольник красного сукна (Приказ НКВД СССР № 341 от 13.08.1936 г.). В отличие от обмундирования и знаков различия органов госбезопасности, войск НКВД и РКМ форма и знаки различия сотрудников ГУЛАГ просуществовали без существенных изменений вплоть до введения погон и новой форменной одежды в 1943 г.
Лица начсостава, имевшие специальные звания ГУГБ или РКМ, а также военные звания войск НКВД могли носить соответствующие присвоенное обмундирование и знаки различия. Сотрудникам, уволенным со службы, разрешалось донашивать форменную одежду без петлиц, знаков различия и знаков на головных уборах.
Помимо должностей, указанных в перечнях № 1,2 приложения к приказу, форма и знаки различия присваивались следующим инженерно-техническим должностям вольнонаёмных сотрудников (перечень No 3): ст. инженер и инженер; электрик; зоотехник; ст. экономист и экономист; агроном; лесовод; механик; техник; гидролог; зав. производством; прораб.
Работникам, занимавшим иные должности, а также личному составу из числа заключённых ношение формы было запрещено. Все предметы одежды имели единую расцветку, однако по покрою и ассортименту подразделялись по месту службы сотрудников.

#### Форма одежды
А. Колонии и лагеря. Операдмсоставу колоний и лагерей была положена униформа тёмно-синего цвета. Гимнастёрка без кантов имела открытую застёжку на 3 малые форменные пуговицы и настроченные нагрудные карманы, прикрытые клапаном, застёгивающимся на малую серебристую форменную пуговицу.
При гимнастёрке носились бриджи. Бриджи также не окантовывались.
Зимняя форма пошивалась из шерстяной ткани, а летняя — из х/б.
Рядовой и младший надзорсостав носил рубаху с потайной застёжкой переднего разреза и прорезными карманами, прикрытыми клапаном, застёгивающимся на малую форменную пуговицу. В округах с холодным климатом носилась шерстяная рубаха, а в прочих округах — хлопчатобумажная.
Для рядового и младшего операдмсостава при рубахе устанавливалось ношение тёмно-синих брюк-шаровар из полушерстяной ткани.
Б. Тюрьмы. Всему надзорсоставу тюрем вместо гимнастёрки (рубахи) присваивалась закрытая, однобортная тёмно-синяя тужурка (китель) из шерстяной ткани — для операдмсостава и из полушерстяной ткани — для рядового и мл. надзорсостава, с застёжкой на 5 больших форменных пуговицах, со стоячим воротником и прямыми настрочными обшлагами, на которых располагалось по 2 малых форменных пуговицы; прямыми прорезными боковыми карманами без клапанов. Летом разрешалось ношение хлопчатобумажной тужурки.
При тужурке носилась брюки навыпуск из того же материала тёмно-синего цвета, без кантов.
Сотрудники-женщины при гимнастёрке носили тёмно-синюю юбку из шерстяной ткани.
В качестве верхней одежды весь операдмсостав тюрем, колоний и лагерей носил двубортную шинель-реглан из чёрного шинельного сукна, на 4 металлических крючках, с отложным воротником. На левом борту по середине пришивалось 5 больших форменных пуговиц. Боковые карманы — долевые, заделанные листочкой. На талии сзади располагался хлястик на 2 больших форменных пуговицах. Рукава — трёхшовные, с обшлагами, имеющими по наружному шву мысок. В летнее время мог носиться плащ существующего образца.
Рядовому и мл. надзорсоставу присваивалась однобортная шинель красноармейского образца из чёрного полугрубого шинельного сукна.
Головные уборы
Основным видом головного убора работников системы ГУЛАГ и ОТК НКВД являлась фуражка чёрного цвета, с тёмно-синим околышем, без кантов, с чёрными лакированными козырьком и подбородным ремнём. Операдмсостав мог носить фуражку как в летнее, так и в зимнее время при всех видах форменной одежды, а рядовой и младший операдмсостав — только летом.
Женщины-сотрудницы ГУЛАГ вместо фуражки носили берет из тёмно-синего полушерстяного трикотажа.
На зимнее время всему личному составу устанавливалось ношение шапки-финки чёрной мерлушки, с верхом из шерстяной ткани — для операдмсостава, и из искусственного меха с верхом из полугрубого шевиота — для рядового и мл. надзорсостава.
На передней части головных уборов размещался металлический знак овальной формы (3,2 х 2,5 см) с штампованным изображением венка по окружности овала и серпа и молота в центре его. Основание знака выпуклое, покрыто эмалью белого цвета. Венок, серп и молот — белого металла.
Личный состав ГУЛАГ и ОТК носил снаряжение и обувь установленного для органов и войск НКВД образца. На рубахах и тужурках подшивался подворотничок из отбелённой ткани.
Для надзорсостава, нёсшего службу на внешних постах тюрем, устанавливалась общая форма одежды с личным составом ГУЛАГ и ОТК НКВД СССР.
В 1941 г., после начала Великой Отечественной войны, сотрудники ГУЛАГ (как и сотрудники других отделов и управлений НКВД СССР)получили право ношения отдельных видов обмундирования (гимнастёрки, бриджи, тулья фуражек) защитного цвета, с сохранением ведомственных расцветок петлиц, кантов (где возможно) и околышей.
В феврале 1943 г. специальная форма одежды охраны и надзорсостава ГУЛАГ была упразднена в связи с введением нового общего обмундирования. Начсостав стал носить знаки различия (погоны, фуражки) органов или войск НКВД, а рядовой и младший начсостав — погоны специальных служб (охрана лагерей, обслуживание мест заключения и пр.) при единой форме одежды.
- Таблица: Должностные знаки различия ГУЛАГ и ОТК НКВД СССР 1936—1943 гг.

Категории (Штатные группы) сотрудников:
| №  | Должности | №  | Должности |
| -- | --- | -- | --- |
| 1  | - начальник ГУЛАГ; | 2  | - заместитель начальника ГУЛАГ; |
| 3  | - помощник начальника ГУЛАГ; - начальники управлений лагерей (Дмитровского, Байкало-Амурского, Волжского, Беломоро-Балтийского и Ухтинско-Печорского ИТЛ); - начальники управлений мест заключения НKВД УССР; - начальники управлений лагерей, мест заключения и трудовых поселений УНKВД по Дальневосточному краю; - начальники строительств НKВД; | 4  | - начальники отделов ГУЛАГ; - главные инженеры управлений лагерей и их заместители; - начальники Управления мест заключения УНKВД; - начальники управлений лагерей; - начальники управлений лагерей, мест заключения и трудовых поселений УНKВД; - заместители и помощники начальников 3-й группы; |
| 5  | - помощники начальников отделов ГУЛАГ; - начальники самостоятельных отделений и инс-пекций ГУЛАГ; - начальники ОМЗ УНKВД; - начальники отделов управлений лагерей, управлений лагерей, мест заключения и трудовых поселений УНKВД; | 6  | - начальники отделений отделов ГУЛАГ; - начальники секторов и секретарь ГУЛАГ; начальники самостоятельных отделений управлений лагерей; начальники отделений ОМЗ УНKВД; - начальники лаготделений и районов; - начальники охраны лагерей; - начальники тюрем и колоний 1-й-4-й категорий; |
| 7  | - оперуполномоченные, старшие инспекторы и старшие специалисты ГУЛАГа; - начальники отделений отделов управлений лагерей и мест заключения; - секретари управлений лагерей и ОМЗ УНKВД; - начальники отдельных лагпунктов и участков; - руководители работ; - начальники штабов охраны и отдельных отрядов; - начальники тюрем 5-й-6-й категорий; | 8  | - уполномоченные; инспекторы и специалисты ГУЛАГа; - оперативные уполномоченные, старшие инспекторы и специалисты управлений лагерей, мест заключения и трудовых поселений или ОМЗ УНKВД; - начальники частей лагерного отделения или района; начальники штабов отдельных отрядов; - начальники тюрем и колоний 7-й-8-й категорий; - начальники бюро исправительных работ; - участковые и районные коменданты трудпоселков; |
| 9  | - секретари отделов и помощники секретаря ГУЛАГа; - уполномоченные, инспекторы и специалисты управлений лагерей, мест заключения и трудовых поселений или ОМЗ УНKВД; - оперуполномоченные лагерных отделений и участков, контролёры, начальники боевого питания и инструкторы в охране лагерей; - начальники частей (в том числе охраны) тюрем и колоний и дежурные помощники начальника тюрьмы; - оперативные уполномоченные тюрем и колоний; - помощники районного и участкового коменданта трудпоселков; | 10 | - помощники уполномоченных; помощники инспекторов и сотрудники для поручений ГУЛАГа; - помощники уполномоченных в управлениях лагерей, мест заключения и трудовых поселений УНKВД; - уполномоченные лагерных отделений и районов; - начальники питомников служебных собак; - начальники корпусов тюрем; - коменданты колоний; - поселковые коменданты;                                                                      |
| 11 | - сотрудники для поручений в управлениях лагерей, мест заключения и трудовых поселений УНKВД; - помощники уполномоченных в лаготделениях и районах; - адъютанты; - командиры взводов отрядов охраны; - начальники команд служебных собак; - заведующие оружейными мастерскими; - помощники уполномоченных тюрем и колоний; - старшины охраны в тюрьмах; - помощники поселкового коменданта; | 12 | - помощники командиров взводов охраны и командиры отделений; - проводники служебных собак; - старшие надзиратели тюрем и колоний и заведующие передачей и свиданиями; - старшие милиционеры трудовых посёлков; |

Знаки различия
|           | Высший операдмначсостав | Высший операдмначсостав | Старший операдмначсостав | Старший операдмначсостав | Старший операдмначсостав | Средний операдмначсостав | Средний операдмначсостав | Средний операдмначсостав | Младший операдмначсостав | Младший операдмначсостав | Рядовой состав |
| --------- | ----------------------- | ----------------------- | ------------------------ | ------------------------ | ------------------------ | ------------------------ | ------------------------ | ------------------------ | ------------------------ | ------------------------ | -------------- |
| Петлицы   | петлица ГУЛАГ           | петлица ГУЛАГ           | петлица ГУЛАГ            | петлица ГУЛАГ            | петлица ГУЛАГ            | петлица ГУЛАГ            | петлица ГУЛАГ            | петлица ГУЛАГ            | петлица ГУЛАГ            | петлица ГУЛАГ            | петлица ГУЛАГ  |
| Категория | 3                       | 4                       | 5                        | 6                        | 7*                       | 8                        | 9**                      | 10***                    | 11                       | 12                       | -              |

```
*) 
Командный состав ВОХР ИТЛ.

**) 
Административно-хозяйственный и политический состав ВОХР ИТЛ.
 
***) 
Инженерно-технический состав.
```

### Киновоплощения
- Граница на замке (1937)
- Честь (1938)
- Николай Вавилов (1990)
- Под знаком Скорпиона (1995)
- Утомлённые солнцем-2: Предстояние (2010)
- Охота на дьявола (Сериал) (2017)
- Власик. Тень Сталина (Сериал) (2017)

## 1937—1943 гг.
Летом 1937 года, едва закончился процесс над группой М. Н. Тухаческого (т. н. «ликвидация военно-фашистского заговора в РККА»), за который Н. И. Ежов получил высшую государственную награду СССР, все сотрудники ГУГБ НКВД и все военнослужащие войск НКВД СССР разом поменяли форму одежды и знаки различия (Пр.№ 275 от 15 июля 1937 года).
Перемены выражались в отказе от специфической системы обозначения специальных и воинских званий на рукавах и петлицах и возврате к армейским образцам — как в органах, так и в войсках.
Унификация коснулась и формы одежды.

### ГУГБ НКВД СССР
а) фуражка — тулья светло-синего (василькового), околыш крапового, канты малинового цвета; летняя белая фуражка — без изменений.
б) гимнастёрка (рубаха) защитного цвета (шерстяная для зимней формы, х/б для летней, хотя это строго не регламентировалось) с отложным воротником (с петлицами крапового цвета с малиновой окантовкой) и вертикальной планкой на пуговицах, нагрудными карманами с клапанами на малых латунных (золочёных) пуговицах и обшлага на двух аналогичных пуговицах, воротник и обшлага с кантами малинового цвета, длина гимнастёрки длиннее обшлагов на 1,5-2 см; На обоих рукавах — нарукавные знаки ГУГБ НКВД СССР. Гимнастёрка носилась только по строевой форме с поясным ремнём или снаряжением; летом допускалось ношение белой гимнастёрки с белой фуражкой; с 1938 г. (как в РККА, а также войсках ВО НКВД СССР и ПО НКВД СССР) разрешено ношение т. н. «улучшенной» коверкотовой гимнастёрки — в том числе, серо-зеленовато-коричневого, серо-стального и серо-голубого цвета; «улучшенное» обмундирование заказывалось сотрудниками только за свой счёт и стоило не так уж и дёшево.
Примечание: Судя по всему, по этой причине цвет гимнастёрок высшего и старшего начсостава госбезопасности в источниках и художественной литературе иногда фигурирует как «серый» или даже «сиреневый», чуть более тёплого оттенка, чем в АБТВ РККА; возможно, столь расширено мог трактоваться указанный в документах «защитный цвет» коверкотовых гимнастёрок.

 …Под вечер останавливаем на шоссе для проверки «эмку». Рядом с водителем — майор госбезопасности: сиреневая коверкотовая гимнастёрочка, на петлицах- по ромбу, два ордена, потемнелый нагрудный знак «Почётный чекист». На заднем сиденье — его жена, миловидная блондинка с мальчиком лет трёх четырёх, и ещё один, спортивного вида, со значком ворошиловского стрелка и двумя кубарями — сержант госбезопасности. Майор Фомин с женой и ребёнком следует в город Москву, в распоряжение НКВД СССР. — Богомолов В.О., Момент истины (В августе 44-го).
в) закрытый однобортный френч защитного цвета (в тон гимнастёрке) вместо отменённой тужурки — на шести больших пуговицах (со звездой и серпом и молотом в центре), с отложным воротником с краповыми петлицами с малиновой окантовкой, нагрудными и боковыми карманами с застёжками на малые пуговицы, воротник и обшлага с малиновой окантовкой. На обоих рукавах — нарукавные знаки ГУГБ НКВД СССР. Френч мог надеваться как с повседневной строевой, так и нестроевой формой, ботинками (в том числе и с крагами) или брюками в сапоги (до февраля 1938 г. — только цвета хаки, навыпуск; с февраля 1938 г. в сапоги и навыпуск — синего цвета), однако он при этом не являлся элементом парадной или парадно-выходной формы, закреплённым приказами или Правилами ношения. Летом допускалось ношение белого френча с белой фуражкой и белыми брюками; френч и брюки к нему изготавливались только за счёт сотрудника.

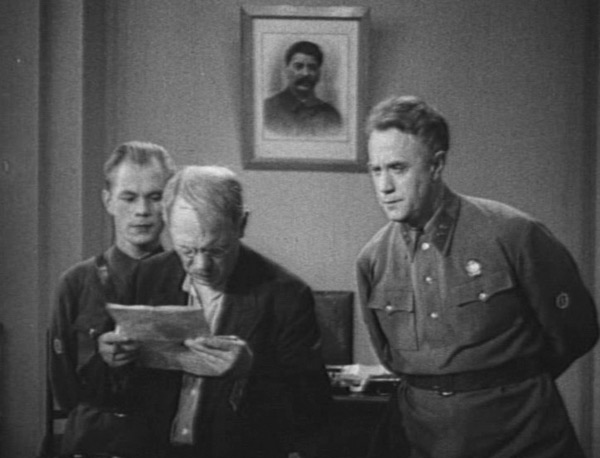
Киновоплощение. Советские чекисты за работой: старший лейтенант госбезопасности Ларцев (М. Жаров) и его напарник выводят врагов на чистую воду (Фильм «Ошибка инженера Кочина» 1939 г.)

г) двубортная шинель серого сукна на шести по борту пуговицах единого покроя для всего комначсостава. В строю носится с ремнём или снаряжением, вне строя — возможно ношение без ремня с отогнутыми лацканами. На воротнике — шинельные петлицы, на обоих рукавах — нарукавные знаки ГУГБ НКВД СССР. Для высшего начсостава — обшлага и воротник (с петлицами) с окантовкой малинового цвета, для Генерального комиссара госбезопасности — малиновая окантовка по воротнику, борту, обшлагам.
Брюки, брюки-бриджи, сапоги, ботинки, краги, шапка-финка, снаряжение — без изменений.
В 1940 году приказом Народного Комиссара Внутренних Дел СССР № 327 от 7 мая для высшего начсостава ГУГБ НКВД СССР введён повседневный китель цвета хаки, на пяти больших пуговицах. Полы кителя прямые с двумя верхними прорезными карманами, прикрытыми клапанами трёхмысковой формы. Рукава с прямыми обшлагами, воротник стояче-отложной; малиновый кант по воротнику и обшлагам. Петлицы шинельного типа (?) со знаками различия обр. 1937 г.. В целом, китель был аналогичен генеральскому повседневному кителю, введённому в РККА несколько позже, в июле 1940 г.
Новый китель входил в состав обмундирования улучшенного образца, правом на ношение которого, обладали только начальники и заместители начальников управлений НКВД союзных республик, городов Москвы и Ленинграда, начальники управлений автономных республик, краёв и областей, подчинённых непосредственно центру, УССР, БССР и начальники политотделов перечисленных управлений.
3 февраля 1941 г. НКВД СССР был разделён на два независимых ведомства — НКВД СССР (Нарком — Генеральный комиссар госбезопасности Л. П. Берия) и НКГБ СССР (Нарком — комиссар госбезопасности 2 ранга В. Н. Меркулов). Последний организован на базе ГУГБ, за исключением Особых отделов, переданных в состав НКО (с 03.02.1941 — 3-е Управление НКО СССР, начальник — дивизионный комиссар А. Н. Михеев). Войска НКВД остались в подчинении НКВД СССР. 20 июля 1941 г. в условиях уже начавшейся войны оба наркомата были вновь объединены под руководством Л. П. Берия (В. Н. Меркулов — первый заместитель наркома).
Столь кратковременная реформа не успела оставить каких-либо изменений в обмундировании.
| Таблица: Знаки различия сотрудников ГУ ГБ НКВД СССР образца 1937 г.(1) | Таблица: Знаки различия сотрудников ГУ ГБ НКВД СССР образца 1937 г.(1) | Таблица: Знаки различия сотрудников ГУ ГБ НКВД СССР образца 1937 г.(1) | Таблица: Знаки различия сотрудников ГУ ГБ НКВД СССР образца 1937 г.(1) | Таблица: Знаки различия сотрудников ГУ ГБ НКВД СССР образца 1937 г.(1) | Таблица: Знаки различия сотрудников ГУ ГБ НКВД СССР образца 1937 г.(1) | Таблица: Знаки различия сотрудников ГУ ГБ НКВД СССР образца 1937 г.(1) | Таблица: Знаки различия сотрудников ГУ ГБ НКВД СССР образца 1937 г.(1) | Таблица: Знаки различия сотрудников ГУ ГБ НКВД СССР образца 1937 г.(1) | Таблица: Знаки различия сотрудников ГУ ГБ НКВД СССР образца 1937 г.(1) | Таблица: Знаки различия сотрудников ГУ ГБ НКВД СССР образца 1937 г.(1) |
| Генеральный комиссар Госбезопасности                                   | Комиссар Госбезопасности 1 ранга                                       | Комиссар Госбезопасности 1 ранга                                       | Комиссар Госбезопасности 2 ранга                                       | Комиссар Госбезопасности 2 ранга                                       | Комиссар Госбезопасности 3 ранга                                       | Комиссар Госбезопасности 3 ранга                                       | Старший майор Госбезопасности                                          | Старший майор Госбезопасности                                          | Майор Госбезопасности                                                  | Майор Госбезопасности                                                  |
| ---------------------------------------------------------------------- | ---------------------------------------------------------------------- | ---------------------------------------------------------------------- | ---------------------------------------------------------------------- | ---------------------------------------------------------------------- | ---------------------------------------------------------------------- | ---------------------------------------------------------------------- | ---------------------------------------------------------------------- | ---------------------------------------------------------------------- | ---------------------------------------------------------------------- | ---------------------------------------------------------------------- |
| петлица ГБ 1937                                                        | Нквд1936вс5                                                            | петлица ГБ 1937                                                        | петлица ГБ 1937                                                        | петлица ГБ 1937                                                        | петлица ГБ 1937                                                        | петлица ГБ 1937                                                        | петлица ГБ 1937                                                        | петлица ГБ 1937                                                        | петлица ГБ 1937                                                        | петлица ГБ 1937                                                        |

| Таблица: Знаки различия сотрудников ГУ ГБ НКВД СССР образца 1937 г.(2) | Таблица: Знаки различия сотрудников ГУ ГБ НКВД СССР образца 1937 г.(2) | Таблица: Знаки различия сотрудников ГУ ГБ НКВД СССР образца 1937 г.(2) | Таблица: Знаки различия сотрудников ГУ ГБ НКВД СССР образца 1937 г.(2) | Таблица: Знаки различия сотрудников ГУ ГБ НКВД СССР образца 1937 г.(2) | Таблица: Знаки различия сотрудников ГУ ГБ НКВД СССР образца 1937 г.(2) | Таблица: Знаки различия сотрудников ГУ ГБ НКВД СССР образца 1937 г.(2) | Таблица: Знаки различия сотрудников ГУ ГБ НКВД СССР образца 1937 г.(2) | Таблица: Знаки различия сотрудников ГУ ГБ НКВД СССР образца 1937 г.(2) | Таблица: Знаки различия сотрудников ГУ ГБ НКВД СССР образца 1937 г.(2) | Таблица: Знаки различия сотрудников ГУ ГБ НКВД СССР образца 1937 г.(2) |
| Капитан Госбезопасности                                                | Капитан Госбезопасности                                                | Старший лейтенант Госбезопасности                                      | Старший лейтенант Госбезопасности                                      | Лейтенант Госбезопасности                                              | Лейтенант Госбезопасности                                              | Младший лейтенант Госбезопасности                                      | Младший лейтенант Госбезопасности                                      | Сержант Госбезопасности                                                | Сержант Госбезопасности                                                |                                                                        |
| ---------------------------------------------------------------------- | ---------------------------------------------------------------------- | ---------------------------------------------------------------------- | ---------------------------------------------------------------------- | ---------------------------------------------------------------------- | ---------------------------------------------------------------------- | ---------------------------------------------------------------------- | ---------------------------------------------------------------------- | ---------------------------------------------------------------------- | ---------------------------------------------------------------------- | ---------------------------------------------------------------------- |
| петлица ГБ 1937                                                        | петлица ГБ 1937                                                        | петлица ГБ 1937                                                        | петлица ГБ 1937                                                        | петлица ГБ 1937                                                        | петлица ГБ 1937                                                        | петлица ГБ 1937                                                        | петлица ГБ 1937                                                        | петлица ГБ 1937                                                        | петлица ГБ 1937                                                        |                                                                        |

| Нарукавный знак (на оба рукава) | н/з ГБ 1937 | н/з ГБ 1937         | н/з ГБ 1937 | н/з ГБ 1937 |  |
| Нарукавный знак (на оба рукава) | н/з ГБ 1937 | Комиссар ГБ 1 ранга | н/з ГБ 1937 | н/з ГБ 1937 |  |

ГАЛЕРЕЯ: Форма одежды сотрудников госбезопасности НКВД СССР обр. 1937 г. (Реконструкция)

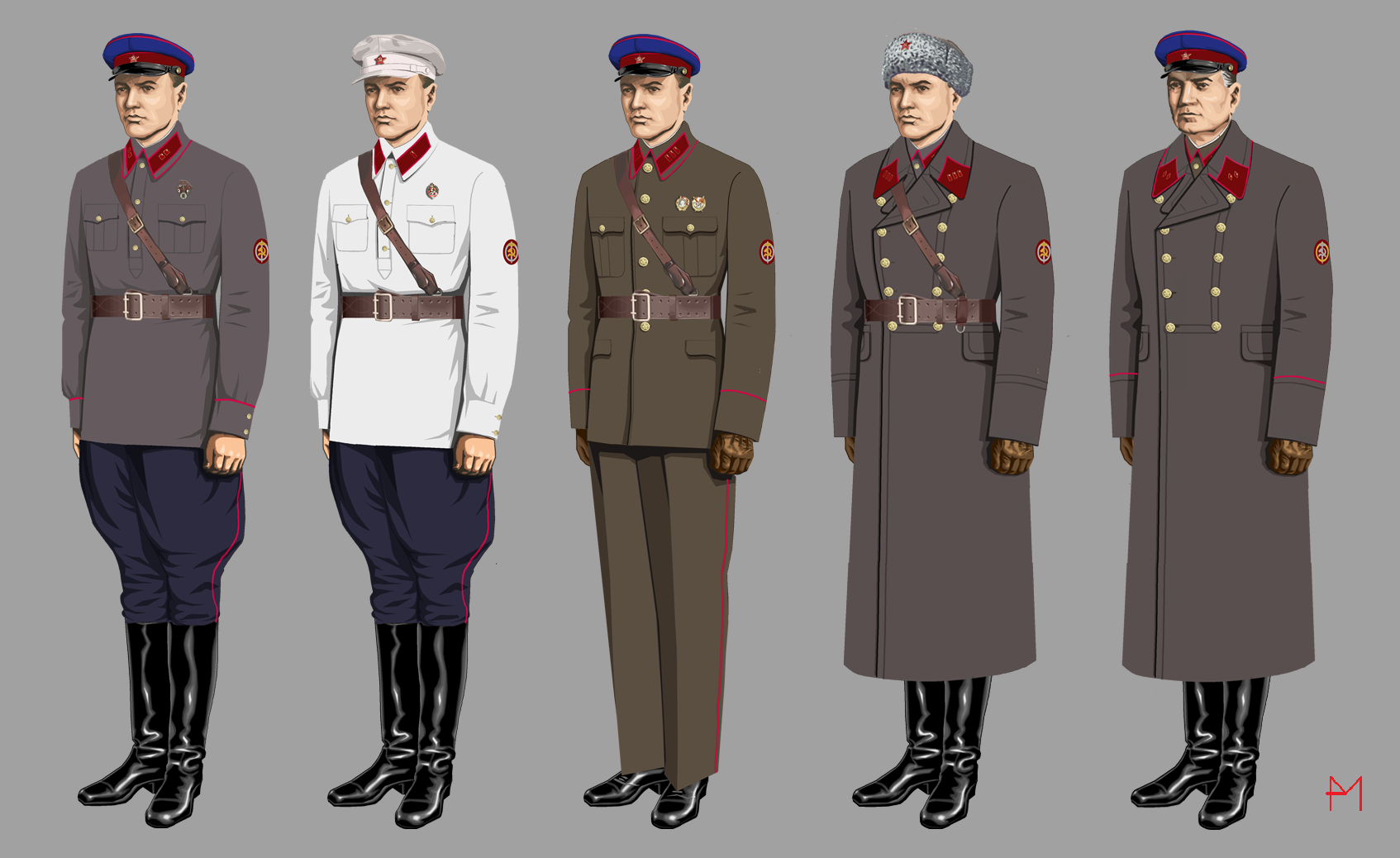
Сержант ГБ в "улучшенной" гимнастёрке (с 1938 г.), лейтенант ГБ в летней гимнастёрке, капитан ГБ во френче (1937 г.), капитан ГБ в зимней форме, старший майор ГБ в зимней форме
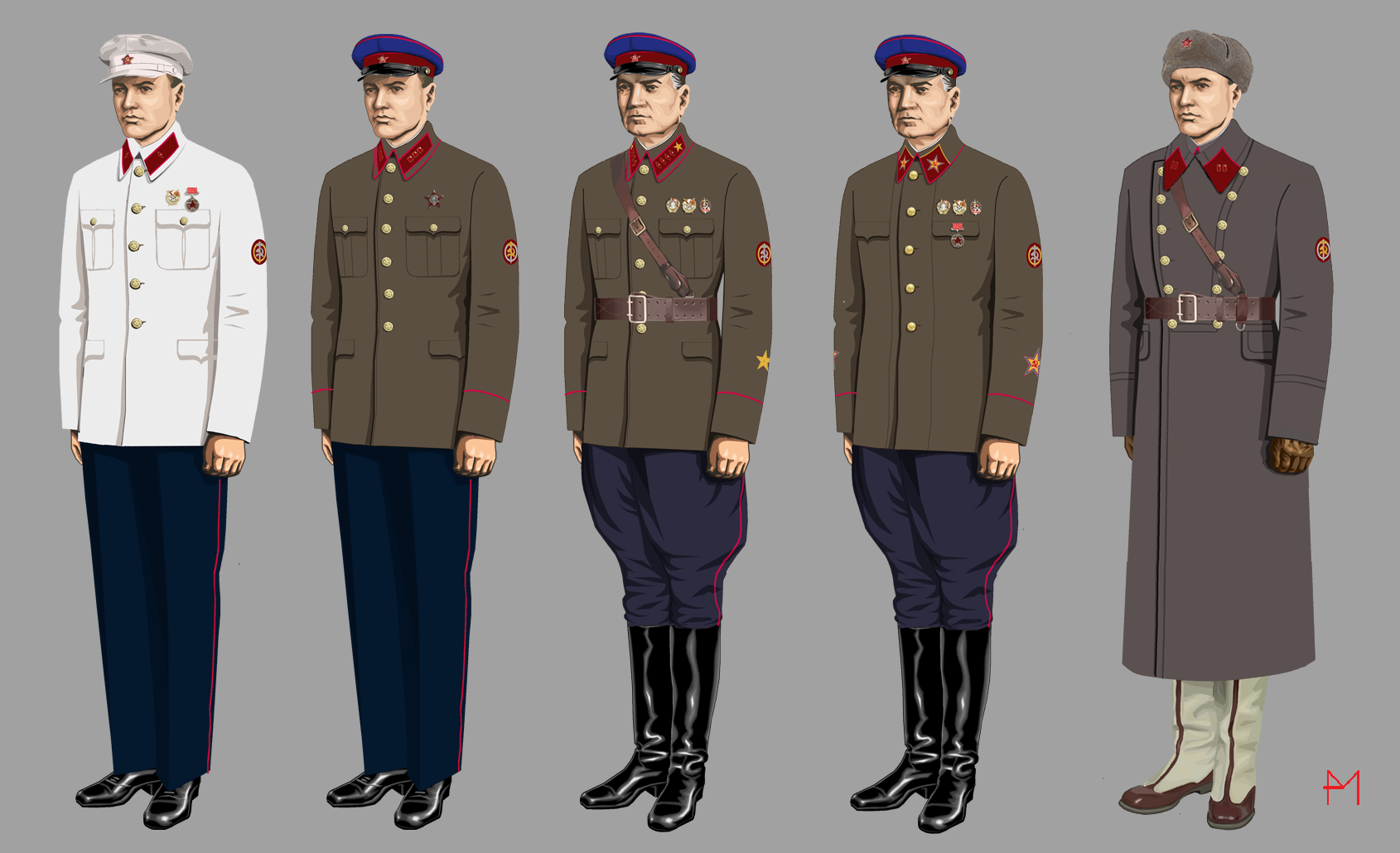
Майор ГБ в летнем кителе, младший лейтенант ГБ во френче (вне строя, с 1938 г.), комиссар ГБ 1 ранга во френче (для строя, с 1938 г.), Генеральный комиссар ГБ в "улучшенном обмундировании" высшего н/с (с 1940 г.), старший лейтенант ГБ в зимней форме (действующая армия 1941-1942 гг.)

### Войска НКВД СССР

#### Новые знаки различия
Главным нововведением для войск НКВД (Пр. № 275 от 15 июля 1937 года) стали знаки различия полностью соответствующие знакам различия РККА образца 1935 г. с учётом сохранившейся ведомственной расцветки: обозначение персональных званий на петлицах без просветов металлическими треугольниками, квадратами, прямоугольниками и ромбами красной эмали и нарукавными шевронами алого сукна или золотого галуна (для командного состава) или нарукавными знаками-звёздами (для военно-политического состава). Как и в РККА, главным отличием комсостава стал золотой (для всех остальных военнослужащих — малиновый) галун на всех видах петлиц. Аналогичным форме Красной армии стало и различие по форме петлиц к гимнастёрке и френчу и к шинели.

#### Изменения формы одежды
Изменения формы одежды Внутренних войск и Погранохраны НКВД СССР в соответствии с тем же приказом состояли в следующем.
А. Для комначсостава.
- фуражка — тулья светло-синего (василькового) цвета; фуражка пограничников — без изменений; летняя белая фуражка — без изменений;
  - для авиачастей на фуражках с 1938 г. — эмблемы как в ВВС;
- гимнастёрка (рубаха) защитного цвета (шерстяная для зимней формы, х/б для летней, хотя это строго не регламентировалось) с отложным воротником (с петлицами крапового или светло-зелёного цвета с малиновой окантовкой) и вертикальной планкой на трёх малых латунных (золочёных) пуговицах армейского образца, нагрудными карманами с клапанами на малых пуговицах и обшлага на двух аналогичных пуговицах, воротник и обшлага с кантами малинового цвета (летняя х/б — без окантовок), длина гимнастёрки длиннее обшлагов на 1,5-2 см; на обоих рукавах — нарукавные знаки как в РККА: по званию (комсостав) или знаки ВПС; гимнастёрка носилась только по строевой форме с поясным ремнём или снаряжением; летом допускалось ношение белой гимнастёрки без окантовки с цветной или белой фуражкой; в авиачастях — гимнастёрка синего и защитного цвета, с кантами.
- френч закрытый однобортный защитного цвета (вместо открытой тужурки синего цвета) — на шести больших пуговицах (со звездой и серпом и молотом в центре), с отложным воротником с краповыми (у погранвойск — светло-зелёными) петлицами, нагрудными и боковыми карманами с застёжками на малые пуговицы, воротник и обшлага с малиновой окантовкой. На обоих рукавах — нарукавные знаки как на гимнастёрке. Френч мог надеваться как с повседневной строевой, так и нестроевой формой, ботинками (в том числе и с крагами) или брюками в сапоги, однако он при этом не являлся парадной или парадно-выходной формой, закреплённой приказами или Правилами ношения; летом допускалось ношение белого френча с белой фуражкой и белыми брюками;
  - для авиачастей — френч тёмно-синего цвета, покроя, существующего в ВВС РККА, с малиновыми кантами; нарукавные знаки лётного и технического состава — без изменений;
- шинель двубортная серого сукна на шести по борту пуговицах единого покроя для всего комначсостава — вместо отменённого пальто-реглана. В строю носится с ремнём или снаряжением, вне строя — возможно ношение без ремня с отогнутыми лацканами. На воротнике — шинельные петлицы, на обоих рукавах — нарукавные знаки как на гимнастёрке. Для высших командиров и приравненных к ним — обшлага и воротник (с петлицами) с окантовкой малинового цвета.

Брюки, брюки-бриджи, сапоги, ботинки, краги, шапка-финка, зимний шлем, снаряжение — без изменений.
Б. Для младщего начальствующего и рядового составов
Изменения затронули только знаки различия — аналогичные РККА, но с ведомственной расцветкой. Обмундирование и его элементы — без изменений.
Таблица: Знаки различия войск Внутренней и Пограничной охраны НКВД СССР образца 1937 г.
| петлица 1937 | петлица 1937 | петлица 1937 | петлица 1937 | петлица 1937 | петлица 1937 | петлица 1937 | петлица 1937 | петлица 1937 |
|              |              |              |              |              |              |              |              |              |
| петлица 1937 | петлица 1937 | петлица 1937 | петлица 1937 | петлица 1937 | петлица 1937 | петлица 1937 | петлица 1937 | петлица 1937 |
|              |              |              |              |              |              |              |              |              |
| н\з 1937     | н\з 1937     | н\з 1937     | н\з 1937     | н\з 1937     | н\з 1937     | н\з 1937     | н\з 1937     | н\з 1937     |

| петлица 1937 | петлица 1937 | петлица 1937 | петлица 1937 | петлица 1937 | петлица 1937 | петлица 1937 | петлица 1937 | петлица 1937 |
|              |              |              |              |              |              |              |              |              |
| петлица 1937 | петлица 1937 | петлица 1937 | петлица 1937 | петлица 1937 | петлица 1937 | петлица 1937 | петлица 1937 | петлица 1937 |
|              |              |              |              |              |              |              |              |              |
| н\з 1937     | н\з 1937     | н\з 1937     | н\з 1937     | н\з 1937     | н\з 1937     | н\з 1937     | н\з 1937     | н\з 1937     |

| петлица 1937 | петлица 1937 | петлица 1937 | петлица 1937 | петлица 1937 | петлица 1937 | петлица 1937 | птлица 1937 |
| петлица 1937 | петлица 1937 | петлица 1937 | петлица 1937 | петлица 1937 | петлица 1937 | петлица 1937 | птлица 1937 |

| петлица 1937 | петлица 1937 | петлица 1937 | петлица 1937 | петлица 1937 | петлица 1937 | петлица 1937 | петлица 1937 |

```
*) 
Погранохрана НКВД СССР

**) 
С апреля 1938 г.; должность; не являлось персональным званием

***) 
С 5 августа 1937 г.

****) 
Разведчик-наблюдатель 1-го класса (кавалерия)
```

Унификация обмундирования войск и частей НКВД и РККА
В 1938—1940 гг. закончилось относительно мирное время 1930-х гг., наступил период активного участия подразделений РККА, и войск Внутренней и Пограничной охраны НКВД СССР в различных, как правило, приграничных военных конфликтах — конфликте у оз. Хасан (1938 г.), р. Халхин-Гол (1939 г.), «Освободительном походе» (1939 г.), наконец, в Советско-финляндской войне (1939 г.).
Испытание обмундирования и снаряжения в полевых условиях часто обнаруживало существенные недостатки последнего. Это заставило руководство страны и армии посмотреть на обмундирование и его основные элементы с точки зрения готовности к потенциальной большой войне.
Постановлением СНК СССР «О реорганизации управления пограничными и внутренними войсками» от 2 февраля 1939 г. (Пр. НКВД СССР № 00206 от 8 марта 1939 г.) ГУПВО ликвидировано; на базе пограничных и внутренних войск были созданы:
- Пограничные войска НКВД;
- Войска НКВД по охране особо важных предприятий промышленности;
- Войска НКВД по охране железнодорожных сооружений;
- Конвойные войска НКВД.

С 1 сентября 1939 г. после вступления в силу нового закона «О воинской обязанности и воинской службе» подразделения Внутренних и Пограничных войск НКВД СССР стали частью Вооружённых сил СССР наравне с частями РККА.
Последнее событие не могло не вызвать процесс ещё большей унификации обмундирования РККА и войск НКВД весной 1940 года. Особое внимание уделялось разработке и внедрению новых элементов зимнего обмундирования и вещей комбинированной носки. Стальной шлем СШ36 заменялся на более удобный СШ40. Отменялся зимний шлем (будённовка), неплохо защищавший красноармейцев и командиров от холода, но не позволяющий из-за высоко выступающего шишака ношение стального шлема. В качестве общего зимнего головного убора устанавливалась шапка-ушанка.
Несмотря на то, что в условиях Советско-финляндской (Зимней) войны комначсостав нёс большие потери из-за работы снайперов противника, меры по дополнительной маскировке походного обмундирования не только не были приняты, но даже не рассматривались компетентными органами. Решалась проблема иного плана — как выделить строевого командира и подчеркнуть его привилегированное положение, особенно на фоне множества представителей военно-политического, технического, административного и военно-медицинского состава. Нарукавные знаки комсостава и золотая кайма петлиц, изначально призванные решить указанную задачу, с ней не справлялись либо справлялись плохо, ибо алые угольники плохо «читались» на шинелях (серый драп) и гимнастёрках (хаки), особенно издали. Поэтому летом 1940 г. были введены новые нарукавные знаки различия для командного состава РККА и войск НКВД, представляющие собой золотые угольники на красном подбое. Петлицы комсостава стали окантовываться золочёным витым шнуром, а не галуном.
На петлицах военнослужащих войск НКВД, а также пехотных и кавалерийских частей РККА появились эмблемы пехоты и кавалерии
Было установлено ношение эмблем на петлицах военно-политического состава.
В начале 1940 г. изменились петлицы курсантов училищ и школ войск НКВД (по образцу изменений курсантских петлиц в РККА), а в ноябре 1940 г. произошли изменения в званиях и знаках различиях и для младшего комсостава: были установлены воинские звания (вместо должностных категорий) «красноармеец», «ефрейтор», «сержант», «старшина», а на петлицах появился алый продольный просвет с жёлтым рифлёным треугольником в верхнем углу петлицы.
Таблица: Знаки различия Внутренних и Пограничных войск НКВД СССР образца 1940 г.
| петлица 1940 | петлица 1940 | петлица 1940 | петлица 1940 | петлица 1940 | петлица 1940 | петлица 1940 |
|              |              |              |              |              |              |              |
| петлица 1940 | петлица 1940 | петлица 1940 | петлица 1940 | петлица 1940 | петлица 1940 | петлица 1940 |
|              |              |              |              |              |              |              |
| н\з 1940     | н\з 1940     | н\з 1940     | н\з 1940     | н\з 1940     | н\з 1940     | н\з 1940     |

| петлица 1937 | петлица 1937 | петлица 1937 | петлица 1940 | петлица 1940 | петлица 1940 | петлица 1940 | петлица 1940 | петлица 1940 |
|              |              |              |              |              |              |              |              |              |
| петлица 1940 | петлица 1940 | петлица 1940 | петлица 1940 | петлица 1940 | петлица 1940 | петлица 1940 | петлица 1940 | петлица 1940 |
|              |              |              |              |              |              |              |              |              |
| н\з 1937     | н\з 1937     | н\з 1937     | н\з 1937     | н\з 1937     | н\з 1937     | н\з 1937     | н\з 1937     | н\з 1937     |

| Сержантский и рядовой состав | Сержантский и рядовой состав | Сержантский и рядовой состав | Сержантский и рядовой состав | Сержантский и рядовой состав | Сержантский и рядовой состав | Сержантский и рядовой состав | Сержантский и рядовой состав | Сержантский и рядовой состав | Сержантский и рядовой состав | Сержантский и рядовой состав |              |
| Старшина*)                   | Старшина*)                   | Старший сержант              | Старший сержант              | Сержант*)                    | Сержант*)                    | Младший сержант              | Младший сержант              | Ефрейтор*)                   | Ефрейтор*)                   | Красноармеец                 | Красноармеец |
| ---------------------------- | ---------------------------- | ---------------------------- | ---------------------------- | ---------------------------- | ---------------------------- | ---------------------------- | ---------------------------- | ---------------------------- | ---------------------------- | ---------------------------- | ------------ |
| петлица 1940                 | петлица 1940                 | петлица 1940                 | петлица 1940                 | петлица 1940                 | петлица 1940                 | петлица 1940                 | петлица 1940                 | петлица 1940                 | петлица 1940                 | петлица 1940                 | петлица 1940 |

```
*) 
Пограничные войска НКВД СССР
```

#### Введение генеральских званий и форма одежды генералов

Заместитель Наркома внутренних дел СССР по внутренним и пограничным войскам, генерал-лейтенант И. И. Масленников в парадной форме обр. 1940 г. 1940—1941 гг.

7 мая 1940 г. ПВС СССР и СМ СССР были установлены генеральские звания для высшего комсостава. Для высшего комначсостава войск НКВД (от комкора до комбрига) это означало фактическую отмену всех существующих воинских званий высшего комсостава (хотя до переаттестации военнослужащие продолжали носить всё те же звания и знаки различия образца 1937 года) и переаттестацию на новые звания вне всякой формальной связи со старыми. По войскам НКВД (ВВ и ПВ) высшим командирам были присвоены только звания «генерал-майор» и «генерал-лейтенант».
Примечание:Никаких специальных званий только для генералов внутренних войск или погранохраны не вводилось — все генералы, числящиеся по НКВД, носили те же воинские звания, что и генералы Красной Армии с соответствующими знаками различия. Генеральское звание (генерал-майор, 28 июля 1940 г.) было присвоено даже комиссару госбезопасности 3-го ранга В. М. Бочкову, назначенному Прокурором СССР (7 августа 1940 г.)

В июне-июле происходила переаттестация высшего командного состава РККА и НКВД, но даже переаттестованные командиры, получившие генеральские звания, продолжали в это время носить форму образца 1935 года. 13 июля 1940 г. была введена форма для генералов, не предусматривающая никаких особых отличий для генералов, относящихся к войскам НКВД. Она состояла из трёх видов — парадная, повседневная и походная (до этого, само понятие «парадная форма» было условным и официально в приказах не употреблялось). Так получилось, что основные элементы этой формы оказались весьма удачными, хотя и копировали некоторые зарубежные (в частности, немецкие) образцы.
Парадная форма (Пр. № 212 от 13 июля 1940 г.) представляла собой серо-стальной однобортный мундир без нагрудных карманов со стояче-отложным воротником, с кантом по краю воротника, шестипуговичному борту, задним карманам и фигурным обшлагам (цвет канта красный). Воротник при небольшом отступе от края дополнительно окантовывался золотистым двойным сутажем. Фуражка — из серо-стальной мериносовой ткани, с красным околышем и специальной генеральской кокардой (два круглых, наложенных друг на друга золотых рубчатых ободка с красноармейской звездой по центру на красной подложке), а также особым золотистым филигранным плетёным шнуром вместо подбородного ремешка. Для строя к мундиру полагались светло-синие брюки с лампасами красного цвета, кожаный ремень установленного образца, для нестроевой формы — серо-стальные в тон мундира брюки с лампасами, навыпуск. В случае необходимости (для строя верхом) к ремню пристёгивалась шашка (для нестроевой формы — кортик), а на сапоги — шпоры.
Повседневная генеральская форма состояла из кителя защитного цвета на пяти гербовых пуговицах (воротник и прямые обшлага с окантовкой как на парадном мундире) с двумя нагрудными карманами с клапанами, синих брюк-бриджей с лампасами (в сапоги) или синих брюк с лампасами (с ботинками). Фуражка с кокардой по образцу парадной — но с верхом защитной диагонали. Замена филигранного ремешка на лакированный и облегчённое или полное полевое снаряжение превращали данную форму в походную.
Для зимней формы была предусмотрена двубортная шинель на шести гербовых пуговицах с кантами по воротнику, борту, хлястику, задним карманам, фигурным (с 1941 г. — прямым) обшлагам, а также папаха с красным верхом, обшитым золотым сутажем. К шинели полагалась фуражка с серой тульёй, красным околышем и кантами.
Летом вне строя разрешалось носить белый лёгкий китель без окантовки, фуражку с белым чехлом и белые брюки без лампасов и кантов навыпуск, с белыми ботинками (либо традиционные синие с лампасами — в сапоги или навыпуск с чёрными ботинками).
Таблица: Знаки различия генералов образца 1940 г.
- Петлицы (к мундиру, кителю и гимнастёрке, шинели) и нарукавный знак

| Генерал-лейтенант | Генерал-лейтенант | Генерал-лейтенант | Генерал-майор | Генерал-майор | Генерал-майор |
| ----------------- | ----------------- | ----------------- | ------------- | ------------- | ------------- |
| петлица 1940      | петлица 1940      | н\з1940           | петлица 1940  | петлица 1940  | н\з1940       |

#### Изменения 1941—1942 гг.

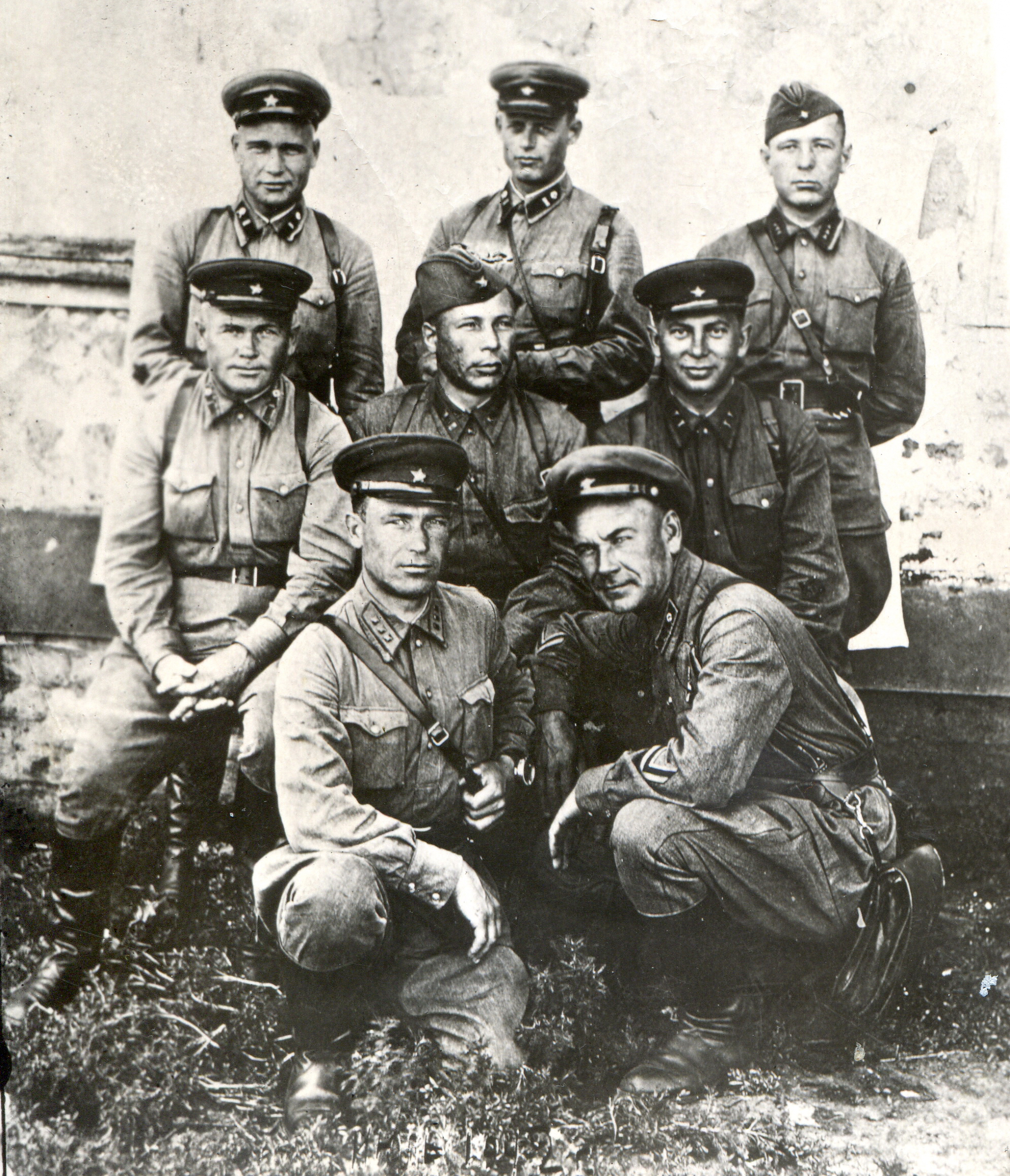
Командиры 13-й мотострелковой дивизии НКВД перед отправкой в части РККА. 1942 год

При разделении НКВД и НКГБ в феврале 1941 г. система войск НКВД была реорганизована. 26 февраля 1941 г. созданы оперативные (с 1942 г. — внутренние) войска НКВД, войска НКВД по охране железнодорожных сооружений и по охране особо важных предприятий промышленности были объединены в единый Главк.
В январе 1941 г. по предложению советского оборонного ведомства руководством страны был принят ряд мер по введению новых норм снабжения обмундированием и предметами снаряжения на мирное и военное время, а также внесены некоторые изменения в существующую униформу с целью повышения её практичности, унификации и экономичности в производстве (Постановление СНК СОЮЗА ССР И ЦК ВКП(б) № 129-55СС от 18 января 1941 г.). В это же время для командного и военно-политического состава, младшего начальствующего и рядового состава, а также курсантов вводились и новые виды формы, в частности парадная, показанная в полном объёме уже на первомайском параде 1941 года на Красной площади в Москве.
Аналогичные изменения произошли в войсках НКВД почти синхронно: уже зимой 1941 г. были отменены открытые френчи в авиачастях войск НКВД, окантовка обмундирования комначсостава в военное время, внесены изменения в порядок обеспечения войск обмундированием в мирное и военное время, а 16 мая 1941 г. (Совм. Пр. НКВД и НКГБ СССР № 00606/00193) для строевого войск НКВД была введена парадная форма, полностью копирующая аналогичную форму РККА, установленную ещё в январе 1941 г. и показанную впервые на первомайском параде, но с ведомственными отличиями.
Парадный мундир для командного и военно-политического состава войск НКВД — защитного цвета со стояче-отложным воротником, застёгивался на шесть больших золотых пуговиц и не имел нагрудных карманов, по борту, воротнику, клапанам задних карманов — малиновый кант. Для ношения в строю и вне строя полагались защитные окантованные бриджи (в сапоги) и брюки с кантами (с ботинками чёрной кожи). В строю обязательно полагался поясной ремень коричневой кожи установленного образца (за основу было взято облегчённое снаряжение М35).
И к парадной и к повседневной форме комначсостава на мирное время полагалась шинель на шести пуговицах установленного образца. На военное время вводилась однобортная шинель, аналогичная курсантской. Цветные фуражки и шапка-ушанка (введённая годом раньше) остались без изменений.
Парадный мундир курсантов училищ и школ НКВД и сержантского и рядового состава войск НКВД отличался внешне качеством материала, металлическими пуговицами (у рядовых — чернение), окантовкой воротника и обшлагов и ремнём с золотой латунной бляхой (у рядовых — без окантовки, ремень с однозубой рамкой). Мундир шился из сукна защитного цвета, не имел нагрудных карманов (задние — конструкцией как у комсостава), воротник стоячий, с петлицами.
Гимнастёрка осталась без каких-либо серьёзных изменений как элемент повседневной и походной формы — и у командного (суконная — с окантовкой), и у рядового состава.
В условиях разразившейся чуть более чем через месяц войны надобность в парадной форме отпала у большинства военнослужащих, особенно маршевых или фронтовых подразделений. Однако в тылу данная форма активно использовалась церемониальными подразделениями почётного караула, прежде всего — ротой почётного караула 1-го полка ОМСДОН им Ф. Э. Дзержинского при проведении торжественных мероприятий, встреч иностранных гостей, официальных похорон и т. д. В этом случае парадная форма солдат и командиров часто дополнялась стальными шлемами СШ-40 вместо фуражек, а начальнику караула и другим командирам в строю полагалась шашка.
В августе 1941 года приказом НКО (Пр.№ 253) в действующей армии (ДА) и маршевых частях отменялось ношение всех цветных элементов обмундирования и знаков различия. Этот приказ часто нарушался, а в первое время и вовсе не соблюдался, как правило, из-за проблем со снабжением и не истёкшим сроком носки обмундирования. Более того, военнослужащие войск НКВД часто даже в условиях фронта не желали скрывать своей принадлежности к Погранвойскам или Внутренним войскам.
В 1942 году в обмундировании войск НКВД произошли всё те же изменения, что и в униформе Красной Армии (унификация воинских званий, ведение нагрудных знаков-нашивок за ранения и т. д.)
Таблица: Знаки различия полевых (в действующей армии (ДА)) и маршевых частей войск НКВД СССР с августа 1941 г.
| петлица 1941 | петлица 1941 | петлица 1941 | петлица 1941 | петлица 1941 | петлица 1941 | петлица 1941 | петлица 1941 | петлица 1941 |

| Старший и средний комначсостав  | Старший и средний комначсостав  | Старший и средний комначсостав | Старший и средний комначсостав | Старший и средний комначсостав | Старший и средний комначсостав | Старший и средний комначсостав | Старший и средний комначсостав | Старший и средний комначсостав | Старший и средний комначсостав | Старший и средний комначсостав                               | Старший и средний комначсостав                               | Старший и средний комначсостав | Старший и средний комначсостав |
| Полковник / Полковой комиссар*) | Полковник / Полковой комиссар*) | Военврач 1 ранга               | Военврач 1 ранга               | Военюрист 2 ранга              | Военюрист 2 ранга              | Капитан / Старший политрук*)   | Капитан / Старший политрук*)   | Военюрист                      | Военюрист                      | Техник-интендант 2 ранга / Лейтенант интендантской службы**) | Техник-интендант 2 ранга / Лейтенант интендантской службы**) | Младший лейтенант              | Младший лейтенант              |
| ------------------------------- | ------------------------------- | ------------------------------ | ------------------------------ | ------------------------------ | ------------------------------ | ------------------------------ | ------------------------------ | ------------------------------ | ------------------------------ | ------------------------------------------------------------ | ------------------------------------------------------------ | ------------------------------ | ------------------------------ |
| петлица 1941                    | петлица 1941                    | петлица 1941                   | петлица 1941                   | петлица 1941                   | петлица 1941                   | петлица 1941                   | петлица 1941                   | петлица 1941                   | петлица 1941                   | петлица 1941                                                 | петлица 1941                                                 | петлица 1941                   | петлица 1941                   |

| Младший начальствующий и рядовой составы | Младший начальствующий и рядовой составы | Младший начальствующий и рядовой составы | Младший начальствующий и рядовой составы | Младший начальствующий и рядовой составы | Младший начальствующий и рядовой составы | Младший начальствующий и рядовой составы | Младший начальствующий и рядовой составы | Младший начальствующий и рядовой составы | Младший начальствующий и рядовой составы | Младший начальствующий и рядовой составы |
| Старшина                                 | Старшина                                 | Старший сержант                          | Старший сержант                          | Сержант                                  | Сержант                                  | Младший сержант                          | Младший сержант                          | Красноармеец                             | Красноармеец                             |                                          |
| ---------------------------------------- | ---------------------------------------- | ---------------------------------------- | ---------------------------------------- | ---------------------------------------- | ---------------------------------------- | ---------------------------------------- | ---------------------------------------- | ---------------------------------------- | ---------------------------------------- | ---------------------------------------- |
| петлица 1941                             | петлица 1941                             | петлица 1941                             | петлица 1941                             | петлица 1941                             | петлица 1941                             | петлица 1941                             | петлица 1941                             | петлица 1941                             | петлица 1941                             |                                          |

- Знаки регулировщиков ДА (1941 г.) и нашивки за ранения (1942 г.)

| Нарукавный знак регулировщиков ДА | Нарукавная повязка регулировщиков ДА | Нашивки за ранения |
| --------------------------------- | ------------------------------------ | ------------------ |
| н/з 1941                          | н/з 1941                             | н/з 1941           |

```
*) 
До осени 1942 г.

**) 
С весны 1942 г.
```

ГАЛЕРЕЯ: Форма одежды комначсостава Внутренних и Пограничных войск (Внутренней и Пограничной охраны) НКВД СССР 1937—1940 гг. (Реконструкция)

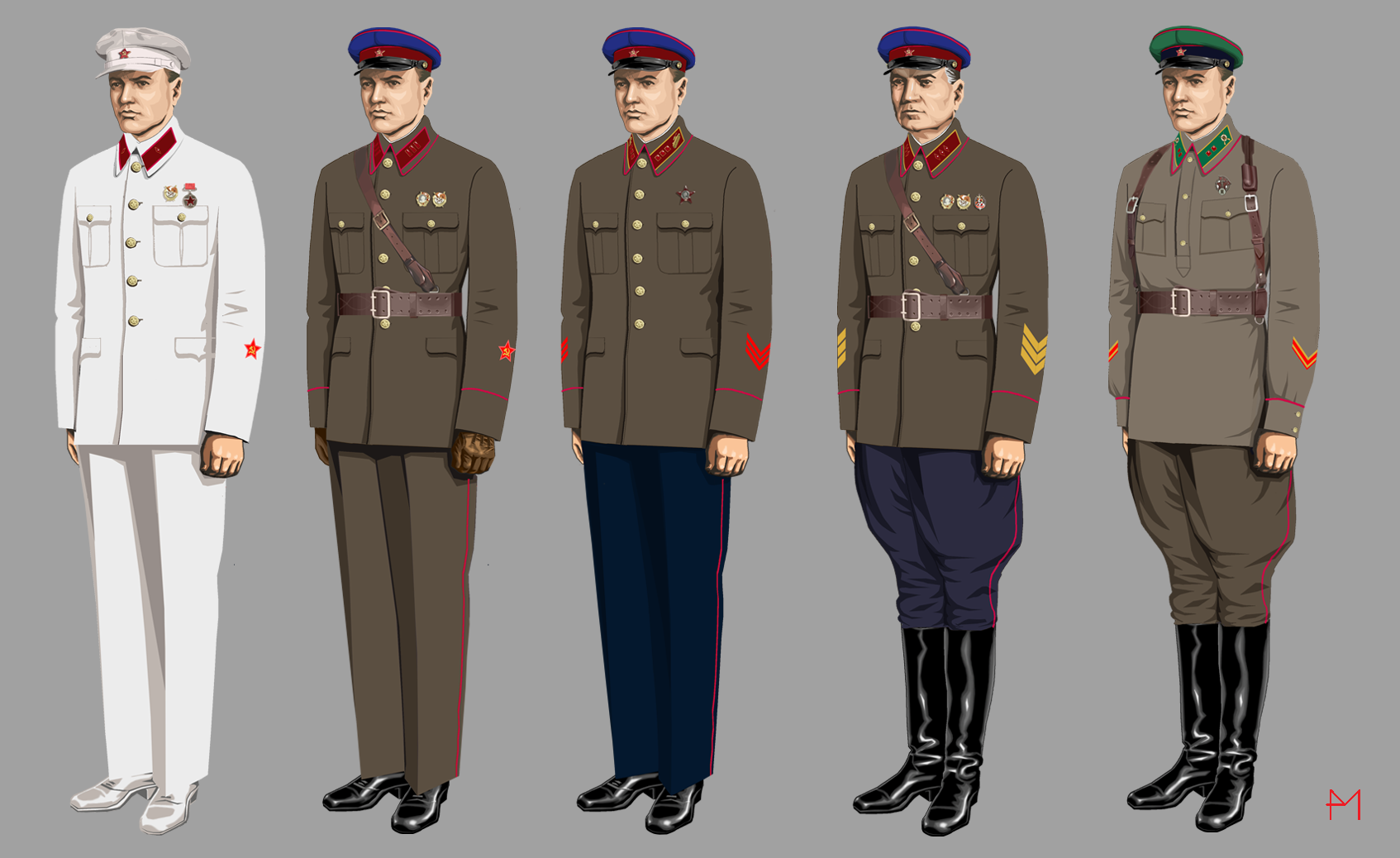
Бригадный комиссар ВО в летнем френче (с 1938 г.), полковой комиссар (1937-1938 гг.), старший лейтенант автобронечастей (с 1938 г.), комкор (с 1938 г.) ВО во френче, лейтенант ПВ (с 1940 г.) в летней гимнастёрке
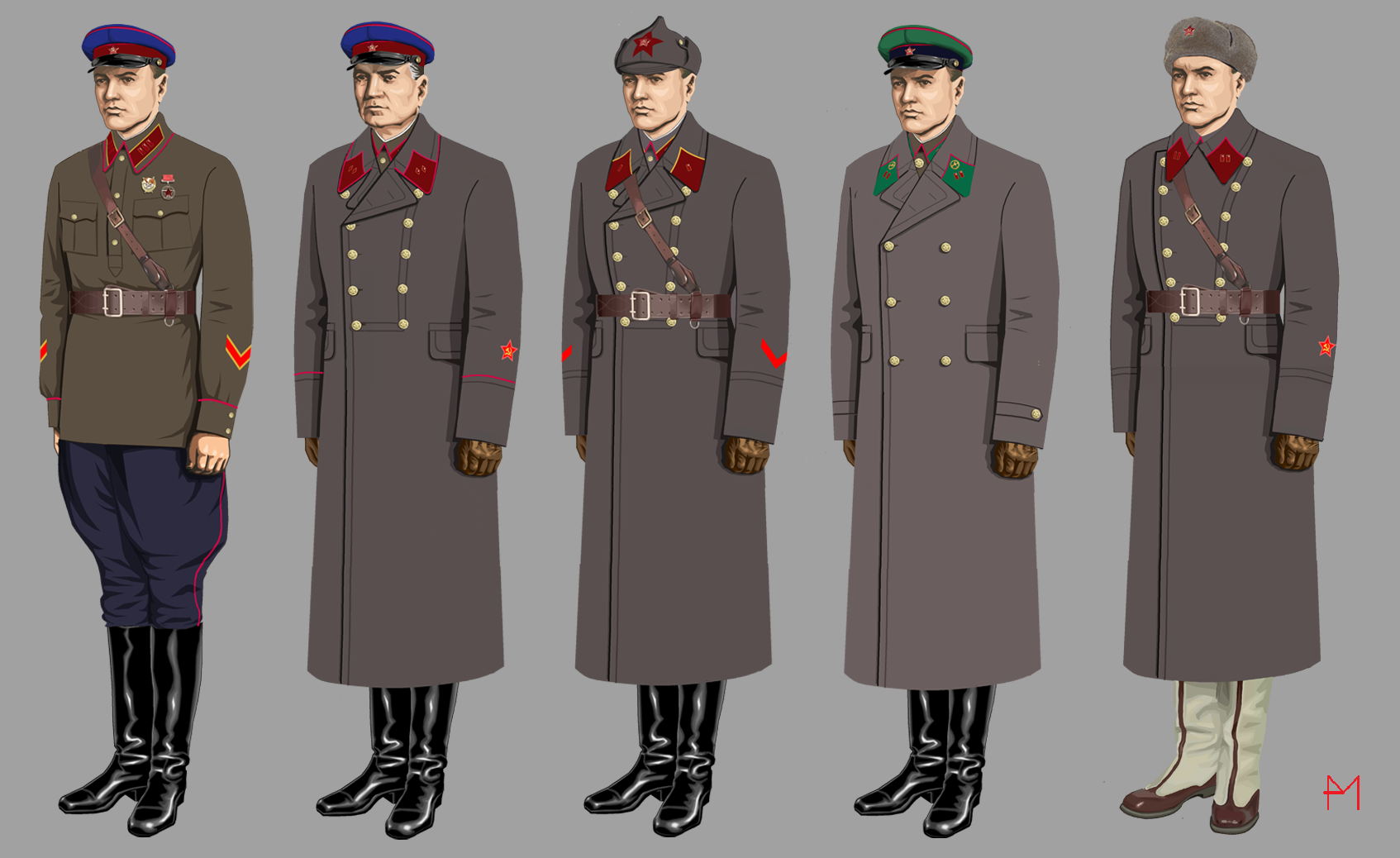
Полковник ВО и ВВ в гимнастёрке (с 1938 г.), дивизионный комиссар и капитан ВО (вне строя), интендант 2-го ранга  ПВ в плаще-пальто, батальонный комиссар ВВ (для строя) (с 1940 г.)
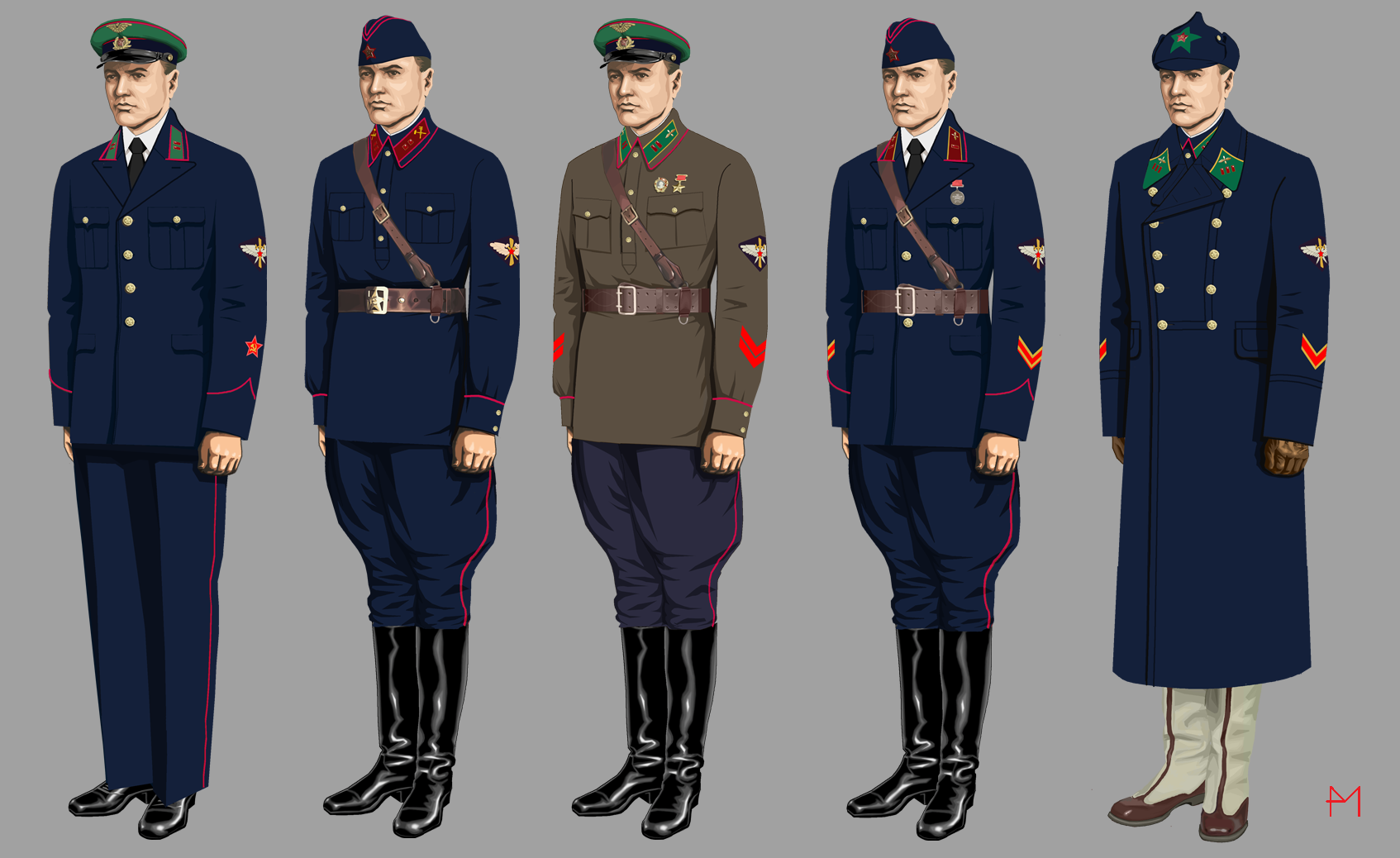
Авиачасти ВВ и ПВ: Батальонный комиссар ПО (с 1938 г., вне строя) во френче, техник интендант 2-го ранга ВВ, майор ПВ (с 1939 г.) в гимнастёрке хаки, капитан ВВ (с 1940 г.) во френче, полковник ПВ (вне строя)

### Киновоплощения
- Девушка с характером (1938)
- Ошибка инженера Кочина (1939)
- Высокая награда (1939)
- По тонкому льду (1966)
- Щит и меч (1968) (1 серия)
- Вариант «Омега» (1975)
- Год сорок первый. (Государственная граница. Фильм пятый) (1986)
- Враг народа — Бухарин (1990)
- Николай Вавилов (1990)
- Свои (2004)
- Завещание Ленина (Сериал) (2007)
- Ленинград (Сериал) (2007)
- Апостол (Сериал) (2007—2008)

## 1943—1952 гг.
В начале 1943 года Красная армия в очередной раз в своей истории радикально изменила форму одежды в связи с введением новых знаков различия — наплечных погон. Вслед за Красной армией похожие изменения ожидали все военизированные ведомства и структуры (а таковых в условиях войны оказывалось немало). Приказом Народного Комиссара Внутренних Дел СССР № 126 от 18 февраля 1943 года вводились погоны для имеющих спецзвания госбезопасности (для этого пришлось немного пересмотреть саму систему спецзваний 1935 г.) сотрудников НКВД СССР и военнослужащих войск НКВД СССР. Этим же приказом устанавливались изменения в форме одежды — в общих чертах, аналогичные изменениям в форме военнослужащих РККА.
Однако уже через два месяца, в середине апреля 1943 г. НКВД СССР оказался вновь, как и в 1941 г., разделённым на два ведомства — Народный комиссариат внутренних дел Союза ССР и Народный комиссариат государственной безопасности Союза ССР.
Руководителями новых ведомств стали те же люди, что и в 1941 году. Абсолютно такой же, как и в 1941 г. оказалась как структура новых Наркоматов, так и принципы разделения старого: войска НКВД, пожарная охрана, милиция, ПВО, строительные и хозяйственные организации, знаменитый ГУЛаг оставались в НКВД, все разведывательные и контрразведывательные (оперчекистские) структуры уходили в НКГБ. При этом никаких специальных нововведений в форму одежды сотрудников сделано не было — просто НКГБ стало более «чекистским» ведомством, с сотрудниками в большинстве своём со спецзваниями госбезопасности, тогда как в НКВД остались, в основном, милицейские, хозяйственные и войсковые (охранные) структуры со своей специфической форменной одеждой, часто буквально копирующей армейскую, особенно — во фронтовых условиях.

### Форма сотрудников ГУКР СМЕРШ
В самостоятельную структуру выделились Особые отделы, подчинённые ГУКР «СМЕРШ» (начальник — комиссар госбезопасности 2-го ранга В. С. Абакумов), а через него — непосредственно НКО СССР, ГКО и Верховному Главнокомандующему.
15 мая 1943 года, в соответствии с упомянутым постановлением СНК для агентурно-оперативного обслуживания пограничных и внутренних войск, милиции и других вооружённых формирований Наркомата внутренних дел приказом НКВД СССР № 00856 был создан Отдел контрразведки (ОКР) «СМЕРШ» НКВД СССР (начальник — комиссар ГБ С. П. Юхимович). Своё Управление КР «СМЕРШ» было создано и при НКВМФ — также с подчинением Верховному Главнокомандующему. Сотрудникам всех трёх ведомств «СМЕРШ» надлежало носить форму одежды, звания и знаки различия (в том числе, и гвардейские знаки) воинских частей и соединений, в которых они работали.
Первым приказом по личному составу ГУКР «СМЕРШ», 29 апреля 1943 года, (приказ № 1/сш) Верховный главнокомандующий и Нарком обороны СССР И. В. Сталин отменил спецзвания госбезопасности для среднего и старшего начсостава ГУКР НКО «СМЕРШ», присвоив сотрудникам ГУКР воинские звания от младшего лейтенанта до полковника. 26 мая 1943 г. Постановлением СНК СССР № 592 СНК СССР руководящим работникам органов «СМЕРШ» (НКО и НКВМФ) были присвоены генеральские звания — с ношением общегенеральской формы РККА и ВМФ.
Начальник ГУКР НКО СССР «СМЕРШ» В. С. Абакумов, даже несмотря на назначение его заместителем Наркома обороны (с 19.04 по 25.05.1943 г.), сохранял за собой вплоть до 9 июля 1945 г. «чекистское» спецзвание комиссара госбезопасности 2-го ранга.

### Органы НКГБ — МГБ СССР
Изначально при введении погон всем имеющим спецзвания ГБ сотрудникам госбезопасности НКВД СССР планировалось ввести погоны особой «бутылочной» формы. Этот эксперимент вскоре был призван неудачным, и уже после образования НКГБ было принято новое решение — ввести для сотрудников госбезопасности, имеющих спецзвание ГБ (с 1943 г. их перечень был следующий: лейтенант ГБ, старший лейтенант ГБ, капитан ГБ, майор ГБ, подполковник ГБ, полковник ГБ, комиссар ГБ, комиссар ГБ 3-1 ранга, Генеральный комиссар ГБ), шестиугольные погоны с золотым галуном и васильковыми кантами и просветами. Схема различия по званиям (рисунок взаиморасположения звёздочек и просветов) — аналогичная РККА. Никаких дополнительных эмблем на погоны не полагалось. Погоны комиссаров госбезопасности имели васильковый просвет по центру зигзагообразного золотого галуна.

#### Форма комиссаров государственной безопасности
Повседневная форма

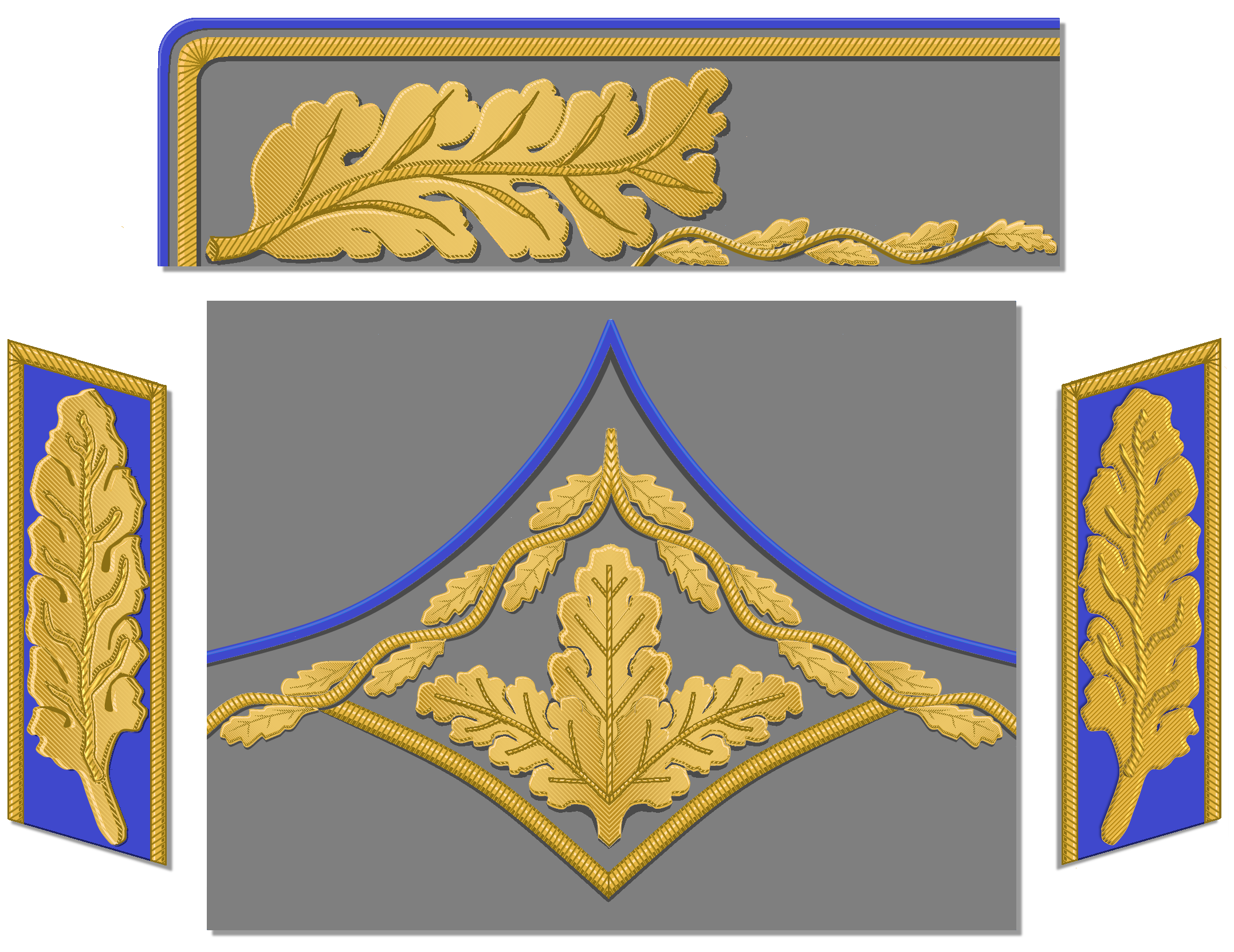
Шитьё на воротнике и обшлагах парадного мундира и петличках повседневного кителя генерального комиссара госбезопасности. Реконструкция по тексту приказа НКВД № 126 от 18.02.1943

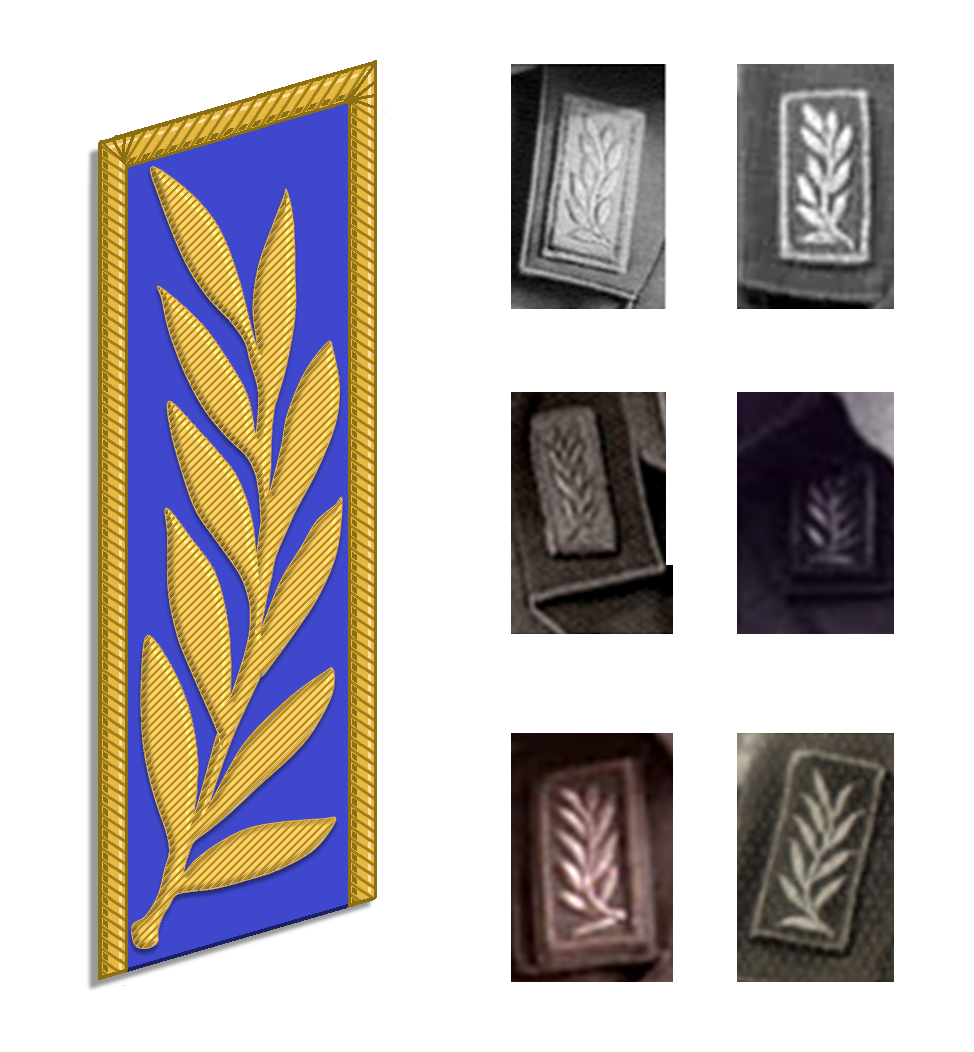
Пеличка к кителю комиссаров госбезопасности (реконструкция по тексту приказа НКВД № 126 от 18.02.1943). Судя по фотографиям (справа), реальный рисунок лавровых ветвей отличался от изначально установленного

Тем же февральским приказом (Пр. НКВД СССР № 126 от 18.02.1943) для комиссаров госбезопасности было установлено: высшему начсоставу при повседневном ношении полагаются только серый открытый френч, белый китель и гимнастёрка — с бриджами существующего образца или брюками навыпуск стального цвета. Форма комиссаров ГБ не делилась на строевую и нестроевую.
Новая повседневная форма, резко выделяющая комиссаров ГБ из общей массы военнослужащих. Форма представляла собой:
- открытый однобортный серо-стальной френч на трёх больших гербовых пуговицах золотого цвета; воротник, борт и фигурные обшлага (с мыском) — с васильковым кантом; на груди и внизу по бокам — накладные карманы с клапанами, нагрудные — на малых пуговицах, с бантовыми складками. На воротник нашивались специальные петлички — васильковый параллелограмм с золотой окантовкой и вышитыми на его поле канителью золочёными лавровыми (для Генерального комиссара — дубовыми) листьями.
- голубая сорочка (без карманов, с двумя сменными воротничками, гимнастерочной планкой, в брюки) с тёмно-синим(чёрным) галстуком (фотодокументы показывают, что часто использовалась белая сорочка с галстуком в тон кителю-френчу),
- брюки серые в тон френча с васильковыми лампасами, навыпуск, с чёрными ботинками.
- бриджи синего цвета с васильковыми лампасами.
- фуражка повседневная (к кителю, шинели, летнему пальто и гимнастёрке) для высшего начсостава — по образцу генералов РККА, с васильковой тульёй, краповым околышем, малиновыми кантами, филигранным ремешком золотистого цвета на двух малых золочёных пуговицах и круглой кокардой генеральского образца. * фуражка летняя (для ношения с френчем в тёплое время года — в приказе НКВД № 126 не упомянута, но присутствует на кино-фотодокументах)) с тканевым козырьком и ремешком, без шитья, с тульёй и околышем стального цвета, под цвет френча и брюк. Канты по колышу и тулье — васильковые. На околыше — генеральская кокарда.

Для ношения летом комиссарам и начсоставу госбезопасности устанавливался белый китель, без окантовки, со съёмными пуговицами. Китель носился с синими брюками-бриджами с васильковыми лампасами, в сапоги или синими брюками с васильковыми лампасами навыпуск; к кителю полагалась фуражка с белым чехлом.
Была разрешена для ношения и гимнастёрка принятого в РККА образца для офицерского состава, с мягким стоячим воротником, застёгивающимся на две золочёные пуговицы малого размера. Передний разрез гимнастёрки прикрыт планкой с открытой застёжкой на трёх малых форменных пуговицах. На груди два прорезных кармана с трёхмысковыми клапанами и бантовой складкой, с застёжкой на одну малую форменную пуговицу. Рукава — с обшлагами-манжетами, с застёжкой на две малые форменные пуговицы, с васильковым кантом (хотя во фронтовых условиях кант, как правило, отсутствовал). К полевой форме полагалась гимнастёрка с пуговицами защитного цвета.
Сапоги и ботинки чёрного цвета, снаряжение — без изменений.
Для ношения в зимнее время установлены:
- шинель на шести пуговицах общегенеральского образца — на воротнике синие (васильковые) петлицы в форме параллелограмма с золотой окантовкой и гербовой мундирной пуговицей в верхней части. Цвет окантовки шинелей — васильковый, окантовка аналогична общегенеральской (по воротнику, борту, обшлагам, хлястику и клапанам карманам) единая для всех комиссаров госбезопасности. Пуговицы на полевой шинели — цвета хаки.
- папаха общегенеральского образца с круглой генеральской кокардой и васильковым верхом, обшитым золотым сутажем.
- возможно ношение бекеш, бурок, валенок, а также каракулевых шапок-ушанок.

Парадная форма
Для парадной формы одежды комиссарам госбезопасности были установлены:
- фуражка традиционной крапово-васильковой расцветки, но с золотистым шитьём на околыше в виде лавровых ветвей (как на общегенеральской форме); у Генерального комиссара ГБ — шитьё дубовых листьев особого рисунка. Парадные и повседневные фуражки сотрудников госбезопасности более низких рангов никак не различались.
- мундир — серо-стального цвета, покроя аналогичного парадному генеральскому в РККА (без нагрудных карманов, с задними карманами на фалдах с листочками и пуговицами) обр. 1943 г., но с фигурными обшлагами, с васильковым кантом по воротнику, борту и обшлагам, с обрамлением воротника и обшлагов золотым сутажем с небольшим отступом от края; на воротнике — золотое шитьё из лавровых листьев, аналогичное генеральскому, на обшлагах — фигурный орнамент из трёх вышитых золотом малых лавровых листьев, вписанных в ромб, образованный внутри фигурного мысика обшлага; у Генерального комиссара ГБ — шитьё дубовых листьев особого рисунка.
- специальный парадный шитый серебряный пояс с васильковой пунктирной прострочкой и застёжкой на крючок, прикрытой клапаном основного цвета (аналогичный генеральскому обр. 1943 г., изменённый в 1944 г.).
- бриджи синего цвета с васильковыми лампасами — в сапоги.
- брюки серо-стального цвета, навыпуск, в тон мундира.
- перчатки белого цвета.

И при парадной, и при повседневной форме разрешалось ношение летнего пальто существующего образца — с пришивными (в реальности часто съёмными) погонами и шинельными петлицами на воротнике.

#### Форма сотрудников госбезопасности
Офицерам госбезопасности февральским приказом 1943 г. (Пр. НКВД СССР № 126 от 18.02.1943) был установлен повседневный закрытый китель, аналогичный по покрою кителю высшего начсостава, введённому 7 мая 1940 г. — цвета хаки, на пяти больших золочёных пуговицах с нагрудными карманами с клапанами, с воротником-стойкой, окантовка воротника и обшлагов — васильковая. Кроме кителя могла носиться гимнастёрка покроя аналогичного покрою комсоставской гимнастёрки в РККА, с васильковым кантом по обшлагам. Старшему начсоставу к кителю и гимнастёрке полагались бриджи (шаровары) тёмно-синие или хаки, с кантом) или тёмно-синие брюки с кантом навыпуск. Погоны — изначально бутылочной формы, затем — шестиугольные, с золотым прибором и васильковыми кантами и просветами. При повседневной форме разрешалось носить офицерский плащ, белый китель (с белым чехлом на фуражке). При полевой форме полагалось носить гимнастёрку с пуговицами цвета хаки, бриджи хаки без окантовки и полевые знаки различия (в мирное время — повседневные), вместо фуражки — пилотка цвета хаки.
Шинель — стандартная, офицерская, образца принятого в РККА, но на шести пуговицах, петлицы — васильковые, со светло-синим кантом.
Повседневная летняя форма одежда младшего начсостава и рядового состава специальной службы (в том числе, и подразделений внутренней охраны лагерей, СИЗО и тюрем структуры НКГБ и МГБ) от начсоставского обмундирования ГБ отличалась лишь отсутствием кителя (здесь носилась только гимнастёрка солдатского покроя, без карманов и кантов по обшлагам, с шароварами защитного цвета. Для сержантов и старшин спецслужбы НКГБ СССР был установлен армейский ремень с пряжкой. Погоны — пятиугольные, васильковые, с краповым кантом. Звания обозначались лычками серебристого галуна.
Шинель красноармейского образца с петлицами василькового цвета (в цвет погон) и краповым кантом (в цвет канта погон).
Шапка-ушанка для всех сотрудников — существующего образца из цигейки (разрешена шапка из серого каракуля), для полковников — папаха образца, принятого для полковников РККА.
Фуражка оставлена существующего образца — без изменений.
В качестве парадного обмундирования офицеры ГБ и старшины и сержанты специальной службы получили (Пр.№ 126 от 18 февраля 1943 года):
- мундир однобортный на шести пуговицах, аналогичный по покрою с парадным войсковым мундиром образца 1941 года, но со стоячим воротником и новыми знаками различия. Воротник, борт, клапаны и мыски задних карманов и фигурные обшлага имели васильковый кант. На воротнике на подложке из василькового цвета размещались золотые петлицы — двойные металлизированные катушки с просветом у старших офицеров, одинарные у младших, металлизированный серебряный галун у сержантов и старшин. На фигурных (с мыском[14]) обшлагах размещались золотые или серебряные шитые (в конце 1940-х гг. — металлические штампованные) катушки — две у старших офицеров, одна у младших. В конце 1944 года офицерский мундир стали изготовлять на пяти пуговицах с прямыми обшлагами; катушки утратили цветной просвет.
- бриджи тёмно-синего цвета с васильковыми кантами в сапоги (у сержантов и старшин специальной службы — хаки). При нестроевой форме офицерам разрешалось ношение брюк навыпуск.
- перчатки офицеров — белые, сержантов и старшин — коричневые, трёхпалые.
- головные уборы, обувь, шинель — как к повседневной форме.

Для парадной формы офицерам полагался коричневый ремень М32 со снаряжением или без него, сержантам и старшинам — стандартный рамочный однозубый (в Приказе на прилагаемых рисунках изображён ленд-лизовский ремень с квадратной однозубой рамкой), установленный и для повседневной формы.
Награды размещались согласно правилам ношения.
И при парадной, и при повседневной форме офицерам ГБ разрешалось ношение летнего пальто существующего образца — с пришивными (в реальности часто съёмными) погонами и шинельными петлицами на воротнике.
Таблица Форма комиссаров и офицеров Государственной безопасности 1943—1945 гг.*)
| 1              | Воротник парадного мундира | Воротник парадного мундира | Воротник парадного мундира | Воротник парадного мундира | Обшлага парадного мундира | Обшлага парадного мундира | Обшлага парадного мундира |
| 1              | 2                          | 3                          | 4                          | 5                          | 6                         | 7                         | 8                         |
| -------------- | -------------------------- | -------------------------- | -------------------------- | -------------------------- | ------------------------- | ------------------------- | ------------------------- |
| шитьё парадное | шитьё парадное             | шитьё парадное             | шитьё парадное             | шитьё парадное             | парадное шитьё            | парадное шитьё            | парадное шитьё            |
|                |                            |                            |                            |                            |                           |                           |                           |

```
* 
1
 — открытый френч комиссаров ГБ (1943-1945 гг.) - неустановленный вариант шитья; 
2
 — комиссаров ГБ (1943-1945 гг.); 
3
 — старшего офицерского состава ГБ (1943 г.); 
4
 — среднего офицерского состава (1943 г.); 
5
 сержантов и старшин специальной службы; 
6
 — комиссаров ГБ (1943 г.); 
7
 — старшего офицерского состава (1945 г.), 
8
 — среднего офицерского состава (1943-1944 гг.)
```

Таблица: Знаки различия госбезопасности образца 1943 г.
| Высший комначсостав (Слева — первоначальный вариант) | Высший комначсостав (Слева — первоначальный вариант) | Высший комначсостав (Слева — первоначальный вариант) | Высший комначсостав (Слева — первоначальный вариант) | Высший комначсостав (Слева — первоначальный вариант) | Высший комначсостав (Слева — первоначальный вариант) | Высший комначсостав (Слева — первоначальный вариант) | Высший комначсостав (Слева — первоначальный вариант) | Высший комначсостав (Слева — первоначальный вариант) | Высший комначсостав (Слева — первоначальный вариант) | Высший комначсостав (Слева — первоначальный вариант) |
|                                                      | Генеральный комиссар Госбезопасности                 | Генеральный комиссар Госбезопасности                 | Комиссар Госбезопасности 1 ранга                     | Комиссар Госбезопасности 1 ранга                     | Комиссар Госбезопасности 2 ранга                     | Комиссар Госбезопасности 2 ранга                     | Комиссар Госбезопасности 3 ранга                     | Комиссар Госбезопасности 3 ранга                     | Комиссар Госбезопасности                             | Комиссар Госбезопасности                             |
| ---------------------------------------------------- | ---------------------------------------------------- | ---------------------------------------------------- | ---------------------------------------------------- | ---------------------------------------------------- | ---------------------------------------------------- | ---------------------------------------------------- | ---------------------------------------------------- | ---------------------------------------------------- | ---------------------------------------------------- | ---------------------------------------------------- |
| Погоны                                               | погоны ГБ 1943                                       | погоны ГБ 1943                                       | погоны ГБ 1943                                       | погоны ГБ 1943                                       | погоны ГБ 1943                                       | погоны ГБ 1943                                       | погоны ГБ 1943                                       | погоны ГБ 1943                                       | погоны ГБ 1943                                       | погоны ГБ 1943                                       |

| Старший и средний комначоперсостав (к парадной, повседневной и полевой форме) А. Первоначальный вариант | Старший и средний комначоперсостав (к парадной, повседневной и полевой форме) А. Первоначальный вариант | Старший и средний комначоперсостав (к парадной, повседневной и полевой форме) А. Первоначальный вариант | Старший и средний комначоперсостав (к парадной, повседневной и полевой форме) А. Первоначальный вариант | Старший и средний комначоперсостав (к парадной, повседневной и полевой форме) А. Первоначальный вариант | Старший и средний комначоперсостав (к парадной, повседневной и полевой форме) А. Первоначальный вариант | Старший и средний комначоперсостав (к парадной, повседневной и полевой форме) А. Первоначальный вариант | Старший и средний комначоперсостав (к парадной, повседневной и полевой форме) А. Первоначальный вариант | Старший и средний комначоперсостав (к парадной, повседневной и полевой форме) А. Первоначальный вариант | Старший и средний комначоперсостав (к парадной, повседневной и полевой форме) А. Первоначальный вариант | Старший и средний комначоперсостав (к парадной, повседневной и полевой форме) А. Первоначальный вариант |                           |                                   |                                   |
| Полковник Госбезопасности                                                                               | Полковник Госбезопасности                                                                               | Подполковник Госбезопасности                                                                            | Подполковник Госбезопасности                                                                            | Майор Госбезопасности                                                                                   | Майор Госбезопасности                                                                                   | Капитан Госбезопасности                                                                                 | Капитан Госбезопасности                                                                                 | Старший лейтенант Госбезопасности                                                                       | Старший лейтенант Госбезопасности                                                                       | Лейтенант Госбезопасности                                                                               | Лейтенант Госбезопасности | Младший лейтенант Госбезопасности | Младший лейтенант Госбезопасности |
| --- | --- | --- | --- | --- | --- | --- | --- | --- | --- | --- | ------------------------- | --------------------------------- | --------------------------------- |
| погоны ГБ 1943                                                                                          | погоны ГБ 1943                                                                                          | погоны ГБ 1943                                                                                          | погоны ГБ 1943                                                                                          | погоны ГБ 1943                                                                                          | погоны ГБ 1943                                                                                          | погоны ГБ 1943                                                                                          | погоны ГБ 1943                                                                                          | погоны ГБ 1943                                                                                          | погоны ГБ 1943                                                                                          | погоны ГБ 1943                                                                                          | погоны ГБ 1943            | погоны ГБ 1943                    | погоны ГБ 1943                    |

| В. Итоговый вариант         | В. Итоговый вариант         | В. Итоговый вариант            | В. Итоговый вариант            | В. Итоговый вариант   | В. Итоговый вариант   | В. Итоговый вариант     | В. Итоговый вариант     | В. Итоговый вариант               | В. Итоговый вариант               | В. Итоговый вариант       |                           |                                   |                                   |
| Полковник Госбезопасности*) | Полковник Госбезопасности*) | Подполковник Госбезопасности*) | Подполковник Госбезопасности*) | Майор Госбезопасности | Майор Госбезопасности | Капитан Госбезопасности | Капитан Госбезопасности | Старший лейтенант Госбезопасности | Старший лейтенант Госбезопасности | Лейтенант Госбезопасности | Лейтенант Госбезопасности | Младший лейтенант Госбезопасности | Младший лейтенант Госбезопасности |
| --------------------------- | --------------------------- | ------------------------------ | ------------------------------ | --------------------- | --------------------- | ----------------------- | ----------------------- | --------------------------------- | --------------------------------- | ------------------------- | ------------------------- | --------------------------------- | --------------------------------- |
| погоны ГБ 1943              | погоны ГБ 1943              | погоны ГБ 1943                 | погоны ГБ 1943                 | погоны ГБ 1943        | погоны ГБ 1943        | погоны ГБ 1943          | погоны ГБ 1943          | погоны ГБ 1943                    | погоны ГБ 1943                    | погоны ГБ 1943            | погоны ГБ 1943            | погоны ГБ 1943                    | погоны ГБ 1943                    |

| Погоны | погоны ГБ 1943 | погоны ГБ 1943 | погоны ГБ 1943 | погоны ГБ 1943 | погоны ГБ 1943 | погоны ГБ 1943 | погоны ГБ 1943 | погоны ГБ 1943 |

```
*) 
На парадно-повседневных погонах расположение звёздочек - 1944-1945 гг.
```

ГАЛЕРЕЯ: Форма одежды сотрудников госбезопасности 1943—1945 гг. (Реконструкция по Приказу НКВД № 126 18.02.1943 г.)

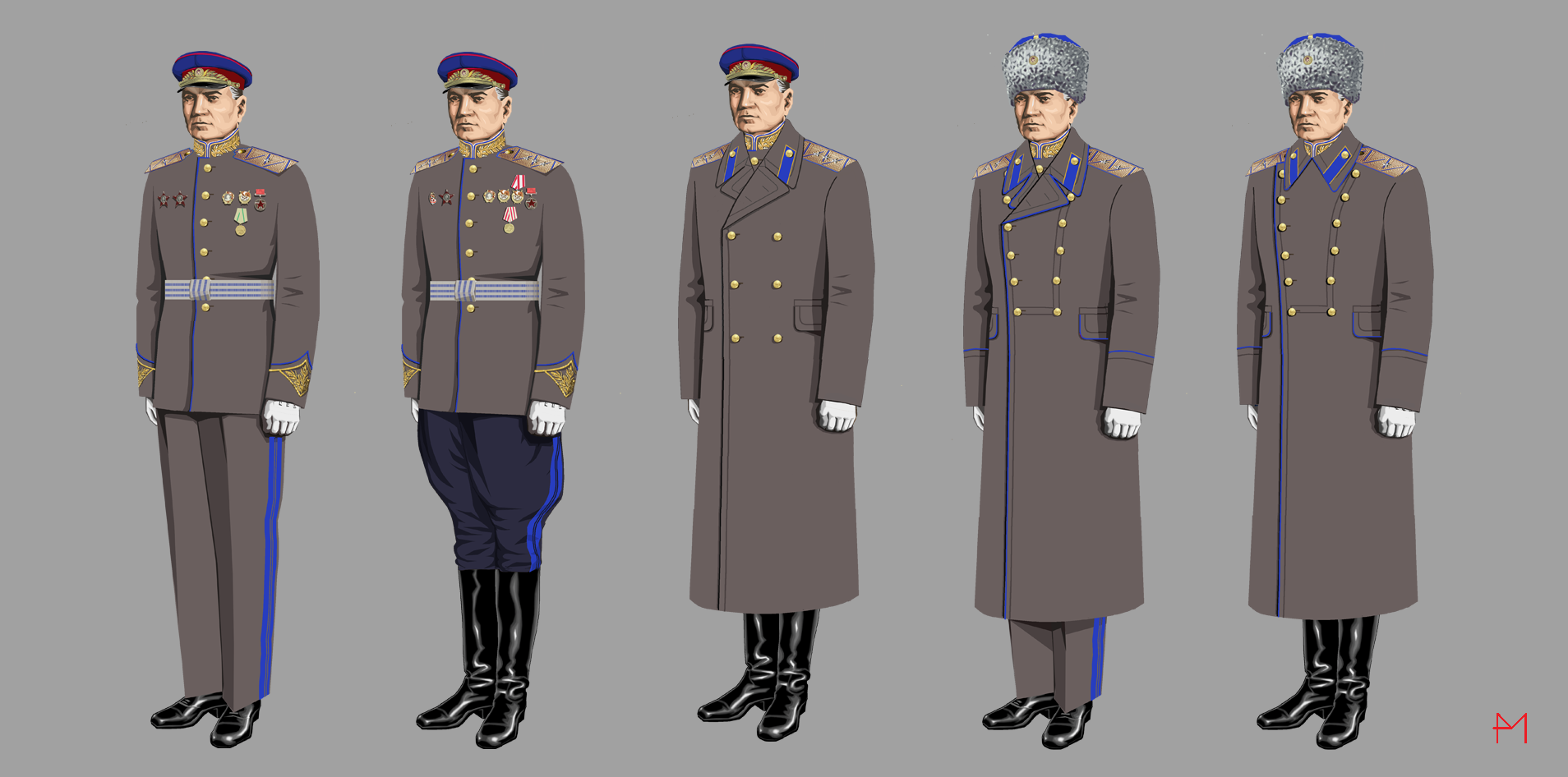
Парадная форма комиссаров ГБ. Летняя: Комиссар ГБ (в брюках, ранний вариант), комиссар ГБ 3-го ранга (в бриджах), комиссар ГБ 2-го ранга (в летнем пальто); зимняя комиссар ГБ 3-го ранга (в брюках), комиссар ГБ (в  бриджах)
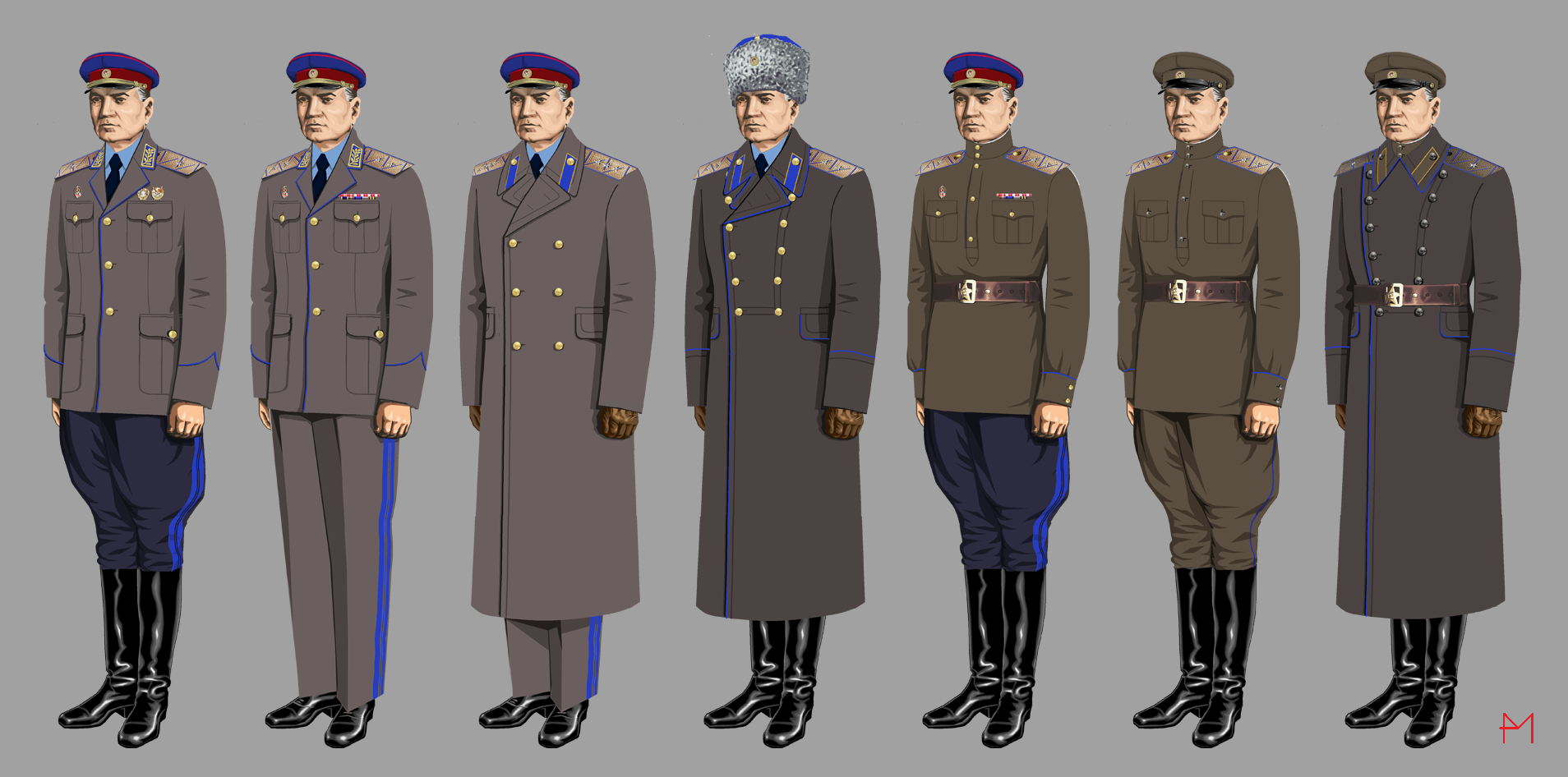
Повседневная форма комиссаров ГБ. Летняя: Комиссар ГБ (в бриджах, ранний вариант), комиссар ГБ 3-го ранга (в брюках), комиссар ГБ 2-го ранга (в плаще); комиссар ГБ 3-го ранга (зимняя); комиссар ГБ 3-го ранга (летняя в гимнастёрке); полевая форма: комиссар ГБ 3-го ранга (со знаками различия мирного времени), комиссар ГБ
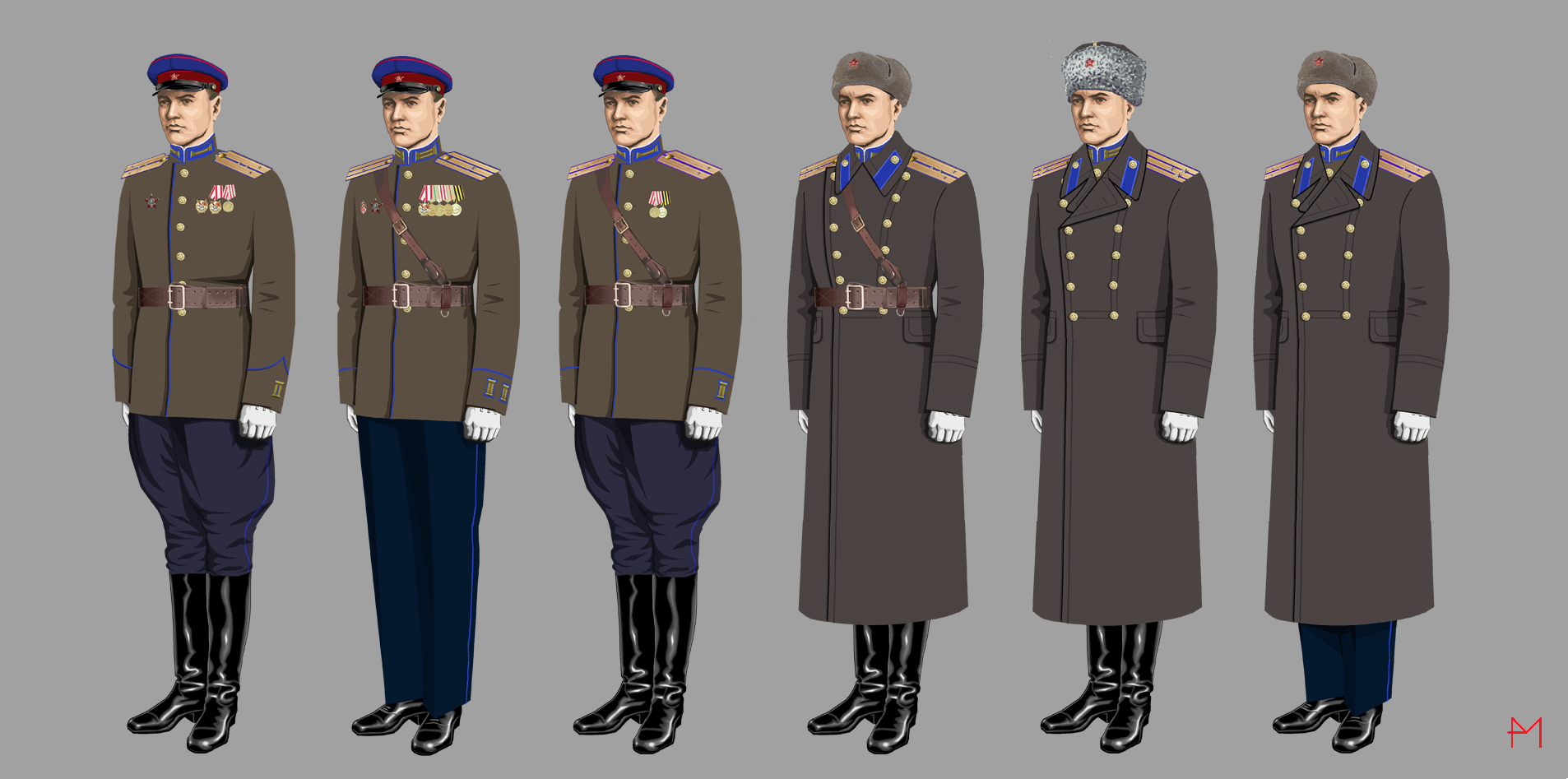
Парадная форма офицеров ГБ: Летняя: капитан ГБ (ранний вариант), майор ГБ (в брюках) и лейтенант ГБ (с 1945 г.); зимняя: капитан ГБ, полковник ГБ, старший лейтенант ГБ (в брюках)
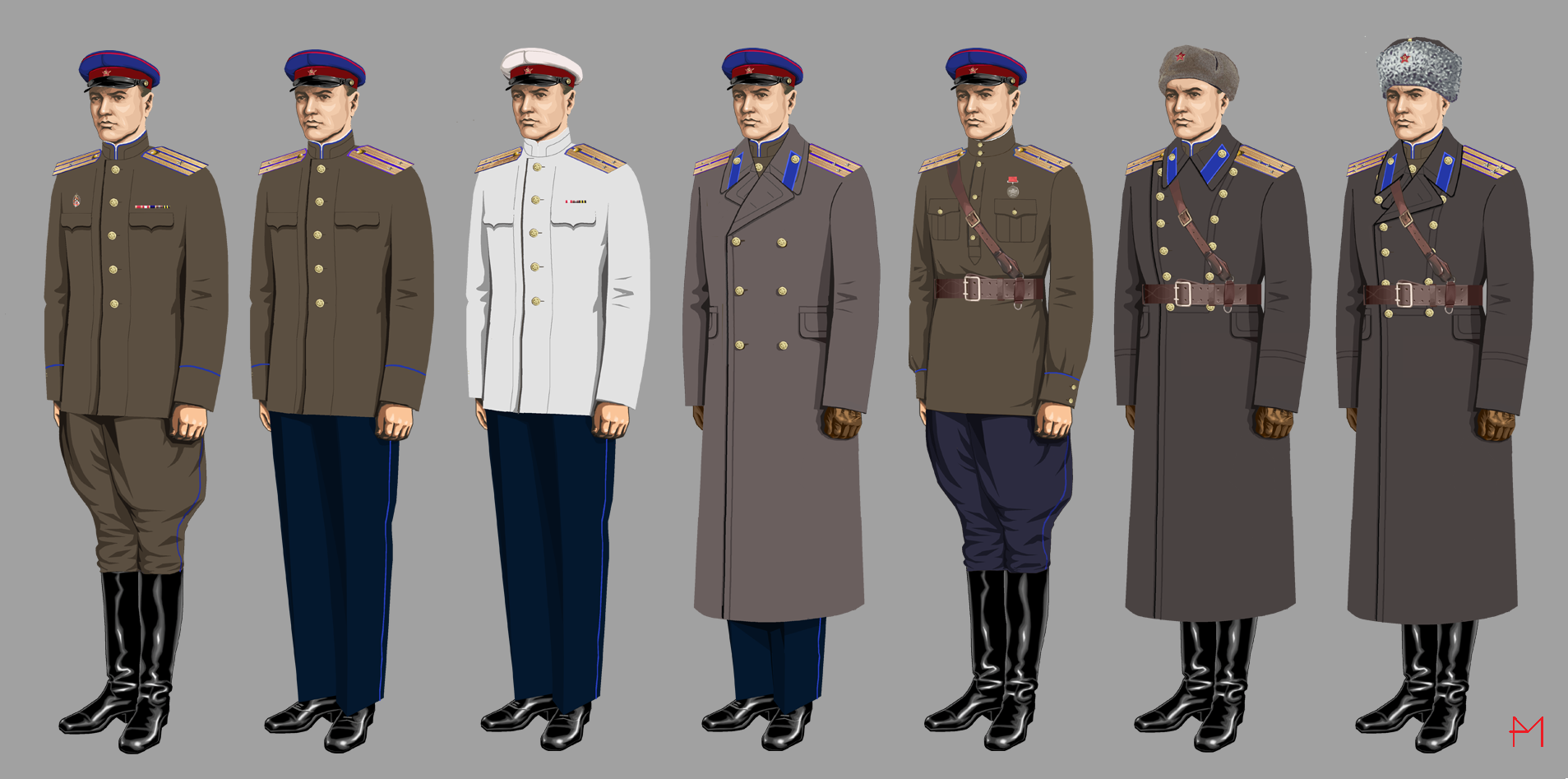
Повседневная форма офицеров. Летняя: майор ГБ (в бриджах цвета хаки), лейтенант ГБ, капитан ГБ (в летнем кителе), старший лейтенант ГБ (в плаще), капитан ГБ (в гимнастёрке, ранний вариант); зимняя: капитан ГБ, полковник ГБ
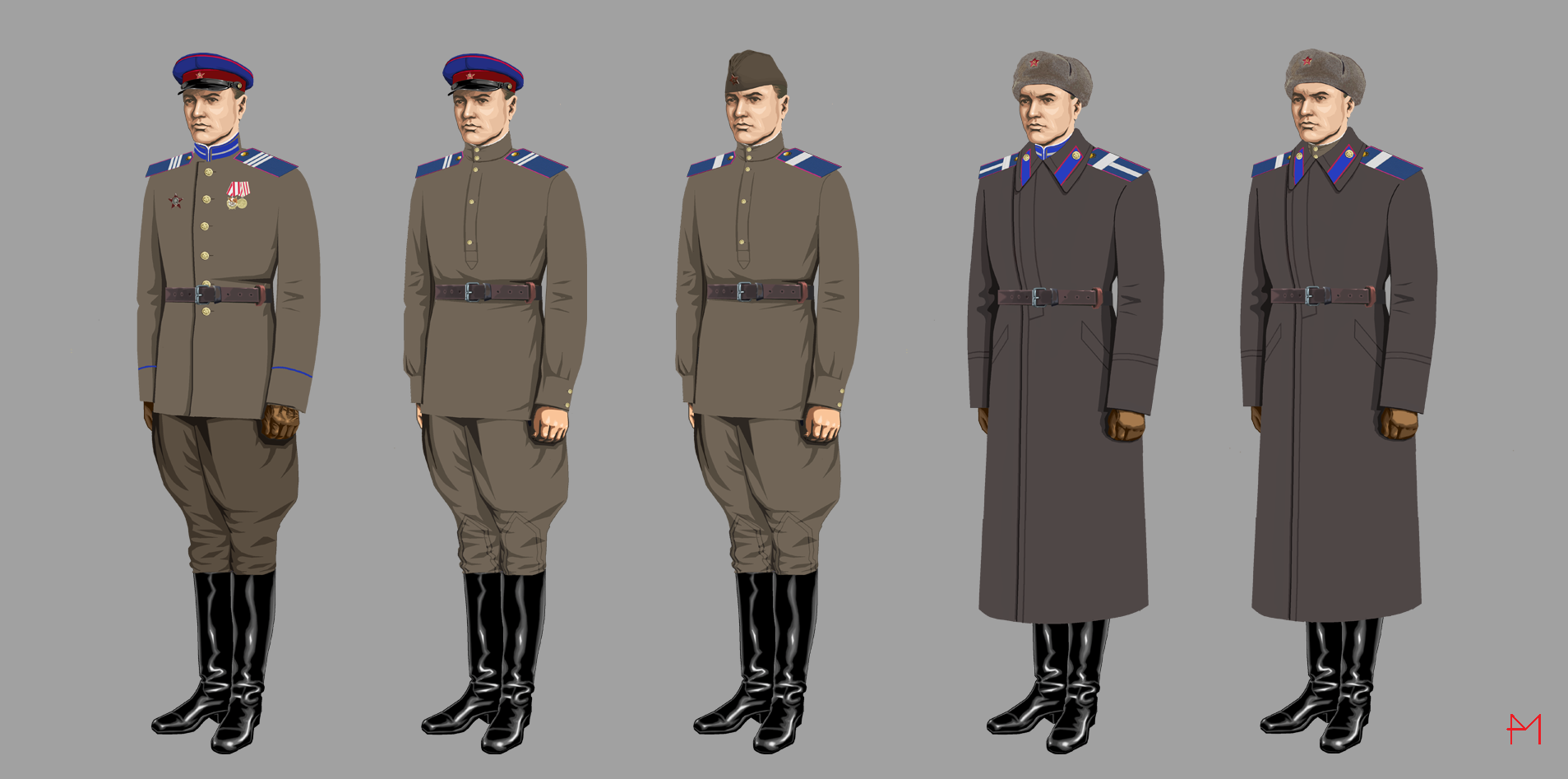
Форма сержантов и старшин спец. сл. Летняя: Сержант спец. сл. (парадная), младший сержант спец. сл. (повседневная, вне строя), старший сержант спец. сл. (повседневная, для строя); зимняя: старшина спец. сл. (парадная), старший сержант спец. сл. (повседневная)
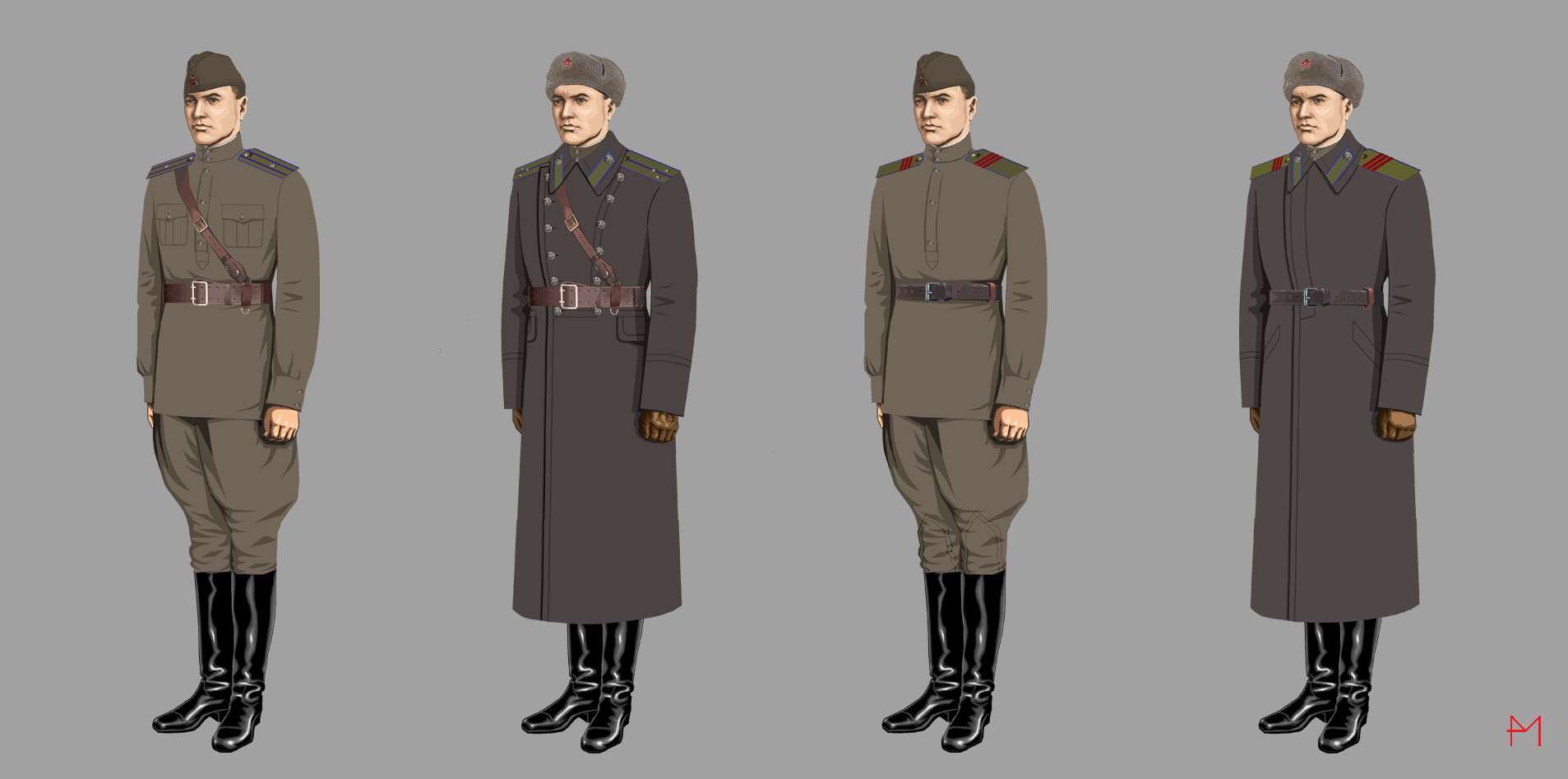
Форма полевая сотрудников ГБ. Офицеры: майор гб (летняя), старший лейтенант гб (зимняя); сержанты и старшины: сержант спец. сл. (летняя), сержант спец. сл. (зимняя)

#### Преобразования 1945—1952 гг.
Указом Президиума Верховного Совета СССР от 6 июля 1945 года все специальные звания госбезопасности отменялись, их обладателям присваивались армейские воинские звания: генералам и комиссарам ГБ — «генерал-майор», «генерал-лейтенант», «генерал-полковник», «генерал армии», «Маршал Советского Союза» соответственно, а офицерам, старшинам и сержантам — звания КА.
Для всех новоиспечённых генералов (п.2) отменялись старая форма и знаки различия и устанавливалось для ношения обмундирование общегенеральского образца (офицерам, старшинам и сержантам оставлена существующая форма одежды). Но если в 1940 г. генеральское звание по ведомству НКВД получили немногие высшие командиры (в сравнении с массовой переаттестацией командиров РККА), непосредственно связанные с войсками НКВД и командными должностями в их структуре, то теперь количество генералов из органов стало куда более солидным: семь генерал-полковников, пятьдесят генерал-лейтенантов и сто сорок три генерал-майора (*).
Парадная форма генералов включала
- двубортный закрытый мундир цвета «морской волны», на шесть пуговиц, со стоячим воротником и задними фигурными карманами, сохранивший рисунок шитья и окантовки мундира 1943 г. при добавлении шитья из лавровых листьев на прямые обшлага с кантом и золотым сутажем. Верхняя пуговица на груди слева выполнялась съёмной для удобства ношения наград.
- фуражку с шитьём на околыше и филигранным ремешком, цвет тульи в тон мундиру — «морской волны».
- брюки в тон мундиру, с лампасами (в сапоги при строевой форме и навыпуск — вне строя).
- пояс — шитый, золотой, с золотой гербовой пряжкой.

Гарнитура шашки и сапоги, а также зимняя форма — не изменились, за исключением замены цвета кантов, донца папахи и поля петлиц с василькового на красный.
Для повседневной формы установлен закрытый китель общегенеральского образца, брюки с лампасами навыпуск, бриджи с лампасами (в сапоги); открытый френч комиссаров ГБ был отменён; фуражка — общегенеральского образца. На лампасах васильковый цвет также уступил место красному.
Примечание: С этого момента все генералы, служащие в органах госбезопасности СССР, а также во внутренних (до 1952 г.) или пограничных войсках, официально именовались «генералами» — без каких-либо приставок к званию — и носили форму генералов, числящихся по спискам Наркомата (Министерства) обороны (Вооружённых сил и т. д.). Такое положение сохранялось вплоть до 1991 года. Никакой особой формы «генералов КГБ СССР» и им подобных (как самих званий подобного типа) с синим (васильковым) прибором никогда не существовало.
В соответствии с тем же Постановлением ПВС СССР, форма одежды остальных сотрудников (п.2 прим.) начальствующего состава госбезопасности оставалась прежними.
До 1954 г. новые генеральские звания в системе госбезопасности не присваивались.
Указом Президиума Верховного Совета СССР «Об отмене воинских званий, введении новых званий и изменении в связи с этим формы одежды и знаков различия для начальствующего состава органов Министерства государственной безопасности СССР» от 21 августа 1952 г., (Пр. МГБ СССР № 0294 от 26 августа 1952 г.) воинские звания для высших сотрудников органов МГБ были вновь заменены на специальные звания: «генерал госбезопасности» и «генерал госбезопасности 3, 2, 1 ранга», а к офицерским и сержантским званиям прибавилась приставка «госбезопасности».
Де-факто переаттестация высшего начсостава МГБ по неизвестным причинам так и не была произведена (судя по документам), а новые знаки различия, как и новая форма — так и не были введены официально.
Поэтому высший начсостав ГБ сохранил форму генералов Советской Армии с соответствующими армейскими генеральскими званиями — как оказалось, до конца существования СССР.
Таблица: Изменения 1945—1946 гг.
| Погоны | погоны 1943 | погоны 1943 | погоны 1943 | погон 1943 | погоны 1943 | погон 1943 | погоны 1943 | погон 1943 |

```
*) 
С 30 декабря 1945 г. до марта 1953 г. в составе НКВД (МВД) и НКГБ (МГБ) лица в данном звании не числились.

**) 
С 7 мая 1946 г. в составе МВД и МГБ лица в данном звании не числились.
```

| Погоны | погоны ГБ 1946 | погоны ГБ 1946 | погоны ГБ 1946 | погоны ГБ 1946 | погоны ГБ 1946 | погоны ГБ 1946 | погоны ГБ 1946 |

### Войска НКВД-МВД-МГБ СССР
Несмотря на выведение из состава НКВД СССР структур, отнесённых к НКГБ весной 1943 г., в НКВД оставались сотрудники, имеющие спецзвания госбезопасности, в том числе — сам Нарком внутренних дел. Для них уже 18 февраля 1943 г. была установлена повседневная и парадная форма, аналогичная описаной выше униформе сотрудников органов НКГБ (на тот момент — общая униформа сотрудников НКВД, имеющих спецзвания госбезопасности). Точно такую же форму получили имеющие спецзвания госбезопасности сотрудники ГУКР «СМЕРШ» до описанных выше преобразований внутри этой структуры.

#### Погоны и войсковые расцветки
К полевой гимнастёрке пристёгивались офицерский полевые погоны защитного цвета шестиугольной формы, с васильковыми (у пограничников — зелёными) кантами и просветами. Погоны сержантов, старшин и рядовых были установлены как и в РККА — пятиугольные. К повседневному обмундированию полагались погоны той же формы, но из металлизированного галуна (у офицеров) или цветного сукна (крапового или зелёного).
Изначально (в исходном Пр. № 126) погоны офицеров и генералов планировались более оригинальной формы — бутылочной, однако от неё вскоре отказались. Схемы размещения звёздочек и просветов по званиям, отличие в приборном металле военных инженеров, интендантов, юристов, врачей, ветеринаров (серебро, а не золото), а также ширина погон для трёх последних категорий (у́же, чем обычные) — были аналогичны РККА.
В верхней части офицерского погона крепилась эмблема рода войск или службы — пехоты, кавалерии, артиллерии, связи, бронечастей, технической, медицинской и ветеринарной служб, юстиции. Эмблема сержантов крепилась ниже лычек, эмблема рядовых по центру погона, но всегда выше шифровок. Кавалерийская эмблема носилась перевёрнутой на 1800относительно кавэмблемы, принятой в РККА. Пехота войск НКВД, а также Погранвойск продолжала носить на погонах эмблему пехоты 1940 года, тогда как в РККА эта практика с введением погон была прекращена.
Войсковые расцветки как для повседневной, так и для парадной формы, в целом, остались без изменений:
а) для внутренних войск НКВД СССР: фуражка (тулья — васильковая, околыш — краповый; канты — малиновые), китель, гимнастёрка, шинель (канты — васильковые), бриджи (канты и лампасы — васильковые); для сержантского состава — окантовка воротника и обшлагов парадного мундира — краповая; у сержантов, старшин и рядовых кант полевых погон — краповый (кант полевых петлиц на шинели — в цвет канта погон; поле повседневных петлиц шинели — в цвет поля погон).
б) для пограничных войск НКВД СССР: фуражка (тулья — светло-зелёная, околыш — тёмно-синий; канты — малиновые), китель, гимнастёрка, шинель (канты — светло-зелёные), бриджи (канты и лампасы — светло-зелёные); у сержантов, старшин и рядовых кант полевых погон — зелёный или светло-зелёный (кант петлиц на шинели — в цвет канта погон; поле повседневных петлиц шинели — в цвет поля погон).

#### Офицеры и генералы войск НКВД

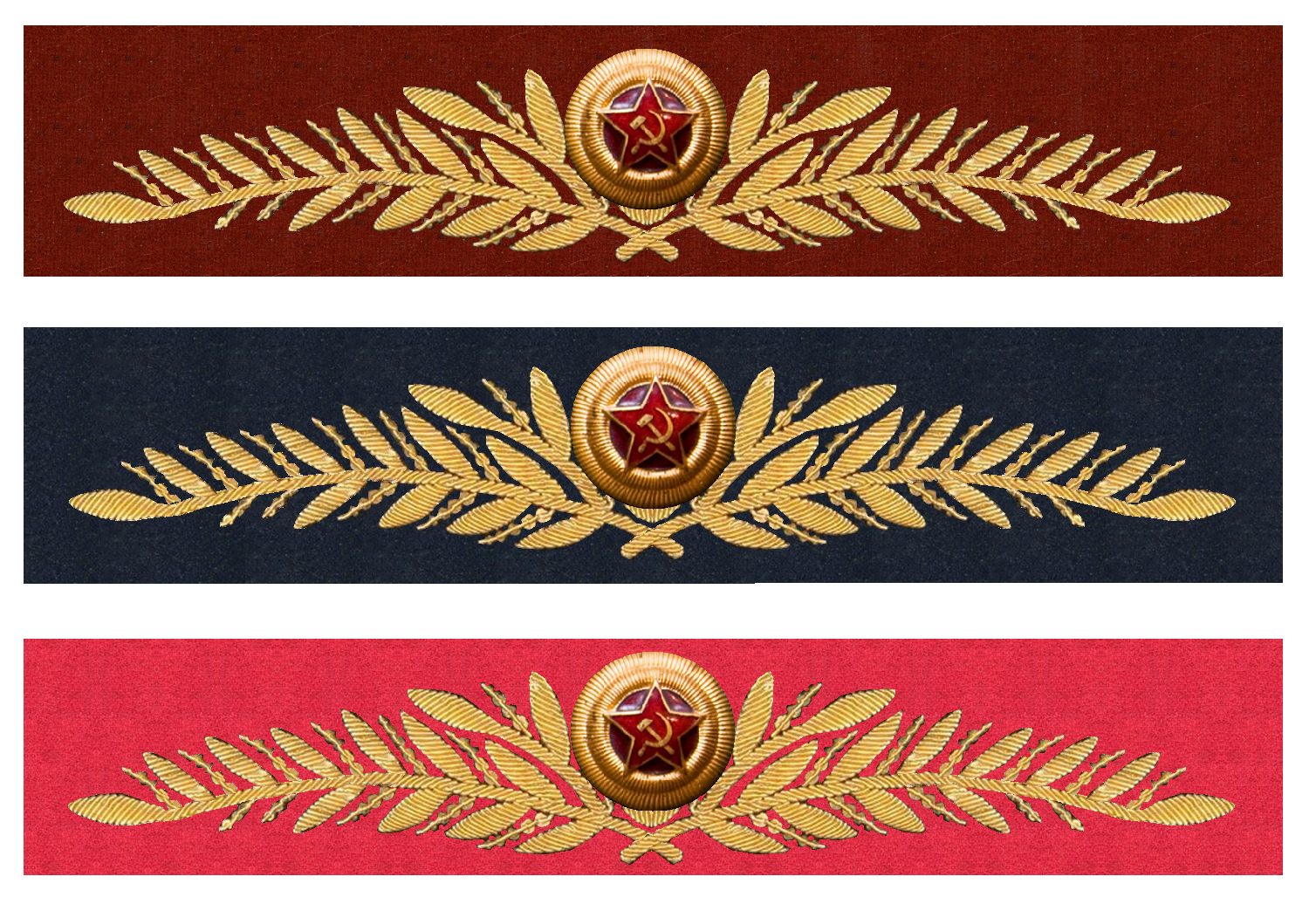
Шитьё на околыши парадных фуражек (сверху вниз) комиссаров госбезопасности и генералов Внутренних войск НКВД; генералов Пограничных войск НКВД; общее шитьё генералов (с 9 июля 1945 г.)

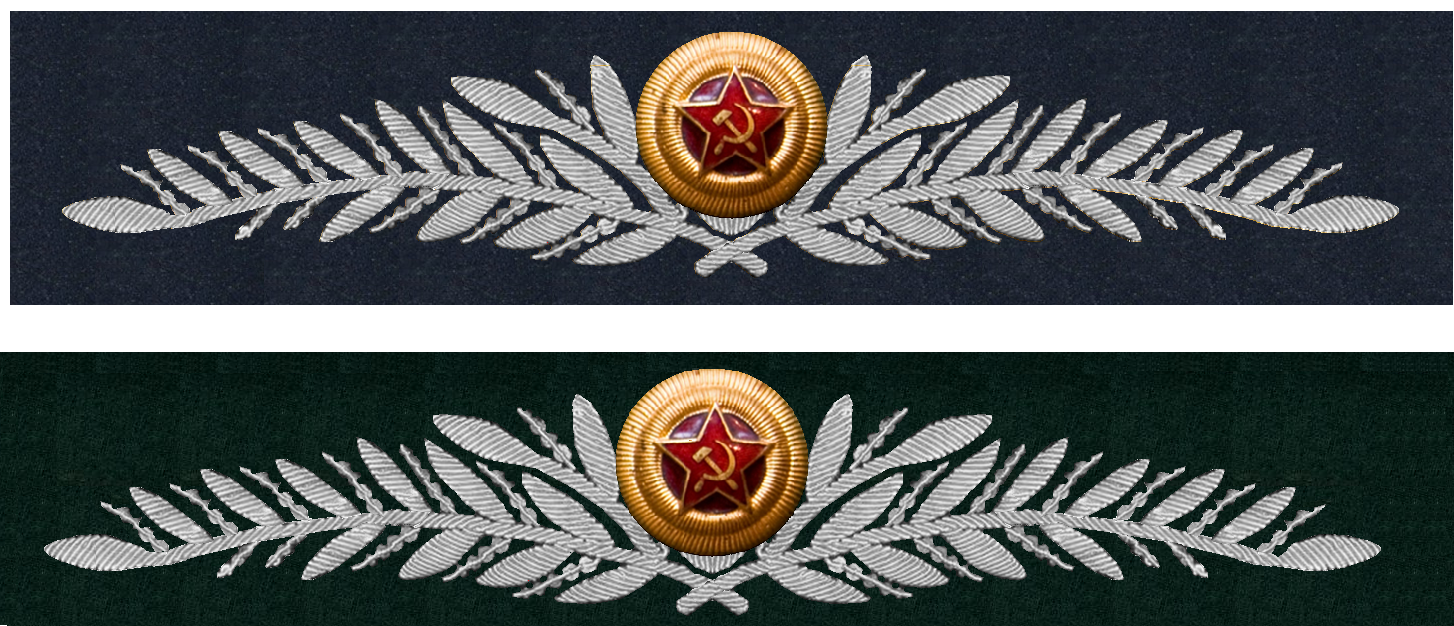
Шитьё на околыши парадных фуражек генералов медицинской, ветеринарной служб войск НКВД (сверху вниз): 1943—1945 гг. (здесь — ПВ НКВД); с июля 1945 г.

Для офицеров и генералов войск НКВД была установлена повседневная форма, аналогичная повседневной форме офицеров и генералов РККА и сотрудников госбезопасности:
- летняя — китель защитного цвета с кантами по стоячему воротнику и обшлагам, фуражка генеральская (с общегенеральской кокардой) и офицерская традиционных расцветок и брюки-бриджи синего цвета (у генералов с лампасами), сапоги, ботинки, снаряжение и т. д. Допускалось ношение в летнее время кителя белого цвета (с белым чехлом на фуражке).
- зимняя — шинели существующего образца (у генералов — с выпушкой по воротнику, борту, обшлагам, хлястику, клапанам карманов). Петлицы на шинели — у генералов васильковые (ПВ — зелёные), с гербовой пуговицей и золочёной окантовкой, у офицеров — васильковые (ПВ — зелёные), с пуговицей со звездой, со светло-синей (ПВ — светло-зелёной) окантовкой; папаха генеральская с цветным верхом (полковничья — с серым верхом), шапка-ушанка, валенки, бурки.

В полевых условиях в целях удобства и маскировки использовались традиционные офицерские гимнастёрки (иногда — солдатские гимнастёрки) с воротником-стойкой и накладными карманами с клапанами на малых пуговицах, с офицерским снаряжением и защитными суконными бриджами в сапоги. Офицерские гимнастёрки формально имели кант установленного цвета на обшлагах, но фактически использовали гимнастёрки как в РККА. Пуговицы на полевых гимнастёрках были цвета хаки. К полевой форме полагалась пилотка защитного цвета.
Гимнастёрка могла использоваться и при повседневной форме, но с латунными пуговицами.
Если повседневная форма, за исключением расцветок, скорее скрывала специфику места службы генерала, офицера или рядового внутренних войск, которых можно было легко спутать с их общеармейскими собратьями, то парадная форма всех военнослужащих войск НКВД резко выделяла их своей конструкцией и частично цветом. Главной её особенностью стал двубортный покрой шестипуговичного мундира.
Парадная форма генералов включала в себя:
- двубортный мундир из высококачественного материала цвета «морской волны» с двумя рядами больших золочёных форменных пуговиц, по шесть в ряду, с гербом Советского Союза. Воротник жёсткий, стоячий, по краю воротника, борту и фигурным обшлагам — окантовка. По воротнику и обшлагам параллельно суконному канту — сутажный золотой кант и орнамент из лавровых листьев, на обшлагах — в виде трёх расходящихся ветвей, также обрамлённых золотым кантом снизу (как для комиссаров милиции или комиссаров госбезопасности в составе НКВД). На мундирах генералов медицинской, ветеринарной и военно-юридической служб — шитьё серебряное.
- фуражку парадную — общегенеральского образца с традиционными расцветками войск НКВД, с золотым (серебряным) шитьём по околышу и золотым (серебряным) филигранным ремешком.
- бриджи цвета морской волны, с лампасами — в сапоги.
- парадную шинель из серо-стального драп-кастора (все элементы — как на повседневной)

Для строя полагался серебряный шитый пояс с прострочкой василькового (ВВ) или зелёного (ПВ) цвета, шашка, пристёгнутая пассиками к ремню под мундиром.
Для генералов пограничных войск прибор — зелёный, кант — малиновый; для генералов ВВ — прибор краповый, кант васильковый.
Примечание: никаких званий типа «генерал НКВД», «генерал внутренних войск» или «генерал пограничной службы» не существовало. Все генералы спецслужб носили те же звания, что и их коллеги из Красной Армии, но числились как состоящие на командных должностях в кадрах НКВД.
6 июля 1945 г. парадная форма генералов, состоящих во Внутренних войсках и Пограничных войсках, образца 1943 г. была отменена; вместо неё установлена парадная форма генералов Красной Армии образца 1945 года.
Парадная форма офицеров войск НКВД включала в себя:
- двубортный мундир цвета хаки с двумя рядами форменных пуговиц, по шесть в ряду. Воротник жёсткий, стоячий, верхний край и концы воротника обшиты суконным кантом. Рукава мундира с обшлагами мысиком (с 1944 г. покрой мундира изменился: обшлага стали прямыми[16]), обшитые по верхнему краю и по концам суконным кантом. На воротнике и обшлагах рукавов шитые петлицы цвета поля погон — на обшлагах в виде столбиков (катушек) и на воротнике на суконной подложке цвета канта и просвета погон[17] с шитыми золотыми или серебряными катушками (именно так выглядели мундиры офицеров ОМСДОН им. Дзержинского на Параде Победы). Борта по краям и края клапанов задних карманов обшиты суконным кантом.
- фуражка установленных расцветок.
- бриджи синие, с кантом, в сапоги, к парадной форме полагается шашка.
- вне строя — брюки тёмно-синего цвета, ботинки чёрной кожи.
- шинель серого драп-кастора; папаха полковников и шапка-ушанка — установленного образца.
- кому положено — шпоры.

Награды на парадном мундире НКВД крепились только на широком нагрудном лацкане — ордена в виде звёзд правее, ордена на колодках и медали — левее.
Знаки могли крепиться как справа, так и на лацкане.

#### Форма одежды сержантского и рядового состава войск НКВД
Для парадной формы старшин сержантов и рядовых установлено:
- мундир полугрубого сукна двубортный цвета хаки с двумя рядами форменных пуговиц, по шесть в ряду; у сержантов и старшин золочёные, у рядовых цвета хаки. Воротник жёсткий, стоячий. На воротнике петлицы в форме параллелограмма крапового или светло-зелёного цвета; у сержантов и старшин — петлицы с золотым (серебряным у нестроевиков) просветом. Рукава мундира с прямыми обшлагами[18], с краповым (в пв — зелёным) кантом по воротнику и обшлагу (у рядовых — без канта) . Погоны — краповые с синим кантом (войска НКВД) или светло-зелёные с малиновой окантовкой (Пограничные войска НКВД), пятиугольные, с эмблемой рода войск или службы. Лычки сержантов и старшин — золотого галуна, нестроевого состава — серебряного.
- бриджи хаки или синего цвета[19] установленного образца.
- шинель — образца принятого в РККА для сержантского и рядового состава, на крючках, на воротнике — петлицы с латунной пуговицей (в ВВ — краповые с васильковым кантом, в ПВ — зелёные с малиновым кантом).
- шапка ушанка установленного образца.
- ремень установленного образца (фактически использовались ленд-лизовские с квадратной рамочной однозубой пряжкой).
- перчатки коричневые, трикотажные (в исключительных случаях использовались кожаные).

На погоны наносились цифровые и буквенные шифровки с указанием подразделения или службы.
Примечание 1: в Таблицах показаны погоны без шифровок.
Примечание 2: На Параде победы военнослужащим ОМСДОН было поручено бросить к подножью Мавзолея знамёна и штандарты разгромленных частей Вермахта. Знамённая рота была одета в парадные кителя сержантского и рядового состава РККА обр. 1943 г., стальные шлемы СШ40, коричневые тканые перчатки (которые, по воспоминаниям, позже сожгли) и синие бриджи войск НКВД без кантов.
Сотрудникам военизированной пожарной охраны НКВД СССР (ПР.№ 126) полагалась повседневная форма войск НКВД, но с иным расположением лычек на погонах. Парадная форма пожарным и работникам остальных специальных служб не полагалась.
Повседневная форма сержантов и рядовых войск НКВД не отличалась от аналогичной формы сержантского и рядового состава РККА за исключением ведомственной расцветки. Полевая форма устанавливала пуговицы цвета хаки на гимнастёрке и полевые погоны (в мирное время — повседневные), а также защитные петлицы с защитными пуговицами на шинелях (кант петлиц — по цвету канта защитных погон); летом — шинель в скатку. К зимней форме определённым категориям полагались валенки и телогрейки, а также шаровары на вате. Перчатки к зимней форме полагались трёхпалые.
Таблица Парадное шитьё генералов и офицеров войск НКВД 1943—1945 гг.*)
|                  | 1              | 2              | 3              | 4              | 5              | 6              |
| ---------------- | -------------- | -------------- | -------------- | -------------- | -------------- | -------------- |
| Воротник мундира | шитьё парадное | шитьё парадное | парадное шитьё | шитьё парадное | шитьё парадное | шитьё парадное |
| Обшлага мундира  | парадное шитьё | парадное шитьё | парадное шитьё | парадное шитьё | парадное шитьё | парадное шитьё |

```
* 
1
 — генералы Внутренних войск НКВД (до 6 июля 1945 г.); 
2
 — генералы Пограничных войск НКВД (до 6 июля 1945 г.); 
3
 — генералы (кроме генералов вет-мед-службы и военно-юридического состава) (с июля 1945 г.), 
4
 - старший офицерский состав (адмхозначсостав, вет-мед-служба, инженерно-технический и военно-юридический состав); 
5
 — средний офицерский состав; 
6
 — сержанты и старшины
```

Таблица: Петлицы к шинелям 1943—1945 гг.*)
| Комиссаров ГБ и генералов | Комиссаров ГБ и генералов | Комиссаров ГБ и генералов | Офицеров, сержантов и старшин, рядовых | Офицеров, сержантов и старшин, рядовых | Офицеров, сержантов и старшин, рядовых | Офицеров, сержантов и старшин, рядовых | Офицеров, сержантов и старшин, рядовых | Офицеров, сержантов и старшин, рядовых | Офицеров, сержантов и старшин, рядовых                        | Офицеров, сержантов и старшин, рядовых                                               |
| 1                         | 2                         | 3                         | 4                                      | 5                                      | 6                                      | 7                                      | 8                                      | 9                                      | 10                                                            | 11                                                                                   |
| ------------------------- | ------------------------- | ------------------------- | -------------------------------------- | -------------------------------------- | -------------------------------------- | -------------------------------------- | -------------------------------------- | -------------------------------------- | ------------------------------------------------------------- | ------------------------------------------------------------------------------------ |
| шитьё парадное            | шитьё парадное            | -                         | шитьё парадное                         | -                                      | парадное шитьё                         | парадное шитьё                         | парадное шитьё                         | парадное шитьё                         | Петлицы к шинелям офицеров погранвойск НКВД СССР обр. 1943 г. | Петлицы к шинелям офицеров внутренних войск НКВД СССР и госбезопасности обр. 1943 г. |

```
* 
1
 — парадно-повседневная комиссаров ГБ и генералов ВВ (в ПВ поле зелёное); 
2
 — полевая комиссаров ГБ и генералов ВВ и ПВ; 
3
 - парадно-повседневная генералов юстиции, военно-медицинской и ветеринарной служб ВВ (в ПВ поле зелёное), 
4
 — парадно-повседневная младшего комначсостава и рядового состава ПВ; 
5
 — парадно-повседневная младшего комначсостава и рядового состава ВВ; 
6
 — полевая ПВ; 
7
 полевая младшего комначсостава и рядового состава ВВ, 
8
 — парадно-повседневная старшин и сержантов спец. служб; 
9
 - полевая офицеров ВВ и ГБ и старшин и сержантов спец.служб; 
10
 - парадно-повседневная офицеров ПВ; 
11
 - парадно-повседневная офицеров ВВ и ГБ
```

Таблица: Варианты размещения наград на парадных мундирах
| Комиссаров ГБ  | Генералов 1943—1945 гг. | Генералов 1945—1954 гг. | Офицеров ВВ и ПВ 1945—1955 гг. |
| -------------- | ----------------------- | ----------------------- | ------------------------------ |
| шитьё парадное | шитьё парадное          | шитьё парадное          | шитьё парадное                 |

Таблица: Знаки различия Внутренних и Пограничных войск НКВД СССР образца 1943 г.
| Высший комначсостав (Слева — ранний вариант)    | Высший комначсостав (Слева — ранний вариант)    | Высший комначсостав (Слева — ранний вариант)       | Высший комначсостав (Слева — ранний вариант)       | Высший комначсостав (Слева — ранний вариант)       | Высший комначсостав (Слева — ранний вариант)                           | Высший комначсостав (Слева — ранний вариант)                           | Высший комначсостав (Слева — ранний вариант) | Высший комначсостав (Слева — ранний вариант) | Высший комначсостав (Слева — ранний вариант)                    | Высший комначсостав (Слева — ранний вариант)                    |
| Генерал-полковник (Внутренние войска НКВД СССР) | Генерал-полковник (Внутренние войска НКВД СССР) | Генерал-лейтенант (Пограничные войска НКВД СССР)*) | Генерал-лейтенант (Пограничные войска НКВД СССР)*) | Генерал-лейтенант (Пограничные войска НКВД СССР)*) | Генерал-лейтенант юстиции (корвоенюрист) (Внутренние войска НКВД СССР) | Генерал-лейтенант юстиции (корвоенюрист) (Внутренние войска НКВД СССР) | Генерал-майор (Внутренние войска НКВД СССР)  | Генерал-майор (Внутренние войска НКВД СССР)  | Генерал-майор медицинской службы (Пограничные войска НКВД СССР) | Генерал-майор медицинской службы (Пограничные войска НКВД СССР) |
| ----------------------------------------------- | ----------------------------------------------- | -------------------------------------------------- | -------------------------------------------------- | -------------------------------------------------- | ---------------------------------------------------------------------- | ---------------------------------------------------------------------- | -------------------------------------------- | -------------------------------------------- | --------------------------------------------------------------- | --------------------------------------------------------------- |
| погоны 1943                                     | погон 1943                                      | погон 1943                                         | погоны 1943                                        | погон 1943                                         | погоны 1943                                                            | погоны 1943                                                            | погоны 1943                                  | погон 1943                                   | погоны 1943                                                     | погоны 1943                                                     |

| Командный и административно-хозяйственный состав | Командный и административно-хозяйственный состав | Командный и административно-хозяйственный состав | Командный и административно-хозяйственный состав | Командный и административно-хозяйственный состав | Командный и административно-хозяйственный состав | Командный и административно-хозяйственный состав | Командный и административно-хозяйственный состав | Командный и административно-хозяйственный состав | Командный и административно-хозяйственный состав | Командный и административно-хозяйственный состав |             |                   |                   |
| Полковник                                        | Полковник                                        | Подполковник*)**)                                | Подполковник*)**)                                | Инженер-майор*)                                  | Инженер-майор*)                                  | Капитан                                          | Капитан                                          | Старший лейтенант интендантской службы           | Старший лейтенант интендантской службы           | Лейтенант*)                                      | Лейтенант*) | Младший лейтенант | Младший лейтенант |
| ------------------------------------------------ | ------------------------------------------------ | ------------------------------------------------ | ------------------------------------------------ | ------------------------------------------------ | ------------------------------------------------ | ------------------------------------------------ | ------------------------------------------------ | ------------------------------------------------ | ------------------------------------------------ | ------------------------------------------------ | ----------- | ----------------- | ----------------- |
| погон 1943                                       | погон 1943                                       | погон 1943                                       | погон 1943                                       | погон 1943                                       | погон 1943                                       | погон 1943                                       | погон 1943                                       | погон 1943                                       | погон 1943                                       | погон 1943                                       | погон 1943  | погон 1943        | погон 1943        |

| Военно-медицинский (ветеринарный) и военно-юридический состав | Военно-медицинский (ветеринарный) и военно-юридический состав | Военно-медицинский (ветеринарный) и военно-юридический состав | Военно-медицинский (ветеринарный) и военно-юридический состав | Военно-медицинский (ветеринарный) и военно-юридический состав | Военно-медицинский (ветеринарный) и военно-юридический состав | Военно-медицинский (ветеринарный) и военно-юридический состав | Военно-медицинский (ветеринарный) и военно-юридический состав | Военно-медицинский (ветеринарный) и военно-юридический состав | Военно-медицинский (ветеринарный) и военно-юридический состав | Военно-медицинский (ветеринарный) и военно-юридический состав |                               |                             |                             |
| Полковник юстиции (бригвоенюрист)                             | Полковник юстиции (бригвоенюрист)                             | Подполковник медицинской службы                               | Подполковник медицинской службы                               | Майор ветеринарной службы*)                                   | Майор ветеринарной службы*)                                   | Капитан юстиции (военюрист 3 ранга)                           | Капитан юстиции (военюрист 3 ранга)                           | Старший лейтенант медицинской службы*)                        | Старший лейтенант медицинской службы*)                        | Лейтенант ветеринарной службы                                 | Лейтенант ветеринарной службы | Младший лейтенант юстиции*) | Младший лейтенант юстиции*) |
| ------------------------------------------------------------- | ------------------------------------------------------------- | ------------------------------------------------------------- | ------------------------------------------------------------- | ------------------------------------------------------------- | ------------------------------------------------------------- | ------------------------------------------------------------- | ------------------------------------------------------------- | ------------------------------------------------------------- | ------------------------------------------------------------- | ------------------------------------------------------------- | ----------------------------- | --------------------------- | --------------------------- |
| погон 1943                                                    | погон 1943                                                    | погон 1943                                                    | погон 1943                                                    | погон 1943                                                    | погон 1943                                                    | погон 1943                                                    | погон 1943                                                    | погон 1943                                                    | погон 1943                                                    | погон 1943                                                    | погон 1943                    | погон 1943                  | погон 1943                  |

| Сержантский и рядовой состав***) | Сержантский и рядовой состав***) | Сержантский и рядовой состав***) | Сержантский и рядовой состав***) | Сержантский и рядовой состав***) | Сержантский и рядовой состав***) | Сержантский и рядовой состав***) | Сержантский и рядовой состав***) | Сержантский и рядовой состав***) | Сержантский и рядовой состав***) | Сержантский и рядовой состав***) |
| Старшина                         | Старшина                         | Старший сержант                  | Старший сержант                  | Сержант *)                       | Сержант *)                       | Младший сержант*)                | Младший сержант*)                | Ефрейтор                         | Ефрейтор                         | Красноармеец (рядовой)*)         |
| -------------------------------- | -------------------------------- | -------------------------------- | -------------------------------- | -------------------------------- | -------------------------------- | -------------------------------- | -------------------------------- | -------------------------------- | -------------------------------- | -------------------------------- |
| погон 1943                       |                                  | погон 1943                       |                                  | погон 1943                       | погон 1943                       | погон 1943                       | погон 1943                       | погон 1943                       |                                  | погон 1943                       |
|                                  |                                  |                                  |                                  |                                  |                                  |                                  |                                  |                                  |                                  |                                  |
| погон 1943                       |                                  | погон 1943                       |                                  | погон 1943                       | погон 1943                       | погон 1943                       | погон 1943                       | погон 1943                       |                                  | погон 1943                       |

```
*) 
Пограничные войска НКВД СССР

**) 
На парадно-повседневных погонах расположение звёздочек - 1944-1945 гг.

***) 
Показаны различные варианты размещения эмблемы на погонах (в зависимости от расположения и наличия шифровок), а также неустановленные, но имевшие место варианты размещения эмблем на полевых погонах. С 1947 г. шифровки на погонах отменены
```

```
Примечание 1:
 По некоторым источникам цвет просветов на полевых погонах у административно-хозяйственного, инженерно-технического и военно-медицинского (ветеринарного, юридического) состава — коричневый; полевые погоны генералам не устанавливались
 
[
20
]
.

Примечание 2:
 Здесь показан итоговый вариант формы погон; первоначальный вариант был идентичен первоначальному варианту погон сотрудников госбезопасности.

Примечание 3:
 Новые звания военно-юридического и административного состава — с 4 февраля 1943 г.
```

ГАЛЕРЕЯ: Форма одежды генералов и офицеров войск НКВД 1943—1945 гг.(Реконструкция по Приказу НКВД № 186 от 18.02.1943)

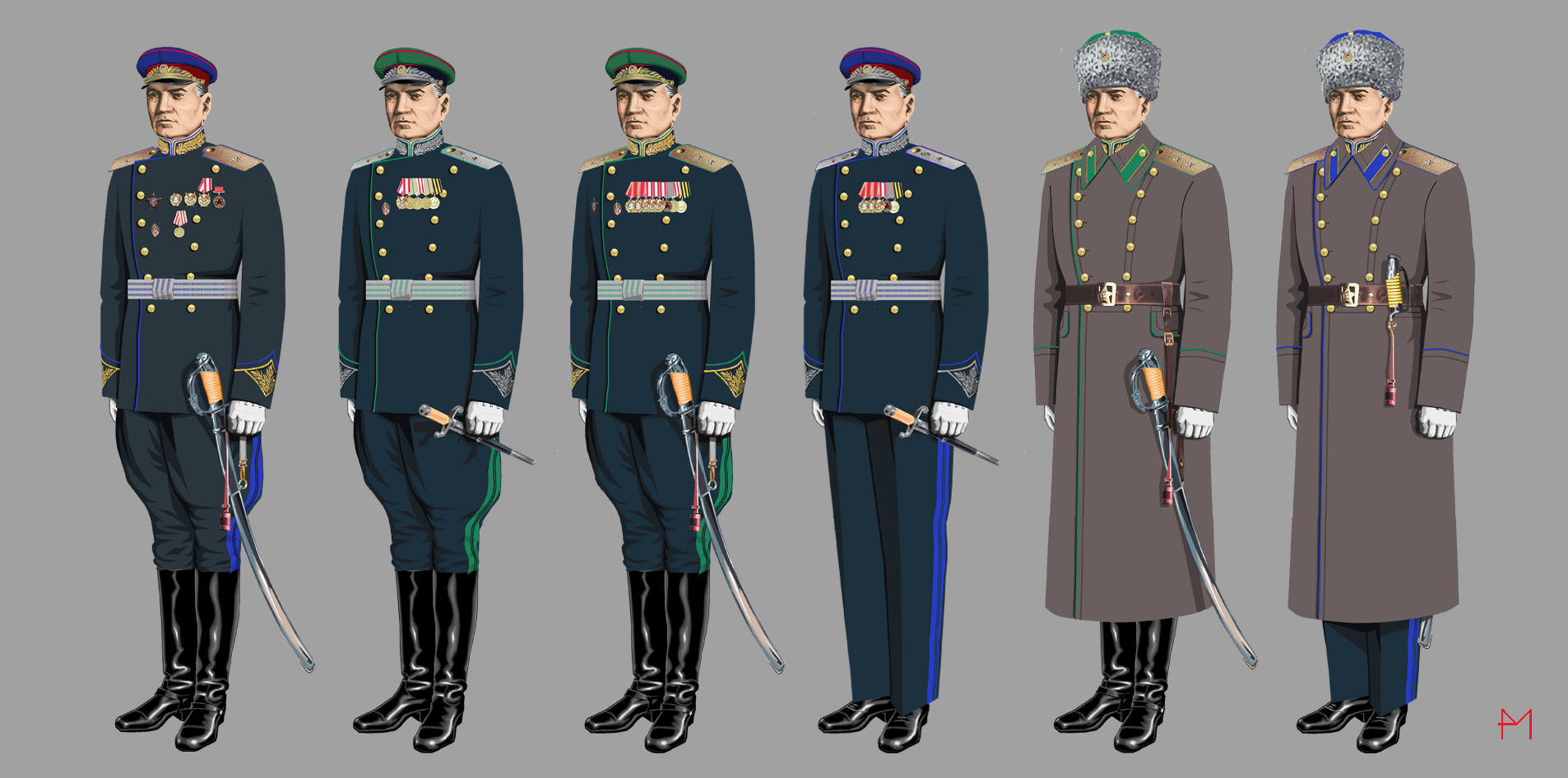
Парадная форма генералов. Летняя: генерал-майор вв (для строя, ранний вариант), генерал-майор юстиции пв (для строя), генерал-лейтенант пв (для строя), генерал-майор медицинской службы (вне строя); зимняя: генерал-лейтенант пв (для строя), генерал-майор вв (вне строя, ранний вариант)
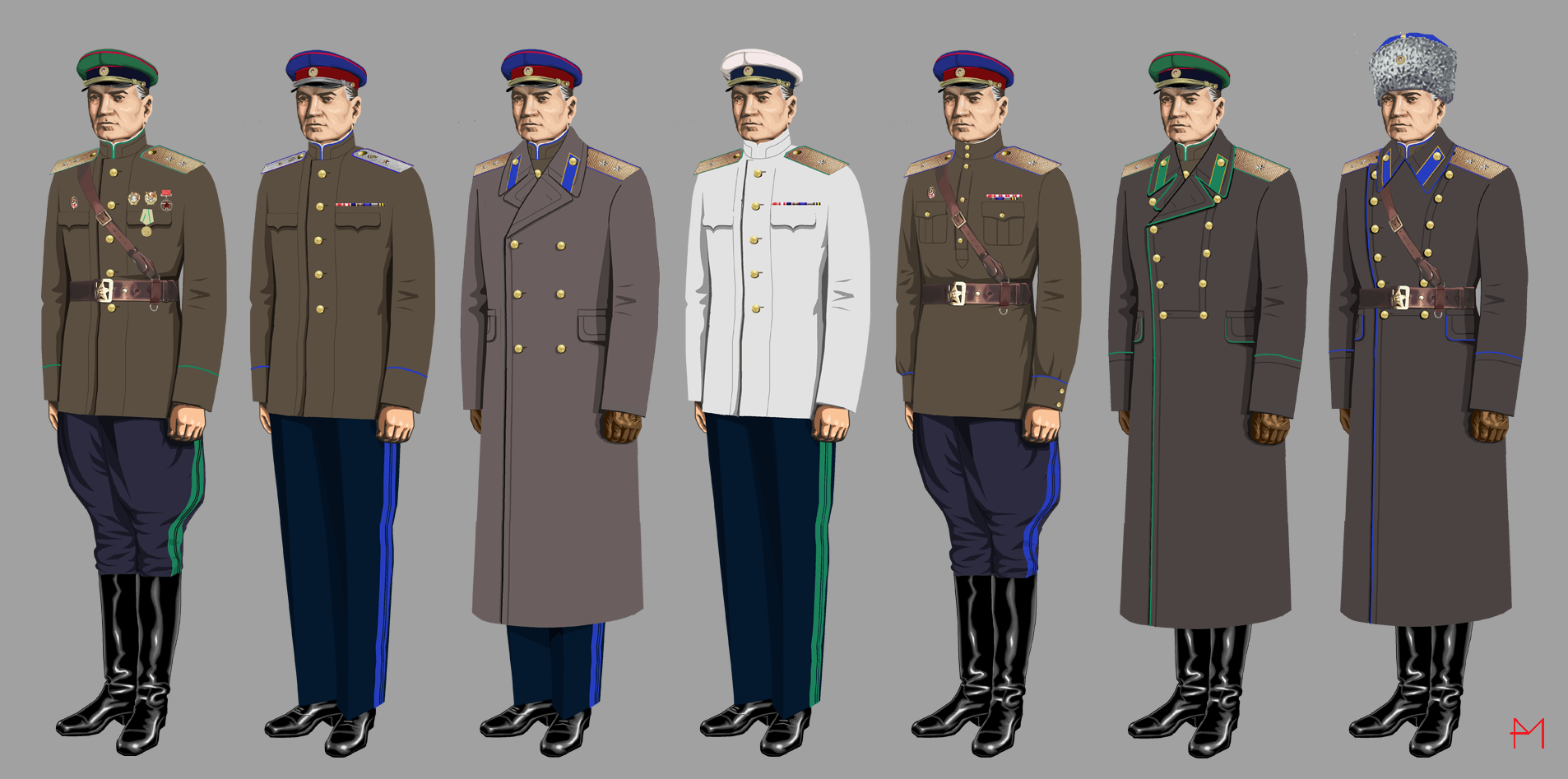
Повседневная форма генералов. Летняя: генерал-лейтенант пв (для строя), генерал-майор медицинской службы вв (вне строя), генерал-лейтенант вв (вне строя, в пальто), генерал-майор пв (вне строя, в белом кителе), генерал-майор вв (для строя); зимняя: генерал-майор пв (вне строя), генерал-лейтенант вв (для строя)
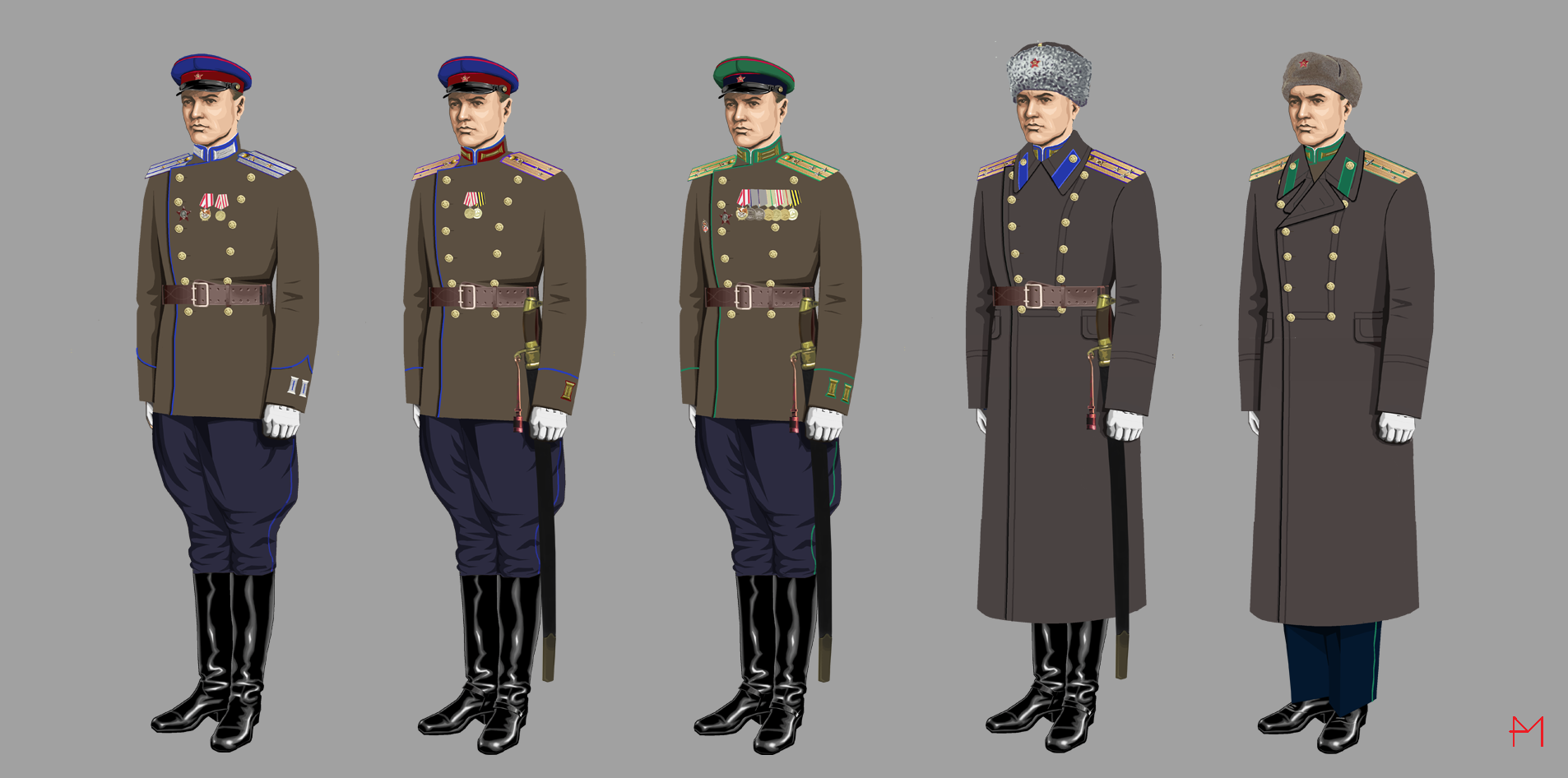
Парадная форма офицеров. Летняя: инженер-майор вв (ИТС) для строя (ранний вариант, для строя), старший лейтенант вв и полковник пв (для строя, с 1944-1945 гг.); зимняя: полковник вв (ранний вариант, для строя), капитан вв (авиачасти, вне строя)
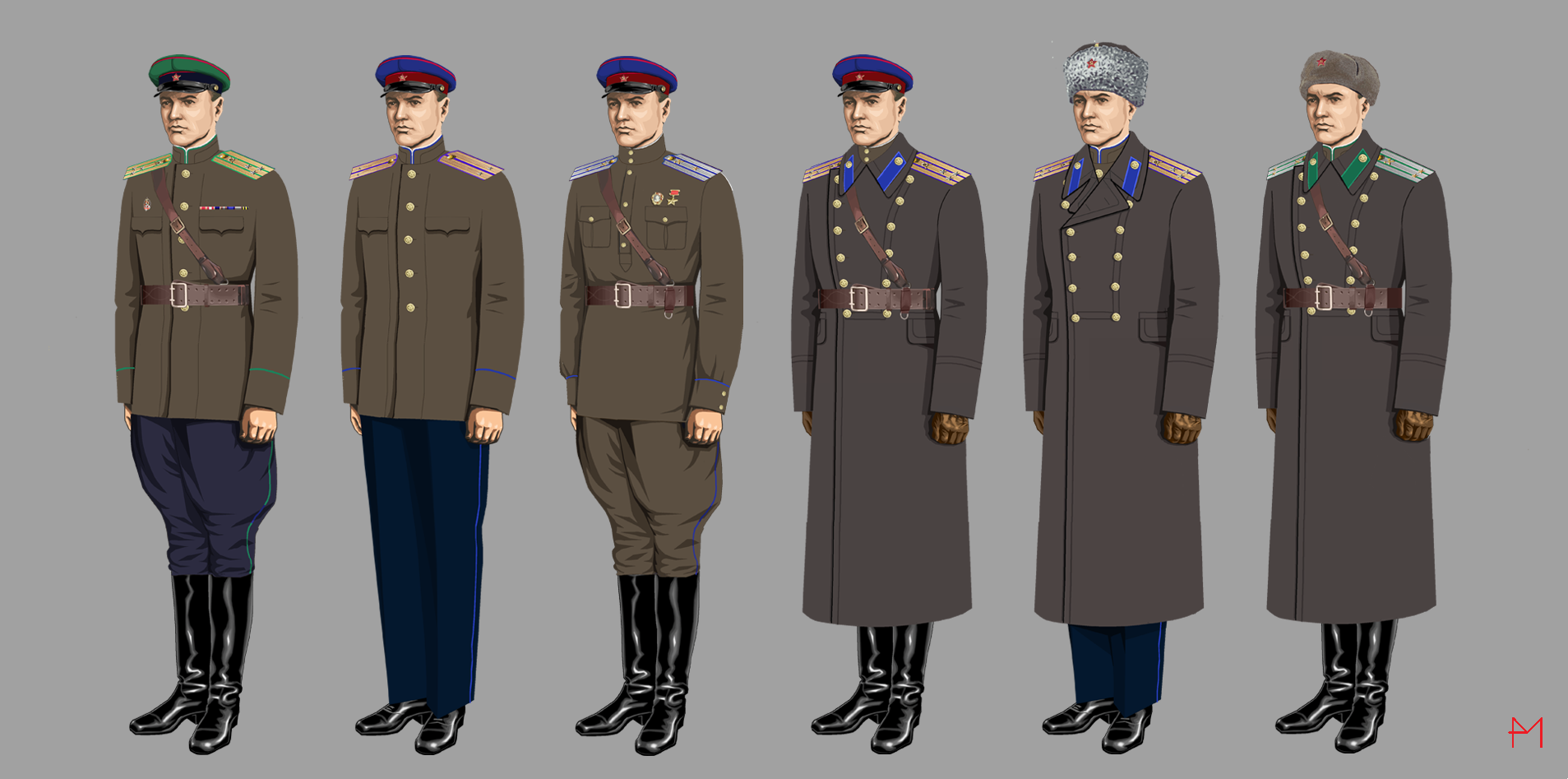
Повседневная форма офицеров. Летняя: полковник пв (для строя), лейтенант вв (вне строя), инженер-майор вв (ИТС) в гимнастёрке; зимняя: полковник вв (для строя, в гимнастёрке и фуражке), полковник вв (вне строя), инженер-подполковник пв (для строя)
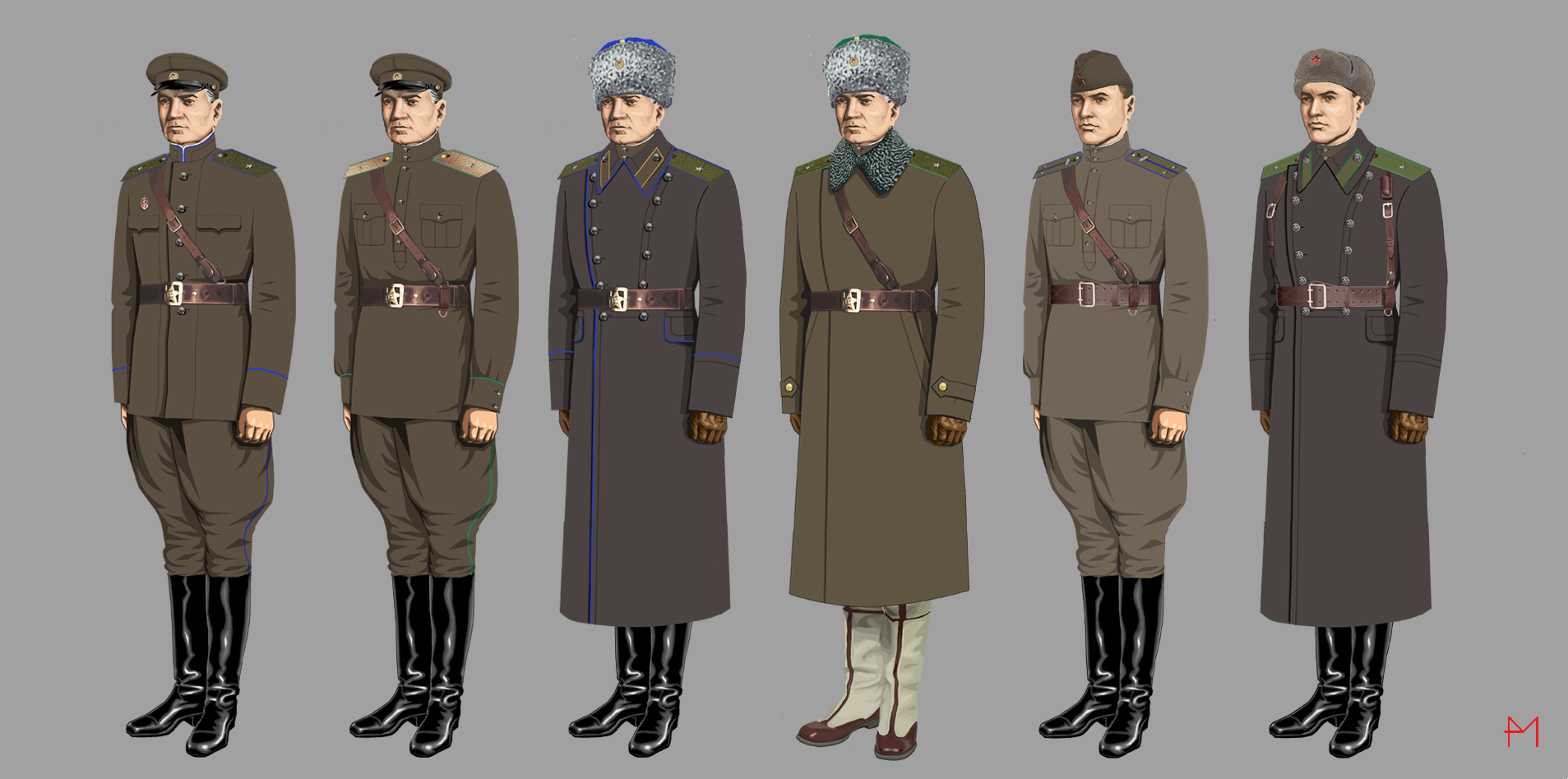
Полевая форма офицеров и генералов. Генерал-майор вв в кителе, генерал-майор пв в гимнастёрке (со знаками различия мирного времени), генерал-майор вв в зимней форме, генерал-майор пв в бекеше и бурках; лейтенант вв (бронечасти) в х/б гимнастёрке, майор пв в зимней форме
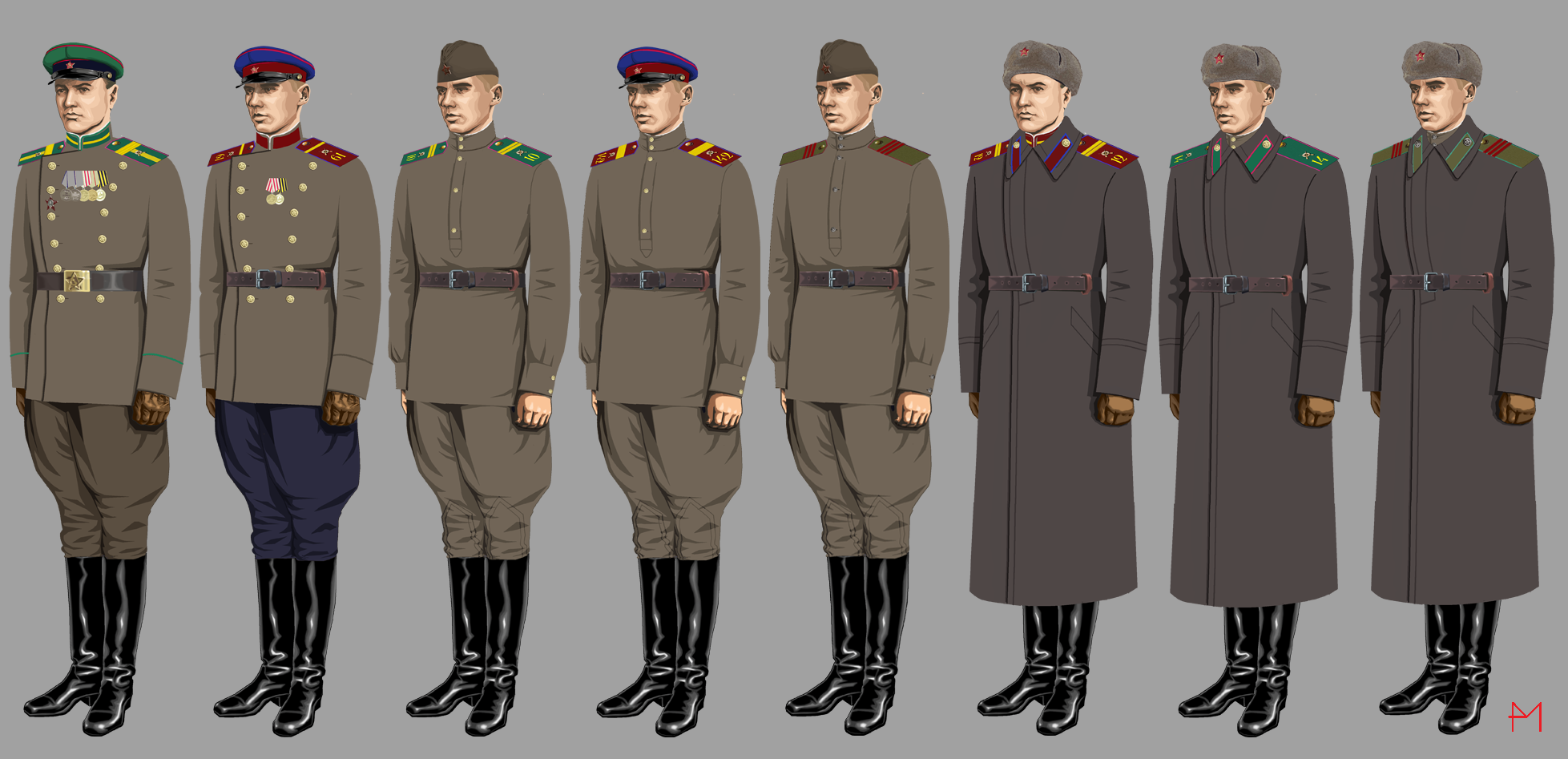
Форма мн и рядового состава. Летняя: старшина пв и ефрейтор вв (в синих бриджах) (парадная), младший сержант пв (повседневная, для строя), старший сержант вв (повседневная, вне строя), сержант вв (полевая); зимняя: младший сержант вв (парадная), рядовой пв (повседневная), сержант пв (полевая)

#### Преобразования второй половины 1940-х гг.
9 июля 1945 г. всему начсоставу НКВД и НКГБ СССР были установлены воинские звания вместо существовавших спецзваний 1943 г. Всем генералам, числящимся в пограничных и внутренних войсках была установлена общегенеральская парадная форма. Старая форма (с ведомственными фуражками, кантами и лампасами) отменялась. Офицерам и сержантам форма оставлена без изменений. (Указ ПВС СССР 09.07.1945).
В 1946 г. в ходе министерской реформы НКВД и НКГБ были преобразованы в МВД и МГБ соответственно. Для всех офицеров были установлены погоны шестиугольной формы существующих расцветок.
В 1946 г. Министром госбезопасности стал генерал-полковник В. С. Абакумов; с 29 декабря 1945 г. НКВД (МВД) возглавлял генерал-полковник С. Н. Круглов. В подчинение МГБ постепенно переходят структуры ГУКР «СМЕРШ», Особые отделы, транспортная милиция. Совместным приказом МВД/МГБ № 0074/0029 от 21 января 1947 г. во исполнение Постановления СМ СССР № 101-48сс от 20 января 1947 г. в МГБ были переданы из МВД Внутренние войска (правда, на короткое время, после смещения В.Абакумова, Внутренние войска вновь вернут в МВД), чуть позже — войска правительственной связи.
Также совместным приказом МВД/МГБ № 00968/00334 от 17 октября 1949 г. во исполнение Постановления СМ СССР № 4723-1815сс от 13 октября 1949 г. Пограничные войска были переданы в МГБ из МВД.
Указанные структурные преобразования не повлекли за собой каких-либо изменений в обмундировании.
Форма личного состава МВД 1952 г.

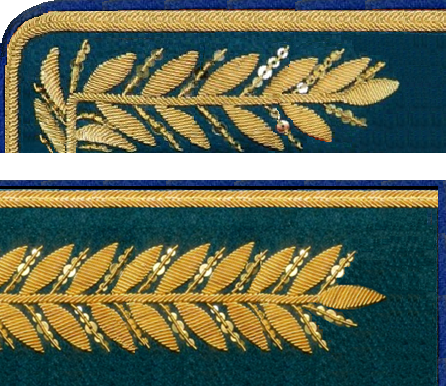
Шитьё на воротнике и обшлагах генералов внутренней службы 1952 г.

В 1952 г. Указом ПВС СССР от 21.08.1952 были отменены армейские звания для начсостава МВД и МГБ с заменой последних на спецзвания «генерал внутренней службы (1, 2, 3, ранга)», а также «полковник», «подполковник» и т. д. с приставкой «внутренней службы». В отличие от чекистов, так и не прошедших переаттестацию и оставшихся в итоге в армейских генеральских званиях, высшие начальники МВД (кроме Погранвойск) всё-таки лишились армейских званий в реальности, хотя и сохранили общее именование «генералы». Шестиугольные золотые погоны новых генералов отличались тонкими васильковыми просветами у левого и правого края погона.
Приставка «внутренней службы» полагалась отныне к спецзваниям всего начсостава МВД СССР.
Устанавливались новая форма и правила её ношения формы, упорядочивающие, по сути, уже существующую форму одежды в МВД СССР по типам: летняя (дополнительно различающаяся по номерам), зимняя, парадная, повседневная, рабочая и полевая. Основные виды униформы были увязаны с существующей формой Советской Армии.
Новые Правила ношения устанавливали уже существующие предметы обмундирования с новыми элементами. Так генералам внутренней службы возвращалась парадная генеральская фуражка образца 1943 г., для всех сотрудников и офицеров МВД также устанавливалась цветная фуражка традиционной расцветки госбезопасности.
Генералам ВС устанавливались васильковые канты и лампасы на все виды униформы. Парадный мундир теперь имел васильковые канты, но с генеральским шитьём. К мундиру полагались брюками с лампасами навыпуск. На козырьках парадных фуражек — специальное шитьё из лавровых листьев, аналогично установленному для генералов СА.
Такой же порядок ношения парадной формы (двубортного мундира на шести пуговицах) вводился и для начсостава — без парадного ремня и с брюками на выпуск. Канты васильковые. Петлицы и обшлага — существующего образца (как во Внутренних войсках). Фуражка той же расцветки, что и генералов внутренней службы. Для начальствующего состава был сохранён белый летний китель с белым чехлом на фуражке. Мундир сержантов и старшин — без окантовки.
Шинельные петлицы — краповые, формы параллелограмма, у генералов окантовка золотая, у офицеров — васильковая.
Высший начсостав получил две летние повседневные формы одежды (вторая — с белым кителем; сапоги высшему начсоставу полагались только при полевой форме). Сотрудники старшего состава — целых три (вторая — с брюками навыпуск, третья — с белым кителем и брюками навыпуск).
Младший начальствующий состав в качестве летней формы получил гимнастёрку и бриджи защитного цвета с краповыми пятиугольными погонами с васильковым кантом и лычками золотистого галуна.
Полевая форма — существующего образца: гимнастёрка с пристежными цветными погонами, бриджи (у среднего и старшего начсостава с кантами, у генералов — с лампасами) в сапоги, снаряжением.
Без изменений остались форма и звания военнослужащих погранвойск, внутренней охраны, органов военной КР и военно-строительных частей.
Таблица: Изменения 1945—1952 гг.
| Высший комначсостав (с 6 июля 1945 г.) | Высший комначсостав (с 6 июля 1945 г.) | Высший комначсостав (с 6 июля 1945 г.) | Высший комначсостав (с 6 июля 1945 г.) | Высший комначсостав (с 6 июля 1945 г.) | Высший комначсостав (с 6 июля 1945 г.) | Высший комначсостав (с 6 июля 1945 г.) | Высший комначсостав (с 6 июля 1945 г.) | Высший комначсостав (с 6 июля 1945 г.) | Высший комначсостав (с 6 июля 1945 г.) | Высший комначсостав (с 6 июля 1945 г.) |                                  |
| Маршал Советского Союза*)              | Генерал армии**)                       | Генерал-полковник                      | Генерал-полковник                      | Генерал-лейтенант                      | Генерал-лейтенант                      | Генерал-лейтенант юстиции              | Генерал-лейтенант юстиции              | Генерал-майор                          | Генерал-майор                          | Генерал-майор медицинской службы       | Генерал-майор медицинской службы |
| -------------------------------------- | -------------------------------------- | -------------------------------------- | -------------------------------------- | -------------------------------------- | -------------------------------------- | -------------------------------------- | -------------------------------------- | -------------------------------------- | -------------------------------------- | -------------------------------------- | -------------------------------- |
|                                        | погоны 1943                            | погоны 1943                            | погон 1943                             | погоны 1943                            | погон 1943                             | погоны 1943                            | погоны 1943                            | погоны 1943                            | погон 1943                             | погоны 1943                            | погоны 1943                      |

```
*) 
С 30 декабря 1945 г. до марта 1953 г. в составе НКВД (МВД) и НКГБ (МГБ) лица в данном звании не числились.

**) 
С 7 мая 1946 г. в составе МВД и МГБ лица в данном звании не числились.
```

| погоны 1946       | погоны 1946                     | погоны 1946                 | погоны 1946     | погоны 1946                            | погоны 1946                   | погоны 1946                 |
| Полковник юстиции | Подполковник медицинской службы | Майор ветеринарной службы*) | Капитан юстиции | Старший лейтенант медицинской службы*) | Лейтенант ветеринарной службы | Младший лейтенант юстиции*) |
| погон 1946        | погон 1946                      | погон 1946                  | погон 1946      | погон 1946                             | погон 1946                    | погон 1946                  |

```
*) 
Погранвойска МВД СССР
```

| погоны 1952                   | погоны 1952                         | погоны 1952                   | погоны 1952                         | погоны ГБ 1946                | погоны Гб 1946                    | погоны 1946                   | погоны ГБ 1946                    |
| Средний начальствующий состав | Средний начальствующий состав       | Средний начальствующий состав | Средний начальствующий состав       | Младший начальствующий состав | Младший начальствующий состав     | Младший начальствующий состав | Младший начальствующий состав     |
| Капитан Внутренней службы     | Старший лейтенант Внутренней службы | Лейтенант Внутренней службы   | Младший лейтенант Внутренней службы | Старшина Внутренней службы    | Старший сержант Внутренней службы | Сержант Внутренней службы     | Младший сержант Внутренней службы |
| погоны ГБ 1946                | погоны ГБ 1946                      | погоны ГБ 1946                | погоны ГБ 1946                      | погон 1952                    | погон 1952                        | погон 1952                    | погон 1952                        |

### Форма одежды специальных служб и подразделений
Помимо Войск и органов НКВД-НГКБ СССР в состав НКВД (позже — МВД и МГБ) входили и иные специальные службы.
К категории сотрудников спецслужбы НКВД относились лица, имевшие спецзвание рядового и младшего начсостава и проходившие службу в надзорсоставе и обслуживании тюрем, лагерей и иных мест заключения, в вахтёрской охране, в фельдъегерской связи, а также — в спецвойсках военно-пожарной охраны (ВПО). Сотрудники спецслужбы могли подчиняться разным ведомствам, находившимся в структуре НКВД: ГУЛАГу, Главному тюремному управлению (ГТУ), Главному управлению пожарной охраны, Отделу Фельдъегерской связи (ФС), Комендантскому отделу.
Сотрудникам спецслужб и спецвойск с 18.02.1943 г. полагалось обмундирование внутренних войск НКВД, при этом, парадная и полевая им не устанавливалась. Всех сотрудников спецслужбы и спецвойск объединял васильковый цвет погонов и петлиц, краповая их окантовка, а также — расположение серебристых сержантских нашивок в нижней части погона (как в милиции).
Погоны различались как по ширине, так и по форме.
Так, для сотрудников ГУЛАГ, ГТУ, ФС и КО предусматривались погоны шириной 5 см с полукруглым верхом и пуговицы с серпом и молотом, а для военнослужащих спецвойск ВПО ГУПО НКВД — 5-угольные погоны шириной 6 см и красноармейские пуговицы.
На погонах различных служб размещались соответствующие шифровки, выполненные жёлтой масляной краской. Погоны могли носиться и без шифровок.
К концу 1940-х гг. практически все спецподразделения, спецслужбы и спецвойска НКВД (МВД) СССР были переподчинены МГБ СССР, за исключением внутренних войск МВД СССР, вернувшихся в начале 1950-х гг. в своё традиционное ведомственное подчинение.
|        | Старшина специальной службы | Старшина специальной службы | Старший сержант специальной службы | Старший сержант специальной службы | Сержант специальной службы | Сержант специальной службы | Младший сержант специальной службы | Младший сержант специальной службы | Ефрейтор специальной службы | Ефрейтор специальной службы | Рядовой специальной службы | Рядовой специальной службы |
| ------ | --------------------------- | --------------------------- | ---------------------------------- | ---------------------------------- | -------------------------- | -------------------------- | ---------------------------------- | ---------------------------------- | --------------------------- | --------------------------- | -------------------------- | -------------------------- |
| Погоны | погон 1943                  | погон 1943                  | погон 1943                         | погон 1943                         | погон 1943                 | погон 1943                 | погон 1943                         | погон 1943                         | погон 1943                  | погон 1943                  | погон 1943                 | погон 1943                 |

### Киновоплощения
- Застава в горах (1953)
- Дети партизана (1954)
- За порогом победы (Государственная граница. Фильм шестой) (1987)
- В августе 44-го (2002)
- В круге первом (Сериал) (2005—2006)

## 1950-е гг.

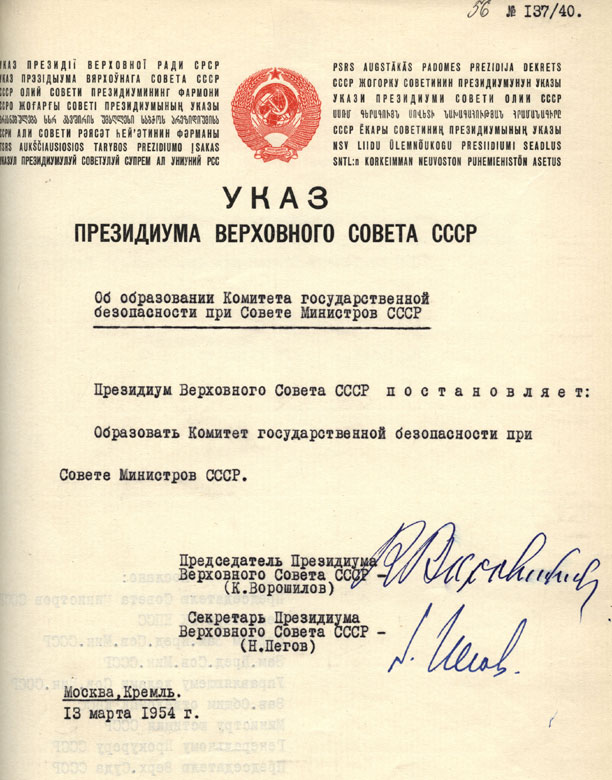
Указ Президиума Верховного Совета СССР об образовании Комитета государственной безопасности при Совете Министров СССР

5 марта 1953 г. сразу после смерти И. В. Сталина было принято решение о воссоздании путём объединения существующих структур МВД и МГБ Министерства внутренних дел СССР во главе с Маршалом Советского Союза Л. П. Берией. 14 марта 1953 г. в состав МВД вошли пограничный войска, внутренние войска, внутренняя охрана и военизированная охрана бывшего МГБ. Отдельный дорожно-строительный корпус МВД был передан в Министерство путей сообщения СССР — с этого начался вывод из состава МВД СССР хозяйственных, строительных и иных управлений, не имеющих прямого отношения к основной деятельности министерства.
Однако разгром «группы Берия» летом 1953 года поставил вопрос о целесообразности существования подобного рода структуры. 13 марта 1954 г. из состава МВД вновь выделена новая крупная структура, но уже без формального статуса министерства — «КГБ при СМ Союза ССР» (С 1978 г. — КГБ СССР) во главе с генерал-полковником (с 08.08.1955 — генерал армии) И. А. Серовым. Первоначально все войсковые структуры остались в составе МВД.
В середине 1950-х гг. начинаются преобразования в военной форме одежды, которые затронули как Советскую Армию, так и другие т. н. «силовые» структуры. Их реализация прошла в несколько этапов: в 1954 году вслед за генеральской формой Советской Армии изменилась форма высшего начальствующего состава КГБ и МВД, в 1956 году — офицеров КГБ и МВД, в 1957 году — младшего начсостава и рядового состава МВД. Тогда же были введены специальные Правила ношения военной формы, включающие в себя и правила ношения государственных и ведомственных наград. Все разновидности униформы строго регламентировались для всех категорий военнослужащих и сотрудников: № 1 — парадная для строя, № 2 — парадно-выходная вне строя, № 3 — повседневно-полевая для строя, № 4 — повседневная вне строя (последняя, в свою очередь, делилась на — летнюю I, летнюю II, а для генералов и маршалов — существовала и летняя III).
В 1957 году Пограничные войска перешли в подчинение КГБ — было создано Главное управление пограничных войск (ГУПВ) КГБ СССР.

### Органы и воинские части КГБ СССР
Новая униформа нового ведомства была введена Указом Президиума Верховного Совета СССР от 08.09.1955 «О званиях, форме и знаках различия генералов, офицерского, сержантского и рядового состава КГБ при СМ СССР». До этого генералы, так и не переаттестованные с воинских званий на специальные, продолжали носить форму Советской Армии, а офицеры, сержанты и рядовые — форму МВД (по состоянию на 1954 г.).

#### Форма одежды генералов

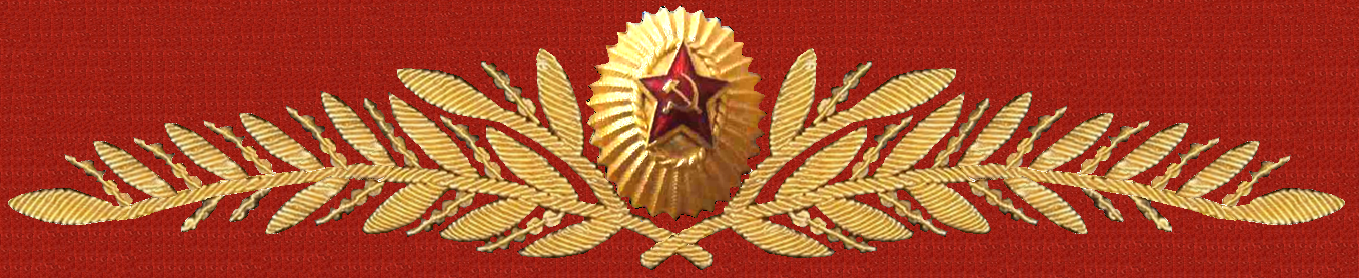
Шитьё на околышах парадных фуражек общевойсковых генералов (1954—1991 гг.)

Генералы, числящиеся в штате КГБ, получили вместе со всеми общевойсковыми генералами Советской армии парадный открытый мундир цвета «морской волны» с шитьём в виде золотых лавровых листьев на обрамлённых двойным золотым сутажем воротнике и обшлагах с красными кантами, повторяющим, в общих чертах, шитьё на парадных мундирах 1943-1945 гг. К мундиру полагались брюки цвета мундира, с красными двойными лампасами, носившиеся как в сапоги (№ 1), так и навыпуск (№ 2). Фуражка несколько изменила свою внешний вид (увеличена тулья), козырёк стал полукруглым, сохранив двойной ободок, на парадной фуражке козырёк украшался золотым шитьём. Шитьё на красных околышах парадных фуражек осталось по рисунку прежним с незначительными изменениями. На околыш крепилась генеральская кокарда Советской Армии нового образца — как и на зимнюю папаху.
В марте 1955 года филигранный ремешок на фуражках генералов был заменён ремешком на тех же двух малых форменных пуговицах, с плотной золотой вышивкой лавровых листьев.
Двубортная шинель на шести пуговицах, как и папаха, генералов осталась без изменений (канты по воротнику, обшлагам, борту, клапанам карманов и хлястику, пуговицы, материал остались прежними, красными), однако на воротнике появились красные общевойсковые петлицы с золотой окантовкой и вышитыми золотыми лавровыми листьями.
Специально для генералитета устанавливались следующие новое элементы обмундирования:
- Открытый китель защитного цвета с золотыми погонами с красными кантами по воротнику и обшлагам и вышитыми на воротнике упрощёнными и уменьшенными по сравнению с парадным кителем серебряными/золотыми лавровыми листьями. Китель носился с рубашкой без карманов и галстуком защитного цвета, фуражкой защитного цвета с кантами и околышем, кокардой и филигранным ремешком и синими брюками с красными лампасами навыпуск.
- Открытый китель светлого серого цвета с золотыми погонами, с красными кантами по воротнику и обшлагам и шитьём аналогично защитному кителю, с серой рубашкой и галстуком и синими брюками с красными лампасами навыпуск. Фуражка — с серой тульёй и красными кантами и околышем, с кокардой и филигранным ремешком.
- Открытый китель белого цвета с золотыми погонами, с красными кантами по воротнику и обшлагам и шитьём аналогично защитному кителю, с белой рубашкой, чёрным галстуком и синими брюками с красными лампасами, навыпуск. Фуражка — с белой тульёй (белым чехлом) и красным околышем, с кокардой и филигранным ремешком.
- Летнее пальто серого цвета с красными петлицами с шитьём и золотыми/серебряными погонами.

Несколько позже офицерам (1957 г.) и генералам (1956 г.) будет разрешено в жаркое время находиться в рубашке без кителя (к рубашке в этом случае пристёгивались погоны цвета ткани рубашки).

#### Форма одежды офицеров КГБ
Для офицеров КГБ СССР вводился парадный открытый двубортный китель серо-стального цвета с васильковой окантовкой по воротнику и обшлагам, аналогичный по покрою кителю офицеров МВД и Советской Армии. На углу воротника крепилась эмблема стрелковых войск, принятая в качестве общевойсковой, обрамлённая прямоугольным лавровым венком из позолоченной латуни или золочёного шитья. Аналогичный угол из лавровых ветвей крепился на обшлагах.
Мундир носился с белой рубашкой без карманов и серым галстуком, при парадной форме (№ 1) — с наградами, синими брюками с васильковым кантом, в сапоги и золочёным тканым офицерским поясом со штампованной пряжкой со звездой; к поясу полагался кортик, который пристёгивался к ремню под мундиром, а при зимней форме — к парадному поясу. Пояс напоминал генеральский, но был проще по конструкции, изготовлению и рисунку.
Конструкция парадной офицерской фуражки была аналогична генеральской, но с суконным васильковым прибором: серая тулья с васильковыми кантами и околышем, филигранным ремешком, кокардой с дополнением в виде венка из лавровых листьев и штампованными латунными лавровыми листьями на козырьке, имитирующими шитьё. Повседневные фуражки имели лакированный ремешок, защитного цвета тулью околыш и канты василькового цвета и обычные офицерские кокарды без эмблем.
Зимняя парадная и парадно-выходная форма включала в себя шинель (парадная № 1 — застёгнутую на все пуговицы, с поясом и брюками в сапоги), по покрою схожую с генеральской, на воротнике которой располагались неокантованные васильковые петлицы с общевойсковыми эмблемами в верхней части петлицы. Офицерам в звании полковника полагалась папаха с серым колпаком, обшитым жёлтой тесьмой; всем остальным — традиционная шапка-ушанка серого меха (возможно использование материала улучшенного качества.
Изменения формы повседневной и полевой (№ 3-4) были довольно скромными. При полевой форме (№ 3) полагалась гимнастёрка с полевым облегчённым снаряжением, повседневная фуражка с васильковыми кантами и околышем (в жарких районах — со шляпой-панамой), а для повседневной формы (№ 4) — закрытый китель образца 1943 года с васильковыми кантами и синими брюками навыпуск.
Помимо этого офицерам полагался на летнее время для жаркого климата и жаркой погоды белый китель с белым чехлом на фуражку. В 1957 году офицерам разрешили носить в жаркое время защитную рубашку с защитным же галстуком и полевыми погонами, белый китель же был отменён — однако это случилось буквально перед очередной реформой обмундирования, упразднившей закрытые кителя для офицеров полностью и окончательно.
Почти не изменилась офицерская повседневно-полевая шинель — изменились лишь петлицы, лишившиеся окантовки и шинельных пуговиц, последние были заменены общевойсковыми эмблемами. Зимняя полевая форма № 3 отличалась от формы № 4 облегчённым полевым снаряжением М55 и брюками в сапоги.

#### Сержанты, старшины, рядовые воинских частей КГБ СССР
В 1957 году были утверждены Правила ношения военной формы одежды старшинами, сержантами и рядовыми войск КГБ СССР. Новая форма была вполне практична и проста в уходе: двубортный парадный мундир общеармейского образца лишился кантов (но сохранил васильковые петлицы на воротнике), а также задних карманов с вырезами и пуговицами. Мундир носился с традиционными синими брюками и ремнём.
Повседневная форма представляла собой гимнастёрку с накладными карманами, бриджи (в приказе — шароварами) (в сапоги) и фуражку с васильковыми кантами и околышем.
Форма одежды курсантов учебных заведений КГБ СССР от униформы сержантов и рядовых частей и подразделений КГБ СССР не отличалась.
В этом же году в состав КГБ СССР вошли пограничные войска и службы. Последние Правила были распространены и на них.
Таблица: Знаки различия комначоперсостава КГБ и личного состава войск КГБ 1955—1957 гг.
| Высший комначсостав (к открытому кителю, пальто; закрытому кителю и гимнастёрке) | Высший комначсостав (к открытому кителю, пальто; закрытому кителю и гимнастёрке) | Высший комначсостав (к открытому кителю, пальто; закрытому кителю и гимнастёрке) | Высший комначсостав (к открытому кителю, пальто; закрытому кителю и гимнастёрке) | Высший комначсостав (к открытому кителю, пальто; закрытому кителю и гимнастёрке) | Высший комначсостав (к открытому кителю, пальто; закрытому кителю и гимнастёрке) | Высший комначсостав (к открытому кителю, пальто; закрытому кителю и гимнастёрке) | Высший комначсостав (к открытому кителю, пальто; закрытому кителю и гимнастёрке) | Высший комначсостав (к открытому кителю, пальто; закрытому кителю и гимнастёрке) | Высший комначсостав (к открытому кителю, пальто; закрытому кителю и гимнастёрке) | Высший комначсостав (к открытому кителю, пальто; закрытому кителю и гимнастёрке) |                       |                       |
|                                                                                  | Генерал армии                                                                    | Генерал армии                                                                    | Генерал-полковник                                                                | Генерал-полковник                                                                | Генерал-лейтенант                                                                | Генерал-лейтенант                                                                | Генерал-лейтенант медицинской службы                                             | Генерал-лейтенант медицинской службы                                             | Генерал-майор                                                                    | Генерал-майор                                                                    | Генерал-майор юстиции | Генерал-майор юстиции |
| -------------------------------------------------------------------------------- | -------------------------------------------------------------------------------- | -------------------------------------------------------------------------------- | -------------------------------------------------------------------------------- | -------------------------------------------------------------------------------- | -------------------------------------------------------------------------------- | -------------------------------------------------------------------------------- | -------------------------------------------------------------------------------- | -------------------------------------------------------------------------------- | -------------------------------------------------------------------------------- | -------------------------------------------------------------------------------- | --------------------- | --------------------- |
| погоны                                                                           | погоны 1955                                                                      | погоны 1955                                                                      | погон 1955                                                                       | погоны 1955                                                                      | погон 1955                                                                       | погоны 1955                                                                      | погоны 1955                                                                      | погоны 1955                                                                      | погон 1943                                                                       | погоны 1943                                                                      | погоны 1943           | погоны 1943           |
| погоны                                                                           | … парадный                                                                       | …повседневый                                                                     |                                                                                  |                                                                                  |                                                                                  |                                                                                  |                                                                                  |                                                                                  |                                                                                  |                                                                                  |                       |                       |

| Комначсостав (к открытому кителю и пальто; закрытому кителю, шинели и гимнастёрке)*) | Комначсостав (к открытому кителю и пальто; закрытому кителю, шинели и гимнастёрке)*) | Комначсостав (к открытому кителю и пальто; закрытому кителю, шинели и гимнастёрке)*) | Комначсостав (к открытому кителю и пальто; закрытому кителю, шинели и гимнастёрке)*) | Комначсостав (к открытому кителю и пальто; закрытому кителю, шинели и гимнастёрке)*) | Комначсостав (к открытому кителю и пальто; закрытому кителю, шинели и гимнастёрке)*) | Комначсостав (к открытому кителю и пальто; закрытому кителю, шинели и гимнастёрке)*) | Комначсостав (к открытому кителю и пальто; закрытому кителю, шинели и гимнастёрке)*) | Комначсостав (к открытому кителю и пальто; закрытому кителю, шинели и гимнастёрке)*) | Комначсостав (к открытому кителю и пальто; закрытому кителю, шинели и гимнастёрке)*) | Комначсостав (к открытому кителю и пальто; закрытому кителю, шинели и гимнастёрке)*) |             |             |                   |                   |
|                                                                                      | Полковник                                                                            | Полковник                                                                            | Подполковник                                                                         | Подполковник                                                                         | Майор                                                                                | Майор                                                                                | Капитан                                                                              | Капитан                                                                              | Старший лейтенант (АХС)                                                              | Старший лейтенант (АХС)                                                              | Лейтенант   | Лейтенант   | Младший лейтенант | Младший лейтенант |
| ------------------------------------------------------------------------------------ | ------------------------------------------------------------------------------------ | ------------------------------------------------------------------------------------ | ------------------------------------------------------------------------------------ | ------------------------------------------------------------------------------------ | ------------------------------------------------------------------------------------ | ------------------------------------------------------------------------------------ | ------------------------------------------------------------------------------------ | ------------------------------------------------------------------------------------ | ------------------------------------------------------------------------------------ | ------------------------------------------------------------------------------------ | ----------- | ----------- | ----------------- | ----------------- |
| погоны                                                                               | погоны 1956                                                                          | погоны 1956                                                                          | погоны 1956                                                                          | погоны 1956                                                                          | погоны 1956                                                                          | погоны 1956                                                                          | погоны 1956                                                                          | погоны 1956                                                                          | погоны 1956                                                                          | погоны 1956                                                                          | погоны 1956 | погоны 1956 | погоны 1956       | погоны 1956       |
| погоны                                                                               | … парадный                                                                           | …повседевый                                                                          |                                                                                      |                                                                                      |                                                                                      |                                                                                      |                                                                                      |                                                                                      |                                                                                      |                                                                                      |             |             |                   |                   |

| погон 1957 | погон 1957 | погон 1957 | погон 1957 | погон 1957 | погон 1957 |

```
*) 
Погоны на шинели - пристяжные, без эмблем рода войск
.
```

### Войска МВД СССР

#### Войсковые расцветки

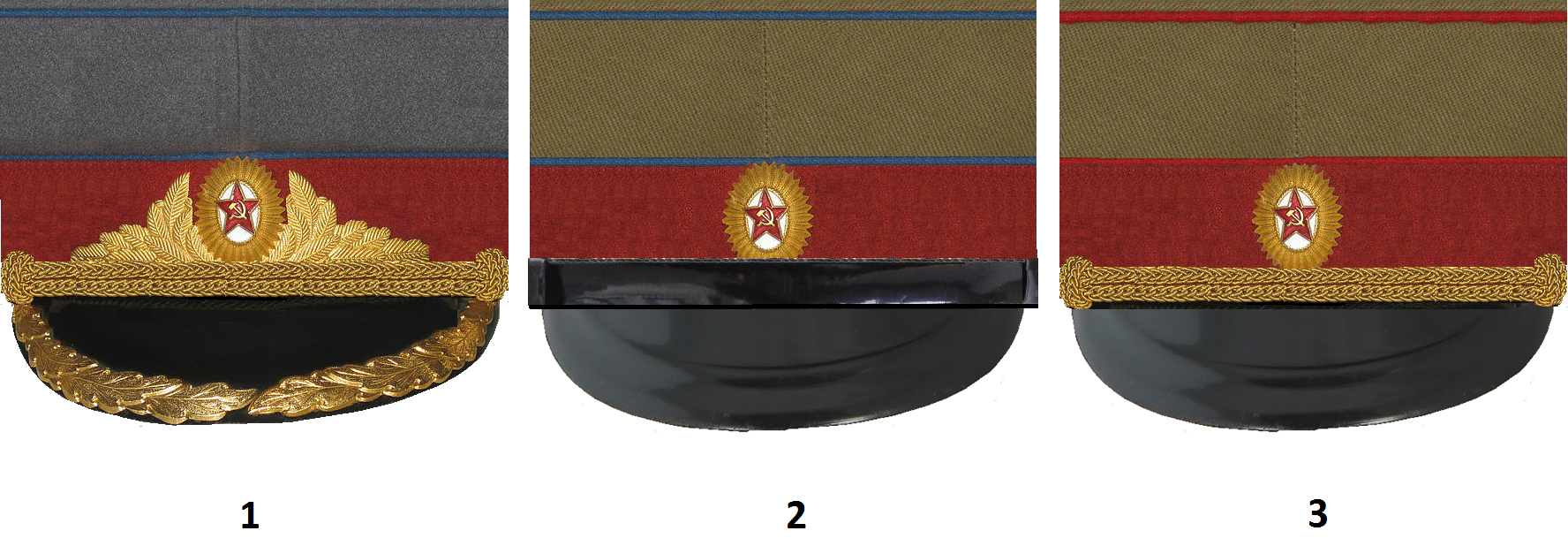
Расцветки фуражек офицеров МВД: 1 — парадная (1955—1958 гг.), 2 — повседневная (1955—1969 гг.), 3 — повседневная (1975—1991 гг.)

Войска МВД сохранили золотой (для основного состава) и серебряный (для инженерного-технического, административно-хозяйственного, медицинского и ветеринарного, юридического составов) приборный металл а также базовую расцветку элементов обмундирования: во внутренних войсках краповый околыш, все канты, а также просветы на офицерских погонах васильковые (расп. МВД СССР 1955 года № 143; Пр. МВД СССР № 25 от 11.07.1956); в пограничных войсках — тёмно-синий околыш, все канты на мундире, кителе, гимнастёрке и брюках и тулья фуражки — светло-зелёные, канты на фуражке — малиновые.
При сохранении серебряного прибора офицеры получили общий золотой цвет фурнитуры мундира и эмблемы кокарды, общим золотым цветом отличались и латунные эмблемы родов войск и служб, за исключением ветеринаров и административно-хозяйственного состава.
Форма личного состава войск МВД СССР и начсостава МВД СССР (кому полагалось ношение военной формы) была унифицирована.

#### Генералы внутренней службы

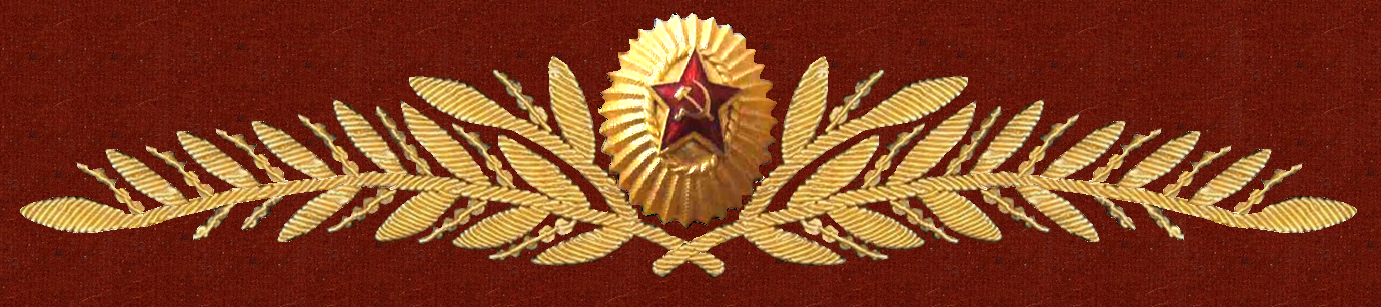
Шитьё на околышах парадных фуражек генералов внутренней службы (1954—1991 гг.)

Генералам внутренней службы МВД был присвоен парадный открытый мундир цвета «морской волны» с шитьём в виде золотых лавровых листьев на обрамлённых двойным золотым сутажем воротнике и обшлагах с васильковыми кантами, повторяющим, в общих чертах, шитьё на парадных мундирах 1943-1945 гг. К мундиру полагались брюки цвета мундира, с васильковыми лампасами, носившиеся как в сапоги (№ 1), так и навыпуск (№ 2). Фуражка несколько изменила свою внешний вид (увеличена тулья, ставшая цветом в тон мундиру), козырёк стал полукруглым, сохранив двойной ободок, на парадной фуражке козырёк украшался золотым шитьём. Шитьё на краповых околышах парадных фуражек осталось по рисунку прежним с незначительными изменениями. Канты фуражки — васильковые. На околыш крепилась генеральская кокарда Советской Армии нового образца- как и на зимнюю папаху.
В марте 1955 года филигранный ремешок на фуражках генералов был заменён ремешком на тех же двух малых форменных пуговицах, с золотой/серебряной вышивкой лавровых листьев.
Шинель, как и папаха, генералов и маршалов не претерпела серьёзных изменений (общий покрой, васильковые канты, пуговицы, материал остались прежними), однако на воротнике появились краповые петлицы, с золотой/серебряной окантовкой и вышитыми серебряными/золотыми лавровыми листьями.
К повседневной генеральской форме полагались:
- Открытый китель защитного цвета с золотыми/серебряными погонами с васильковыми кантами по воротнику и обшлагам и вышитыми на воротнике упрощёнными и уменьшенными по сравнению с парадным кителем серебряными/золотыми лавровыми листьями. Китель носился с рубашкой без карманов и галстуком защитного цвета, фуражкой защитного цвета с васильковыми кантами и краповым околышем, кокардой и филигранным ремешком и синими брюками с васильковыми лампасами навыпуск.
- Открытый китель светлого серого цвета (в приказе — просто упоминается как серый, но на фотографиях присутствует тёплый чуть защитный оттенок) с золотыми погонами, с васильковыми кантами по воротнику и обшлагам и шитьём аналогично защитному кителю, с серой рубашкой и галстуком и синими брюками с васильковыми лампасами навыпуск. Фуражка — с серой тульёй, васильковыми кантами и краповым околышем, с кокардой и филигранным ремешком.
- Открытый китель белого цвета с золотыми погонами, с васильковыми кантами по воротнику и обшлагам и шитьём аналогично защитному кителю, с белой рубашкой, чёрным галстуком и синими брюками с васильковыми лампасами, навыпуск. Фуражка — с белой тульёй (белым чехлом) и краповым околышем, с кокардой и филигранным ремешком. Несколько позже офицерам (1957 г.) и генералам (1956 г.) будет разрешено в жаркое время находиться в рубашке без кителя (к рубашке в этом случае пристёгивались погоны цвета ткани рубашки).
- Летнее пальто серого цвета с краповыми петлицами с шитьём и золотыми/серебряными погонами.

#### Офицеры внутренней службы и войск МВД СССР
Офицеры войск МВД и внутренней службы МВД СССР вслед за офицерами Советской Армии к парадной форме получили открытый двубортный китель серо-стального цвета с васильковой (у пограничников — светло-зелёной) окантовкой по воротнику и обшлагам. На углу воротника крепилась эмблема рода войск, обрамлённая прямоугольным лавровым венком из позолоченной латуни или золочёного шитья. Аналогичный угол из лавровых ветвей крепился на обшлагах. Не в последнюю очередь именно этими конструктивными особенностями новой формы и было обусловлено введение ряда новой эмблемы стрелковых войск или радикальная замена на новые уже существующих (отмена традиционных «топориков» инженерных войск, замена на эмблемах АБТВ танка БТ танком Т-34 [54]), но не удовлетворяющих новым требованиям: эмблемы должны были смотреться на новом мундире эстетично и ярко. Ещё одним нововведением было исключение из родов войск кавалерии и исчезновение из употребления её синих околышей и кантов, а также знаменитой эмблемы «подковы». Мундир офицеров авиачастей МВД был того же покроя, но синего цвета с васильковыми (светло-зелёными) кантами по воротнику и обшлагам; воротник мундира офицеров бронетанковых частей покрывался чёрным бархатом, с васильковыми (светло-зелёными) кантами по воротнику и обшлагам.
Мундир носился с белой рубашкой без карманов и серым (в авиачастях -тёмно-синим, в бронетанковых частях — чёрным) галстуком, при парадной форме (№ 1) — с наградами, синими брюками с кантом в сапоги и золочёным тканым офицерским поясом со штампованной пряжкой со звездой; к поясу полагался кортик, который пристёгивался к ремню под мундиром, а при зимней форме — к парадному поясу. Пояс напоминал генеральский, но был проще по конструкции, изготовлению и рисунку.
Конструкция парадной офицерской фуражки была аналогична генеральской: серая (синяя — в авиачастях войск МВД, светло-зелёная в Погранвойсках) тулья с васильковыми или малиновыми кантами, краповым или тёмно-синим околышем, филигранным ремешком, кокардой с дополнением в виде венка из лавровых листьев и штампованными латунными лавровыми листьями на козырьке, имитирующими шитьё. Повседневные фуражки имели лакированный ремешок, защитного (в войсках МВД) или светло-зелёного (в Погранвойсках) цвета тулью и обычные офицерские кокарды без эмблем.
На синей тулье парадных и защитной (светло-зелёной в Погранвойсках) тулье повседневных фуражек офицеров авиачастей крепилась традиционная лётная эмблема, на краповом или тёмно-синем околыше — парадная или повседневная кокарда ВВС с эмблемой.
Зимняя парадная и парадно-выходная форма включала в себя шинель (парадная № 1 — застёгнутую на все пуговицы, с поясом и брюками в сапоги), по покрою схожую с генеральской, на воротнике которой располагались неокантованные краповые или светло-зелёные петлицы с соответствующими эмблемами в верхней части петлицы.
Примечание: Парадно-выходная форма лётчиков пограничных войск и внутренней охраны МВД СССР была ведена 23.03.1955 приказом МВД СССР № 0154 в соответствии с Распоряжением СМ СССР № 1935 от 15.03.1955, которым на офицерский и начальствующий состав МВД СССР было распространено известное Постановление СМ СССР № 262-157с от 17.02.1955 «О внесении изменений в парадно-выходную форму обмундирования офицеров Советской Армии».
Изменения формы повседневной и полевой (№ 3-4) были довольно скромными. Так открытые повседневные кителя получили только офицеры авиачастей и бронетанковых частей: открытый двубортный китель с васильковыми или светло-зелёными кантами по воротнику и обшлагам, с краповыми или светло-зелёными петлицами без окантовки с эмблемами по роду войск на воротнике, Китель носился с защитного цвета рубашкой и галстуком, брюками в сапоги (№ 3 — при обязательном облегчённом полевом снаряжении М55 с золочёной фурнитурой и двузубой рамочной пряжкой) или навыпуск (№ 4).
Для всех остальных офицеров при полевой форме (№ 3) полагалась гимнастёрка с полевым облегчённым снаряжением, повседневная цветная фуражка (в жарких районах — со шляпой-панамой), а по форме № 4 — закрытый китель образца 1943 года.
Помимо этого офицерам полагался на летнее время для жаркого климата и жаркой погоды белый китель с белым чехлом на фуражку. Впрочем, в 1957 году офицерам разрешили носить в жаркое время защитную рубашку с защитным же галстуком и полевыми погонами, белый китель же был отменён — однако это случилось буквально перед очередной реформой обмундирования, упразднившей закрытые кителя для офицеров полностью и окончательно.
Почти не изменилась офицерская повседневно-полевая шинель — изменились лишь петлицы, лишившиеся окантовки и шинельных пуговиц, последние были заменены эмблемами родов войск и служб. Зимняя полевая форма № 3 отличалась от формы № 4 облегчённым полевым снаряжением М55 и брюками в сапоги.
В 1957 г. Пограничные войска были переданы в состав КГБ при СМ СССР, где было созданное специальное Главное Управление ПВ. С этого момента форму одежды Пограничных войск регламентировали Приказы и распоряжения Председателя КГБ, часто во исполнение распоряжений СМ СССР и Указов ПВС СССР.

#### Сержанты, старшины, солдаты войск МВД СССР
В том же 1957 году были утверждены Правила ношения военной формы одежды старшинами, сержантами и рядовыми войск МВД СССР. Новая форма была вполне практична и проста в уходе: двубортный парадный мундир общеармейского образца лишился кантов (фуражка окантовку сохранила, как и цветной околыш со звездой, сохранились и цветные петлицы на воротнике), а также задних карманов с вырезами и пуговицами.
Мундир носился с традиционными синими брюками и ремнём. Повседневная форма представляла собой гимнастёрку с накладными карманами, бриджами (в приказе — шароварами)(в сапоги), цветную фуражку или пилотку со звездой. Эта же гимнастёрка являлась парадным обмундированием для тех категорий военнослужащих, которым не был установлен мундир.
Для жарких районов вводилась специальная гимнастёрка с отложным воротником, которую можно было носить с открытым воротом, и шляпа-панама, аналогичная довоенной, образца 1936 года, но без цветной аппликации под звездой и кокардой.
Вводилось новое полевое снаряжение на плечевых ремнях, с заплечным рюкзаком, а также зимняя и летняя рабочая форма одежды со специальной курткой-бушлатом (зимой — на вате), аналогичной куртке-бушлату образца 1941-1942 гг.
Таблица: Знаки различия Внутренних и Пограничных войск МВД СССР 1955—1957 гг.
| погон 1955 | погон 1955 | погон 1955 | погоны 1955 | погон 1955 | погон 1955 | погон 1955 | погоны 1955 |

```
Примечание 1:
 Погоны генералов Пограничных войск МВД СССР - общевойсковые. 

Примечание 2:
 Погоны к шинели - пристежные.
```

| Комначсостав (к открытому кителю и пальто; закрытому кителю, гимнастёрке)**) | Комначсостав (к открытому кителю и пальто; закрытому кителю, гимнастёрке)**) | Комначсостав (к открытому кителю и пальто; закрытому кителю, гимнастёрке)**) | Комначсостав (к открытому кителю и пальто; закрытому кителю, гимнастёрке)**) | Комначсостав (к открытому кителю и пальто; закрытому кителю, гимнастёрке)**) | Комначсостав (к открытому кителю и пальто; закрытому кителю, гимнастёрке)**) | Комначсостав (к открытому кителю и пальто; закрытому кителю, гимнастёрке)**) | Комначсостав (к открытому кителю и пальто; закрытому кителю, гимнастёрке)**) | Комначсостав (к открытому кителю и пальто; закрытому кителю, гимнастёрке)**) | Комначсостав (к открытому кителю и пальто; закрытому кителю, гимнастёрке)**) | Комначсостав (к открытому кителю и пальто; закрытому кителю, гимнастёрке)**) | Комначсостав (к открытому кителю и пальто; закрытому кителю, гимнастёрке)**) | Комначсостав (к открытому кителю и пальто; закрытому кителю, гимнастёрке)**) | Комначсостав (к открытому кителю и пальто; закрытому кителю, гимнастёрке)**) |
| Полковник Внутренней службы                                                  | Полковник Внутренней службы                                                  | Инженер- подполковник Внутренней службы                                      | Инженер- подполковник Внутренней службы                                      | Майор*)                                                                      | Майор*)                                                                      | Капитан Внутренней службы                                                    | Капитан Внутренней службы                                                    | Старший лейтенант Внутренней службы (АХС)                                    | Старший лейтенант Внутренней службы (АХС)                                    | Лейтенант*)                                                                  | Лейтенант*)                                                                  | Младший лейтенант Внутренней службы                                          | Младший лейтенант Внутренней службы                                          |
| ---------------------------------------------------------------------------- | ---------------------------------------------------------------------------- | ---------------------------------------------------------------------------- | ---------------------------------------------------------------------------- | ---------------------------------------------------------------------------- | ---------------------------------------------------------------------------- | ---------------------------------------------------------------------------- | ---------------------------------------------------------------------------- | ---------------------------------------------------------------------------- | ---------------------------------------------------------------------------- | ---------------------------------------------------------------------------- | ---------------------------------------------------------------------------- | ---------------------------------------------------------------------------- | ---------------------------------------------------------------------------- |
| погоны 1956                                                                  | погоны 1956                                                                  | погоны 1956                                                                  | погоны 1956                                                                  | погоны 1956                                                                  | погоны 1956                                                                  | погоны 1956                                                                  | погоны 1956                                                                  | погоны 1956                                                                  | погоны 1956                                                                  | погоны 1956                                                                  | погоны 1956                                                                  | погоны 1956                                                                  | погоны 1956                                                                  |
| Полковник юстиции                                                            | Полковник юстиции                                                            | Подполковник медицинской службы                                              | Подполковник медицинской службы                                              | Майор ветеринарной службы*)                                                  | Майор ветеринарной службы*)                                                  | Капитан юстиции                                                              | Капитан юстиции                                                              | Старший лейтенант медицинской службы*)                                       | Старший лейтенант медицинской службы*)                                       | Лейтенант ветеринарной службы                                                | Лейтенант ветеринарной службы                                                | Младший лейтенант юстиции*)                                                  | Младший лейтенант юстиции*)                                                  |
| погон 1956                                                                   | погон 1956                                                                   | погоны 1956                                                                  | погон 1956                                                                   | погон 1956                                                                   | погон 1956                                                                   | погоны 1956                                                                  | погон 1946                                                                   | погон 1956                                                                   | погон 1956                                                                   | погон 1956                                                                   | погон 1956                                                                   | погон 1956                                                                   | погон 1956                                                                   |

```
Примечание:
 Погоны к шинели - пристяжные, без эмблем рода войск.
```

| погон 1957 | погон 1957 | погон 1957 | погон 1957 | погон 1957 | погон 1957 |

```
*) 
Пограничные войска МВД СССР (с 1957 г. - ПВ КГБ СССР)

**) 
Погоны к шинели - пристяжные, без эмблем рода войск
.
```

### Киновоплощения
- В квадрате 45 (1955)
- Дым в лесу (1955)
- Следы на снегу (1955)
- Тень у пирса (1955)
- Голубая стрела (1958)
- Над Тиссой (1958)

## 1960-е гг.

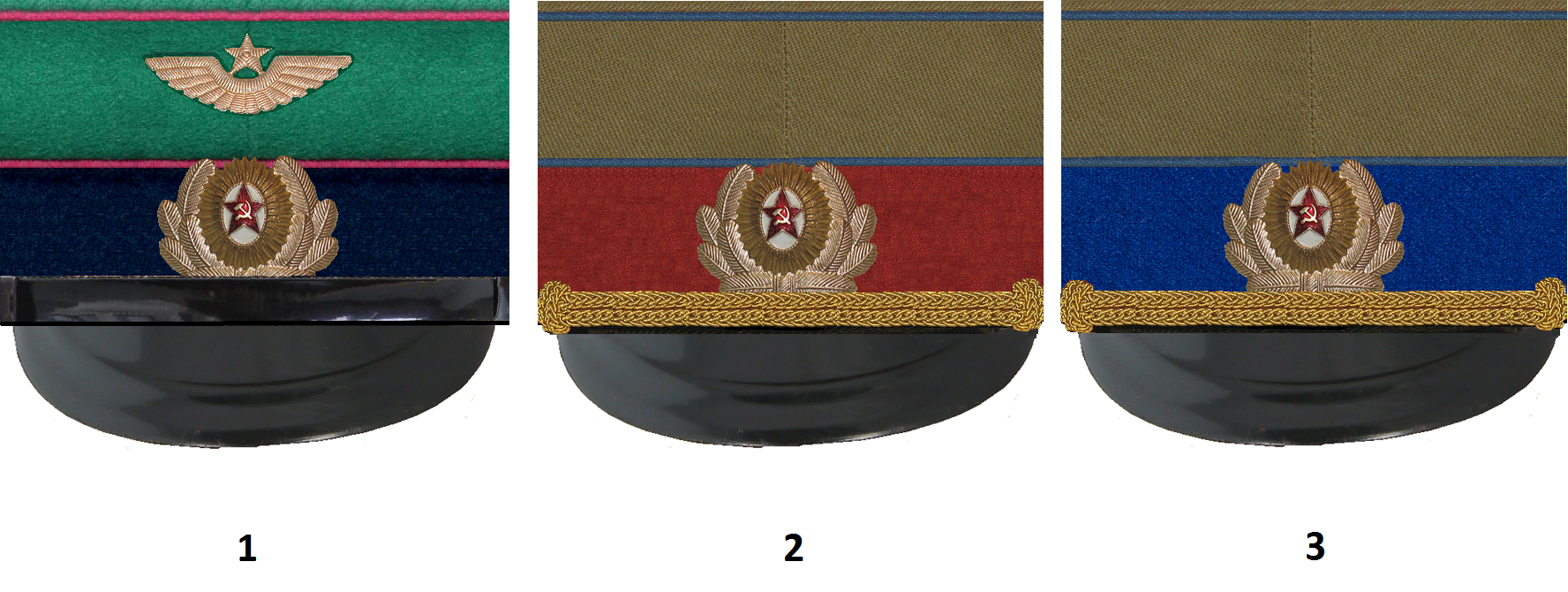
Фуражки офицеров МВД и КГБ СССР: 1 — повседневная авиачастей Пограничных войск (1955—1969 гг.); 2 — парадная Внутренних войск (1958—1969 гг.); 3 — парадная КГБ СССР (1958—1969 гг.)

9 апреля 1959 года, спустя пять лет после образования КГБ, было утверждено секретное «Положение о Комитете государственной безопасности при Совете Министров СССР», в котором был закреплён статус КГБ в качестве ведомства при правительстве страны с правами министерства, и была установлена подчинённость КГБ Президиуму ЦК КПСС и Правительству СССР.
За год до этого органы и части КГБ СССР, а также немилицейские подразделения МВД СССР перешли на новую форму одежды в рамках преобразований военной формы Советской Армии. Лейтмотивом преобразований стали унификация униформы и её максимально возможное упрощение с сохранением современного вида военнослужащего.

### Органы и воинские части КГБ СССР

#### Генералы КГБ СССР
Парадная форма генералов КГБ была оставлена без существенных изменений. На повседневном же защитном генеральском кителе исчезли все элементы золочения, кроме гербовых пуговиц из жёлтой латуни: погоны стали защитного цвета (как и на повседневно-полевой шинели и бекеше), также как и шитьё на воротнике, вышитое светло-зелёным шёлком на тон светлее, чем основной цвет кителя. Однако все элементы золотого цвета сохранились на светло-сером кителе без изменений. Не претерпели изменений также повседневные фуражки и кокарды на них, шинели, снаряжение, синие брюки с лампасами и т. д.
Генералам Пограничных войск ГУПВ КГБ СССР полагалась фуражка с генеральской фурнитурой,
- парадный и повседневные мундиры генеральского покроя,
- брюки цвета морской волны или синие (к серому кителю и повседневной форме), с красными лампасами.
- шинель серого драпа с общегеральскими кантами и петлицами

Все расцветки — общевойсковой расцветки генералов СА.
Точно также все окантовки, петлицы на шинель и колпак папахи для генералов ПВ КГБ продолжали оставаться общегенеральскими.
Прежними остались летнее генеральское пальто с золотыми погонами и плащ-накидка, аналогичная офицерской. Для летней полевой формы всем генералам полагалась гимнастёрка с фуражкой без цветных элементов и кокардой защитного цвета, защитными бриджами в сапоги и облегчённым полевым снаряжением; зимняя включала застёгнутую на все пуговицы повседневно-полевую шинель.
Ещё одним существенным нововведением стало исчезновение кортиков с парадной и парадно-выходной формы всех офицеров и генералов.

#### Офицеры КГБ СССР
Серьёзно изменилась униформа офицеров. Без изменений были оставлены синие брюки с васильковыми кантами (для строя — в сапоги), обувь, повседневные фуражки с васильковыми кантами, васильковыми околышами с кокардами и лакированными ремешками (у пограничников — традиционной расцветки погранвойск), шинели (с повседневной убрали золотые погоны, заменив их защитными), а также зимняя и летняя полевая форма, с которой ещё с 1956 года исчезли золотые/серебряные погоны, пуговицы и фурнитура, с оставлением цветной фуражки (для Погранвойск). Во всём остальном перемены произошли радикальные, но, при этом, давно ожидаемые и желаемые самими офицерами, для которых ношение формы являлось обязательным.
Поскольку с 1957 г. Пограничные войска входили в состав ГУПВ КГБ СССР, все изменения распространялись и на них с учётом специфики традиционной расцветки униформы. Следует помнить, что пограничники сохранили не только традиционную расцветку кантов, петлиц и фуражек, но и различение золотого и серебряного прибора.
Отменялась парадная фуражка с серой тульёй, парадная кокарда образца 1955 г., серый парадный двубортный мундир. Вместо указанных элементов для парадной формы всех офицеров органов КГБ вводилась фуражка с защитной тульёй, васильковыми кантами и околышем, филигранным (трунцаловым) ремешком и кокардой, аналогичной повседневной кокарде ВВС образца 1955 г.; однобортный мундир защитного цвета на 4 пуговицах с золотыми/серебряными погонами, с васильковыми петлицами с золотыми эмблемами и золотой латунной окантовкой. Для летней парадно-выходной формы было предусмотрено летнее офицерское пальто с васильковыми петлицами и с белым кашне, однако в силу своей дороговизны (этот элемент обмундирования приобретался офицерами за свои средства) оно не пользовалось популярностью и поэтому вскоре (как и в Советской армии) его сменил летний плащ, пошитый из той же ткани, что и офицерская плащ-накидка — с учётом ведомственной специфики.
Для офицеров Пограничных войск все изменения были аналогичными с учётом светло-зелёных петлиц и кантов на мундире и брюках, а также традиционной расцветки фуражки, оставленной без изменений. В авиачастях ГУПВ отменялись синие парадные мундиры — военнослужащие авиачастей и танковых частей ГУПВ пр любых видах форменной одежды отличались только эмблемами на петлицах (а лётчики — и на фуражках.
Для повседневной формы офицерам КГБ полагался китель защитного цвета, полностью идентичный по покрою и цветовой гамме парадному мундиру, что делало возможным их полную взаимозаменяемость. Под кителем носилась рубашка защитного цвета с галстуком того же цвета; в жаркую погоду в жарких районах с 1957 г. разрешалось ношение вне строя рубашки без кителя, но с погонами. Отличиями повседневной формы от парадной были: погоны защитного цвета, позже — из защитного шёлкового галуна или вискозной ткани; васильковые или светло-зелёные петлицы с эмблемами без латунно-золотой окантовки; фуражка с простой офицерской кокардой (у авиачастей Погранвойск кокарда — как на парадной и парадно-выходной с лётной эмблемой на тулье) и лакированным ремешком.
Изменения, аналогичные изменениям в форме офицеров-мужчин, произошли и в обмундировании офицеров-женщин. Серый/синий парадный мундир и защитный повседневный китель были заменены мундиром и кителем защитного цвета единого покроя с петлицами (на парадной и парадно-выходной — с золотой окантовкой) и погонами (на парадной и парадно-выходной — золотые/серебряные, на повседневной и полевой — защитные тканые), золотые погоны на повседневно-полевом пальто сменили защитные, на берет и зимнюю шапку крепилась кокарда нового образца.

#### Сержанты, старшины, рядовые
Для военнослужащих сверхсрочной службы было введено парадное и повседневное обмундирование офицерского образца (фуражка, китель, брюки, обувь, а также кокарды и эмблемы), полевая форма с облегчённым офицерским снаряжением М55. Форма сверхсрочников имела соответствующие знаки различия (к кителю — пятиугольные нашивные васильковые (светло-зелёные) погоны цвета по роду войск с золотыми или серебряными лычками (парадная) или защитного сукна с красными лычками [повседневная]) и некоторые несущественные отличия в сочетании различных элементов (например, отсутствие парадного пояса, заменённого обычным ремнём с двузубой рамочной пряжкой).
Без серьёзных изменений осталась повседневная, полевая и рабочая форма военнослужащих срочной службы — как и аналогичная форма в Отдельном полку (с 1965 г. — Краснознамённом) даже при несении службы на Посту № 1. Для парадной и парадно-выходной формы военнослужащим Пограничных войск был ведён однобортный китель — как и в Советской Армии.
Таблица: Знаки различия комначоперсостава КГБ и личного состава войск КГБ 1959 г.
| Высший комначсостав (к повседневному кителю, пальто и шинели, летней рубашке) | Высший комначсостав (к повседневному кителю, пальто и шинели, летней рубашке) | Высший комначсостав (к повседневному кителю, пальто и шинели, летней рубашке) | Высший комначсостав (к повседневному кителю, пальто и шинели, летней рубашке) | Высший комначсостав (к повседневному кителю, пальто и шинели, летней рубашке) | Высший комначсостав (к повседневному кителю, пальто и шинели, летней рубашке) | Высший комначсостав (к повседневному кителю, пальто и шинели, летней рубашке) | Высший комначсостав (к повседневному кителю, пальто и шинели, летней рубашке) | Высший комначсостав (к повседневному кителю, пальто и шинели, летней рубашке) | Высший комначсостав (к повседневному кителю, пальто и шинели, летней рубашке) | Высший комначсостав (к повседневному кителю, пальто и шинели, летней рубашке) |               |
| Генерал армии                                                                 | Генерал армии                                                                 | Генерал армии                                                                 | Генерал-полковник                                                             | Генерал-полковник                                                             | Генерал-полковник                                                             | Генерал-лейтенант                                                             | Генерал-лейтенант                                                             | Генерал-лейтенант                                                             | Генерал-майор                                                                 | Генерал-майор                                                                 | Генерал-майор |
| ----------------------------------------------------------------------------- | ----------------------------------------------------------------------------- | ----------------------------------------------------------------------------- | ----------------------------------------------------------------------------- | ----------------------------------------------------------------------------- | ----------------------------------------------------------------------------- | ----------------------------------------------------------------------------- | ----------------------------------------------------------------------------- | ----------------------------------------------------------------------------- | ----------------------------------------------------------------------------- | ----------------------------------------------------------------------------- | ------------- |
| погоны 1959                                                                   | погоны 1959                                                                   | погоны 1959                                                                   | погоны 1959                                                                   | погоны 1959                                                                   | погоны 1959                                                                   | погоны 1959                                                                   | погоны 1959                                                                   | погоны 1959                                                                   | погоны 1959                                                                   | погоны 1959                                                                   | погоны 1959   |

```
Примечание:
 У генералов юстиции, медицинской и ветеринарной службы на погонах размещаются соответствующие эмблемы. Погоны к парадному и парадно-выходному кителю - без изменений.
```

| погоны 1959 | погоны 1959 | погоны 1959 | погоны 1959 | погоны 1959 | погоны 1959 | погоны 1959 |

```
*) 
Пограничные войска КГБ СССР

Примечание:
 - Погоны к парадному мундиру - без изменений.
```

| погоны 1959 | погоны 1959 | погоны 1959 | погоны 1959 | погоны 1959 | погоны 1959 | погоны 1959 | погоны 1959 | погоны 1959 |

```
Примечание 1:
 Парадные погоны сверхсрочников ПВ КГБ СССР - с зелёным полем.
 

Примечание 2:
 Погоны срочнослужащих - без изменений.
```

### Внутренние войска МВД СССР (МВД и МООП союзных республик, МООП СССР)
18 мая 1959 г. Министр внутренних дел СССР Н. П. Дудоров подписал приказ МВД СССР № 390 «О распространении на военнослужащих войск и конвойной охраны, а также начальствующего и рядового состава органов МВД, коему присвоена военная форма одежды, Правил ношения военной формы одежды военнослужащими Советской Армии и Военно-Морского флота (на мирное время), утверждённые приказом МО СССР № 70 от 29.03.1958 года.» Этим приказом в во Внутренних войсках МВД СССР вводилась военная форма одежды фактически полностью идентичная с формой Советской Армии образца 1958 г., с соответствующими Правилами ношения. Основные отличия были оговорены дополнительно.

1. [Основные отличия]В форме одежды (раздел II Правил):
     а) солдаты, сержанты войск и охраны, младший начальствующий и рядовой состав МВД при парадно-выходной, а также при зимней повседневно-полевой форме одежды носят шаровары полушерстяные полугрубые (кому положено по нормам) тёмно-синего цвета вместо шаровар защитного цвета, б) солдаты и сержанты войск и охраны МВД при летней повседневно-полевой форме одежды носят пилотки (панамы) или фуражки. Младший начальствующий и рядовой состав органов МВД и военизированной пожарной охраны при летней повседневно-полевой форме одежды носят только фуражки, в) младший начальствующий и рядовой состав военизированной пожарной охраны носит только повседневную форму одежды (гимнастёрку и шаровары хлопчатобумажные) защитного цвета, а при зимней форме одежды вместо шинели носят куртку ватную двубортную, г) курсанты школ по подготовке начальствующего состава и пожарно-технических училищ МВД при летней повседневно-полевой форме одежды вместо пилотки носят фуражки,
     [...]
    2. В общих правилах ношения военной формы одежды (раздел III):
    а) генералы внутренней службы носят форму одежды аналогичную форме одежды генералов Советской Армии, но с установленным для них цветом околыша фуражки, окантовки, лампасов, петлиц, б) военнослужащие войск и охраны, начальствующий и рядовой состав МВД носят форму одежды, утверждённую для МВД СССР, но с эмблемами соответствующих родов войск (служб), установленными для военнослужащих Советской Армии, в) слушатели Высшей школы МВД СССР и курсов усовершенствования офицерского (начальствующего) состава МВД носят форму одежды, которую они носили до поступления в Высшую школу, в соответствии с присвоенными им званиями.
    3. В знаках различия:
     [...]
     б) военнослужащие войск и охраны, начальствующий и рядовой состав органов МВД носят эмблемы соответствующих родов войск (служб) Советской Армии, при этом: в частях МПВО – эмблемы строительных и инженерных войск, в фельдсвязи – эмблемы войск связи.
     [...]
    5. Для военнослужащих войск и охраны, начальствующего и рядового состава МВД установлены следующие расцветки погонов, петлиц, околышей фуражек, лампасов, кантов на предметах обмундирования:
     а) цвет поля парадно-выходных погонов: генералов внутренней службы – золотистый; офицеров, среднего и старшего начальствующего состава – золотистый и серебристый; сержантов, солдат, курсантов, младшего начальствующего и рядового состава – краповый; воспитанников СВУ – васильковый, б) цвет кантов на парадно-выходных погонах генералов внутренней службы, офицеров, начальствующий состав и курсантов – васильковый... в) цвет поля петлиц – краповый... г) на погонах защитного цвета сержантов и начальствующего состава цвет нашивки – краповый, д) цвет нашивки на погонах крапового цвета: сержантов, курсантов военных училищ и младшего начсостава – золотистый, сержантов технической, ветеринарной, медицинской и административной службы, а также курсантов интендантских, технических военных училищ, пожарно-технических училищ и школ пожарных МВД – серебристый, е) цвет околыша фуражки – краповый... ж) цвет кантов на предметах обмундирования и лампасов – васильковый... — ПРИКАЗ МВД СССР № 390 18 мая 1959 г.
В целом, суть всех указанных различий сводилась к нескольким позициям:
- все околыши фуражек и петлицы на всех видах формы — крапового цвета;
- все погоны старшин, сержантов и рядовых (кроме полевой формы) — краповые, без окантовок;
- все просветы на погонах — василькового цвета;
- все канты и лампасы — василькового цвета.

Унификация обмундирования Внутренних войск МВД СССР с обмундированием Советской Армии имела не только экономический эффект — она упрощала различные ведомственные переподчинения, которых в МВД в 1960-е годы было в избытке, не требуя обязательных перемен в войсковой униформе. Так уже 13 января 1960 года Совет Министров СССР упразднил Министерство внутренних дел СССР, передав его функции министерствам внутренних дел союзных республик. Тем самым Внутренние Войска переходят в подчинение республиканских МВД по региональному принципу. 30 августа 1962 года ПВС РСФСР переформировал Министерство внутренних дел в Министерство охраны общественного порядка РСФСР (МООП РСФСР). Также поступили во всех союзных и автономных республиках СССР. Внутренние Войска были переподчинены республиканским МООП.
26 июля 1966 года Указом Президиума Верховного Совета СССР было восстановлено Министерство охраны общественного порядка СССР (МООП СССР). Внутренние Войска были включены в состав МООП СССР.
25 ноября 1968 года МООП СССР переименовано в Министерство внутренних дел СССР. Внутренние Войска снова оказались в структуре МВД СССР.
Таблица: Знаки различия Внутренних войск и начоперсостава МВД СССР 1959 г.
| погон 1959 | погоны 1959 | погоны 1959 | погон 1959 | погон 1959 | погоны 1959 | погон 1959 | погоны 1959 | погоны 1959 |

| погоны 1959 | погоны 1959 | погоны 1959 | погоны 1959 | погоны 1959 | погоны 1959 | погоны 1959 |

```
 
Примечание:
 Погоны к парадному мундиру - без изменений.
```

| погоны 1959 | погоны 1959 | погоны 1959 | погоны 1959 | погоны 1959 | погоны 1959 | погоны 1959 | погоны 1959 | погоны 1959 |

```
Примечание:
 Погоны срочнослужащих - без изменений.
```

#### Специализированные моторизованные части милиции (СМЧМ)
Одним из первых Приказов (Пр.№ 03, 30.09.1966) нового Министра на основании постановления ЦК КПСС и Совета Министров СССР от 23 июля 1966 года № 571 «О мерах по усилению борьбы с преступностью» был посвящён созданию в рамках МООП СССР особой структуры — «специализированных моторизованных частей милиции» (СМЧМ). В Москве, Ленинграде и Киеве было сформировано три полка СМЧМ (Московский полк входил в состав ОМСДОН ВВ МВД СССР им. Ф. Дзержинского), в других крупных городах — батальоны СМЧМ (около 40).
Главная функция этих подразделений — поддержание правопорядка в условиях осложнения криминогенной обстановки или чрезвычайных ситуаций.
Это были подразделения, входившие в состав Внутренних войск, с соответствующими воинскими званиями и внутренней структурой, комплектовавшиеся по призыву, но носящие милицейскую форму c милицейскими же знаками различия, и выполняющие обязанности ППС.
Форма указанных частей полностью соответствовала милицейской обр. 1965г., позднее она будет изменяться вместе с униформой милиции. Внешне военнослужащий СМЧМ был точной копией сотрудника милиции (и даже имел документы того ОВД, на территории которого происходило патрулирование). Отличие было только в использовании особых видов формы, отсутствовавших в милиции, например, полевой или рабочей — имеющих армейский покрой, но не защитный, а синий (после 1969 г. — тёмно-серый, «маренго») цвет.
На вооружение именно подразделений СМЧМ были приняты (помимо стандартного армейского стрелкового вооружения и ручных гранатомётов) стальные щиты «Витраж», шлемы СШ60-68, слезоточивый газ и резиновые палки ПР-73 — для борьбы с массовыми беспорядками. Эти части являлись не милицейскими, а подразделениями внутренних войск, и подчинялись местным УВД только в оперативном порядке.

### Киновоплощения
- Выстрел в тумане (1963)
- Акваланги на дне (1965)
- Человек без паспорта (1966)
- Серые волки (1993)

## 1970-1980-е гг.

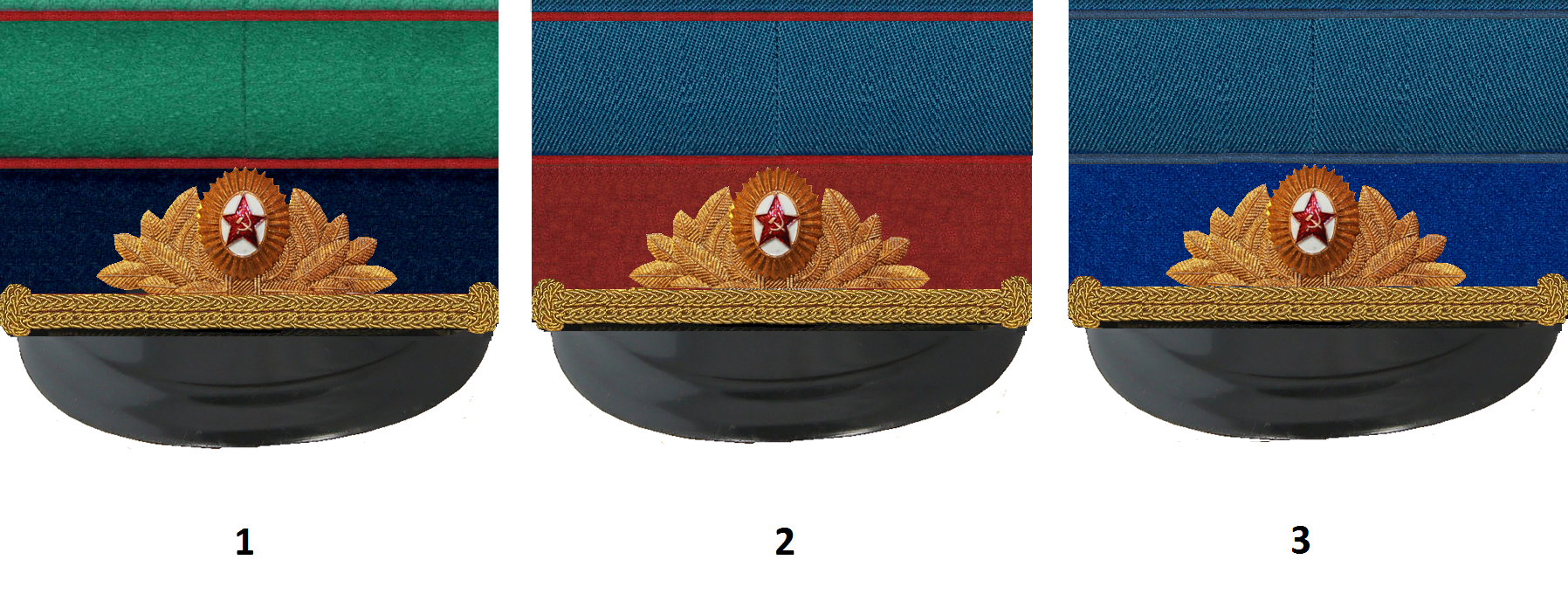
Парадные фуражки офицеров и сверхсрочников: 1 — Пограничных войск (с 1980 г.); 2 — Внутренних войск (1969—1991 гг.); 3 — КГБ СССР (1969—1991 гг.)

Летом 1969 года Советская Армия получила новую форму одежды.
Этим же летом новую форму получили все ведомства, где предполагалось ношение унифицированной с Советской Армией униформы, в том числе — КГБ СССР, МВД СССР и подчинённые им войсковые формирования.
Эта форма с незначительными изменениями просуществовала до начала 1990-х годов. Некоторые её элементы будут возвращены в 2008—2009 гг. уже для формы одежды Российской армии и т. н. «силовых» ведомств РФ.

### Органы и воинские части КГБ СССР

#### Генералы органов и войск КГБ СССР
Форма одежды высшего командного состава КГБ, как и Советской Армии, изменилась крайне незначительно и в основных своих элементах осталась прежней, сменив лишь названия. Так парадная форма (обязательно с парадным ремнём и застёгнутой на все пуговицы шинелью) теперь делилась на строевую (брюки в сапоги) и вне строевую (брюки навыпуск).

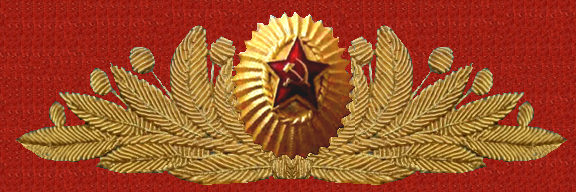
Шитьё на околышах парадно-выходных фуражек генералов (1979—1988 гг.)

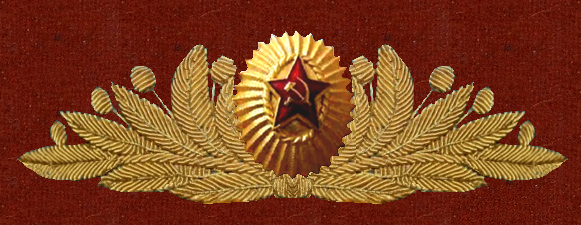
Шитьё на околышах парадно-выходных фуражек генералов внутренней службы (1969—1988 гг.)

Летняя парадно-выходная сохранила от повседневной формы 1954—1969 гг. светло-серый китель с кантами на воротнике и по обшлагам, упрощённым шитьём на воротнике, но — с шитьём на обшлагах (без сутажной окантовки по канту), золотыми погонами. Китель носился с белой рубашкой с нагрудными накладными карманами с клапанами на пуговицах и чёрным галстуком, брюки синего цвета с лампасами навыпуск. К парадно-выходной форме полагалась фуражка с особым шитьём на околыше и светло-серой тульёй (в тон кителю).
Для генералов пограничных войск и генералов, состоящих по КГБ СССР, на всех видах формы ещё с 1945—1954 гг. были установлены красные канты и лампасы, а также ношение общевойсковой фуражки и папахи. Это было вновь подтверждено в 1969 году для всех генералов, числящихся в органах и войсках КГБ СССР, имеющих воинские, а не специальные звания.
Повседневная форма одежды (для строя — с генеральским облегчённым снаряжением и брюками в сапоги, шинель застёгнута на все пуговицы; вне строя — без снаряжения, брюки навыпуск, лацканы шинели опущены) представляла собой традиционный двубортный китель зелёного цвета с кантами по воротнику и обшлагам с защитной рубашкой с нагрудными накладными карманами с клапанами на пуговицах и галстуком, с брюками защитного цвета с лампасами. На воротнике упрощённое шитьё вновь сменило цвет — светло-зелёный шёлк сменился золотисто-жёлтым шёлком с мишурой. Погоны на кителе остались прежними (защитного цвета), на всех шинелях — тканые шёлковые в тон шинели. Фуражка немного изменила форму в сторону незначительного увеличения тульи, однако общая конструкция и расцветки остались без изменения. К летней вне строевой форме полагалось дополнительно летнее плащ-пальто защитного цвета с шинельными петлицами на воротнике, к зимней — бекеша с фетровыми сапогами или унтами.
Полевая генеральская форма не отличалась от повседневной строевой, за исключением летнего кителя и фуражки: все цветные и золочёные элементы красились в защитный цвет или вышивались зелёным шёлком, при этом полностью сохранялась окантовка кителя, фуражки и цветные лампасы на брюках.

#### Офицеры КГБ СССР
Серьёзные изменения произошли в парадной и парадно-выходной форме офицеров. Офицеры получили парадный мундир цвета «морской волны» с золотыми/серебряными погонами, с васильковыми (у пограничников — светло-зелёными) кантами по обшлагам, васильковыми (у пограничников — светло-зелёными) петлицами с золотой латунной окантовкой, белую рубашку с нагрудными накладными карманами с клапанами на пуговицах под мундир с чёрным галстуком-самовязом, брюками цвета «морской волны» с васильковым кантом (у пограничников — светло-зелёным), фуражкой с васильковыми околышем и кантами и тульёй цвета «морской волны» (у пограничников — околыш тёмно-синий, тулья светло-зелёная, канты малиновые), а также золотым филигранным (трунцаловым) ремешком. На околыше крепилась единая штампованная кокарда с эмблемой из лавровых листьев, отдалённо напоминающая шитую эмблему обр. 1955 г. Заметим, что на зимней шапке-ушанке при парадной форме крепилась обычная кокарда без эмблемы. Для офицеров авиачастей Погранвойск цвет мундира, брюк, тульи фуражки был тёмно-синим при традиционной для пограничников расцветке кантов и фуражек, на тулье крепился традиционный лётный знак. Парадная форма предполагала обязательное ношение парадного пояса (сапоги — для строя [кроме авиачастей]), ботинки — вне строя), парадно-выходная — без пояса, брюки навыпуск. Парадная и парадно-выходная шинель — серо-стального цвета на шести пуговицах с цветными петлицами с эмблемами на воротнике, погоны — в тон шинели, тканые, с васильковыми или светло-зелёными просветами.
Правилами специально оговаривалась зимняя парадная форма офицеров и генералов парадных расчётов для парадов в Москве, городах-героях и столицах союзных республик (золотые погоны, белые перчатки вместо коричневых и специальная эмблема к кокарде на шапку-ушанку офицеров). На ноябрьские парады на Красной площади военнослужащие (офицеры, курсанты, солдаты и сержанты срочной службы) традиционно выходили в фуражках, а не шапках-ушанках.
Повседневная офицерская форма (для строя — в облегчённом снаряжении и сапогах; вне строя — без снаряжения, в ботинках) не претерпела никаких существенных изменений, кроме смены цвета брюк с синего на защитный (с середины 1970-х гг. полковникам и генералам разрешено ношение коричневых ботинок с брюками навыпуск). Рубашка — с нагрудными накладными карманами с клапанами на пуговицах. Погоны на кителе и на повседневной шинели — также остались защитного цвета. В районах с жарким климатом, а также в жаркую погоду офицерам и генералам разрешалось носить вне строя рубашку без кителя, с обязательно с пристёгнутыми погонами.
Для полевой формы офицеров вместо гимнастёрки был введён защитный однобортный закрытый китель с отложным воротником и боковыми прорезными карманами. К кителю полагалась защитная фуражка с защитными кантами и кокардой и защитные брюки в сапоги. Пограничники при полевой форме сохраняли цветную фуражку. В районах с жарким климатом разрешалось носить китель несколько изменённой конструкции, позволяющей носить китель с расстёгнутой верхней пуговицей. К зимней форме помимо традиционной шинели офицерам полагалась утеплённая куртка защитного цвета с отложным воротником с петлицами.

#### Сержанты, старшины, рядовые КГБ СССР и войск КГБ СССР
Форма одежды военнослужащих сверхсрочной службы — как парадная, повседневная, так и полевая — была полностью аналогичной офицерской за исключением цветных нарукавных эмблем по родам войск и служб (основа — сукно светло-зелёного (василькового) цвета, на ней — стилизованный золотой контур щита, выше — красная пятиконечная звезда в золотом венке с золотым серпом и молотом и золотой окантовкой; для различных родов войск ГУПВ — на светло-зелёном фоне при сохранении дизайна конструкции красная звезда без венка, чуть ниже её — эмблема рода войск) на левых рукавах парадных кителей сверхсрочников (на уровне локтя), а также знаков-угольников за сверхсрочную службу (над обшлагом), носимых при любой форме.
Те же самые изменения были проведены относительно обмундирования женщин-военнослужащих: для парадной и парадно-выходной формы вводились элементы (берет с кокардой с эмблемой, мундир, юбка) цвета «морской волны» или синего (в авиачастях), без парадного ремня; для повседневной формы все элементы приобрели защитный цвет, без ношения полевого снаряжения (последнее — только с платьем защитного цвета при полевой форме с сапогами). Для зимней формы одежды осталась меховая шапка, светло-серое (для парадной) и тёмно-серое пальто без петлиц на воротнике (для повседневной и полевой).
Ещё одна серия радикальных изменений коснулась обмундирования солдат и сержантов срочной службы, для которых изменились едва ли не все виды униформы и все её элементы.
Для парадной формы солдатам и сержантам срочной службы, а также курсантам учебных заведений КГБ СССР полагался открытый защитный мундир офицерского покроя (но иным кроем — с острыми лацканами — воротника) с васильковыми (у пограничников — светло-зелёными) петлицами (с латунной золочёной окантовкой) с общевойсковыми эмблемами, васильковыми (у пограничников — светло-зелёными) погонами с латунными литерами «ГБ» (Госбезопасность) или «ПВ» (Пограничные войска). К мундиру полагалась рубашка защитного цвета с защитным галстуком, брюки защитного цвета, фуражка с васильковым околышем и защитной тульёй (у пограничников — фуражка традиционной расцветки ПВ). На околыше крепилась красная звезда с эмблемой в виде золочёного лаврового венка. На левом рукаве нашивалась васильковая (светло-зелёная) эмблема рода войск, для курсантов чуть ниже — золочёные нашивки за годы обучения навасильковой или светло-зелёной подкладке. Изначально предполагалось, что все элементы парадной формы будут вышитыми жёлтой металлизированной нитью, либо выштамповываться из латуни, однако сразу же появились упрощения в виде замены металлики простым шёлком. Впоследствии все нашивные знаки и эмблемы стали изготовляться из синтетических материалов, что повышало износостойкость, но выглядело, судя по всему, не так эстетично, так как при увольнении в запас военнослужащие старались достать для оформления обмундирования именно положенный им по Приказу МО СССР «металлик», заменяя им всю синтетику, где только можно. Ремень остался прежним для всех видов обмундирования — коричневый, с латунной пряжкой с тиснёной пятиконечной звездой; без изменений осталось и полевое снаряжение.
Однобортная шинель приобрела более нарядный вид за счёт четырёх фальшпуговиц в ряд. Поскольку шинель выдавалась одна как для парадной, так и для повседневной и даже полевой носки, на цветных погонах шинели крепились литеры «ГБ» или «ПВ», а на рукавах — нарукавные знаки. На всех видах головных уборов военнослужащих срочной службы сохранилась (до 1973 г.) простая металлическая звезда без эмблемы.
Повседневная форма военнослужащих срочной службы представляла собой закрытый суконный или х/б китель, по покрою напоминающий полевой офицерский (но более светлого оттенка), с васильковыми (у пограничников — светло-зелёными) петлицами и латунными эмблемами, латунными пуговицами, цветными погонами без литер. Китель носился только с фуражкой с васильковым околышем (у пограничников — традиционной расцветки ПВ), с кожаным ремнём, с защитными бриджами (аналогичными периоду 1950-1960-х гг.) в сапоги.
Полевая форма состояла из повседневного кителя с васильковыми (у пограничников — светло-зелёными) погонами и петлицами, защитной пилотки с красной звёздочкой (для отдельных воинских частей КГБ СССР), а также положенными значками (квалификационный, ГТО, Воин-спортсмен, Отличник СА и др.). Пограничникам при полевой форме сохранялась цветная фуражка. К полевой форме полагался как ремень, так и полевое походное снаряжение и стальной шлем (каска) СШ60 или СШ68.

#### Изменения и дополнения 1970-1980-х гг.
В 1973 г. Приказом Министра обороны были утверждены новые Правила ношения военной формы в соответствии с которыми были внесены ведомственные изменения в форму одежды органов и войск КГБ СССР. Связано это было, прежде всего, с введением новых званий для военнослужащих сверхсрочной службы — прапорщик и старший прапорщик.
Самые существенные изменения, касающиеся сотрудников и военнослужащих госбезопасности заключались в следующем:
- частичное изменение парадной кокарды на парадные офицерские фуражки, связанные с уточнением и технологичностью рисунка;
- для повседневной формы вне строя (в том числе и с летним плащом или в рубашке без кителя) генералам и офицерам введено ношение брюк как навыпуск (от полковника и выше — ботинки коричневой кожи), так и в сапоги;
- разрешено ношение летнего защитного плаща с летней парадно-выходной формой генералам и офицерам;
- введена новая полевая форма для генералов — аналогичной офицерской обр. 1969 г., — включающая защитный закрытый однобортный китель с лавровыми листьями, вышитыми защитным шёлком на концах воротника, воротник и обшлага с кантом; защитные брюки — с лампасами; полевую фуражку с кантами; зимнюю утеплённую куртку на молнии с меховым воротником;
- установлен летний плащ с цветными петлицами, разрешённый к ношению с летним кителем;
- для жарких районов офицерам разрешено ношение облегчённой полевой формы с ботинками;
- для военнослужащих женщин сверхсрочной службы введён китель, покроя аналогичного солдатскому, с цветными петлицами и погонами (с сапогами и облегчённым полевым снаряжением).
- на все головные уборы срочнослужащих, кроме пилотки, крепится звезда с эмблемой — лавровым венком;
- для всех видов парадной формы срочнослужащих и курсантов введён белёный ремень с золочёной латунной пряжкой;
- на правый рукав срочнослужащих введены золотистые прямоугольные нашивки по годам службы;
- на повседневные и полевые погоны срочнослужащих установлены литеры «ГБ» или «ПВ», на все погоны курсантов — литеры «К».
- в районах с жарким климатом разрешено при повседневной форме (с панамой) ношение кителя с открытым воротом, а также облегчённого обмундирования с ботинками;
- для полевой формы срочнослужащих пряжка ремня — защитного цвета.

Далее незначительные и более-менее значимые изменения вводятся отдельными приказами и распоряжениями без изменения всей системы организации и ношения униформы.
- В 1974 г. изменён статус генералов армии, которых приравняли к Маршалам родов войск. Вследствие этого вводятся новые знаки различия на погоны, и новый знак отличия, аналогичный знакам Маршалов и Главных маршалов родов войск — «Малая маршальская звезда».
- В 1975 г. с целью укрепления положения офицерского состава и придания форме одежды офицеров большего отличия от формы сверхсрочнослужащих на повседневные фуражки офицеров устанавливается золотой филигранный ремешок, на повседневный китель — петлицы как на парадном мундире с золотой окантовкой.
- Постановлением Совета Министров СССР от 5 сентября 1980 г. № 763—250 внесены изменения в форму одежды военнослужащих войск и органов КГБ: «Установить канты на фуражках военнослужащих пограничных войск КГБ красного цвета вместо малинового…»

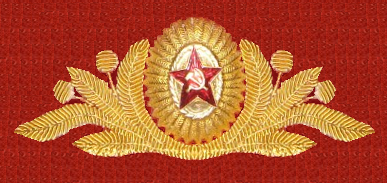
Шитьё на околышах повседневных фуражек генералов (с 1980 г.)

- В 1980 году на околыш повседневных фуражек генералов введено шитьё жёлто-золотистой канители аналогичное парадно-выходному, но упрощённой схемы, представляющее собой орнамент из лавровых ветвей;
- Отменены парадные погоны серебряного цвета, все инженерно-технические звания заменены строевыми;
- изменены правила ношения наград на парадных мундирах военнослужащих;
- разрешено при повседневной нестроевой форме в жаркую погоду носить белую рубашку без кителя.

В конце 1970-х гг. руководство КГБ СССР и Погранвойск предприняло попытки экспериментального введения зелёных беретов для постоянного ношения в некоторых частях и центрах подготовки. К берету прилагался китель с открытым воротником (как для формы для районов с жарким климатом) и тельняшка с зелёными полосами. Чуть позже (в рамках экспериментов первой половины 1980-х гг.) в ПВ КГБ появляется линейка специальной униформы для несения службы в пограничных нарядах. В состав этой линейки входили береты и береты с козырьком из хлопчатобумажной камуфлированной ткани. Несмотря на то, что попытка введения берета как постоянного элемента униформы (наподобие ВДВ) не нашла в тот момент поддержки руководства, в середине 1980-х гг. КГБ СССР по аналогии с ВДВ вновь продвигает тему введения для военнослужащих погранвойск суконного берета и тельняшки в классической для ПВ зелёной расцветке.

#### Церемониальная форма ОККП КГБ СССР
В начале 1970-х гг. была введена специальная церемониальная форма для военнослужащих ОККП КГБ СССР, заступающих на Пост № 1 или принимающих участие в отправлении воинских и других ритуалов в непосредственной зоне ответственности 9-го Управления КГБ СССР (во всех остальных случаях, если речь не шла об объектах под охраной «девятки», использовалась ОРПК Московского гарнизона). Не может не вызвать удивление тот факт, что это это была, по-сути, первая попытка такого рода за всё время существования данной воинской части: до этого солдаты ОККП становились в почётный караул в повседневно-полевой форме одежды, то есть, в простых гимнастёрках с васильковыми погонами.
Новая форма сохранила общий покрой формы 1969 года для офицеров и рядовых Советской Армии. Для офицеров и рядовых вводился открытый мундир (китель) цвета «морской волны» с золотым аксельбантом на правом плече, с васильковой окантовкой обшлагов. На воротнике размещались васильковые петлицы с общевойсковой эмблемой и латунно-золотой подложкой-кантом, на плечах — погоны василькового цвета, окантованные золотым галуном по правому и левому краю, с литерами «ГБ» (для сержантов и рядовых), либо офицерские с золотым полем, с васильковыми кантами и просветами.
На обоих рукавах кителя всех военнослужащих пришивались нарукавные эмблемы воинских частей КГБ СССР — аналогичные общевойсковой эмблеме, эмблемам пограничников и Внутренних войск МВД, но на васильковой основе.
К кителю полагались: белая рубашка с чёрным галстуком, брюки-бриджи с васильковым кантом, сапоги, тканый золотистый офицерский пояс с овальной золотистой пряжкой, белые перчатки.
Фуражка — установленного образца с васильковыми кантами и околышем, трунцаловым ремешком и офицерской кокардой с парадной эмблемой 1969—1973 гг.
Для холодного времени года была установлена шинель офицерского образца, двубортная, на шести пуговицах, с золотым аксельбантом, васильковыми петлицами с общевойсковой эмблемой и латунно-золотой подложкой-кантом, на плечах — погоны василькового цвета, окантованные золотым галуном по правому и левому краю, с литерами «ГБ» (для сержантов и рядовых), либо офицерские золотые, с васильковыми кантами и просветами (для офицеров). Обязательным элементом был золотистый пояс. Шинель могла носиться как с фуражкой, так и с шапкой-ушанкой из улучшенного каракулевого меха серого цвета с кокардой с эмблемой (по образцу ВВС) — в соответствии с приказом начальника караула и командира полка. В сильный мороз уши шапки опускались и завязывались под подбородком.
Для Поста № 1 специально на морозное время был установлен утеплённый бушлат серо-зелёного цвета с меховым воротником, погонами и нарукавными знаками.
Отдельный краснознамённый (комендантский) кремлёвский полк с осени 1991 перешёл в подчинение Управления охраны при Аппарате Президента СССР (бывшее 9-е Управление КГБ СССР). С конца 1991 — начала 1992 г. — в подчинение Главного управления охраны (ГУО; начальник — генерал-майор, впоследствии — генерал-полковник М. И. Барсуков, зам. начальника — генерал-майор А. В. Коржаков) при Президенте РФ. Это привело к замене литер «ГБ» на васильковых погонах рядовых и сержантов на шитьё золотой вязью «ОКП» или «ОККП».
Пост № 1 просуществовал до 6 октября 1993 г.

#### Эксперименты с полевой формой и камуфляжем в ПВ КГБ СССР
Важнейшей страницей в истории КГБ СССР стало участие его сотрудников, офицеров и генералов в войне в Афганистане. Однако никаких специальных нововведений (известных нам по соответствующим приказам) в существующую форму одежды в связи с этим сделано не было — действующие на территории сотрудники и боевые группы сотрудников госбезопасности носили для маскировки либо форму армии ДРА, либо полевую или повседневную униформу Советской Армии.
Однако афганский опыт оказал самое непосредственное влияние на изменения, произошедшие в 1980-е гг. в форме Пограничных войск ГУПВ КГБ СССР. Именно в Пограничных войсках на южных рубежах СССР (и в зоне непосредственно примыкающей к конфликту) проходили испытания и апробации различные варианты защитного камуфляжа и полевой формы.
Уже в 1984 году для пограничных частей вводится полевая форма существующего покроя с добавлением нагрудных карманов с клапанами, с цветными петлицами, погонами и нарукавными знаками, но целиком камуфлированного цвета — с традиционной цветной фуражкой. За основу был взят разработанный ещё в 1950-е гг. камуфляжный рисунок «Берёзка» («Серебряный лист»), уже используемый подразделениями специального назначения и ВДВ, — но несколько утяжелённой в желтизну расцветки. Летняя форма — в кителе и бриджах, зимняя — в утеплённой куртке (телогрейке) с меховым воротником и зимних утеплённых брюках.
Тем не менее, форма вызывала замечания — прежде всего, плохой приспособленностью к суровым и экстремальным условиям высокогорья, Средней Азии, Арктики и т. д. Поэтому помимо единой полевой формы для комбинированной носки были разработаны отдельные предметы из различных материалов, но камуфляжа того же рисунка — куртки с капюшоном, комбинезоны, плащ-накидки, шляпы-панамы, береты и даже чехлы на фуражки.

#### Изменения в обмундировании органов и войск КГБ СССР конца 1980-х гг.

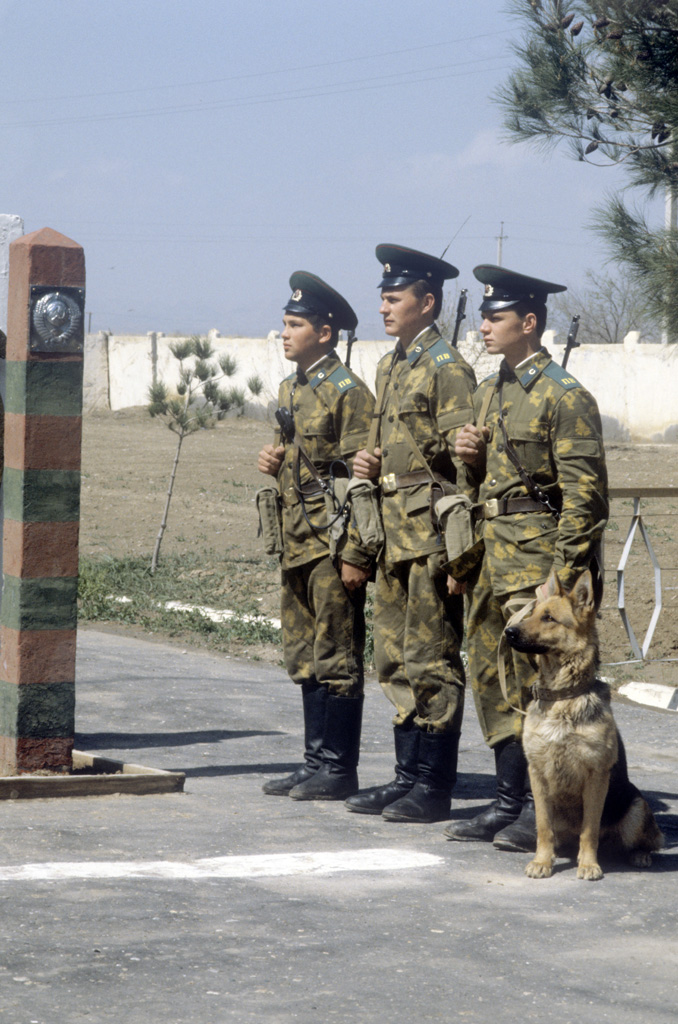
Наряд в полевой форме обр. 1984 г. перед выходом на охрану госграницы, Краснознамённый Среднеазиатский пограничный округ, 1988 г., РИА (фото В. Рунова)

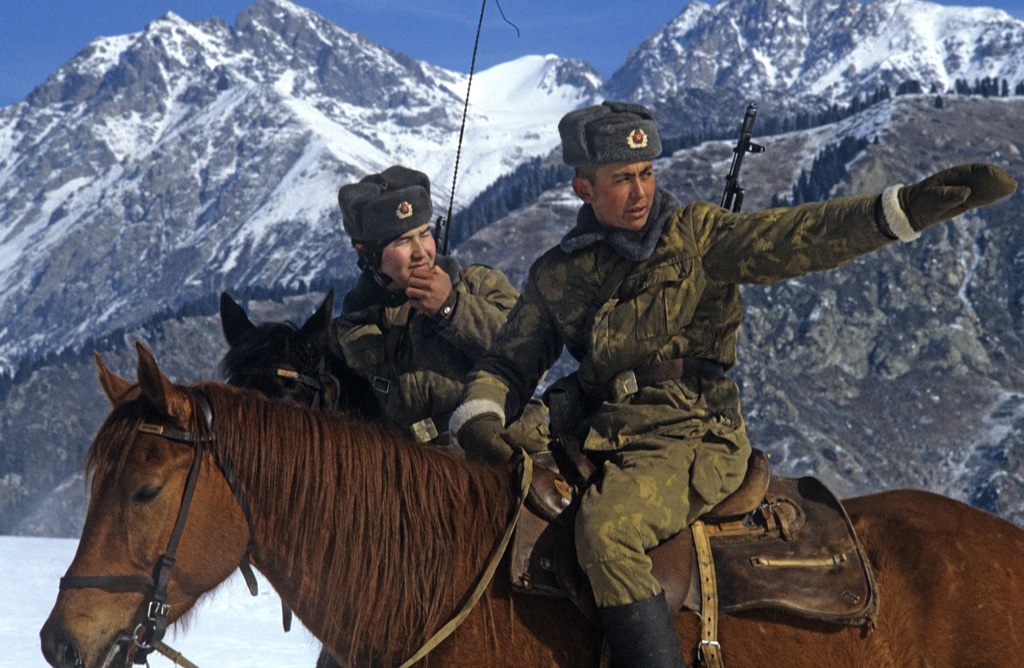
Конный наряд на горном участке советско-китайской границы, пограничная застава (погранзастава) «Хоргос», КазССР, 1984 г., РИА (фото Ю. Куйдин). Пограничники — в зимнем камуфлированном обмундировании на основе рисунка «Берёзка» («Серебряный лист»)

В 1988 году — как оказалось, в последний раз — вновь изменились Правила ношения военной формы. Нововведения 1988 года узаконивали и приводили в систему большинство изменений, произошедших за пятнадцать лет и введённых в действие приказами воинских начальников разного уровня. С другой стороны, они содержали ряд принципиальных новшеств, представлявших своего рода пилотные проекты по дальнейшему преобразованию советских военнослужащих.
Изменения, сохраняя общую принципиальную основу униформы, сводились к следующему:
- вновь отменялось ношение кортика офицерами при парадном и парадно-выходном обмундировании;
- для летней парадно-выходной формы генералов оставлен только светло-серый открытый китель, устанавливалась фуражка с тульёй цвета «морской волны» и шитьём на околыше как на парадных фуражках;
- на папахи генералов, участвующих в парадах в Москве в составе парадных расчётов, столицах союзных республик и городах-героях устанавливалась кокарда с эмблемой (как в ВВС);
- допускалось ношение генералами и офицерами летней парадно-выходной и повседневной формы без кителя, в рубашке с погонами белого (парадная) или защитного (повседневная) цвета (это же право получили военнослужащие-срочники при парадно-выходной форме с рубашкой защитного цвета); к парадно-выходному и повседневному обмундированию мог надеваться плащ или летнее пальто (для генералов);
- к летней повседневной форме вне строя генералов и офицеров допускалось ношение белой рубашки с защитным галстуком и белыми погонами;
- к летней повседневной форме вне строя для генералов и офицеров — ботинки коричневого цвета;
- при повседневной летней форме вне строя офицерам разрешено носить рубашку без галстука с расстёгнутым воротником и короткими рукавами; специальная форма офицеров для районов с жарким климатом отменена;
- для повседневной летней формы для строя вводился новый, точнее, хорошо позабытый элемент обмундирования — офицерская пилотка из той же ткани, что и основная форма, в тон ей, с кантами и кокардой; пилотка носится только с офицерской шерстяной курткой (ещё один новый элемент сразу по достоинству оценённый военными) с прорезными карманами с клапанами, отложным воротником, на пуговицах; при нестроевой форме с курткой надевается фуражка;
- для военнослужащих-женщин при летней форме для строя обязательно облегчённое снаряжение М55;
- на повседневной форме военнослужащих срочной службы, включая специальную форму для районов с жарким климатом, погоны, петлицы, эмблемы — защитного цвета; цветные элементы на кителе сохранили только курсанты, как и повседневную фуражку;
- для всех военнослужащих, кроме Пограничных войск КГБ СССР, устанавливалась введённая в 1984 году полевая форма — «афганка»; пограничникам сохранялась существующая полевая форма одежды;
- несмотря на введение новой полевой формы одежды, Правила оставляли для ношения солдат-срочников и курсантов и старую, образца 1973 года (для курсантов — с цветными петлицами и погонами), очевидно, как некоторый переходный вариант;

Все элементы обмундирования офицеров традиционно распространялись на прапорщиков, старшин и сержантов сверхсрочной службы.

#### Новации 1990—1991 гг.

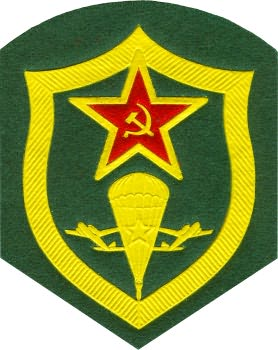
Шеврон воздушно-десантных дивизий (ВДД) в составе войск КГБ СССР, 1991 год

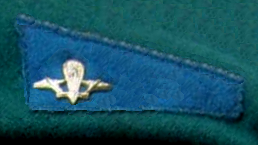
Флажок ВДД в составе войск КГБ СССР, 1991 год

В начале 1990-х гг. в связи с усилением напряжённости внутренней обстановки в стране в состав КГБ СССР был дополнительно передан ряд подразделений Советской Армии, в частности: псковская и тульская воздушно-десантные дивизии (январь 1991 г.); 48-я мотострелковая дивизия специального назначения (4 января 1990 г.); 27-й отдельный батальон специального назначения (4 января 1990 г.).
Другие изменения заключались в следующем:
- январь 1990 года — Решение Совета Безопасности СССР от января 1990 года на основании Директив МО СССР о передаче 103-й Гв. вдд и 75-й мсд в состав войск КГБ СССР (получили наименования — 103-я Гв. вдд ПВ и 75-я мсд ПВ (ПВ — аббревиатура пограничных войск). Также в оперативное подчинение КГБ СССР передана 15-я обрСпН ГРУ ГШ ВС СССР;
- июль-август 1990 года — совместный Приказ МО и КГБ СССР на основании Постановления СМ СССР от июня 1990 года о передаче 27-й Гв. омсбр (Москва, Тёплый Стан) и 48-й мсд в состав войск КГБ СССР под названием — 27-я отдельная Гвардейская мотострелковая бригада специального назначения (омсбр СпН) и 48-я мотострелковая дивизия специального назначения (мсд СпН);
- апрель 1991 года — Постановление СМ СССР от 10 апреля 1991 года № 162-44 о создании Управления по руководству спецчастями войск КГБ СССР — Управление «СЧ» (специальных частей). Начальник Управления спецчастей войск КГБ — генерал-майор И. П. Коленчук.

Вводились и новые (точнее, старые, разработанные ещё в конце 1970-х гг., но несколько подзабытые) элементы униформы — зелёные береты с синими флажками (вместо голубых беретов с красными флажками ВДВ) и новая нарукавная эмблема, по рисунку повторяющая эмблему ВДВ, но на зелёном, а не на голубом подбое.
После событий августа 1991 г. начался обратный процесс — из состава КГБ были выведены: группа «А» 5-го отдела 7-го Управления КГБ (группа «Альфа»); группа «В» Управления «С» 1-го Главного Управления КГБ (группа «Вымпел»), внешняя разведка, управление охраны (вместе с ОККП), пограничные войска и т. д.
Осенью 1991 года КГБ СССР как единая структура прекратил своё существование.
Таблица: Знаки различия комначоперсостава КГБ и личного состава войск КГБ 1969 г.
| Погоны высший комначсостав | Погоны высший комначсостав    | Погоны высший комначсостав | Погоны высший комначсостав | Погоны высший комначсостав      | Погоны высший комначсостав      | Погоны высший комначсостав      | Погоны высший комначсостав      | Погоны высший комначсостав      | Погоны высший комначсостав      | Погоны высший комначсостав      |                                 |
| Генерал армии (дo 1974 г.) | Генерал армии (дo 1974 г.)    | Генерал армии (дo 1974 г.) | Генерал армии (дo 1974 г.) | Генерал армии (с 01.11.1974 г.) | Генерал армии (с 01.11.1974 г.) | Генерал армии (с 01.11.1974 г.) | Генерал армии (с 01.11.1974 г.) | Генерал армии (с 10.03.1980 г.) | Генерал армии (с 10.03.1980 г.) | Генерал армии (с 10.03.1980 г.) | Генерал армии (с 10.03.1980 г.) |
| -------------------------- | ----------------------------- | -------------------------- | -------------------------- | ------------------------------- | ------------------------------- | ------------------------------- | ------------------------------- | ------------------------------- | ------------------------------- | ------------------------------- | ------------------------------- |
|                            |                               |                            |                            | погон 1974                      | погон 1974                      | погон 1974                      | погон 1974                      | погон 1980                      | погон 1980                      | погон 1980                      | погон 1980                      |
| 1                          | 2                             | 3                          | 4                          | 1                               | 2                               | 3                               | 4                               | 1                               | 2                               | 3                               | 4                               |
| Генерал-полковник          | Генерал-полковник             | Генерал-полковник          | Генерал-полковник          | Генерал-лейтенант               | Генерал-лейтенант               | Генерал-лейтенант               | Генерал-лейтенант               | Генерал-майор                   | Генерал-майор                   | Генерал-майор                   | Генерал-майор                   |
| погон 1969                 | … к повседневному кителю 1959 | … к пальто и шинели 1959   | … к летней рубашке 1959    | погон 1969                      | … к повседневному кителю        | … к пальто и шинели             | … к летней рубашке              | погон 1969                      | … к повседневному кителю 1959   | … к пальто и шинели 1959        | … к летней рубашке 1959         |
| 1                          | 2                             | 3                          | 4                          | 1                               | 2                               | 3                               | 4                               | 1                               | 2                               | 3                               | 4                               |

Примечание 1: 1 — парадный китель, 2 — повседневный китель, 3 — шинель и пальто, 4 — летняя рубашка.
Примечание 2: У генералов юстиции, медицинской и ветеринарной службы на погонах размещаются соответствующие эмблемы. Погоны к повседневному кителю, пальто, плащу и шинели — без изменений.
| Комначсостав (к повседневному кителю и шинели, к парадной шинели) | Комначсостав (к повседневному кителю и шинели, к парадной шинели) | Комначсостав (к повседневному кителю и шинели, к парадной шинели) | Комначсостав (к повседневному кителю и шинели, к парадной шинели) | Комначсостав (к повседневному кителю и шинели, к парадной шинели) | Комначсостав (к повседневному кителю и шинели, к парадной шинели) | Комначсостав (к повседневному кителю и шинели, к парадной шинели) | Комначсостав (к повседневному кителю и шинели, к парадной шинели) | Комначсостав (к повседневному кителю и шинели, к парадной шинели) | Комначсостав (к повседневному кителю и шинели, к парадной шинели) | Комначсостав (к повседневному кителю и шинели, к парадной шинели) |             |                   |                   |
| Полковник                                                         | Полковник                                                         | Подполковник*)                                                    | Подполковник*)                                                    | Майор                                                             | Майор                                                             | Капитан                                                           | Капитан                                                           | Старший лейтенант                                                 | Старший лейтенант                                                 | Лейтенант*)                                                       | Лейтенант*) | Младший лейтенант | Младший лейтенант |
| ----------------------------------------------------------------- | ----------------------------------------------------------------- | ----------------------------------------------------------------- | ----------------------------------------------------------------- | ----------------------------------------------------------------- | ----------------------------------------------------------------- | ----------------------------------------------------------------- | ----------------------------------------------------------------- | ----------------------------------------------------------------- | ----------------------------------------------------------------- | ----------------------------------------------------------------- | ----------- | ----------------- | ----------------- |
| погоны 1969                                                       | погоны 1969                                                       | погоны 1969                                                       | погоны 1969                                                       | погоны 1969                                                       | погоны 1969                                                       | погоны 1969                                                       | погоны 1969                                                       | погоны 1969                                                       | погоны 1969                                                       | погоны 1969                                                       | погоны 1969 | погоны 1969       | погоны 1969       |

| Младший комначсостав: сверхсрочнослужащие А) Погоны к парадному и повседневному кителю и шинели, летней рубашке | Младший комначсостав: сверхсрочнослужащие А) Погоны к парадному и повседневному кителю и шинели, летней рубашке | Младший комначсостав: сверхсрочнослужащие А) Погоны к парадному и повседневному кителю и шинели, летней рубашке | Младший комначсостав: сверхсрочнослужащие А) Погоны к парадному и повседневному кителю и шинели, летней рубашке | Младший комначсостав: сверхсрочнослужащие А) Погоны к парадному и повседневному кителю и шинели, летней рубашке | Младший комначсостав: сверхсрочнослужащие А) Погоны к парадному и повседневному кителю и шинели, летней рубашке | Младший комначсостав: сверхсрочнослужащие А) Погоны к парадному и повседневному кителю и шинели, летней рубашке | Младший комначсостав: сверхсрочнослужащие А) Погоны к парадному и повседневному кителю и шинели, летней рубашке | Младший комначсостав: сверхсрочнослужащие А) Погоны к парадному и повседневному кителю и шинели, летней рубашке | Младший комначсостав: сверхсрочнослужащие А) Погоны к парадному и повседневному кителю и шинели, летней рубашке | Младший комначсостав: сверхсрочнослужащие А) Погоны к парадному и повседневному кителю и шинели, летней рубашке |
| Старший прапорщик*)                                                                                             | Старший прапорщик*)                                                                                             | Прапорщик*) | Прапорщик*) | Старшина | Старшина | Старшина | Старший сержант                                                                                                 | Старший сержант                                                                                                 | Старший сержант                                                                                                 | |
| --- | --- | --- | --- | --- | --- | --- | --- | --- | --- | --- |
| погоны 1969 | погоны 1969 | погоны 1969 | погоны 1969 | погоны 1973 | погоны 1969 | погоны 1969 | погоны 1973 | погоны 1969 | погоны 1969 | |

| нз 1969                       | нз 1969                       | нз 1969         | нз 1969        |         | нз 1969 | нз 1969 | нз 1969 |
|                               |                               |                 |                |         |         |         |         |
| (к парадному кителю и шинели) | (к парадному кителю и шинели) | 10 лет и больше | 5-й до 9-й год | 4-й год | 3-й год | 2-й год | 1-й год |

| погон 1973 | погон 1973 | погон 1973 | погон 1973 | погон 1973 | погон 1973 |
| нз 1969    | нз 1969    | нз 1969    | нз 1969    | нз 1969    | нз 1969    |

```
*) 
Пограничные войска КГБ СССР

**) 
Литеры до 1973 г. только на парадных погонах
.

Примечание:
 Прапорщик - с 1973 г., старший прапорщик - с 1980 г.
```

##### Отдельный КраснознамённыйКремлёвскийполк КГБ СССР
- Сержантский и рядовой состав ОККП (Церемониальная форма)

| Старшина   | Старший сержант | Сержант    | Младший сержант | Ефрейтор   | Рядовой    | Рядовой (поздний вариант) |
| ---------- | --------------- | ---------- | --------------- | ---------- | ---------- | ------------------------- |
| погон 1969 | погон 1969      | погон 1969 | погон 1969      | погон 1969 | погон 1969 | погон 1980                |
| нз 1969    | нз 1969         | нз 1969    | нз 1969         | нз 1969    | нз 1969    | нз 1969                   |

### Внутренние войска МВД СССР

#### Установление единой системы войсковых расцветок для ВВ МВД СССР
20 октября 1970 года приказом № 351 Министра внутренних дел генерал-полковника (с 1976 г. — генерала армии)Н. А. Щелокова вводилась новая форма одежды для всех подразделений Внутренних войск МВД СССР (кроме СМЧМ). Основным приборным цветом ВВ МВД становится краповый цвет, хотя официальное его введение состоялось ещё в 1968 г.(Пр. МООП СССР № 605 от 11.09.1968), когда было приказано «заменить светло-синие канты, лампасы, просветы на погонах и светло-синий верх папахи высшего начсостава — краповым».

#### Генералы внутренней службы
СПРАВКА: Многие высокопоставленные сотрудники МВД имели не спецзвания МВД, а армейские генеральские звания — как, например, сам Министр внутренних дел СССР Н. А. Щелоков или его Заместители генерал-лейтенант В. С. Папутин или генерал-майор (впоследствии — генерал-полковник [1981 г.]) Ю. М. Чурбанов — в этом случае они носили обще-генеральскую форму Советской Армии.
Форма одежды высшего начальствующего состава МВД СССР изменилась крайне незначительно и в основных своих элементах осталась прежней. Так парадная форма (обязательно с парадным ремнём и застёгнутой на все пуговицы шинелью) теперь делилась на строевую (брюки в сапоги) и внестроевую (брюки навыпуск).
Летняя парадно-выходная сохранила от повседневной формы 1954—1969 гг. светло-серый китель с краповыми кантами на воротнике и по обшлагам, упрощённым шитьём на воротнике, но — с шитьём на обшлагах (без сутажной окантовки по канту) и золотыми погонами. Китель носился с белой рубашкой и чёрным галстуком, брюки синего цвета с краповыми лампасами навыпуск. К парадно-выходной форме полагалась фуражка с краповыми кантами, особым шитьём на краповом околыше и светло-серой тульёй (в тон кителю). Рубашка — белая, с нагрудными накладными карманами с клапанами на пуговицах.
Повседневная форма одежды представляла собой традиционный двубортный китель защитного цвета с краповыми кантами по воротнику и обшлагам с защитной рубашкой и галстуком, с брюками защитного цвета с краповыми лампасами. На воротнике упрощённое шитьё вновь сменило цвет — светло-зелёный шёлк сменился золотисто-жёлтым шёлком с мишурой. Погоны на кителе остались защитного цвета, на всех шинелях — тканые шёлковые в тон шинели. Фуражка немного изменила форму в сторону незначительного увеличения тульи — с краповым околышем и краповыми кантами. К летней вне строевой форме полагалось дополнительно летнее плащ-пальто защитного цвета с шинельными петлицами на воротнике, к зимней — бекеша с фетровыми сапогами или унтами. Рубашка — хаки, с нагрудными накладными карманами с клапанами на пуговицах.

#### Офицеры внутренней службы
Серьёзно изменилась парадная и парадно-выходная форма офицеров внутренней службы. Офицеры получили парадный мундир цвета «морской волны» с золотыми/серебряными погонами, с краповыми кантами по обшлагам, краповыми петлицами с золотой латунной окантовкой, белую рубашку под мундир с чёрным галстуком-самовязом, брюками цвета «морской волны» с краповым кантом, фуражкой с краповым околышем и кантами и тульёй цвета «морской волны», а также золотым филигранным (трунцаловым) ремешком. На околыше крепилась единая штампованная кокарда с эмблемой из лавровых листьев, отдалённо напоминающая шитую эмблему обр. 1955 г. Заметим, что на зимней шапке-ушанке при парадной форме крепилась обычная кокарда без эмблемы. Парадная форма предполагала обязательное ношение парадного пояса (сапоги — для строя), ботинки — вне строя), парадно-выходная — без пояса, брюки навыпуск. Парадная и парадно-выходная шинель — серо-стального цвета на шести пуговицах с краповыми петлицами с эмблемами на воротнике, погоны — в тон шинели, тканые, с краповыми просветами. Рубашка — белая, с нагрудными накладными карманами с клапанами на пуговицах.
Правилами специально оговаривалась зимняя парадная форма офицеров и генералов парадных расчётов для парадов в Москве (ОМСДОН), городах-героях и столицах союзных республик (золотые погоны, белые перчатки вместо коричневых и специальная эмблема к кокарде на шапку-ушанку офицеров). На ноябрьские парады на Красной площади военнослужащие (офицеры, курсанты, солдаты и сержанты срочной службы) традиционно выходили в фуражках, а не шапках-ушанках.
Повседневная офицерская форма (для строя — в облегчённом снаряжении и сапогах; вне строя — без снаряжения, в ботинках) не претерпела никаких существенных изменений, кроме смены цвета брюк (с краповым кантом) с синего на защитный. Погоны кителе и на повседневной шинели — также остались защитного цвета. В районах с жарким климатом, а также в жаркую погоду офицерам и генералам разрешалось носить вне строя рубашку без кителя, с обязательно с пристёгнутыми погонами. Рубашка — хаки, с нагрудными накладными карманами с клапанами на пуговицах.
Для полевой формы офицеров вместо гимнастёрки был введён защитный однобортный закрытый китель с отложным воротником и боковыми прорезными карманами. К кителю полагалась защитная фуражка с защитными кантами и кокардой и защитные брюки в сапоги. В районах с жарким климатом разрешалось носить китель несколько изменённой конструкции, позволяющей носить китель с расстёгнутой верхней пуговицей. К зимней форме помимо традиционной шинели офицерам полагалась утеплённая куртка защитного цвета с отложным воротником с петлицами.

#### Сверхсрочники
Форма одежды военнослужащих сверхсрочной службы — как парадная, повседневная, так и полевая — была полностью аналогичной офицерской за исключением цветных нарукавных эмблем по родам служб (основа — сукно крапового цвета, на ней — стилизованный золотой контур щита, по центру — красная пятиконечная звезда в золотом венке с золотым серпом и молотом и золотой окантовкой) на левых рукавах парадных кителей сверхсрочников (на уровне локтя), а также знаков-угольников за сверхсрочную службу (над обшлагом), носимых при любой форме.
Военнослужащие пожарных частей носили несколько изменённую нарукавную эмблему — звезда без венка, ниже её располагались французский ключ и молоток.
Те же самые изменения были проведены относительно обмундирования женщин-военнослужащих: для парадной и парадно-выходной формы вводились элементы (берет с кокардой с эмблемой, мундир, юбка) цвета «морской волны», без парадного ремня; для повседневной формы все элементы приобрели защитный цвет, без ношения полевого снаряжения (последнее — только с платьем защитного цвета при полевой форме с сапогами). Для зимней формы одежды осталась меховая шапка, светло-серое (для парадной) и тёмно-серое пальто без петлиц на воротнике (для повседневной и полевой).
Ещё одна серия радикальных изменений коснулась обмундирования солдат и сержантов срочной службы, для которых изменились едва ли не все виды униформы и все её элементы.

#### Солдаты, сержанты, старшины
Для парадной формы солдатам и сержантам срочной службы, а также курсантам учебных заведений МВД СССР полагался открытый защитный мундир офицерского покроя (но иным кроем — с острыми лацканами — воротника) с краповыми петлицами (с латунной золочёной окантовкой) с общевойсковыми эмблемами, краповыми погонами с латунными литерами «ВВ». К мундиру полагалась рубашка защитного цвета с защитным галстуком, брюки защитного цвета, фуражка с краповым околышем и защитной тульёй. На околыше крепилась красная звезда с эмблемой в виде золочёного лаврового венка. На левом рукаве нашивалась краповая эмблема рода войск, для курсантов чуть ниже — золочёные нашивки за годы обучения на краповой подкладке. Изначально предполагалось, что все элементы парадной формы будут вышитыми жёлтой металлизированной нитью, либо выштамповываться из латуни, однако сразу же появились упрощения в виде замены металлики простым шёлком. Впоследствии все нашивные знаки и эмблемы стали изготовляться из синтетических материалов, что повышало износостойкость. Ремень остался прежним для всех видов обмундирования — коричневый, с латунной пряжкой с тиснёной пятиконечной звездой; без изменений осталось и полевое снаряжение.
Однобортная шинель приобрела более нарядный вид за счёт четырёх фальшпуговиц в ряд. Поскольку шинель выдавалась одна как для парадной, так и для повседневной и даже полевой носки, на краповых погонах шинели крепились литеры «ВВ», а на рукавах — нарукавные знаки. На всех видах головных уборов военнослужащих срочной службы сохранилась (до 1973 г.) простая металлическая звезда без эмблемы.
Повседневная форма военнослужащих срочной службы представляла собой закрытый суконный или х/б китель, по покрою напоминающий полевой офицерский (но более светлого оттенка), с краповыми петлицами и погонами и латунными эмблемами, латунными пуговицами, цветными погонами без литер. Китель носился только с фуражкой с краповым околышем, с кожаным ремнём, с защитными бриджами (аналогичными периоду 50-60-хх.) в сапоги.
Полевая форма состояла из повседневного кителя с краповыми погонами и петлицами, защитной пилотки с красной звёздочкой, а также положенными значками (квалификационный, ГТО, Воин-спортсмен, Отличник СА и др.). К полевой форме полагался как ремень, так и полевое походное снаряжение.

#### Изменения 1970-х гг.
Указом ПВС СССР от 23 октября 1973 года «О специальных званиях рядового и начальствующего состава органов внутренних дел» введена новая система званий генералов внутренней службы:
- генерал-полковник внутренней службы
- генерал-лейтенант внутренней службы
- генерал-майор внутренней службы

Постановлением СМ СССР № 778 «Об утверждении Положения о прохождении службы рядовым и начальствующим составом органов внутренних дел» лица, имеющие специальные звания генерала внутренней службы 2 и 3 рангов, стали считаться в специальных званиях генерал-лейтенанта внутренней службы и генерал-майора внутренней службы соответственно.
Через несколько дней, 1 ноября 1973 г. Приказом Министра обороны были утверждены новые Правила ношения военной формы в соответствии с которыми были сделаны ведомственные изменения в форму одежды органов и войск МВД СССР. Связано это было с введением новых званий для генералов внутренней службы, а также новых званий и для военнослужащих сверхсрочной службы — прапорщик и старший прапорщик.
Самые существенные изменения, касающиеся сотрудников и военнослужащих МВД СССР заключались в следующем:
- частичное изменение парадной кокарды на парадные офицерские фуражки, связанные с уточнением и технологичностью рисунка;
- для повседневной формы вне строя (в том числе и с летним плащом или в рубашке без кителя) генералам и офицерам введено ношение брюк как навыпуск (от полковника и выше — ботинки коричневой кожи), так и в сапоги;
- разрешено ношение летнего защитного плаща с летней парадно-выходной формой генералам и офицерам;
- введена новая полевая форма для генералов — аналогичной офицерской обр. 1969 г., — включающая защитный закрытый однобортный китель с лавровыми листьями, вышитыми защитным шёлком на концах воротника, воротник и обшлага с кантом; защитные брюки — с лампасами; полевую фуражку с кантами; зимнюю утеплённую куртку на молнии с меховым воротником;
- установлен летний плащ с цветными петлицами, разрешённый к ношению с летним кителем;
- для жарких районов офицерам разрешено ношение облегчённой полевой формы с ботинками;
- для военнослужащих женщин сверхсрочной службы введён китель, покроя аналогичного солдатскому, с цветными петлицами и погонами (с сапогами и облегчённым полевым снаряжением).
- на все головные уборы срочнослужащих, кроме пилотки, крепится звезда с эмблемой — лавровым венком;
- для всех видов парадной формы срочнослужащих и курсантов введён белёный ремень с золочёной латунной пряжкой;
- на правый рукав срочнослужащих введены золотистые прямоугольные нашивки по годам службы;
- на повседневные и полевые погоны срочнослужащих установлены литеры «ГБ» или «ПВ», на все погоны курсантов — литеры «К».
- в районах с жарким климатом разрешено при повседневной форме (с панамой) ношение кителя с открытым воротом, а также облегчённого обмундирования с ботинкам;
- для полевой формы срочнослужащих пряжка ремня — защитного цвета.

Далее незначительные и более-менее значимые изменения вводятся отдельными приказами и распоряжениями без изменения всей системы организации и ношения униформы.
- В 1974 г. изменён статус генералов армии, которых приравняли к Маршалам родов войск. Вследствие этого вводятся новые знаки различия на погоны, и новый знак отличия, аналогичный знакам Маршалов и Главных маршалов родов войск — «Малая маршальская звезда».
- В 1975 г. с целью укрепления положения офицерского состава и придания форме одежды офицеров большего отличия от формы сверхсрочнослужащих на повседневные фуражки офицеров устанавливается золотой филигранный ремешок, на повседневный китель — петлицы как на парадном мундире с золотой окантовкой.

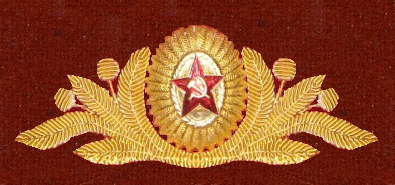
Шитьё на околыши повседневных фуражек генералов внутренней службы (с 1980 г.)

- В 1980 году на околыш повседневных фуражек генералов введено шитьё жёлто-золотистой канители аналогичное парадно-выходному, но упрощённой схемы, представляющее собой орнамент из лавровых ветвей;
- отменены парадные погоны серебряного цвета, все инженерно-технические звания заменены строевыми;
- изменены правила ношения наград на парадных мундирах военнослужащих;
- разрешено при повседневной нестроевой форме в жаркую погоду носить белую рубашку без кителя, с пристяжными погонами с белым полем.

#### Спецназ ВВ МВД СССР

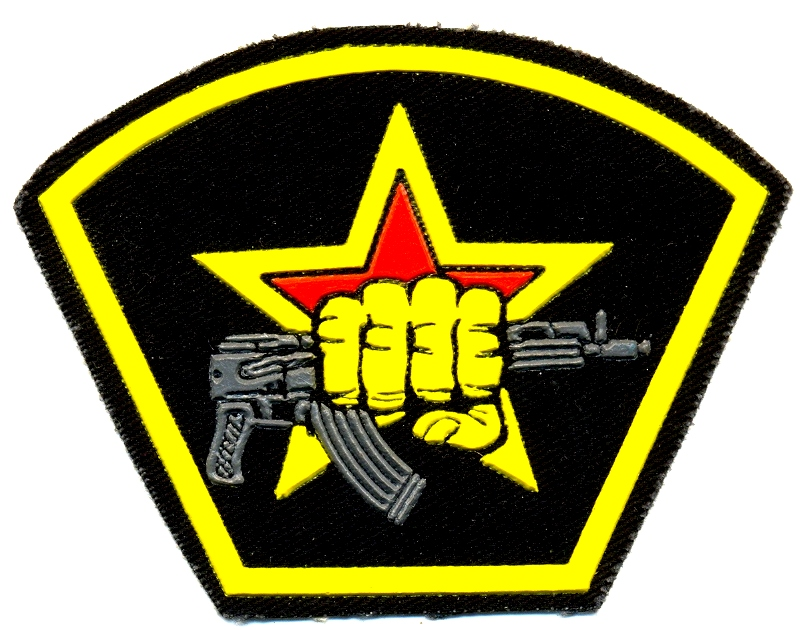
Один из вариантов нарукавных знаков отряда СН ВВ МВД СССР «Витязь». Конец 1980-х гг.

К Олимпиаде-80, очевидно, учитывая опыт Мюнхена-72, в конце 1977 года Министр внутренних дел СССР отдал распоряжение Командующему внутренними войсками МВД СССР генерал-полковнику И. К. Яковлеву и командованию ОМСДОН им. Ф. Дзержинского: сформировать специальное подразделение ВВ для обеспечения безопасности в период проведения Игр. В последующем оно должно было решать задачи борьбы с терроризмом и другими особо дерзкими преступными проявлениями.
В последние дни 1977 г. вышел приказ о начале формирования первого в системе внутренних войск МВД СССР подразделения спецназа. Им стала учебная рота специального назначения (УРСН) — в будущем 6-й отряд специального назначения «Витязь», а затем — 1-й Краснознамённый полк специального назначения «Витязь» ОДОН ВВ МВД России.
Уже в 1978 г. в роте появляется неуставной элемент одежды, призванный выделять его носителя из общей массы военнослужащих и подчёркивать его принадлежность к Спецназу, то есть, войсковой элите — краповый берет. Вплоть до 1988 г. берет продолжал оставаться неуставным предметом, носимым военнослужащими подразделения на свой страх и риск. При этом возникает традиция особого «квалификационного экзамена», дающего право на ношение берета — до сдачи экзаменов новичкам предписывалось носить береты защитного цвета с соответствующими кокардами и эмблемами.
В декабре 1989 г. УРСН была развёрнута в батальон СН. Командование внутренних войск попыталось узаконить практику ношения берета, присвоив его всем военнослужащим батальона СН ОМСДОН ВВ МВД СССР для ношения в качестве основного элемента униформы по образцу ВДВ (с введением тельняшки с краповыми полосами для ношения под кителем). Это решение руководства, однако, не нашло поддержки у самих спецназовцев — они считали, что берет может носить лишь тот, кто сдаст квалификационный экзамен (при этом военнослужащие ссылались на опыт «Зелёных беретов», одного из спецподразделений Вооружённых сил США).
Окончательно узаконен квалификационный экзамен будет только в 1993 г.

#### Изменения конца 1980-х гг.
В 1988 году — как оказалось, в последний раз — вновь изменились Правила ношения военной формы. Нововведения 1988 года узаконивали и приводили в систему большинство изменений, произошедших за пятнадцать лет и введённых в действие приказами воинских начальников разного уровня. С другой стороны, они содержали ряд принципиальных новшеств, представлявших своего рода пилотные проекты по дальнейшему преобразованию советских военнослужащих. Министром внутренних дел СССР генерал-полковником внутренней службы А. В. Власовым указанные нововведения распространил на Внутренние войска и службы МВД СССР.
Изменения, сохраняя общую принципиальную основу униформы, сводились к следующему:
- вновь отменялось ношение кортика офицерами при парадном и парадно-выходном обмундировании;
- для летней парадно-выходной формы генералов оставлен только светло-серый открытый китель, устанавливалась фуражка с тульёй цвета «морской волны» и шитьём на краповом околыше как на парадных фуражках;
- на папахи генералов, участвующих в парадах в г. Москве в составе парадных расчётов, столицах союзных республик и городах-героях устанавливалась кокарда с эмблемой (как в ВВС);
- допускалось ношение генералами и офицерами летней парадно-выходной и повседневной формы без кителя, в рубашке с погонами белого (парадная) или защитного (повседневная) цвета (это же право получили военнослужащие-срочники при парадно-выходной форме с рубашкой защитного цвета); к парадно-выходному и повседневному обмундированию мог надеваться плащ или летнее пальто (для генералов);
- к летней повседневной форме вне строя генералов и офицеров допускалось ношение белой рубашки с защитным галстуком и белыми погонами;
- к летней повседневной форме вне строя для генералов и офицеров — ботинки коричневого цвета;
- при повседневной летней форме вне строя офицерам разрешено носить рубашку без галстука с расстёгнутым воротником и короткими рукавами; специальная форма офицеров для районов с жарким климатом отменена;
- для повседневной летней формы для строя вводился новый, точнее, хорошо позабытый элемент обмундирования — офицерская пилотка из той же ткани, что и основная форма, в тон ей, с кантами и кокардой; пилотка носится только с офицерской шерстяной курткой (ещё один новый элемент сразу по достоинству оценённый военными) с прорезными карманами с клапанами, отложным воротником, на пуговицах; при нестроевой форме с курткой надевается фуражка;
- для военнослужащих-женщин при летней форме для строя обязательно облегчённое снаряжение М55;
- на повседневной форме военнослужащих срочной службы, включая специальную форму для районов с жарким климатом, погоны, петлицы, эмблемы — защитного цвета; цветные элементы на кителе сохранили только курсанты, как и повседневную фуражку;
- несмотря на введение новой полевой формы одежды, Правила оставляли для ношения солдат-срочников и курсантов и старую, образца 1973 года (для курсантов — с цветными петлицами и погонами), очевидно, как некоторый переходный вариант;
- для всех военнослужащих устанавливалась введённая в 1984 году полевая форма — «афганка»;

Все элементы обмундирования офицеров традиционно распространялись на прапорщиков, старшин и сержантов сверхсрочной службы.
Новая полевая форма исключала любые цветные или блестящие предметы, была единой по покрою для всех военнослужащих и не позволяла отличить военнослужащего Советской Армии от военнослужащего МВД СССР или КГБ СССР. Она включала в себя следующие элементы:
а) кепи базового цвета с наушниками (в обычных условиях носятся в свёрнутом виде), защитным козырьком; на кепи крепилась кокарда защитного цвета (генералы, офицеры, сверхсрочники) или малая пятиконечная звезда защитного цвета; для зимней формы — шапка-ушанка установленного образца с аналогичными кокардами;
б) куртка базового цвета свободного покроя с нагрудными, набедренными и нарукавными нашивными карманами с клапанами на застёжке-липучке, манжетами, с наплечными погончиками, с открытым отложным воротником, в углах воротника — металлическая эмблема рода войск защитного цвета; для зимней формы — утеплённая куртка аналогичного покроя с меховым воротником; поверх куртки — ремень или полевое снаряжение;
в) брюки базового цвета прямого покроя с набедренными нашивными карманами с клапанами на застёжках-липучках; для зимней формы — утеплённые брюки аналогичного покроя, приспособленные для носки с тёплым бельём;
г) сапоги установленного образца; ношение иной обуви Правилами не допускалось, однако, судя по фотографиям, не запрещалось ношение высоких ботинок на шнуровке и даже обычных ботинок к повседневной форме.
К погончикам курток пристёгивались полевые генеральские погоны. Звания всех остальных военнослужащих обозначались непосредственно на погончиках звёздочками (без просветов) и тёмно-зелёными лычками.
Новая полевая форма, проверенная в боевых условиях, не вызвала особо серьёзных возражений, в том числе и в генеральской среде. В последние годы существования войск МВД СССР именно новая полевая форма и станет их визитной карточкой из-за их участия в трагических событиях в Тбилиси, Нагорном Карабахе (1989 г.), Баку (1990 г.), Прибалтике (1991 г.) и т. д. В последний раз в массовом количестве полевая (армейская, МВД, КГБ) форма будет продемонстрирована в августе 1991 года на улицах г. Москвы.
Приказом МВД СССР № 156 от 07.08.1989 г. сотрудникам и военнослужащим пожарной охраны были установлены общевойсковые эмблемы вместо технических.
Таблица: Знаки различия комначоперсостава МВД и личного состава Внутренних войск 1969 г.
| погон 1969 | погон 1969 | погон 1969 | погон 1969 | погон 1969 | погон 1969 | погон 1969 | погон 1969 | погон 1969 |

```
*) До 23 октября 1973 года — генерал Внутренней службы 1 ранга.
**) До 23 октября 1973 года — генерал Внутренней службы 2 ранга.
***) До 23 октября 1973 года — генерал Внутренней службы 3 ранга.
```

| Комначсостав (к повседневному кителю и шинели, к парадной шинели)*) | Комначсостав (к повседневному кителю и шинели, к парадной шинели)*) | Комначсостав (к повседневному кителю и шинели, к парадной шинели)*) | Комначсостав (к повседневному кителю и шинели, к парадной шинели)*) | Комначсостав (к повседневному кителю и шинели, к парадной шинели)*) | Комначсостав (к повседневному кителю и шинели, к парадной шинели)*) | Комначсостав (к повседневному кителю и шинели, к парадной шинели)*) | Комначсостав (к повседневному кителю и шинели, к парадной шинели)*) | Комначсостав (к повседневному кителю и шинели, к парадной шинели)*) | Комначсостав (к повседневному кителю и шинели, к парадной шинели)*) | Комначсостав (к повседневному кителю и шинели, к парадной шинели)*) |                                  |                                     |                                     |
| Старший комначальствующий состав                                    | Старший комначальствующий состав                                    | Старший комначальствующий состав                                    | Старший комначальствующий состав                                    | Старший комначальствующий состав                                    | Старший комначальствующий состав                                    | Средний комначальствующий состав                                    | Средний комначальствующий состав                                    | Средний комначальствующий состав                                    | Средний комначальствующий состав                                    | Средний комначальствующий состав                                    | Средний комначальствующий состав | Средний комначальствующий состав    | Средний комначальствующий состав    |
| Полковник внутренней службы                                         | Полковник внутренней службы                                         | Подполковник внутренней службы                                      | Подполковник внутренней службы                                      | Майор внутренней службы                                             | Майор внутренней службы                                             | Капитан внутренней службы                                           | Капитан внутренней службы                                           | Старший лейтенант внутренней службы                                 | Старший лейтенант внутренней службы                                 | Лейтенант внутренней службы                                         | Лейтенант внутренней службы      | Младший лейтенант внутренней службы | Младший лейтенант внутренней службы |
| ------------------------------------------------------------------- | ------------------------------------------------------------------- | ------------------------------------------------------------------- | ------------------------------------------------------------------- | ------------------------------------------------------------------- | ------------------------------------------------------------------- | ------------------------------------------------------------------- | ------------------------------------------------------------------- | ------------------------------------------------------------------- | ------------------------------------------------------------------- | ------------------------------------------------------------------- | -------------------------------- | ----------------------------------- | ----------------------------------- |
| погоны 1969                                                         | погоны 1969                                                         | погоны 1969                                                         | погоны 1969                                                         | погоны 1969                                                         | погоны 1969                                                         | погоны 1969                                                         | погоны 1969                                                         | погоны 1969                                                         | погоны 1969                                                         | погоны 1969                                                         | погоны 1969                      | погоны 1969                         | погоны 1969                         |

| 'Младший комначсостав, сверхсрочнослужащие*) А) Погоны к парадному и повседневному кителю и шинели, летней рубашке | 'Младший комначсостав, сверхсрочнослужащие*) А) Погоны к парадному и повседневному кителю и шинели, летней рубашке | 'Младший комначсостав, сверхсрочнослужащие*) А) Погоны к парадному и повседневному кителю и шинели, летней рубашке | 'Младший комначсостав, сверхсрочнослужащие*) А) Погоны к парадному и повседневному кителю и шинели, летней рубашке | 'Младший комначсостав, сверхсрочнослужащие*) А) Погоны к парадному и повседневному кителю и шинели, летней рубашке | 'Младший комначсостав, сверхсрочнослужащие*) А) Погоны к парадному и повседневному кителю и шинели, летней рубашке | 'Младший комначсостав, сверхсрочнослужащие*) А) Погоны к парадному и повседневному кителю и шинели, летней рубашке | 'Младший комначсостав, сверхсрочнослужащие*) А) Погоны к парадному и повседневному кителю и шинели, летней рубашке | 'Младший комначсостав, сверхсрочнослужащие*) А) Погоны к парадному и повседневному кителю и шинели, летней рубашке | 'Младший комначсостав, сверхсрочнослужащие*) А) Погоны к парадному и повседневному кителю и шинели, летней рубашке | 'Младший комначсостав, сверхсрочнослужащие*) А) Погоны к парадному и повседневному кителю и шинели, летней рубашке |                                   |
| Старший прапорщик внутренней службы                                                                                | Старший прапорщик внутренней службы                                                                                | Старший прапорщик внутренней службы                                                                                | Прапорщик внутренней службы                                                                                        | Прапорщик внутренней службы                                                                                        | Прапорщик внутренней службы                                                                                        | Старшина внутренней службы                                                                                         | Старшина внутренней службы                                                                                         | Старшина внутренней службы                                                                                         | Старший сержант внутренней службы                                                                                  | Старший сержант внутренней службы                                                                                  | Старший сержант внутренней службы |
| --- | --- | --- | --- | --- | --- | --- | --- | --- | --- | --- | --------------------------------- |
| погоны 1973 | погоны 1973 | погоны 1973 | погоны 1973 | погоны 1973 | погоны 1969 | погоны 1973 | погоны 1969 | погоны 1969 | погоны 1973 | погоны 1969 | погоны 1969                       |

| нз 1969                       | нз 1969                       | нз 1969        | нз 1969        |         | нз 1969 | нз 1969 | нз 1969 |
| (к парадному кителю и шинели) | (к парадному кителю и шинели) | 10 лет и болше | 5-й до 9-й год | 4-й год | 3-й год | 2-й год | 1-й год |

| погон 1973 | погон 1973 | погон 1973 | погон 1973 | погон 1973 | погон 1973 |
| нз 1969    | нз 1969    | нз 1969    | нз 1969    | нз 1969    | нз 1969    |

```
*) Военнослужащие Внутренних войск не имели приставки к званию «внутренней службы». Её в МВД имели военнослужащие пожарных частей, тыла, а также работники паспортных столов.
**) 
До 07.08.1989 г. (Приказ министра внутренних дел СССР № 156); у курсантов цвет мундира — защитный.
 
***) 
Литеры до 1973 г. только на парадных погонах
.
 
Примечание:
 Прапорщик — с 1973 г., старший прапорщик — с 1980 г.
```

### Киновоплощения
- За рекой — граница (1971)
- Пограничный пёс Алый (1979)
- Тридцать четвёртый скорый (1981)
- Вокзал для двоих (1983)
- Тревожный вылет (1983)
- Приказано взять живым (1984)
- Выйти замуж за капитана (1985)
- Тревожное воскресенье (1986)
- Государственная граница. На дальнем пограничье (1988)
- Родные берега (1989)
- Караул (1989)
- Караван смерти (1991)